# Typologia antycznej ceramiki greckiej

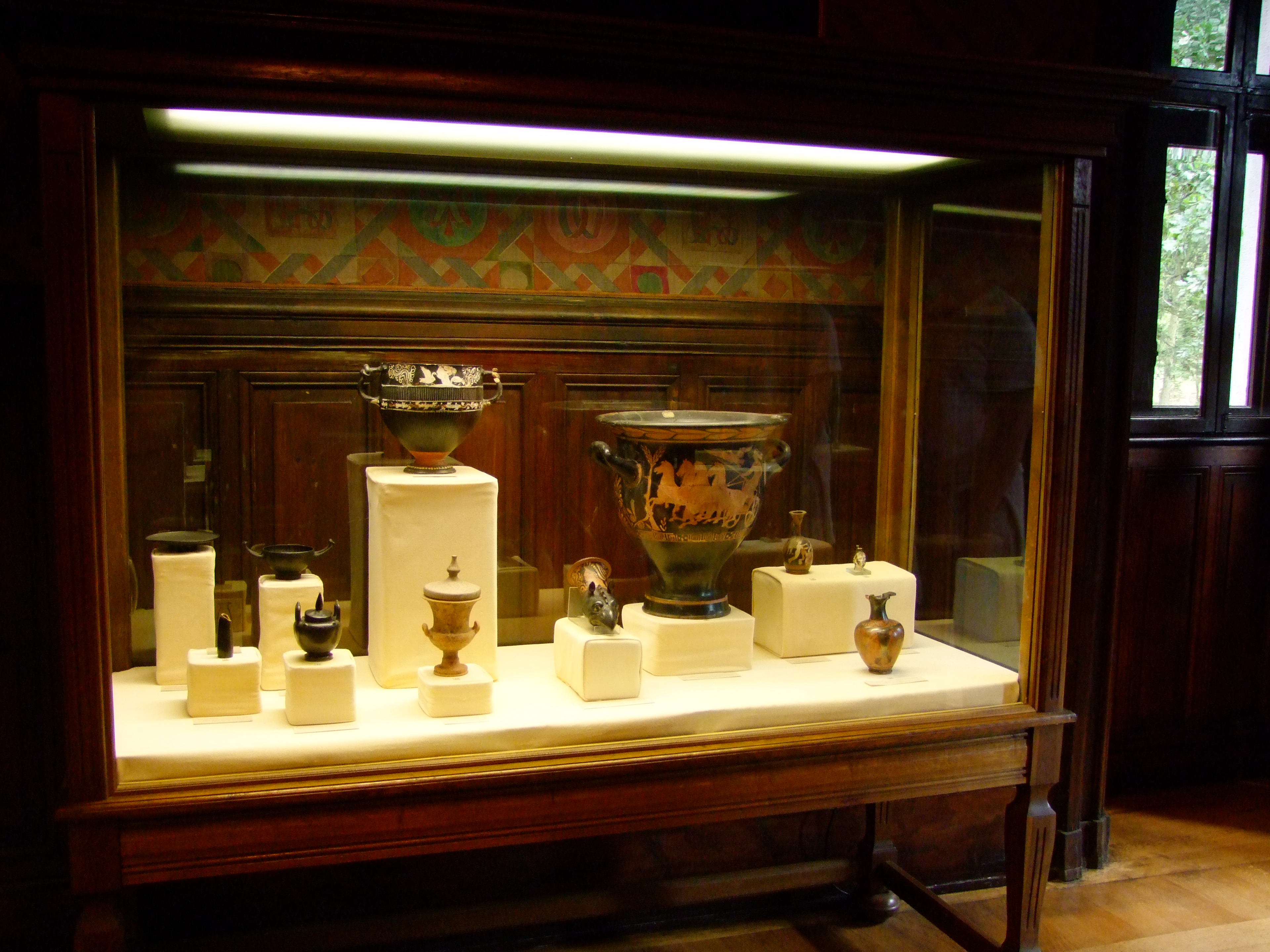
Fragment ekspozycji na Zamku w Gołuchowie

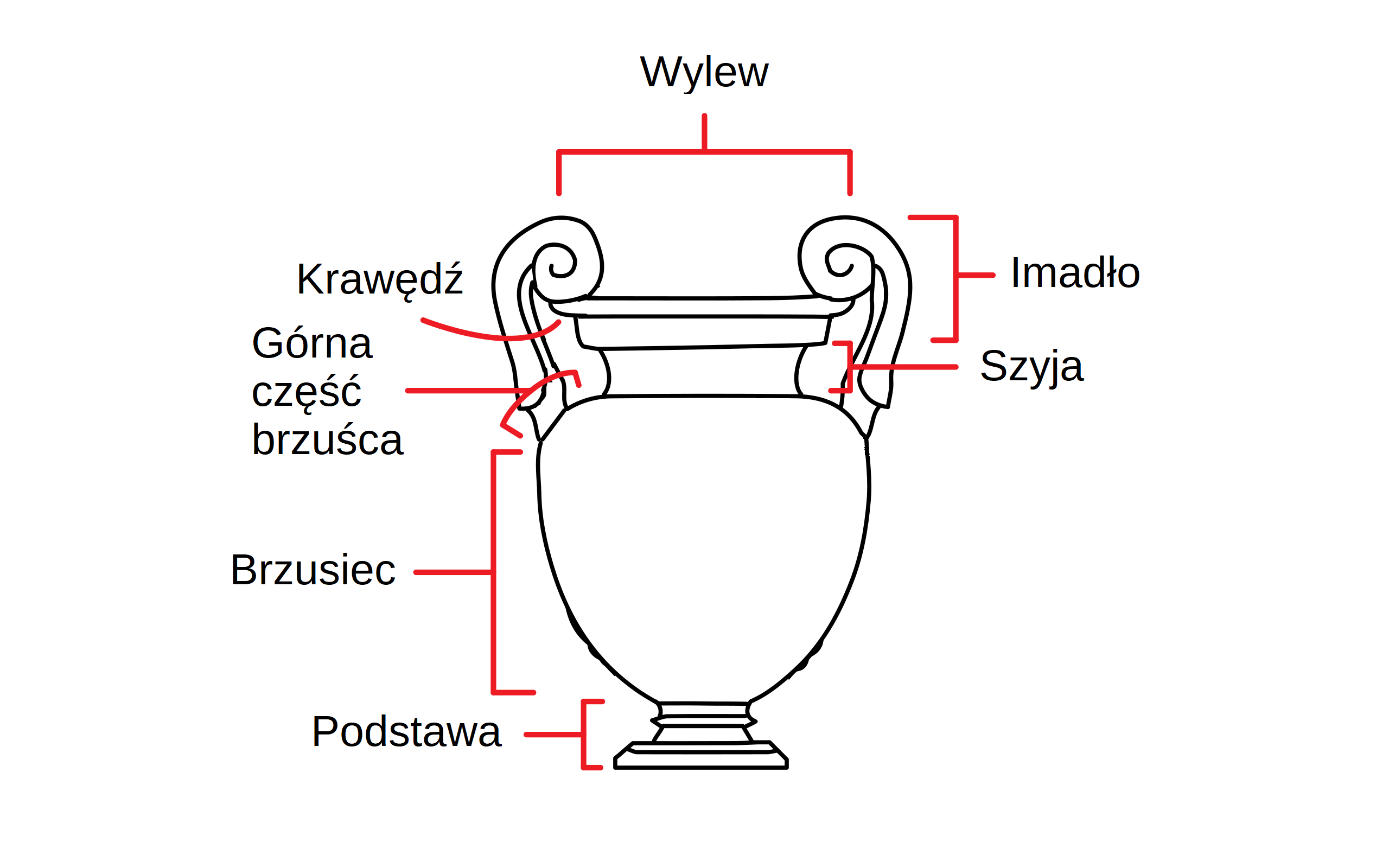
Schemat części typowej ateńskiej wazy, w tym przypadku krateru wolutowego

Typologia antycznej ceramiki greckiej – zróżnicowanie form naczyń wytwarzanych z gliny lub terakoty używanych w życiu codziennym, przy sprawowaniu funkcji religijnych i w obrzędach pogrzebowych w Starożytnej Grecji.
W Starożytnej Grecji wytwarzano z gliny nie tylko niewielkie przedmioty będące w użyciu przy jedzeniu i piciu, ale także wielkie kadzie, pojemniki, piece, sarkofagi, czajniki, wiadra, patelnie, moździerze do kruszenia, pojemniki na kosmetyki, zabawki, posągi, statuetki, ozdoby architektoniczne, lampy oraz przedmioty dekoracyjne. W handlu, rzemiośle i życiu publicznym funkcjonowały wytworzone z ceramiki: urny wyborcze, zegary wodne, miarki do płynów i substancji sypkich. W nagrodę dla zwycięzców igrzysk wręczono czarnofigurowe amfory panatenajskie. Obecnie historycy sztuki i archeolodzy więcej wiedzą o przedmiotach ceramicznych artystycznie wyszukanych, zapewne rzadszych w starożytności, które zachowały się w dobrym stanie w grobowcach, stanowiąc ich wyposażenie, niż o przedmiotach codziennego użytku, np. używanych do gotowania lub na targu.
Ze względu na chronologię występowania poszczególnych typów dekoracji antyczną ceramikę grecką dzieli się na: geometryczną, orientalizującą, czarnofigurową, czerwonofigurową, białogruntowaną i późną.

## Formy ceramiki
| Forma                                    | Wykorzystanie | Rysunek          | Zdjęcie | Uwagi do zdjęcia                                                                      |  |
| ---------------------------------------- | --- | ---------------- | ------- | ------------------------------------------------------------------------------------- |  |
| Alabastron (Ἀλάβαστρον)                  | Naczynie na olejek lub pachnidło |                  |         | Alabastron attycki, ok. 470 p.n.e., Muzeum Narodowe w Warszawie                       |  |
| Amfora (Ἀμφορέας)                        | Do przewozu wina, oleju oraz substancji sypkich |                  |         | Amfora czerwonofigurowa, 520–510, Herakles i Atena, Staatliche Antikensammlungen      |  |
| Amforiskos (Ἀμφορισκος)                  | Mała amfora na olejek zapachowy, z dwoma uchwytami |                  |         | Amforiskos czerwonofigurowy, młodzieniec siedzący z kobietą, ok. 425–400 p.n.e., Luwr |  |
| Amis (Ἀμίς)                              | Przenośny nocnik w kształcie dzbanka z szerokim wylewem                                                                                               |                  |         | Nocnik ceramiczny dla dzieci, ok. VI w. p.n.e., Muzeum Agory w Atenach                |  |
| Aryballos (Ἀρύβαλλος)                    | Małe naczynie (lub butelka) na olejek z wąską szyjką, używany przez atletów                                                                           |                  |         | Aryballos, Pegaz, ok. 580 p.n.e., Staatliche Antikensammlungen                        |  |
| Askos (Ἀσκός)                            | Zamknięte naczynie z uchwytem na płyny, w formie kaczki głównie w VIII w. p.n.e., także ozdobne                                                       |                  |         | Płaski askos, V w. p.n.e., Muzeum Narodowe w Warszawie                                |  |
| Chous (Χους)                             | Mały, pękaty dzban na wino, ok. 3,28 litra |                  |         | Chous, ok. 420–400 p.n.e., Muzeum Brytyjskie                                          |  |
| Chytra (Χύτρα)                           | Garniec do gotowania |                  |         | Chytra, ok. VI–IV w. p.n.e.                                                           |  |
| Dejnos, dinos (Δινος)                    | Misa z kulistym dnem do gotowania i mieszania wody z winem                                                                                            |                  |         | Dinos, ok. 625–600 p.n.e.                                                             |  |
| Eksaleiptron (Εξάλειπτρον)               | Puszka na maść |                  |         | Attycki czarnofigurowy trójnożny eksaleiptron, ok. 580–570 p.n.e.                     |  |
| Eksaleiptron, koton (Εξάλειπτρον, κώθων) | Puszka na maść |                  |         | Eksaleiptron koryncki, ok. 550–500 p.n.e.                                             |  |
| Epichysis (Επίχυσις)                     | Naczynie na cenne płyny, m.in. olejki lub wonności |                  |         | Epichysis, 325–300                                                                    |  |
| Epinetron (Επίνητρον)                    | Naczynie używane w tkactwie, ochraniacz na kolano dla tkaczki                                                                                         |                  |         | Epinetron, ok. 450 p.n.e.                                                             |  |
| Eschara (Εσχάρα)                         | Terakotowa podstawa do rożna |                  |         | Eschara, ok. 375–325 p.n.e.                                                           |  |
| Fiale, fiala (Φιάλη)                     | Płaska miseczka używana podczas libacji do ofiarowywania cennych płynów, wonności lub wina na cześć bogów, także „phiale”                             |                  |         | Fiale z Cales, III w. p.n.e., Antikensammlung Kiel                                    |  |
| Guttus (Γούτος)                          | Niewielkie naczynie na płyn | typ klasyczny    |         | Guttus, ok. 420–370 p.n.e.                                                            |  |
| Hydria (Ὑδρία)                           | Duży dzban na wodę o niskiej stopce i pękatym brzuścu                                                                                                 |                  |         | Hydria, 550–500                                                                       |  |
| Kados (Κάδος)                            | Naczynie do przechowywania płynów. Miało szeroki otwór i dwa pionowe ucha.                                                                            |                  |         |                                                                                       |  |
| Kalathos (Κάλαθος)                       | Naczynia szeroko otwarte, służyło jako misa do mycia                                                                                                  |                  |         | Kalathos, ok. 2. poł. X w. p.n.e.                                                     |  |
| Kalpis (Κάλπις)                          | Rodzaj ozdobnej hydrii, naczynie na wodę |                  |         | Kalpis z przedstawieniem Safony, ok. 510 p.n.e., Muzeum Narodowe w Warszawie          |  |
| Kantaros (Κάνθαρος)                      | Kielichowate naczynie z szerokim otworem służące do picia, z dużymi uchwytami                                                                         |                  |         | Kantaros, ok. 350–340 p.n.e.                                                          |  |
| Kernos (Κέρνος)                          | Naczynie z doczepionymi mniejszymi, licznymi zbiorniczkami, używane podczas obrzędów na oferty płynne, m.in. ku czci Reji, Demeter, Persefony, Kybele |                  |         | Kernos, ok. 2000 p.n.e.                                                               |  |
| Kotyle (Κοτύλη)                          | Alternatywna nazwa dla skyfos |                  |         | Kubek kotyle z sową, V w. p.n.e., Muzeum Narodowe w Warszawie                         |  |
| Krater (Κρατήρ)                          | Wysokie naczynie z rozchylonym na zewnątrz wylewem do mieszania wina z wodą                                                                           | Krater wolutowy  |         | Krater kielichowy czerwonofigurowy z końca IV w. p.n.e., Cabinet des Médailles        |  |
| Krateriskos (Κρατηρίσκος)                | Do przechowywania maści i olejków, używany w ceremoniach religijnych                                                                                  |                  |         | Krateriskos, XI w. p.n.e.                                                             |  |
| Kyatos, kyathos (Κύαθος)                 | Używany jako chochla lub czerpak |                  |         | Attycki czarnofigurowy kyathos, ok. 550–540 p.n.e.                                    |  |
| Kyliks (Κύλιξ)                           | Najpopularniejszy rodzaj czarki/kubka używanego do picia                                                                                              | Chalkidský kylix |         | Czarnofigurowy kyliks attycki, ok. 510–500 p.n.e., Muzeum Brytyjskie                  |  |
| Lagynos (Λάγυνος)                        | Do przechowywania wody lub wina (łac. lagoena) |                  |         | Lagynos z Cyrenajki, ok. 150–100 p.n.e.                                               |  |
| Lakaina (Λάκαινα)                        | Głębokie naczynie do picia z dwoma poziomymi uchami przy dnie                                                                                         |                  |         | Lakońska lakaina, VI w. p.n.e., Metropolitan Museum of Art                            |  |
| Lebes (Λέβης)                            | Służył do celów toaletowych |                  |         | Lebes, VII w. p.n.e.                                                                  |  |
| Lebes gamikos (Λέβης γαμικός)            | Lebes z wiekiem, na stojaku lub cokole, używany w kąpieli weselnej                                                                                    |                  |         | Lebes gamikos, ok. 460–450 p.n.e.                                                     |  |
| Lekane (Λεκάνη)                          | Miska do mycia rąk z dwoma uchwytami, używana podczas spożywania posiłków                                                                             |                  |         | Lekane, ok. 330 p.n.e.                                                                |  |
| Lekanis (Λεκανις)                        | Płytka miska z pokrywką i dwoma poziomymi uchwytami                                                                                                   |                  |         | Attycki lekanis czerwonofigurowy, ok. 370–360 p.n.e.                                  |  |
| Lekythos, lekyt (Λήκυθος)                | Do przechowywania oliwy, również w użyciu toaletowym, od V w. p.n.e. także jako dar ofiarny (przy grobach i kapliczkach)                              |                  |         | Attycki lekythos czarnofigurowy, ok. 490 p.n.e.                                       |  |
| Lopas (Λοπάς)                            | Płytka patelnia lub talerz do gotowania |                  |         | Lopas, VII–VI                                                                         |  |
| Louterion (Λουτήριον)                    | Naczynie do mycia i kąpieli |                  |         | Attycki louterion czarnofigurowy, ok. 600–575 p.n.e.                                  |  |
| Lutrofora albo Lutroforos (Λουτροφόρος)  | Naczynie rytualne, używane na weselach i pogrzebach                                                                                                   |                  |         | Lutrofora, ok. 330 p.n.e.                                                             |  |
| Lydion (Λύδιον)                          | Naczynie toaletowe służące do przechowywania maści zwanej bakkaris, produkowane w Lidii, na Sycylii, a także w Italii                                 |                  |         | Joński lydion, ok. VI w. p.n.e.                                                       |  |
| Mastos (Μαστός)                          | Kubek w kształcie kobiecej piersi, używany do picia                                                                                                   |                  |         | Czarnofigurowy mastos attycki, 520–510                                                |  |
| Ojnochoe, oinochoe (Οινοχόη)             | Do czerpania i nalewania wina, rzadziej wody |                  |         | Ojnochoe, ok. 625–600 p.n.e.                                                          |  |
| Olpe (ὄλπη)                              | Dzban na oliwę lub wino |                  |         | Olpe, ok. 540 p.n.e.                                                                  |  |
| Oon (ὠόν)                                | naczynie w kształcie jaja, używane w obrzędach pogrzebowych                                                                                           |                  |         | Oon, V w. p.n.e.                                                                      |  |
| Pelike (Πελίκη)                          | Do przechowywania płynów, także jako urna pogrzebowa                                                                                                  |                  |         | Pelike, ok. 480–470 p.n.e.                                                            |  |
| Perirrhanterion (περιρραντήριον)         | Okrągły, płytkie naczynie z wodą do rytualnego oczyszczenia, zwykle wykonany z kamienia, rzadziej z wypalonej gliny                                   |                  |         | Kopia archaicznego perirrhanterionu, ok. VII w. p.n.e.                                |  |
| Phormiskos (Φορμίσκος)                   | Rytualny zraszacz do wody lub oleju, może grzechotka                                                                                                  |                  |         | Phormiskos z okresu hellenistycznego.                                                 |  |
| Pinaks (πίναξ)                           | Tabliczka wotywna |                  |         | Czarnofigurowy pinaks attycki, scena z żałobnikami, ok. 560–550 p.n.e.                |  |
| Pitos, pithos (Πίθος)                    | Wysokie naczynie zasobowe |                  |         | Pithos, Knossos, ok. 1500 p.n.e.                                                      |  |
| Plemochoe (Πλημοχόη)                     | Do przechowywania maści i olejków, używany w ceremoniach religijnych; forma eksaleiptronu na stopce i z pokrywką                                      |                  |         | Plemochoe, ok. 550–525 p.n.e.                                                         |  |
| Psykter (Ψυκτήρ)                         | Naczynie umieszczone w kraterze, aby schłodzić wino                                                                                                   |                  |         | Psykter, ok. 525–500 p.n.e.                                                           |  |
| Pyksis (Πυξίς)                           | Naczynie z przykrywką do przechowywania biżuterii i przyborów toaletowych                                                                             |                  |         | Attycka pyksis czerwonofigurowa, ok. 470–460 p.n.e.                                   |  |
| Ryton, rhyton (ῥυτόν)                    | Naczynie do picia, również przy rytualnych libacjach                                                                                                  |                  |         | Attycki czerwonofigurowy ryton z głową barana, ok. 470–460 p.n.e.                     |  |
| Situla                                   | Naczynie na wodę lub wino |                  |         | Apulijska situla czerwonofigurowa, ok. 350 p.n.e.                                     |  |
| Skyfos (Σκύφος)                          | Naczynie służące do picia |                  |         | Skyfos, ok. 430–420 p.n.e.                                                            |  |
| Stamnos (Στάμνος)                        | Do mieszania wina i wody |                  |         | Attycki stamnos czerwonofigurowy, ok. 480–470 p.n.e.                                  |  |

## Rodzaje i warianty

### Alabastron
Alabastrony miały kształt gruszkowaty lub cylindryczny, wypukłe dno, niewielki otwór, szeroki płaski wylew. Posiadały niekiedy dwa uchwyty. W Egipcie wyrabiano je z alabastru, stąd nazwa. W Grecji w VII w. p.n.e. powszechne były w użyciu alabastrony korynckie w stylu orientalizującym.

#### Rodzaje alabastronu

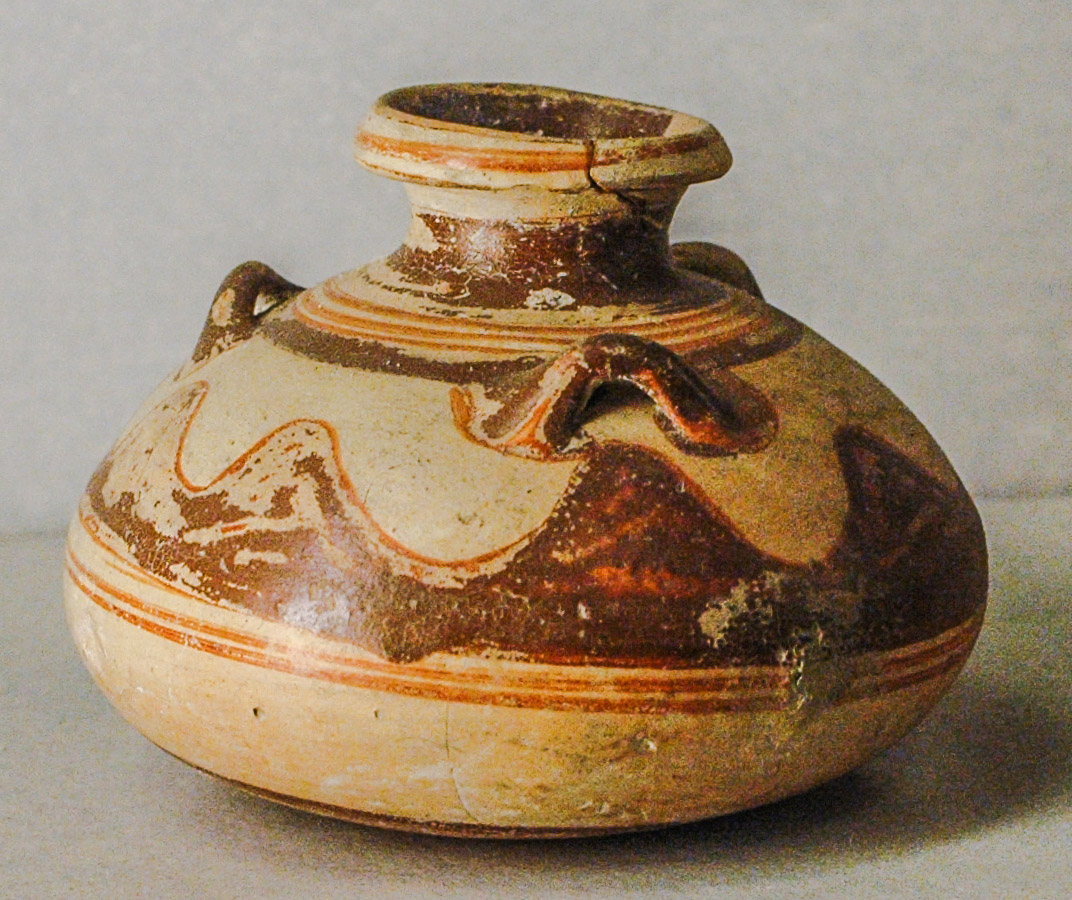
Alabastron późnohelladycki, ok. 1350 p.n.e.
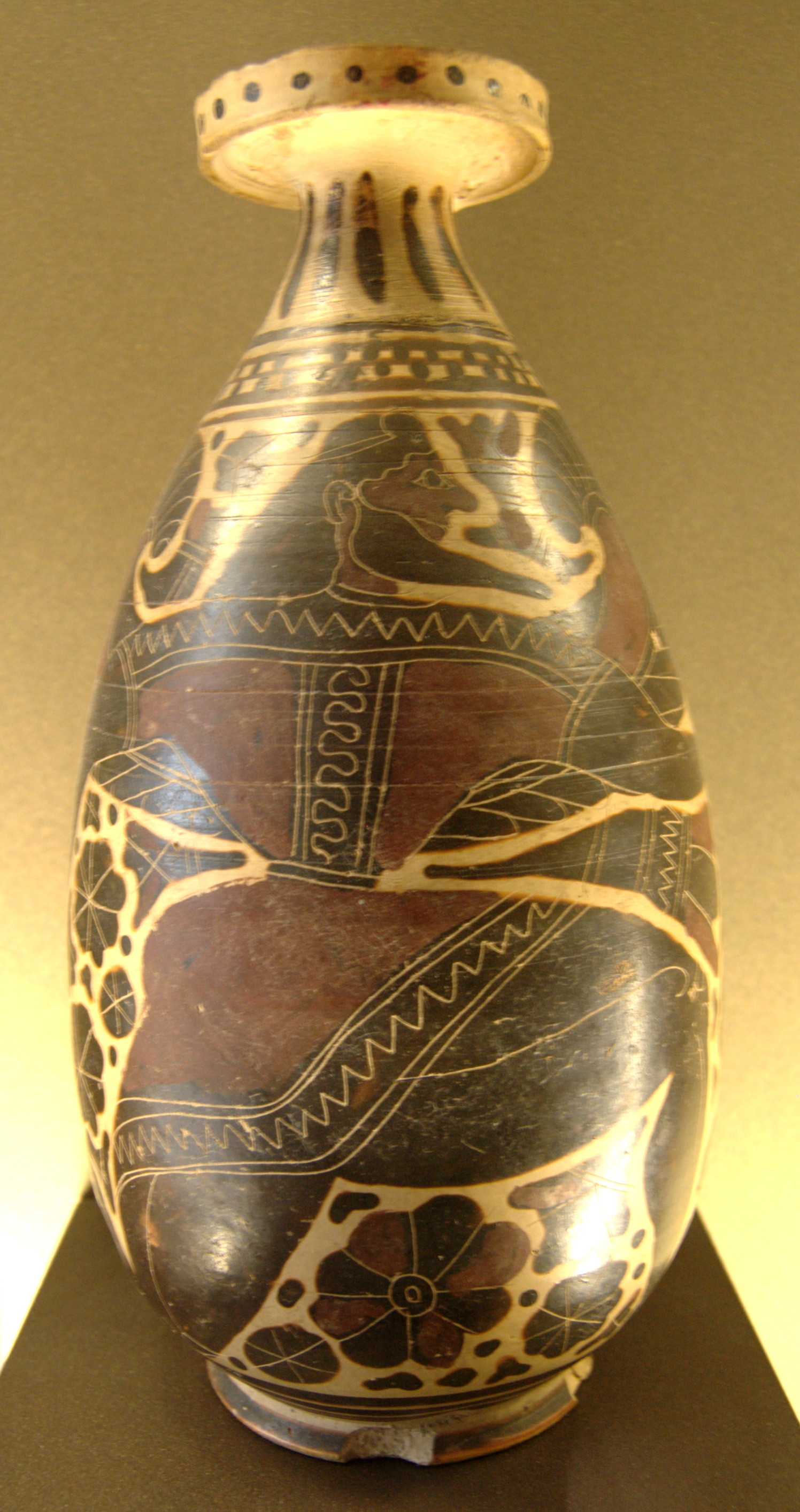
Alabastron koryncki, ok. 615–600 p.n.e.
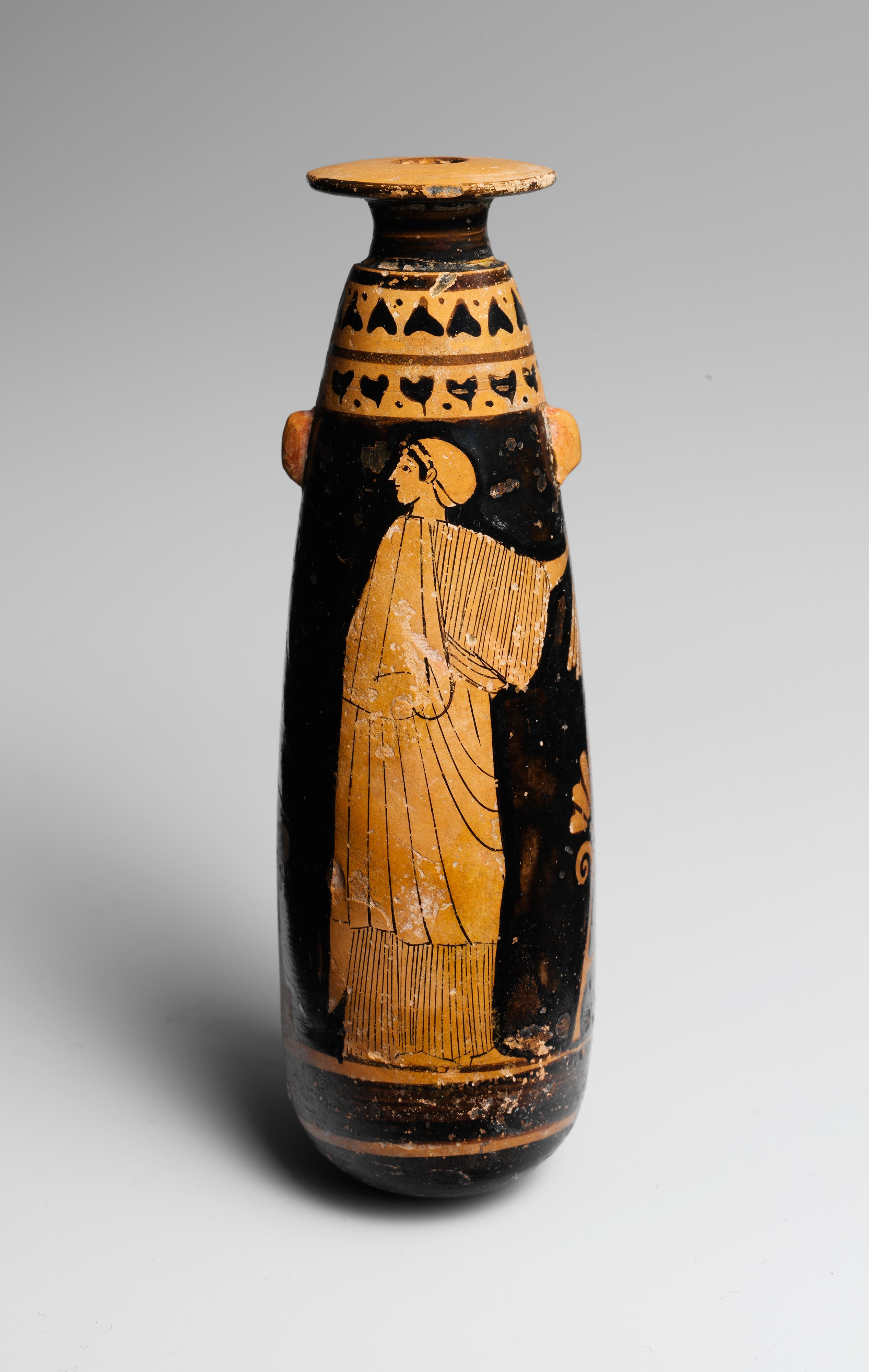
Alabastron attycki, ok. 480 p.n.e.

### Amfora (rodzaje)
Amfora to większe naczynie ceramiczne o zwężonej szyi i z dwoma przeciwległymi pionowymi imadłami. W amforach przechowywano zarówno płyny (woda, wino) jak i towary sypkie, jak zboże. Wyróżnia się amfory brzuchate (wybrzuszone) i szyjowe, a od nich kolejne formy pochodne.

#### Amfora brzuchata
Forma amfory brzuchatej pojawia się około 700 roku p.n.e. Ze względu na kształt amfory brzuchate dzieli się na: Typ A (ok. 550 p.n.e.), Typ B i Typ C. Niektórzy eksperci zaliczają do tej kategorii również amforę pelike, ale przeważa opinia, iż jest to w zasadzie osobna forma.

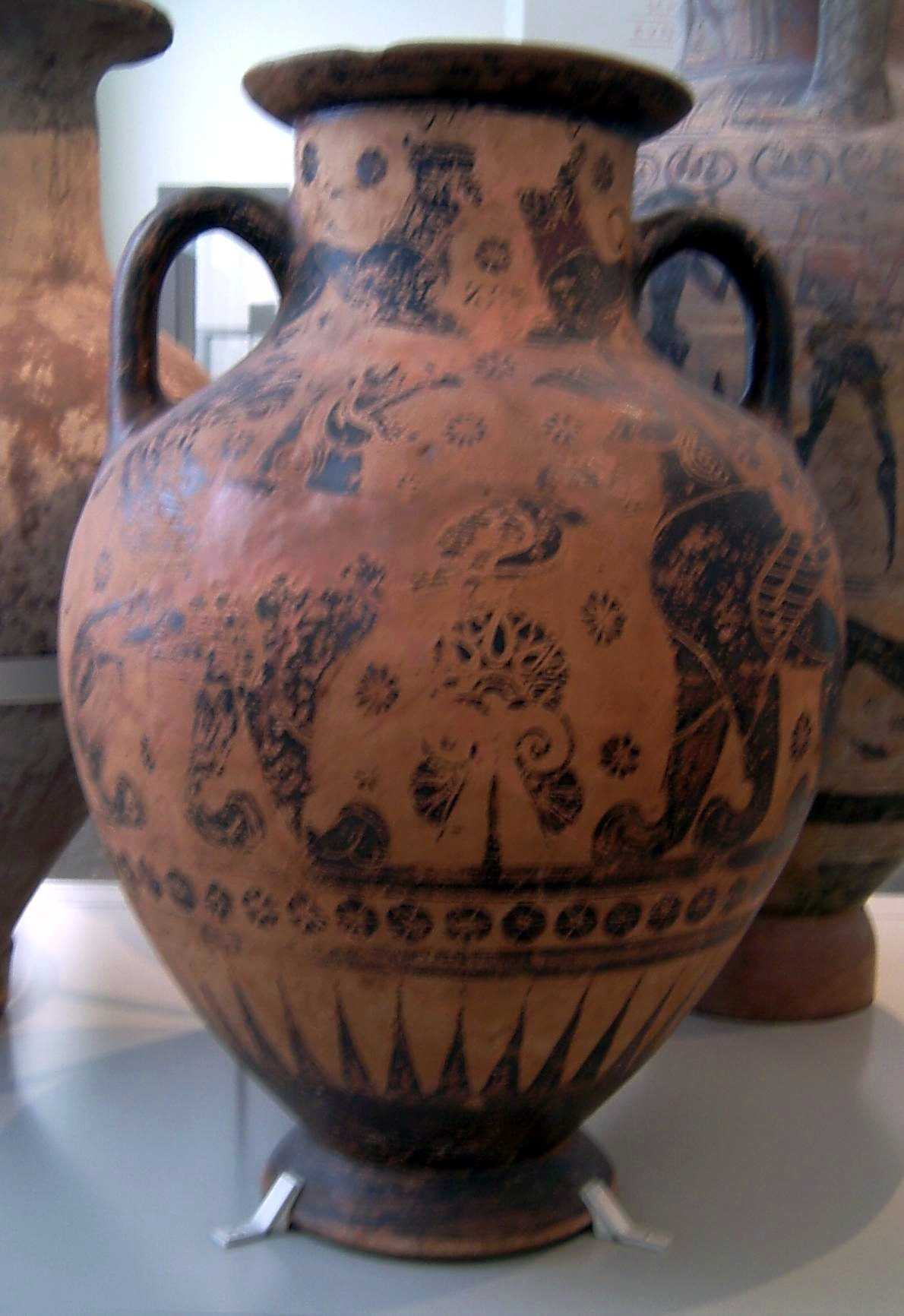
Amfora brzuchata
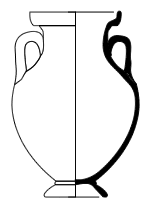
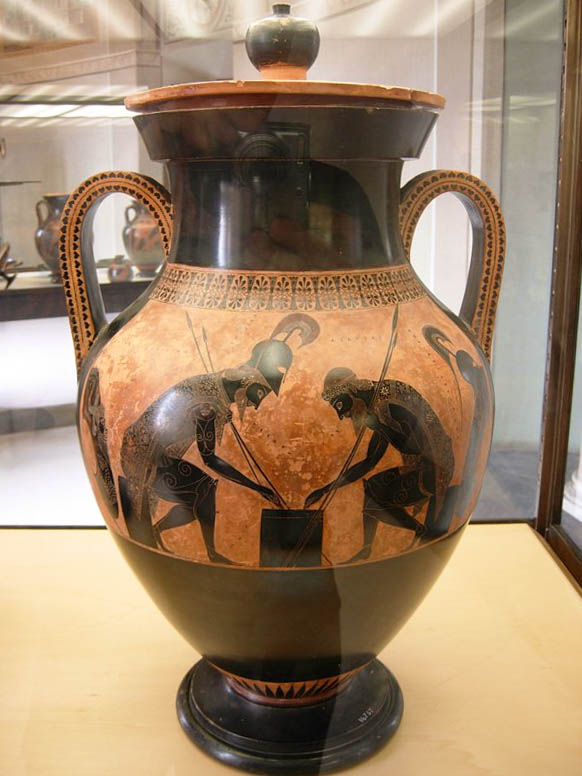
Typ A
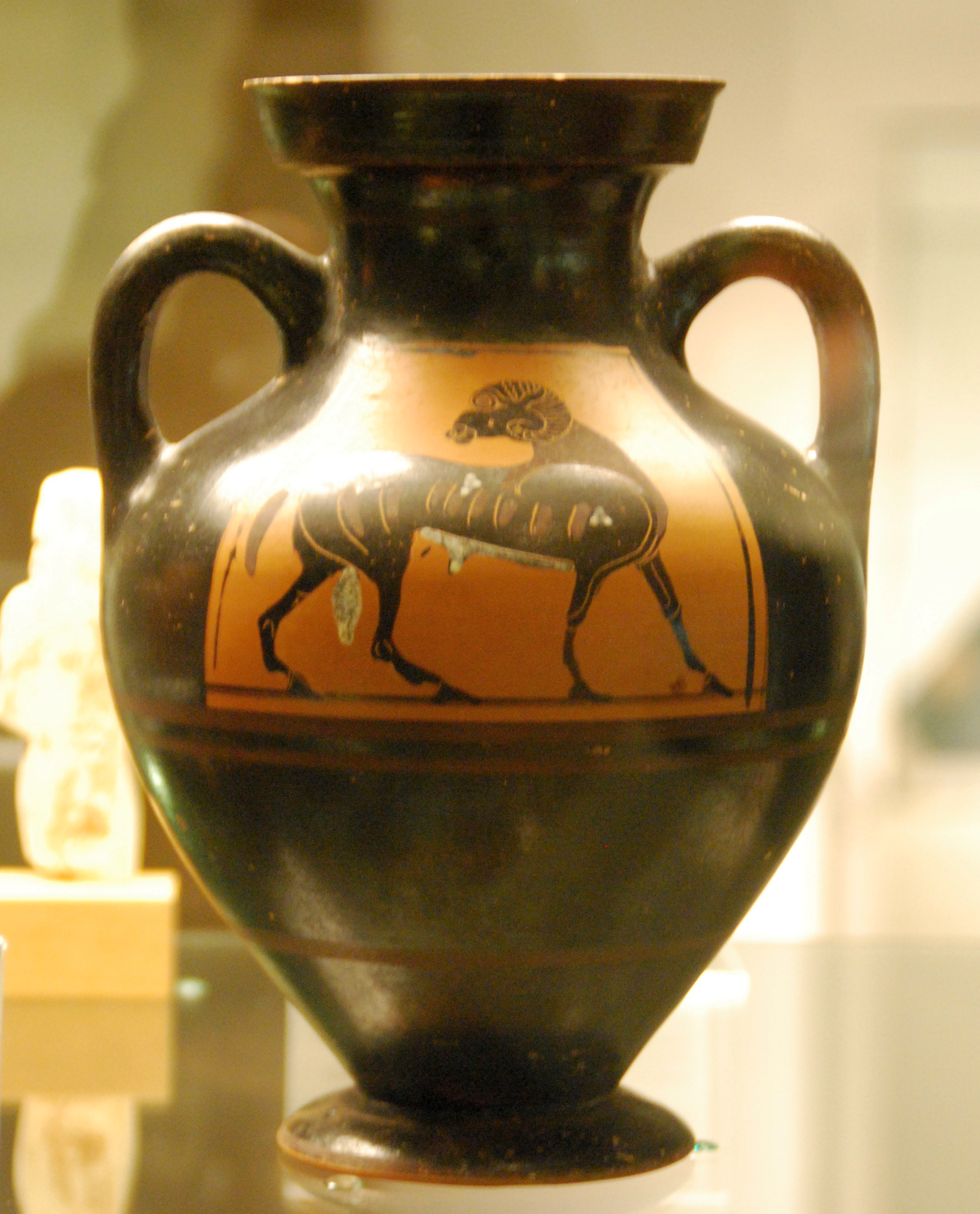
Typ B
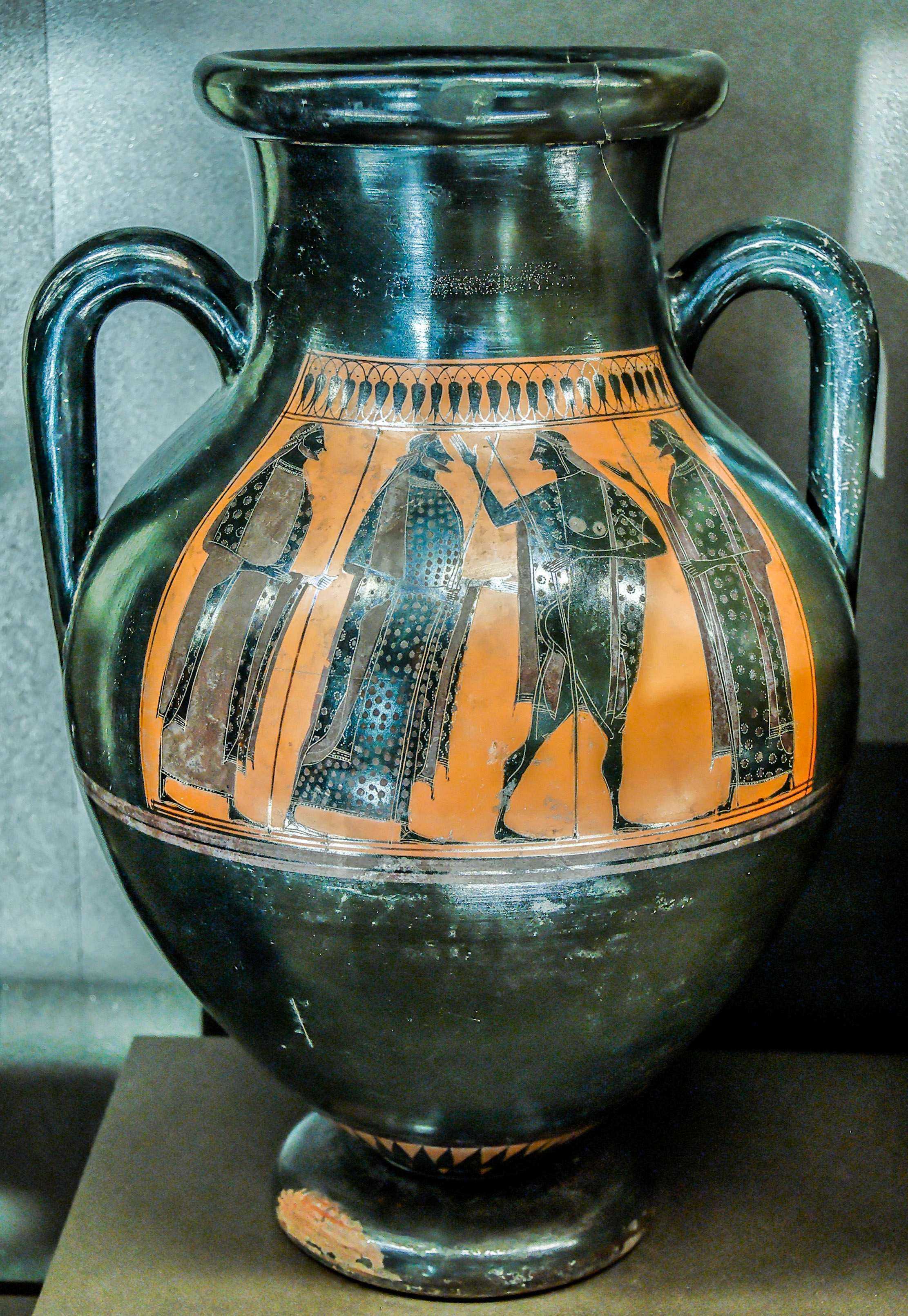
Typ C

#### Amfora szyjowa
U amfor szyjowych, występujących od ok. X w. p.n.e., szyja wyraźnie odcina się od brzuśca.

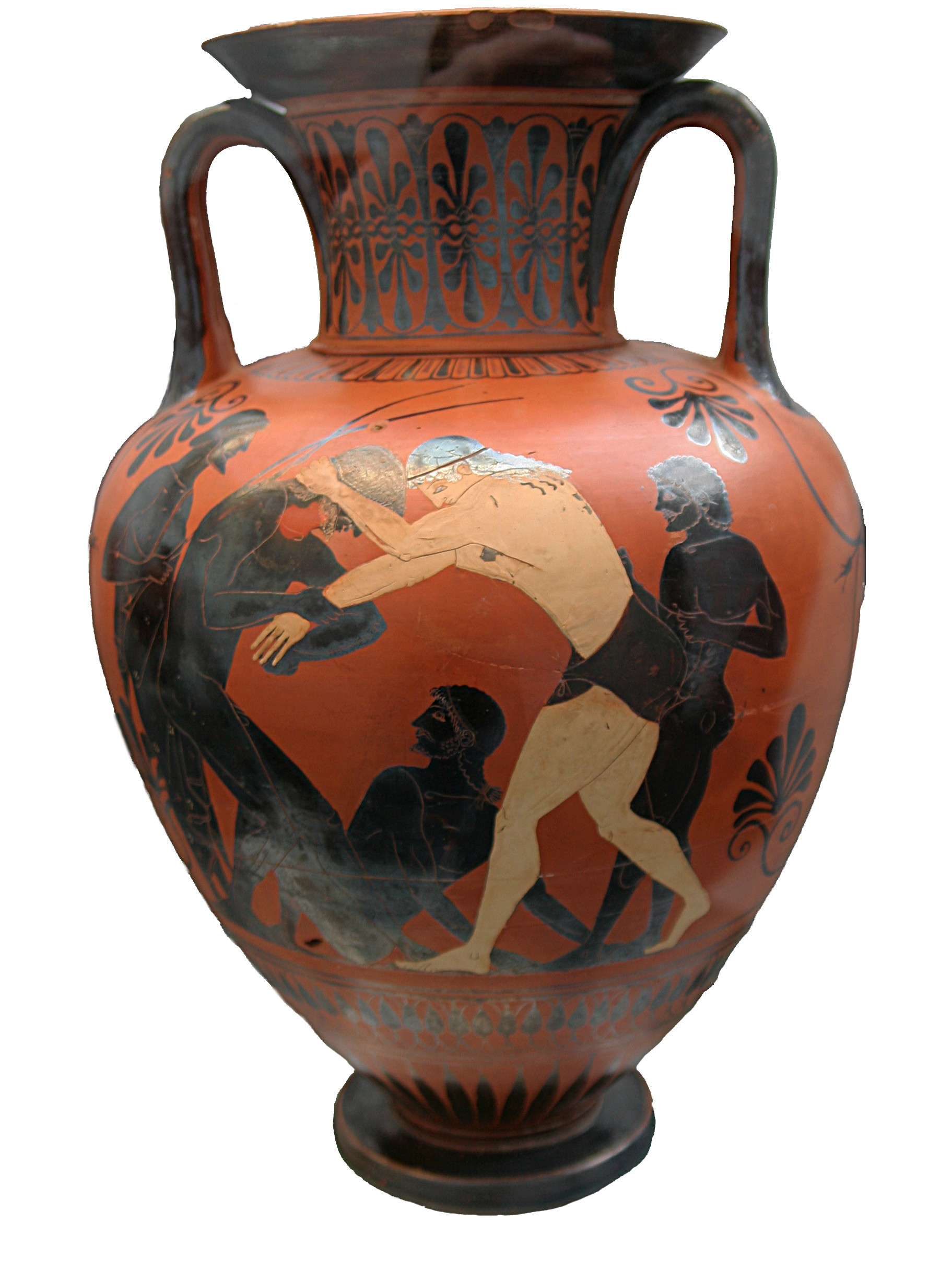
Amfora szyjowa
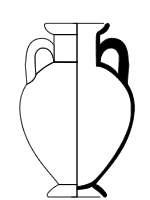

#### Amfora z końską głową
Istnieje ponad sto takich amfor namalowanych przez różnych artystów. Musiały pełnić specyficzną funkcję, która nie została jeszcze wyjaśniona.

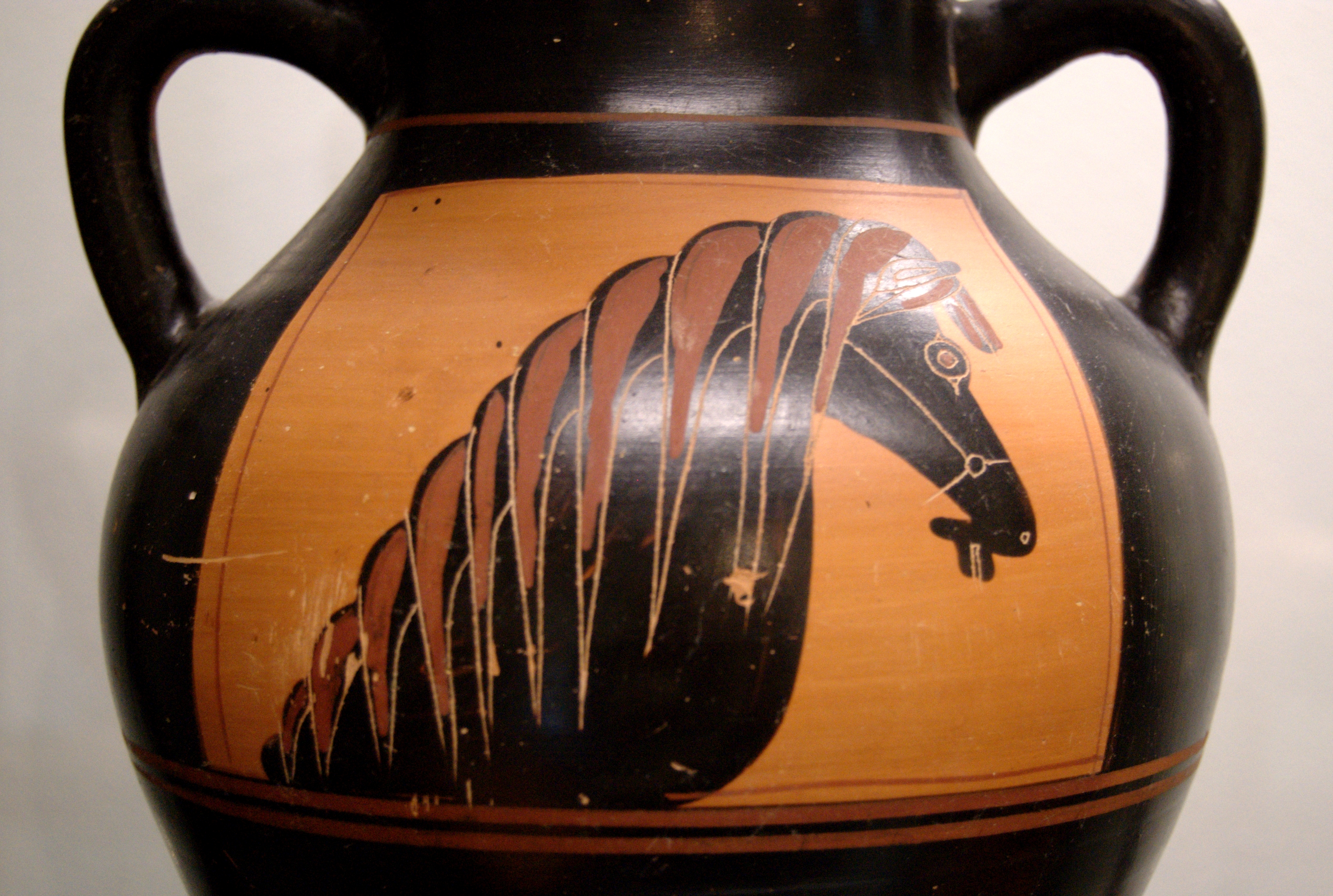
Amfora z końską głową

#### Pelike
Według większości ekspertów jest to osobna forma amfory. Pojawia się pod koniec VI w. p.n.e.

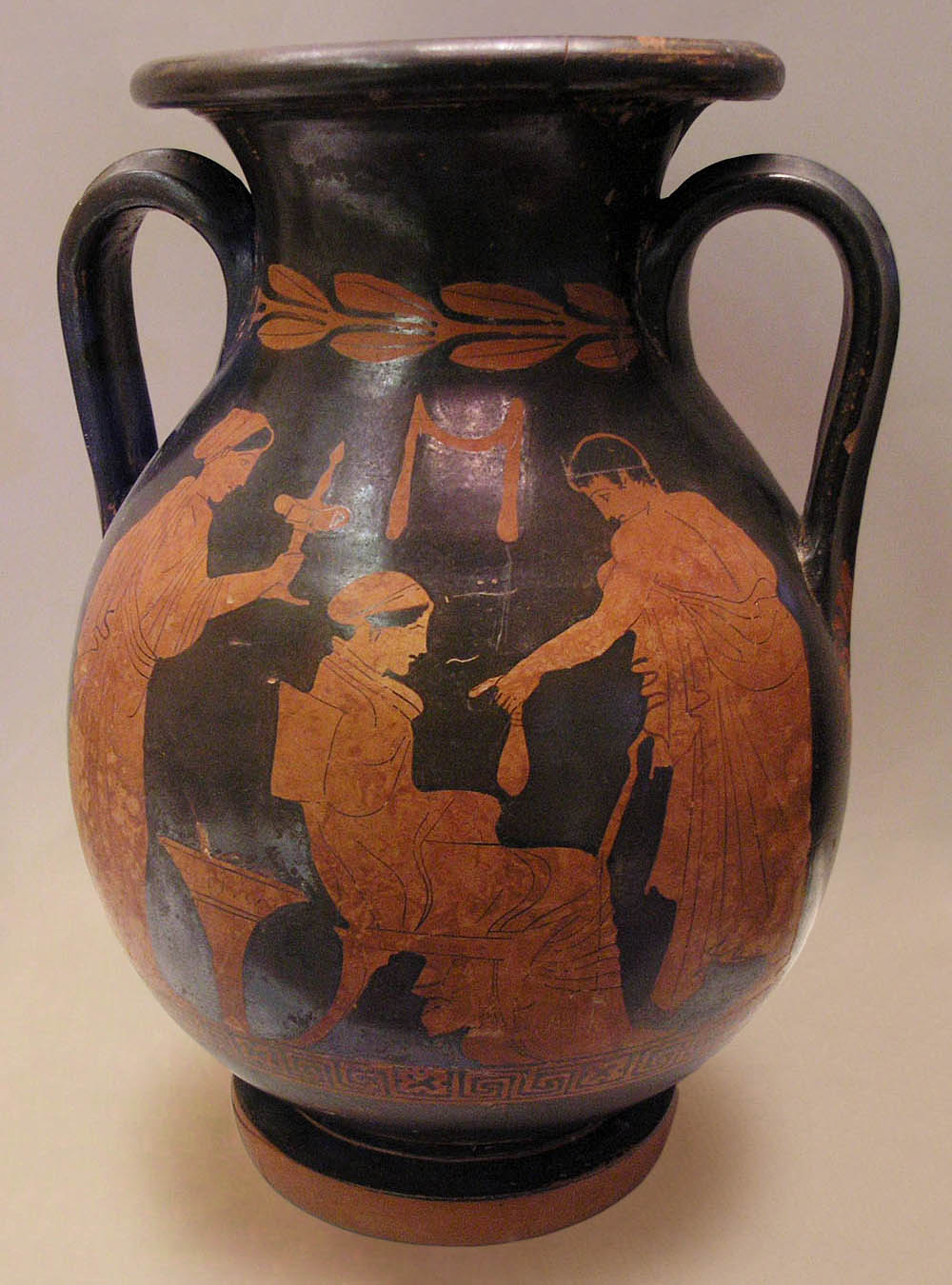
Pelike
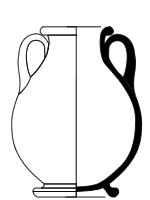

#### Inne kształty i typy

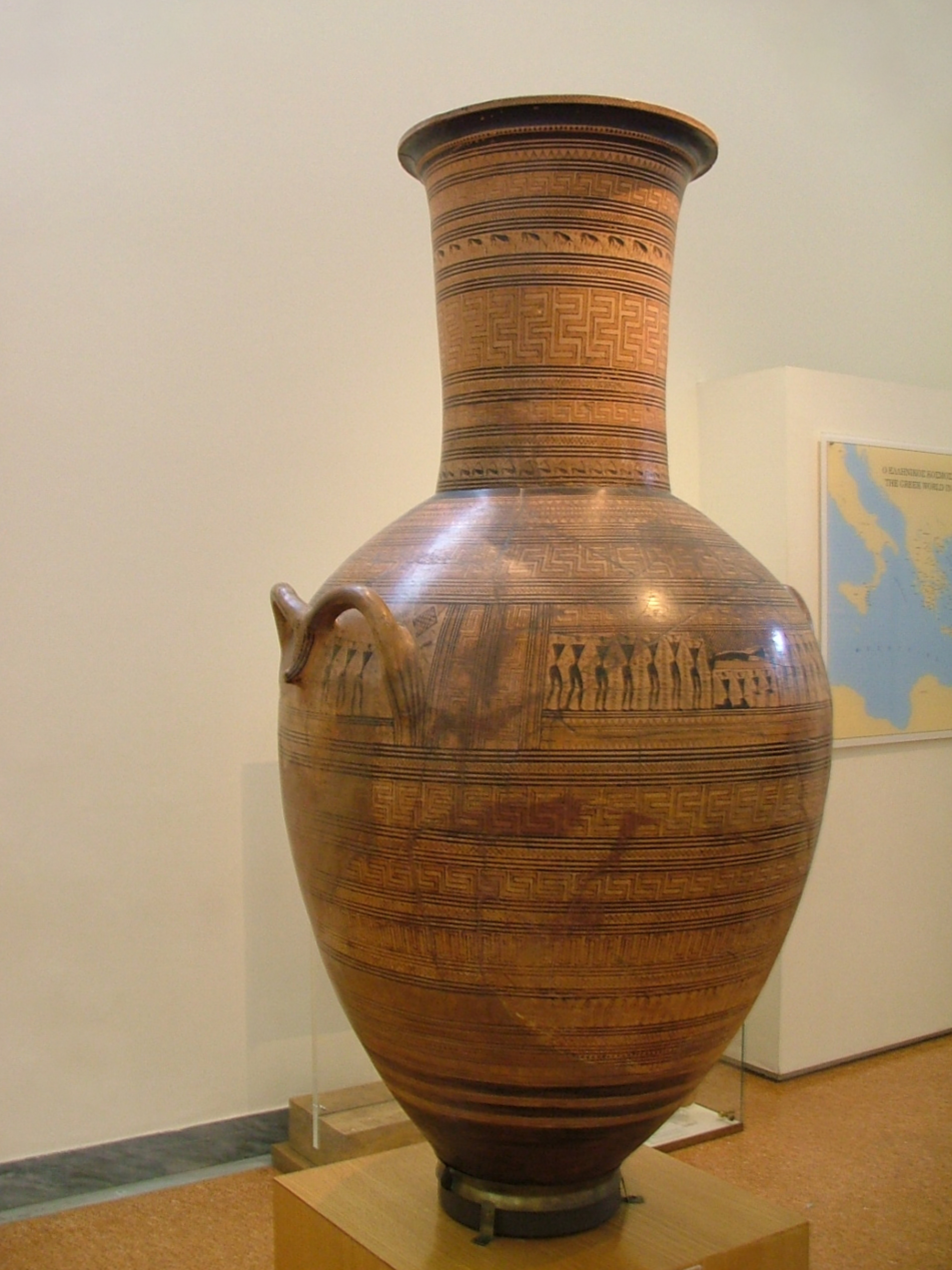
Typ: Amfora z uchwytem na brzuścu
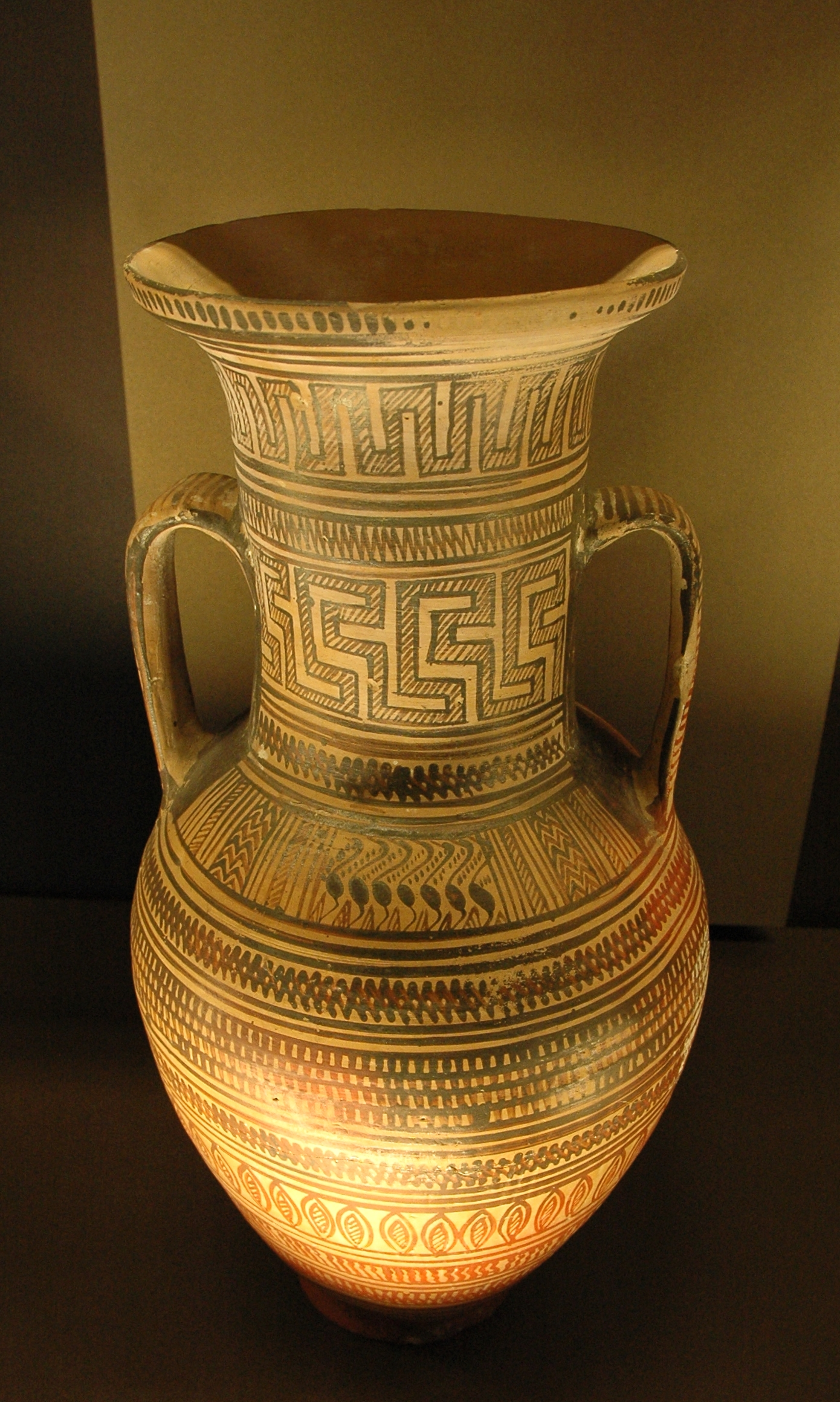
Typ: Amfora z uchwytem na szyi
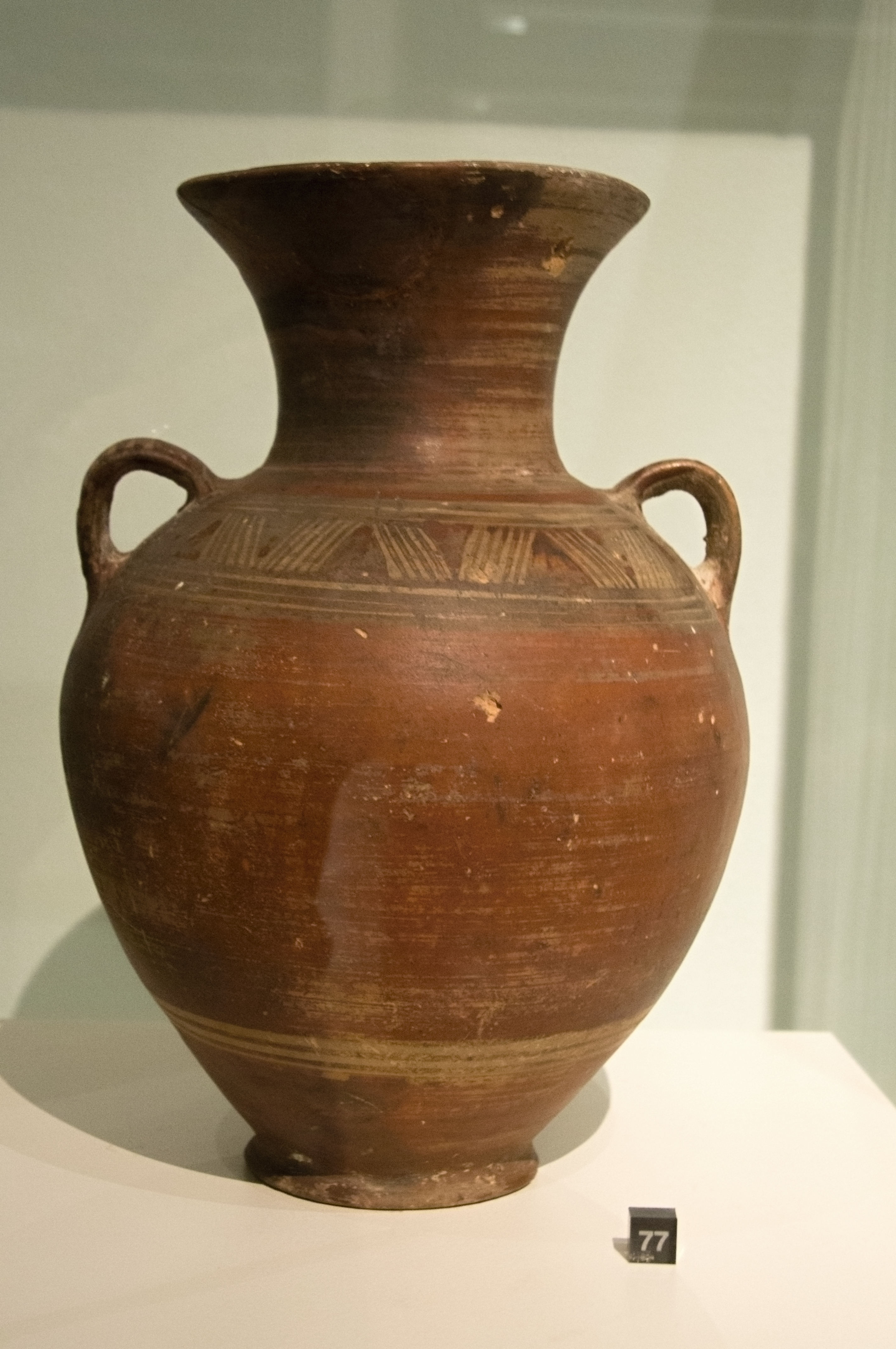
Typ: Shoulder-strap amfora
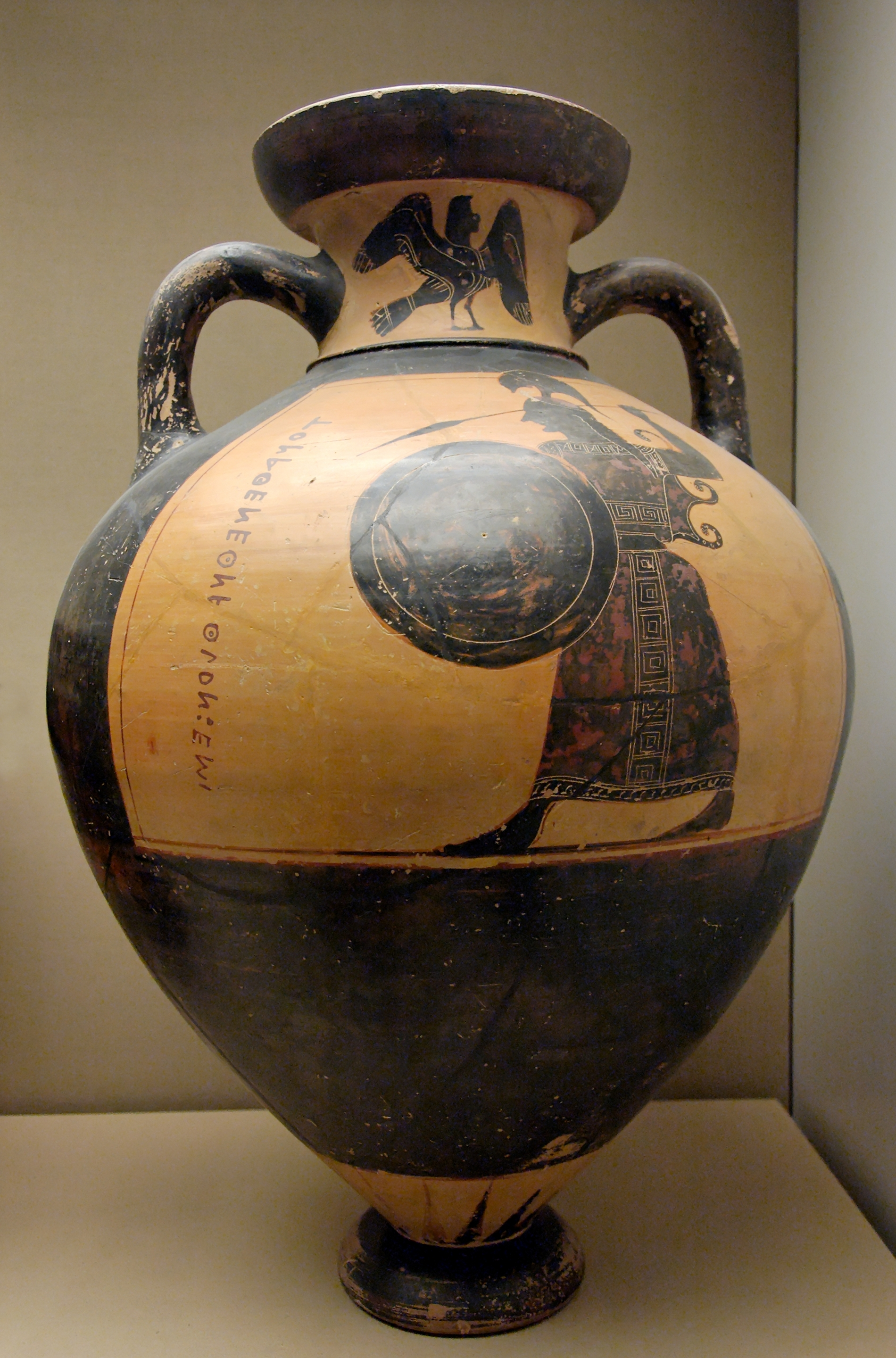
Typ: Panatenajska (wczesna)
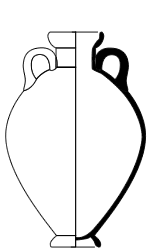
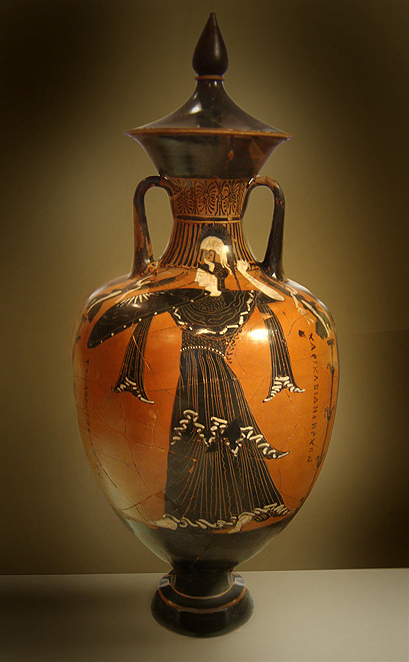
Typ: Panatenajska (późna)
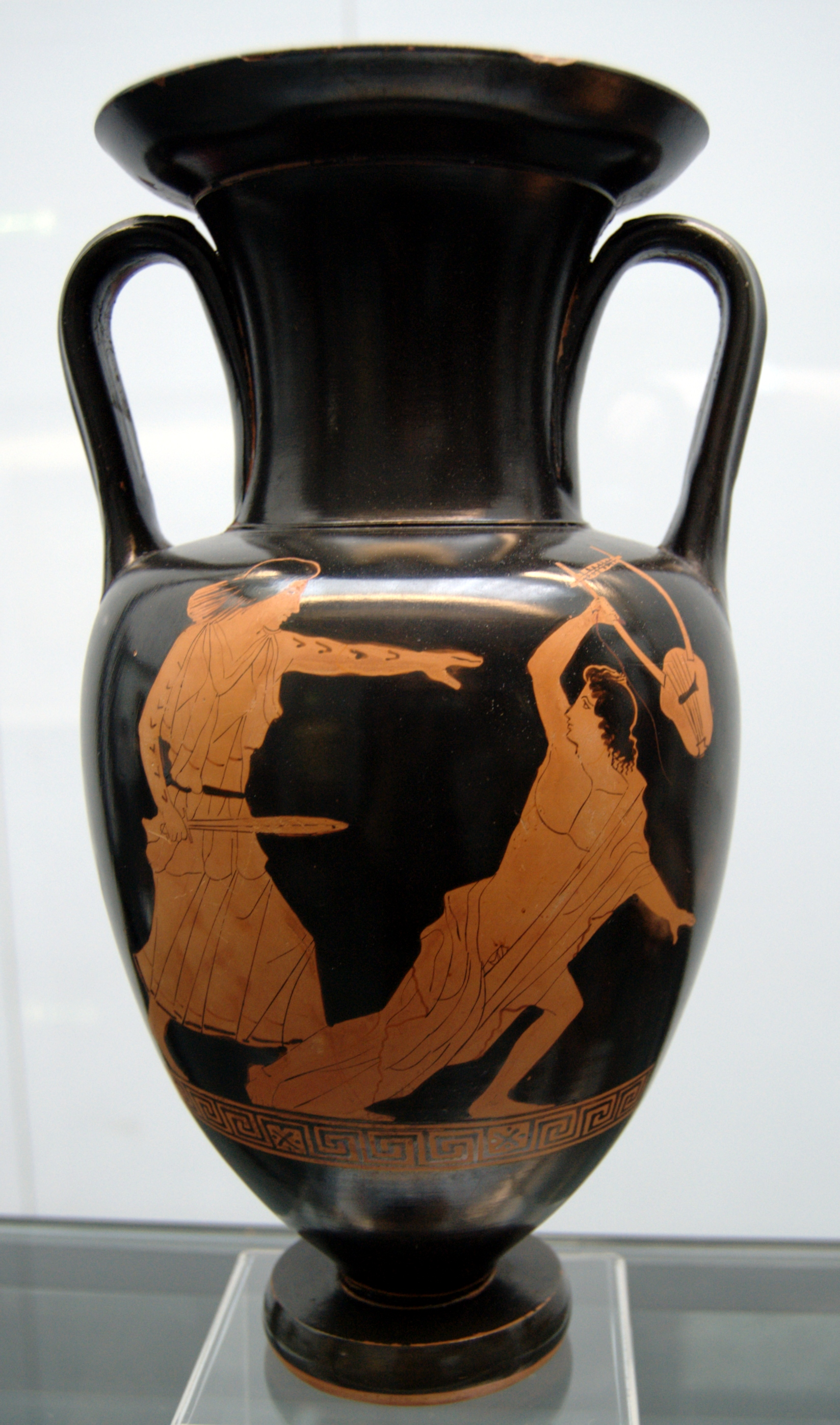
Typ: Amfora nolańska
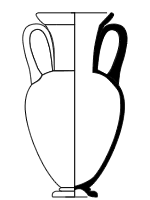
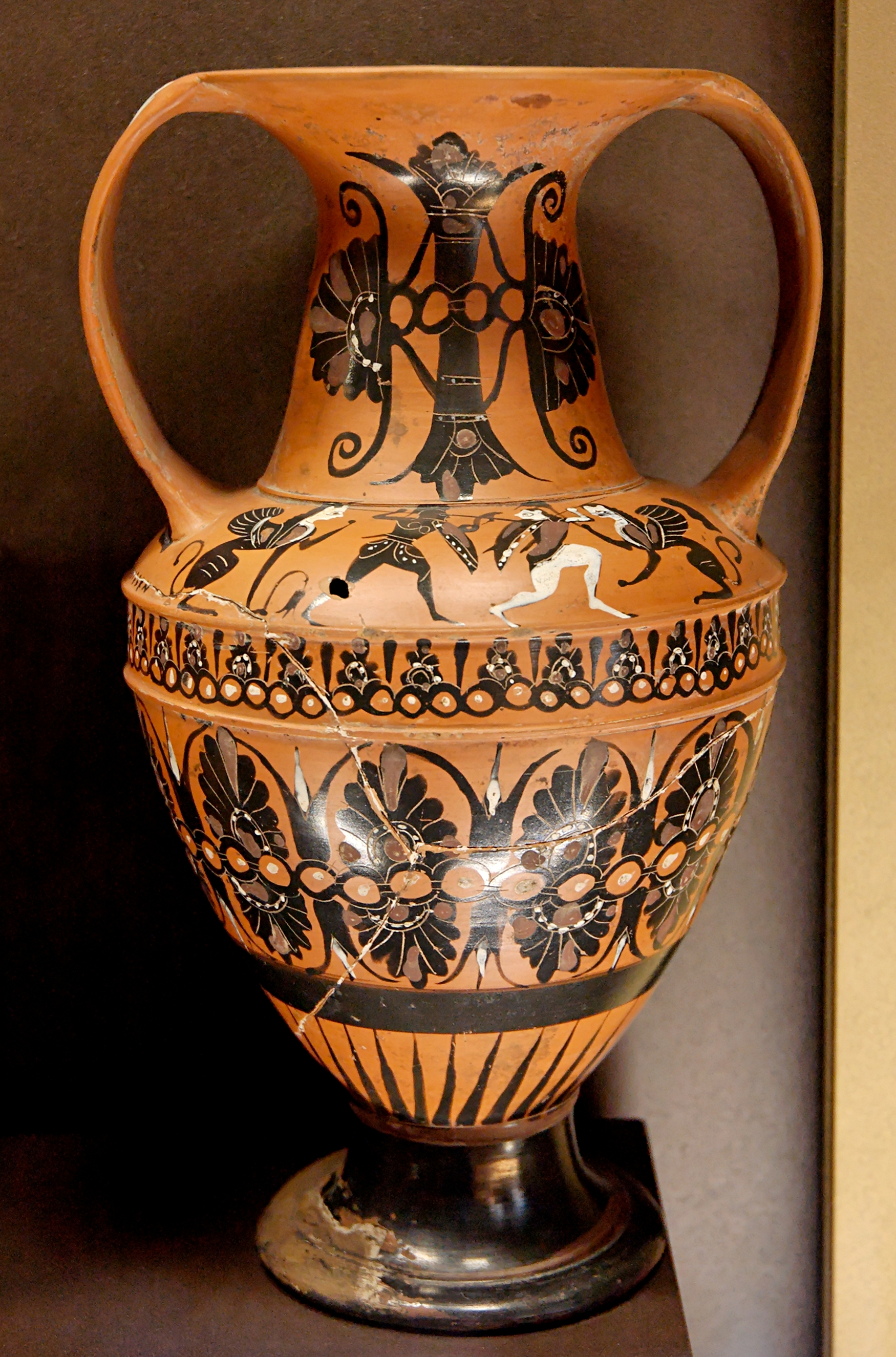
Typ: Amfora nikostenejska
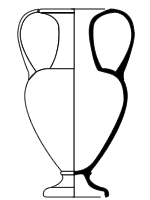
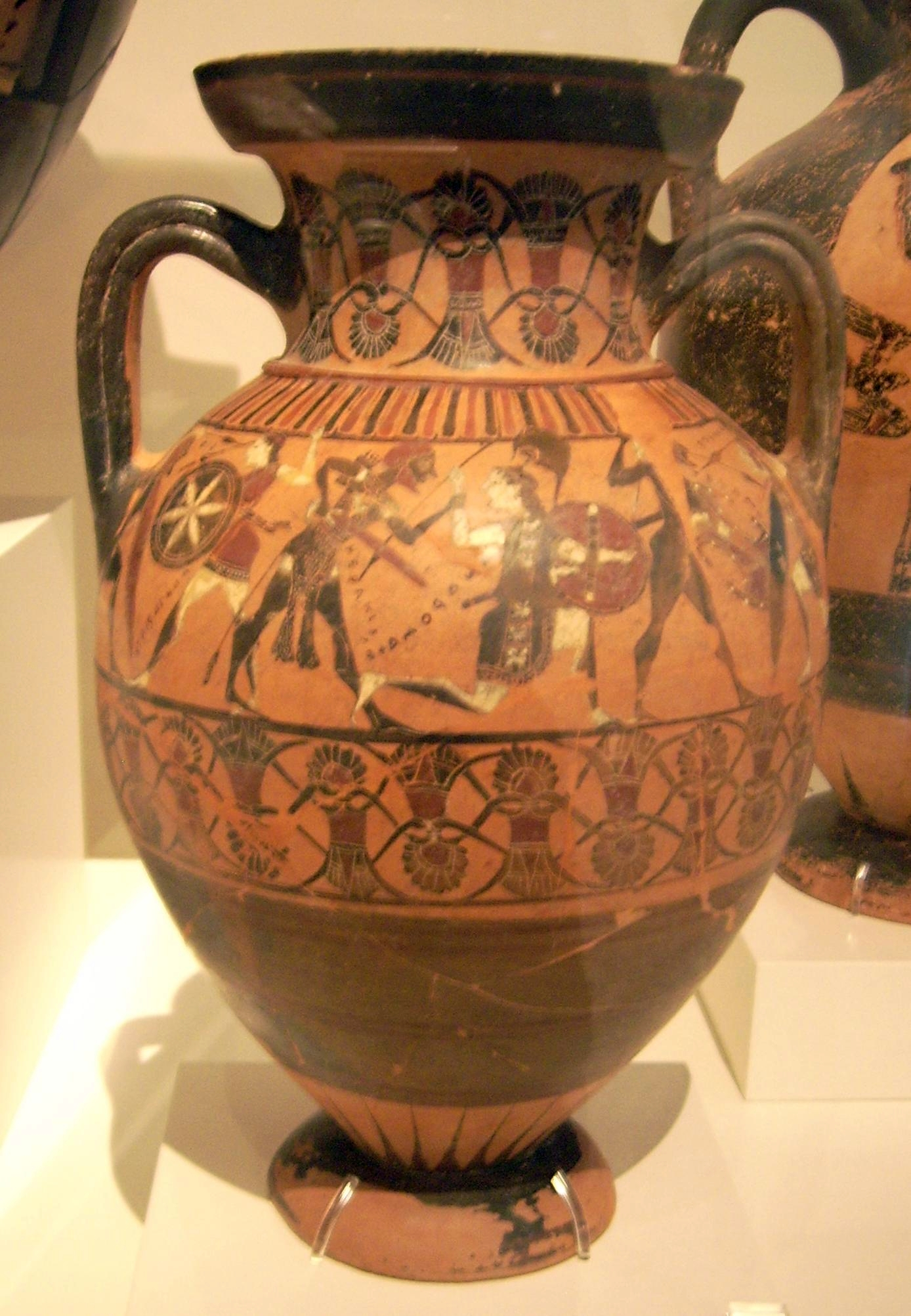
Typ: Amfora tyrreńska
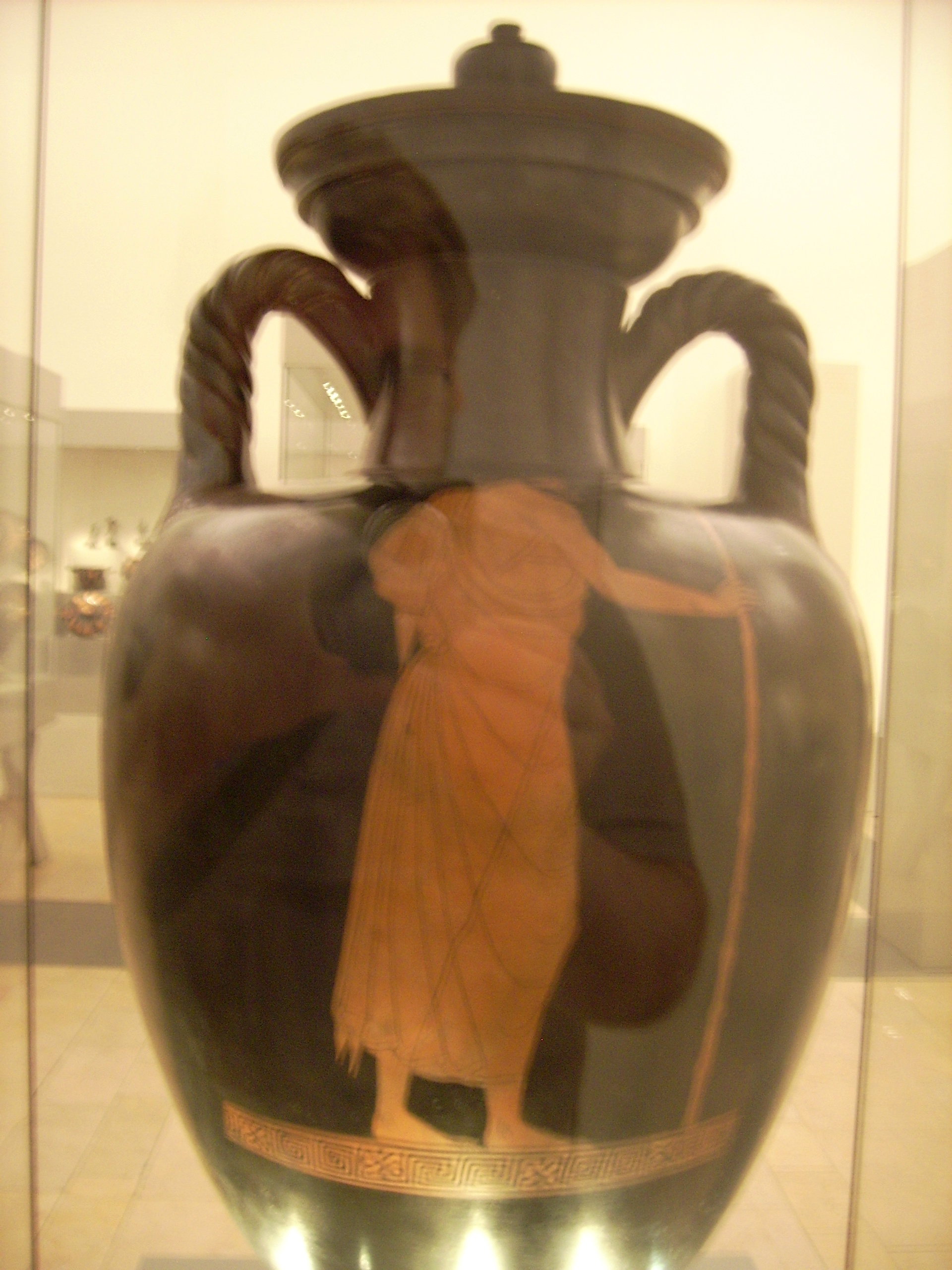
Typ: Amfora sznurowa
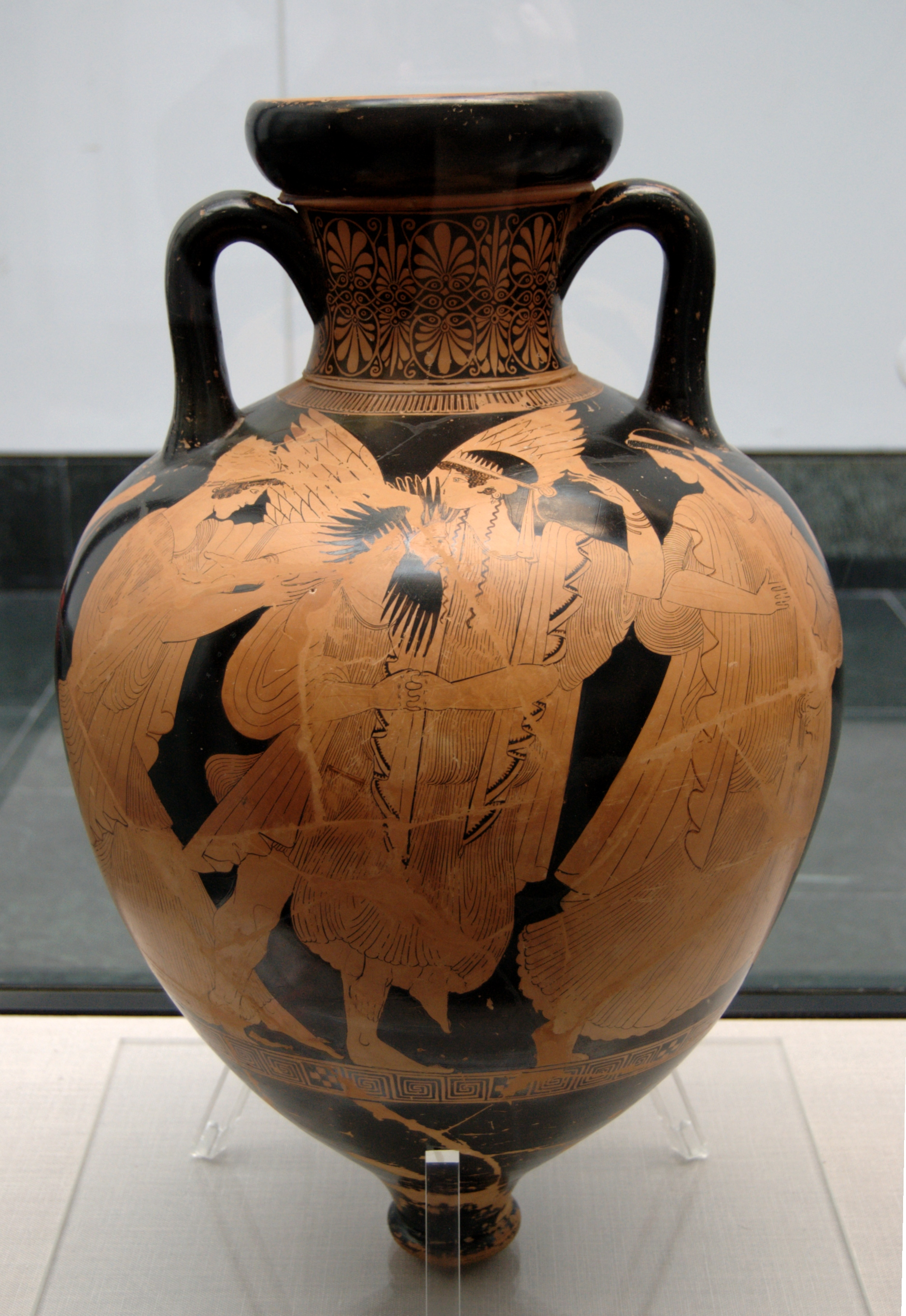
Typ: Amfora stożkowata
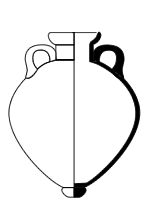
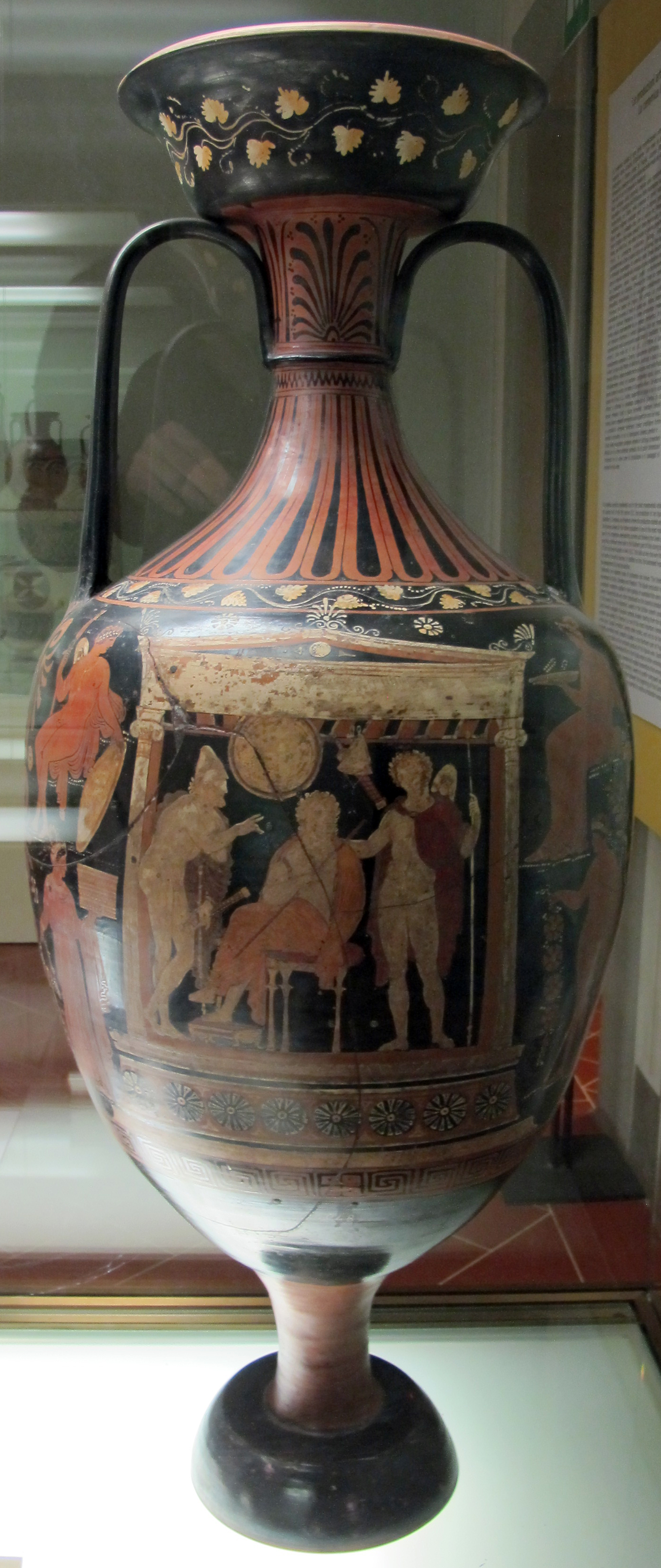
Typ: Amfora południowoitalska
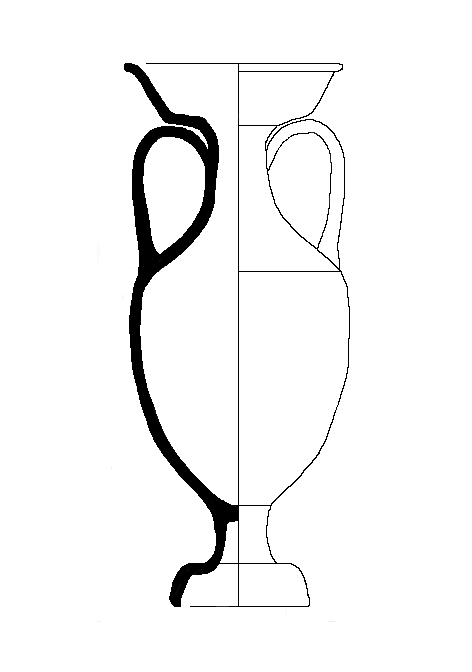
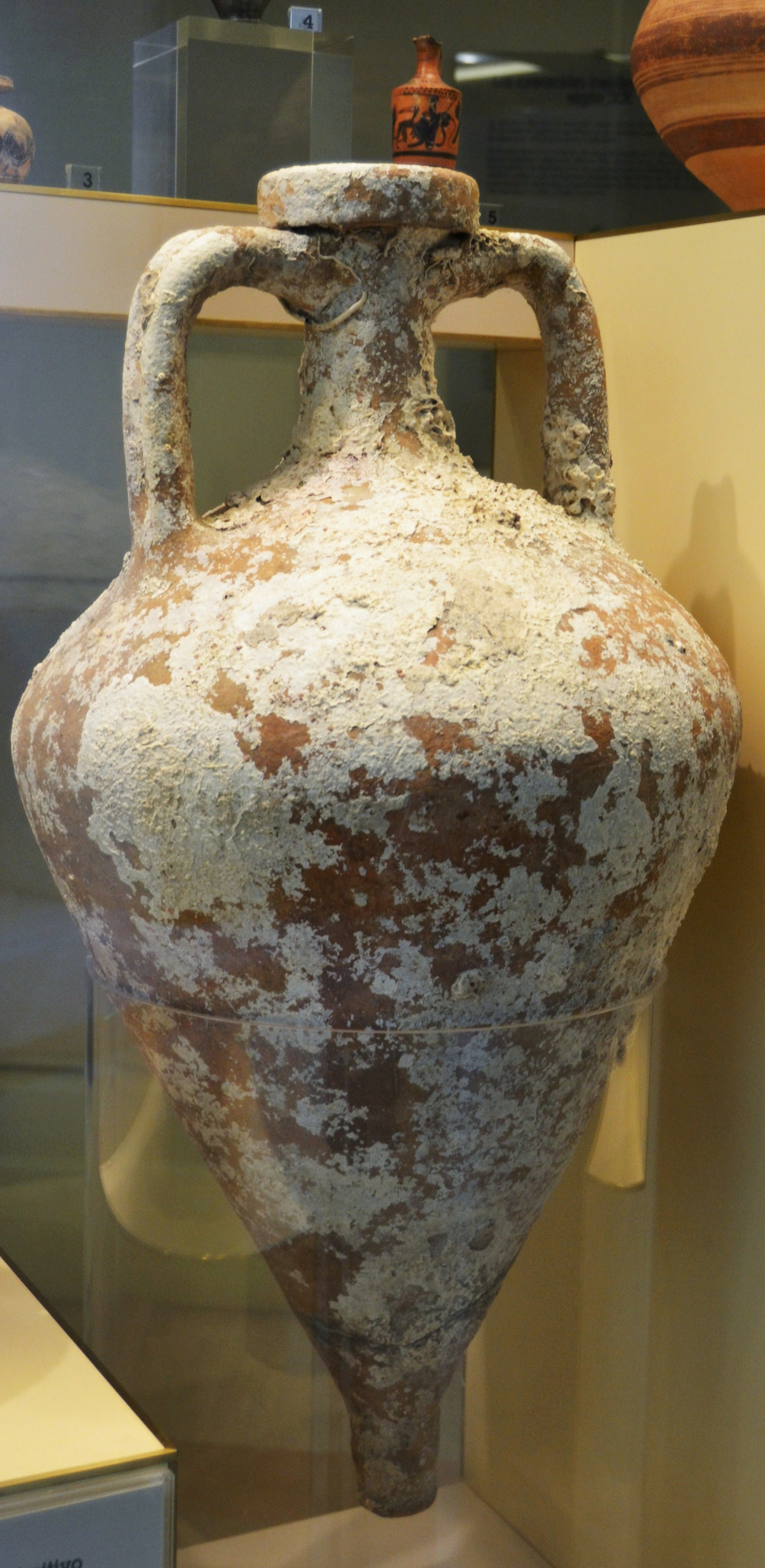
Typ: Amfora transportowa
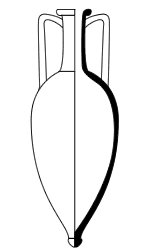

#### Pitos
Osobna forma amfory. Pojawia się już w XV w. p.n.e.

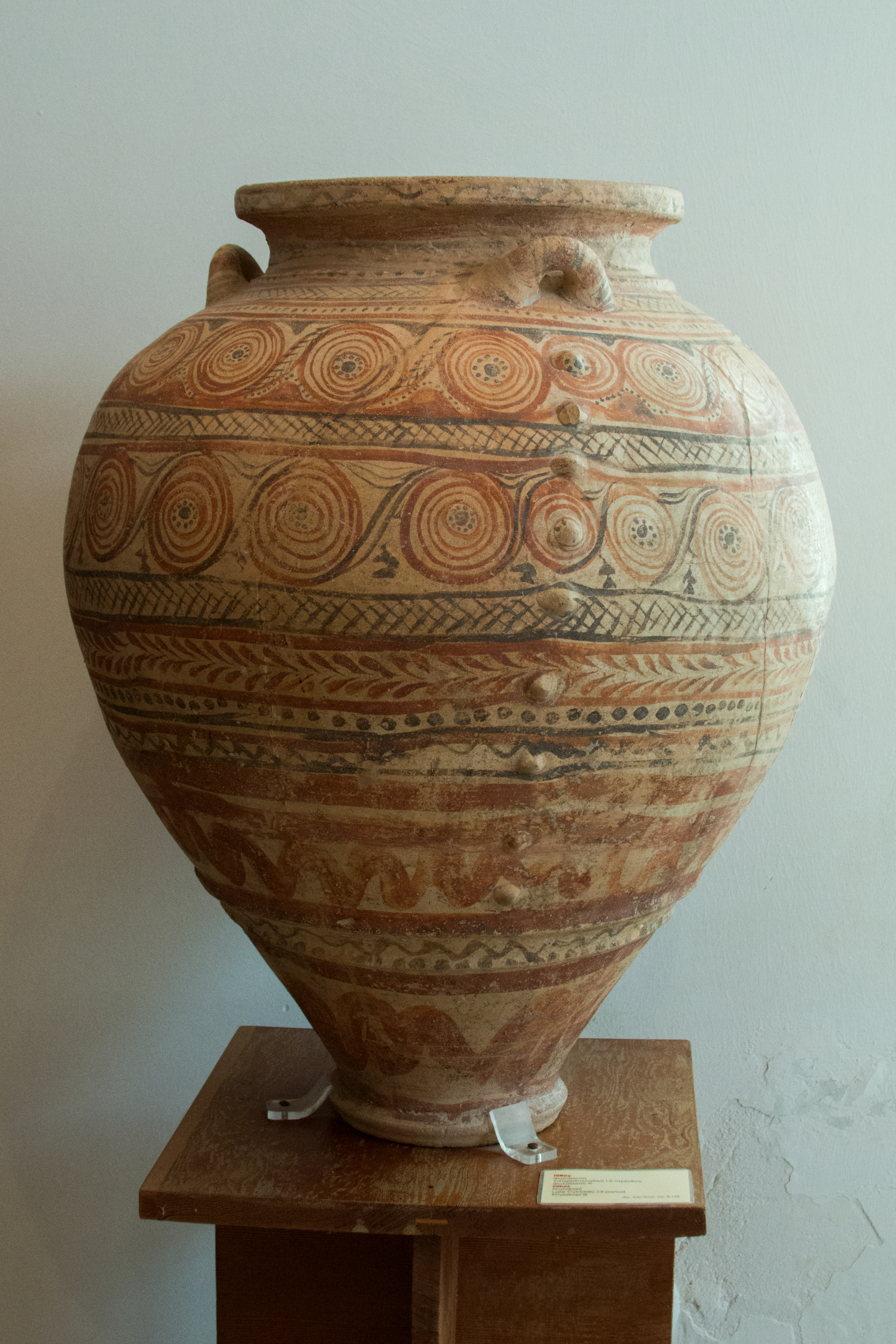
Pitos
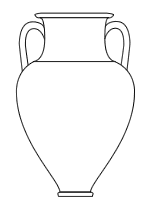

Czasem do amfor zaliczane są też: lutrofora (rodzaj hydrii) oraz amforiskos.

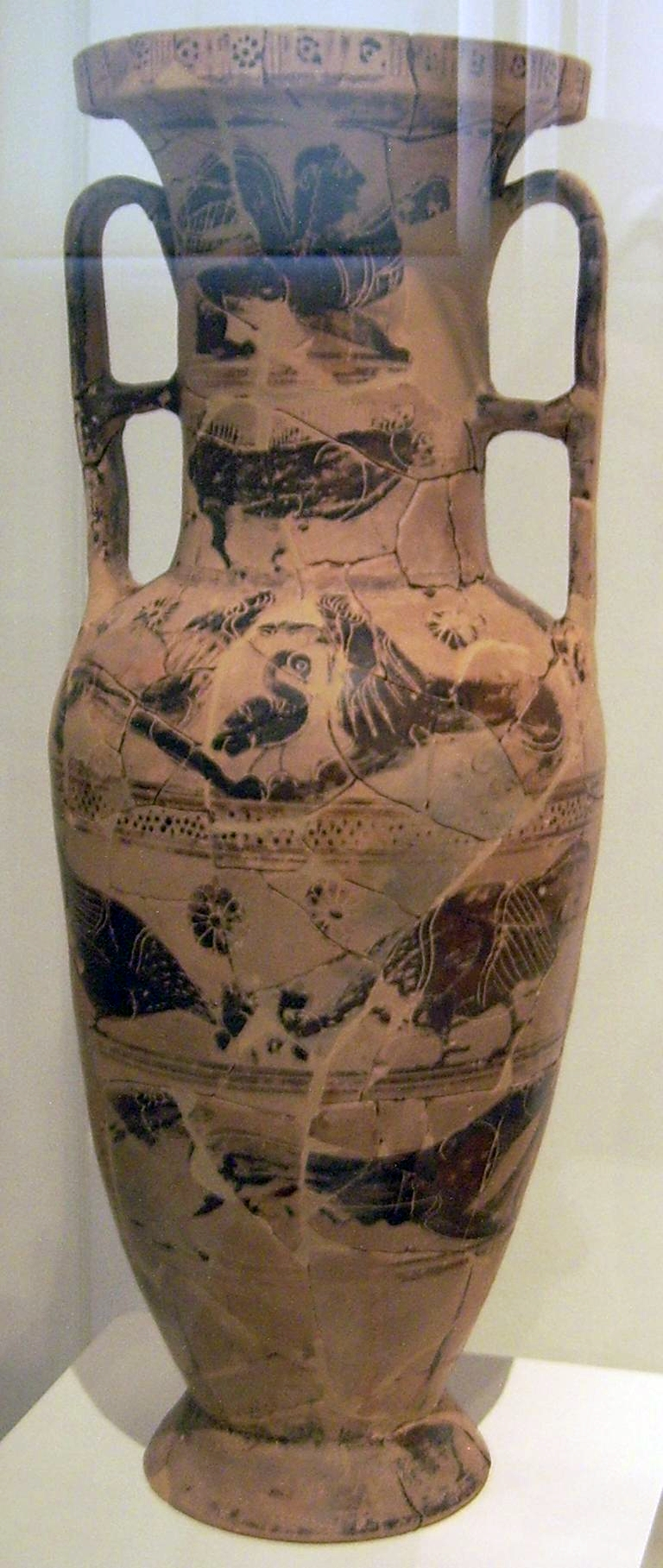
Typ: Lutrofora
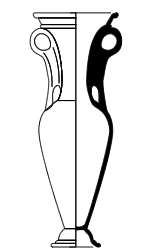
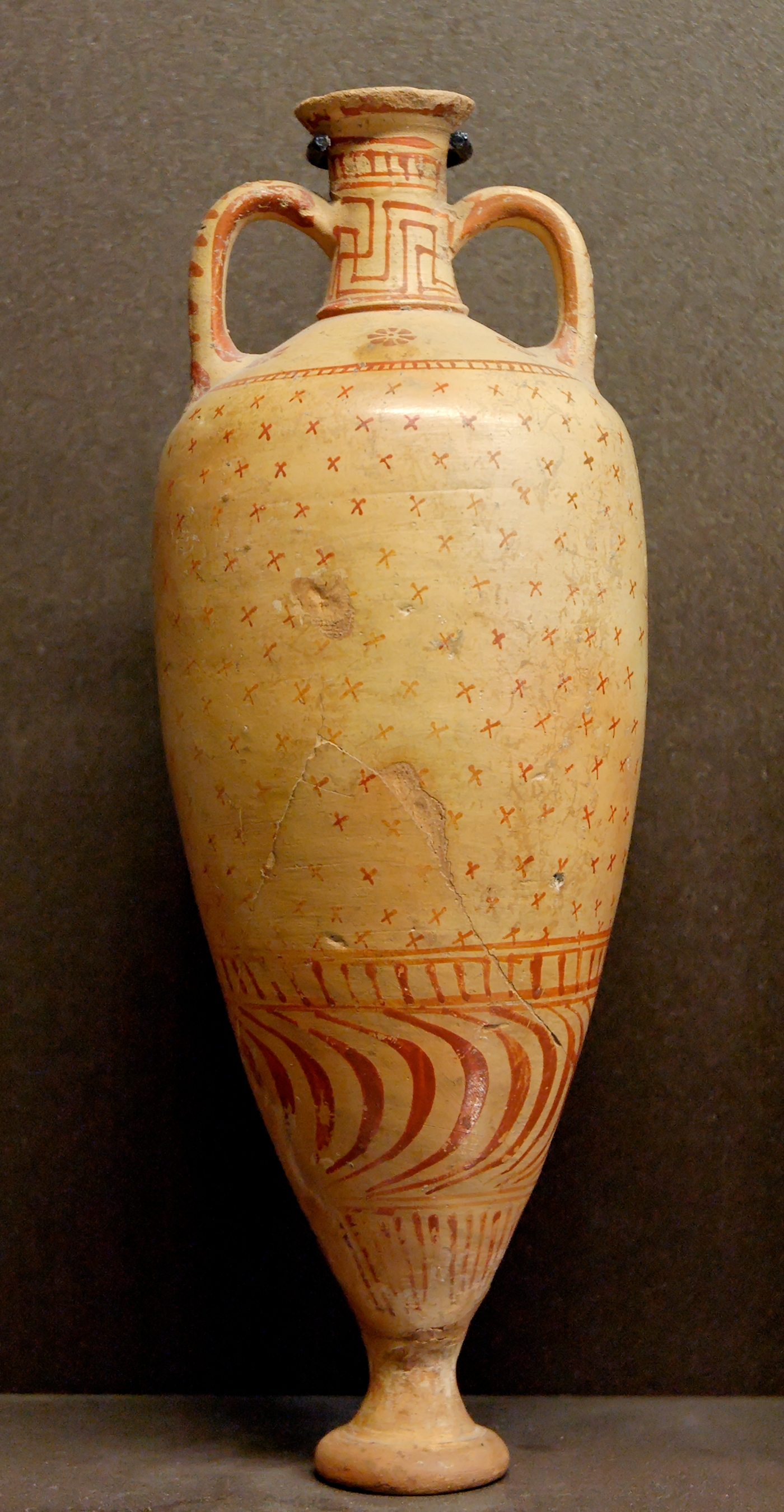
Typ: Amforiskos
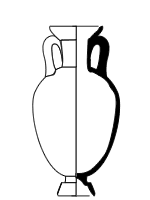

### Aryballos
Wyróżnia się kilka typów aryballosów, w zalezności od ich kształtu: aryballos koryncki kulisty, aryballos koryncki pierścieniowaty, Aryballos koryncki płaskodenny, aryballos attycki. Formą brzuśca zbliżony jest też  lekyt aryballosowy.

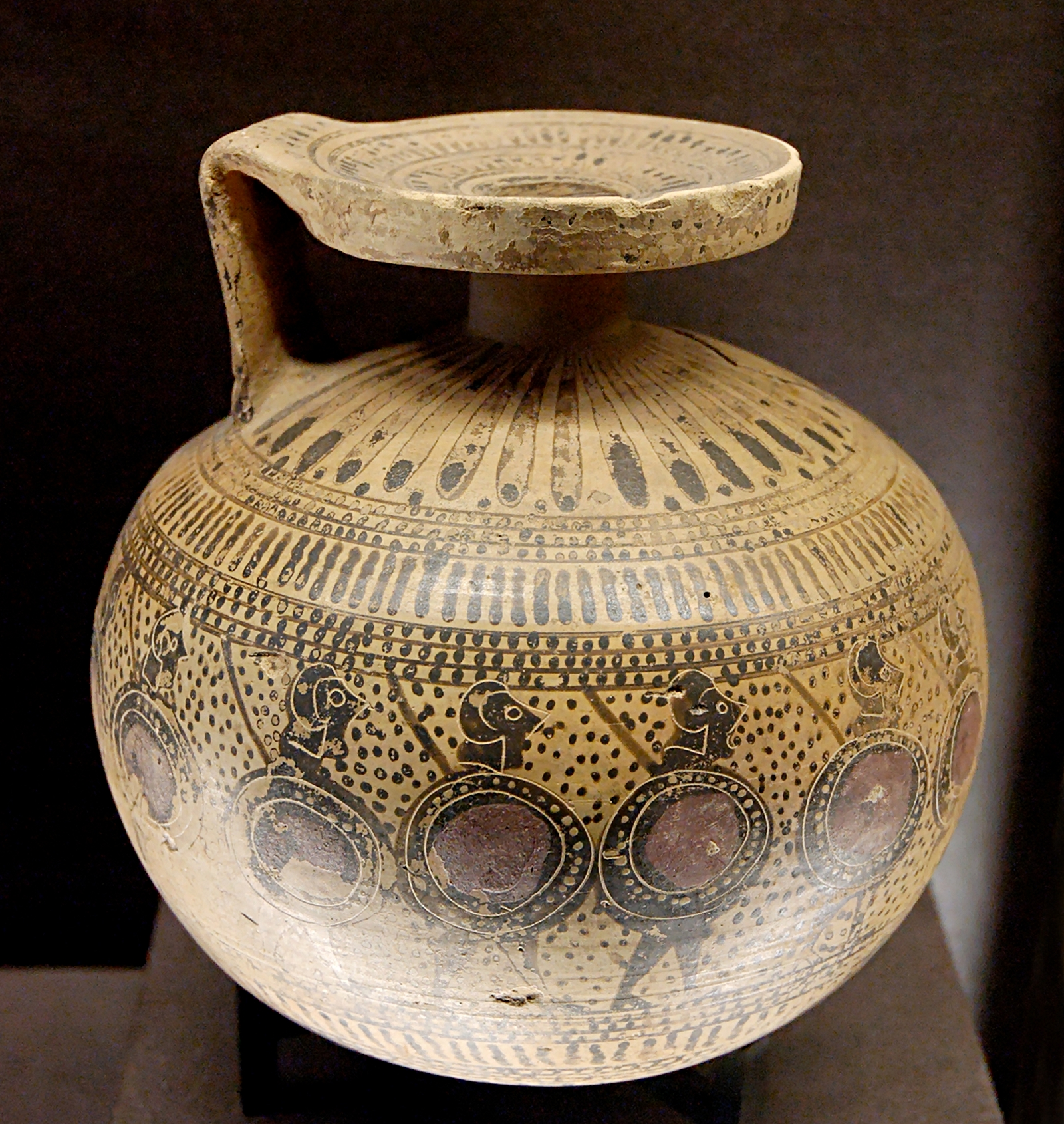
Aryballos koryncki kulisty
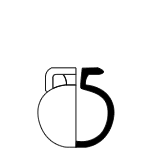
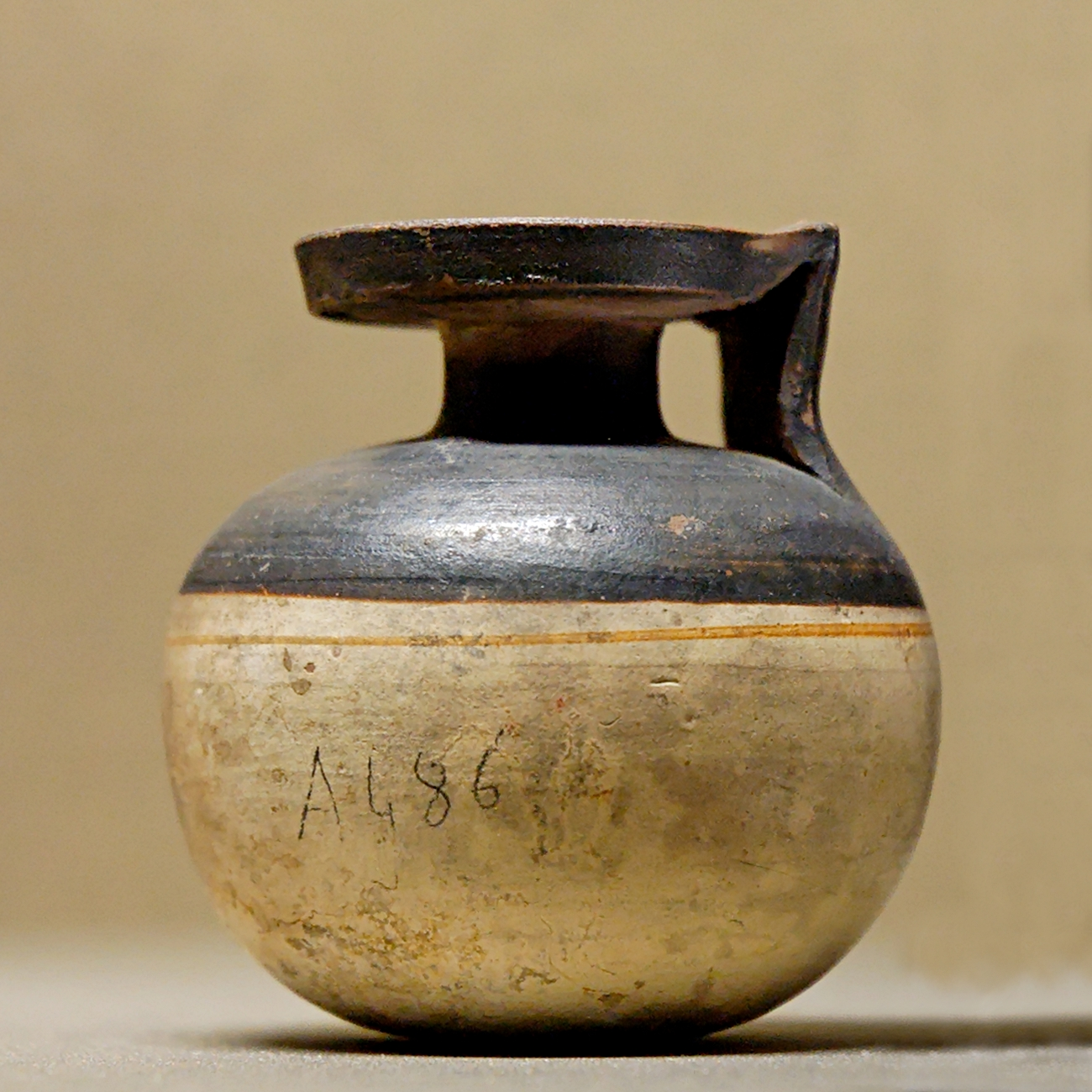
Aryballos lakoński kulisty
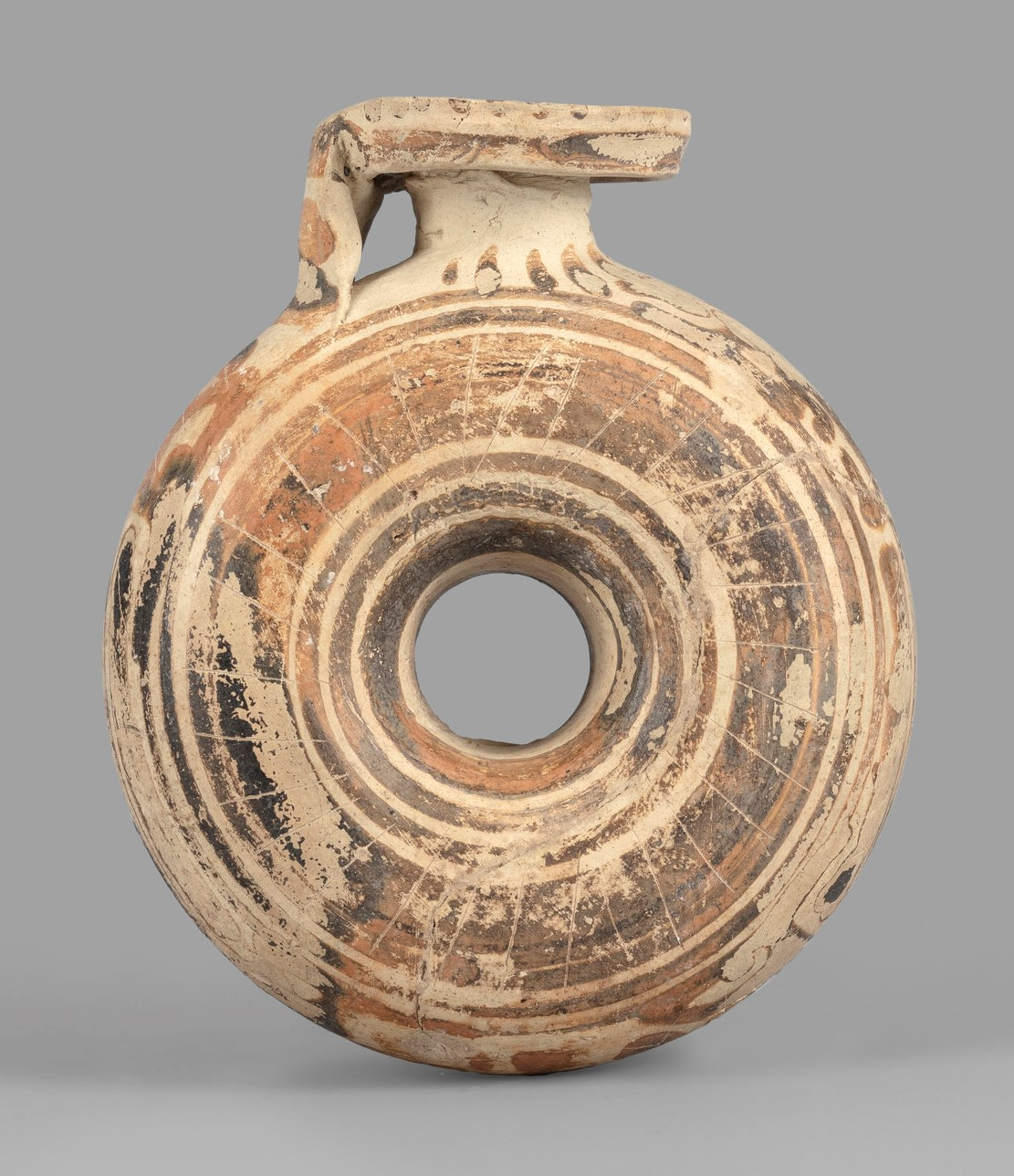
Aryballos koryncki pierścieniowaty
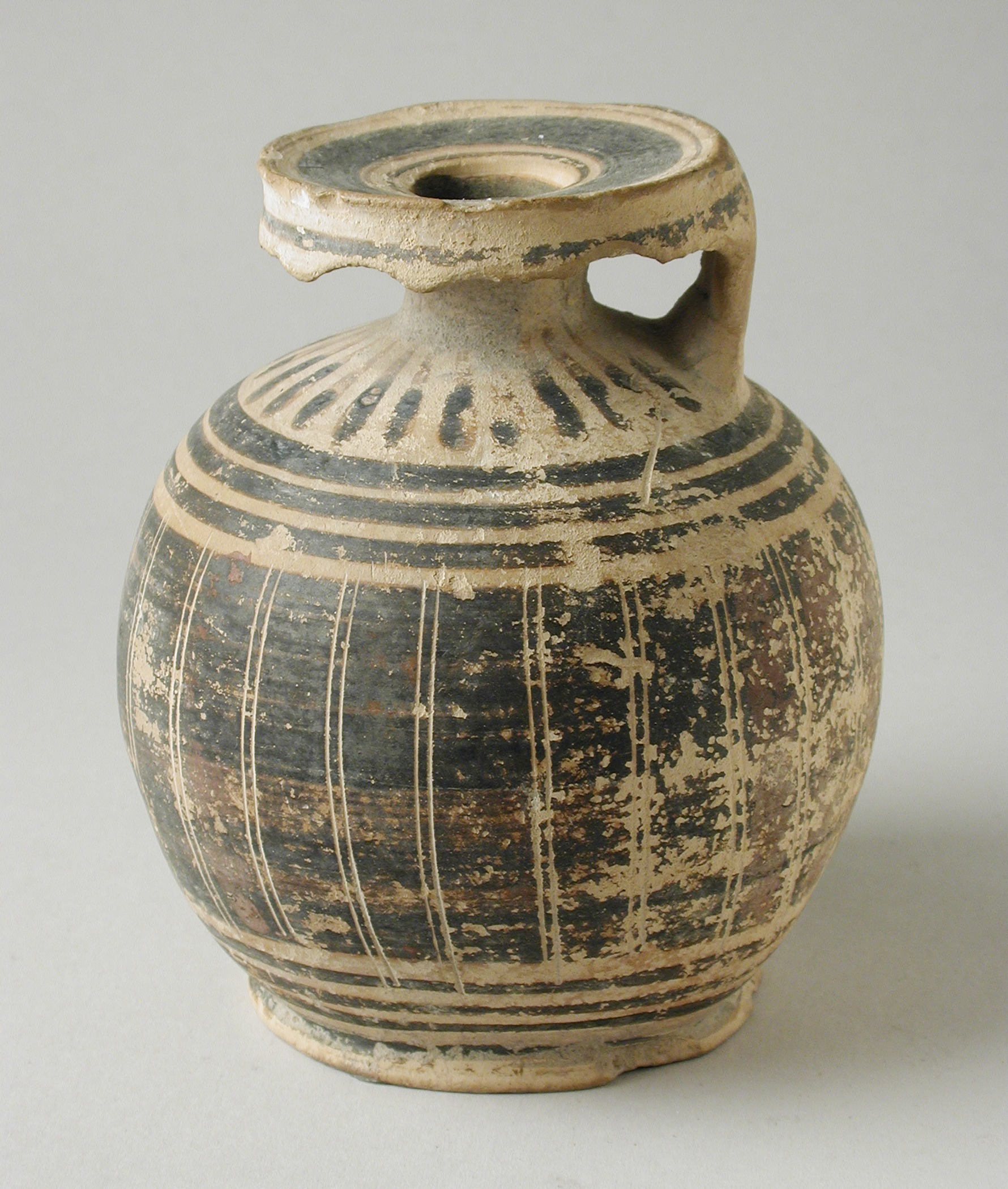
Aryballos koryncki płaskodenny
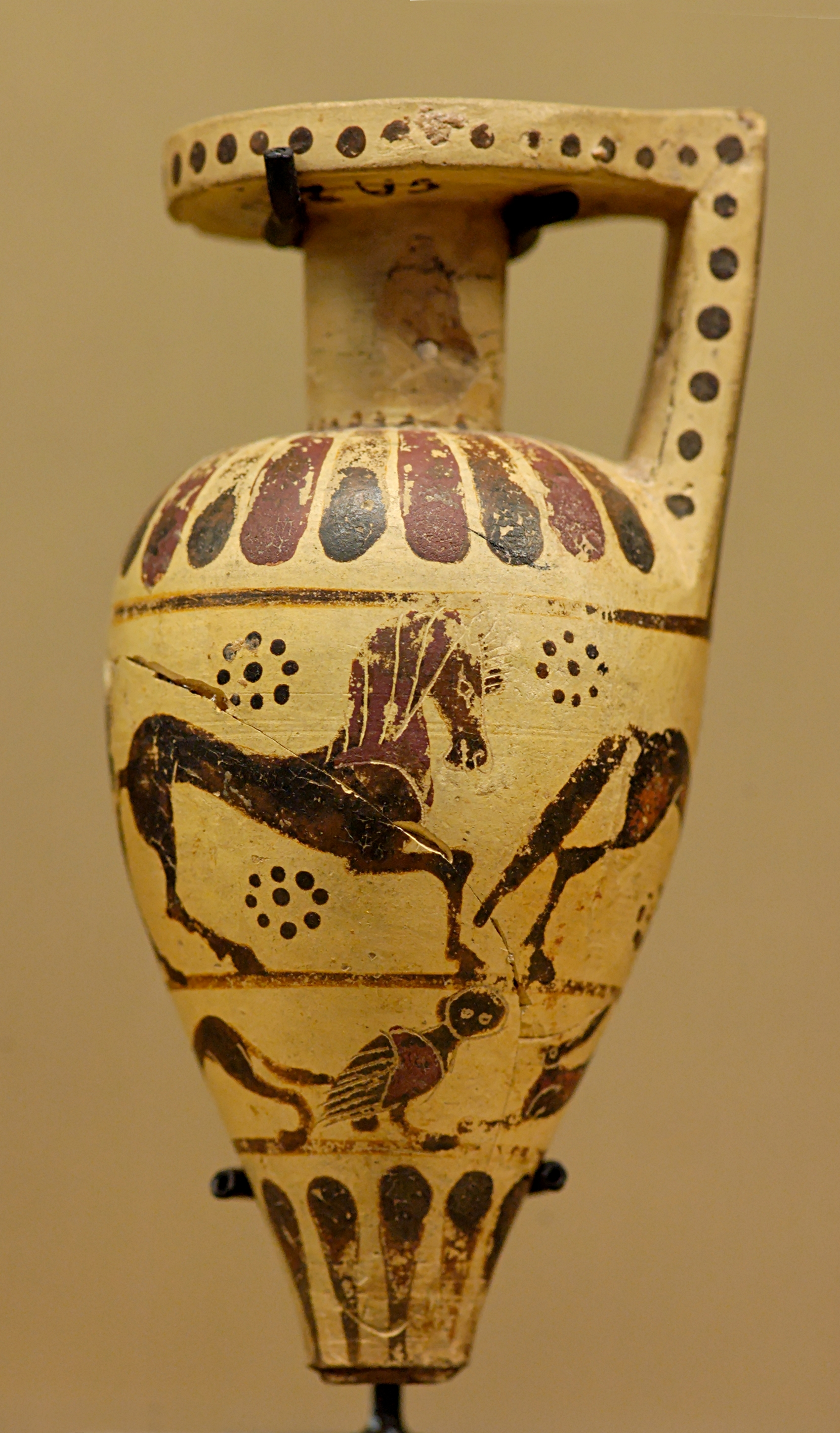
Aryballos spiczasty
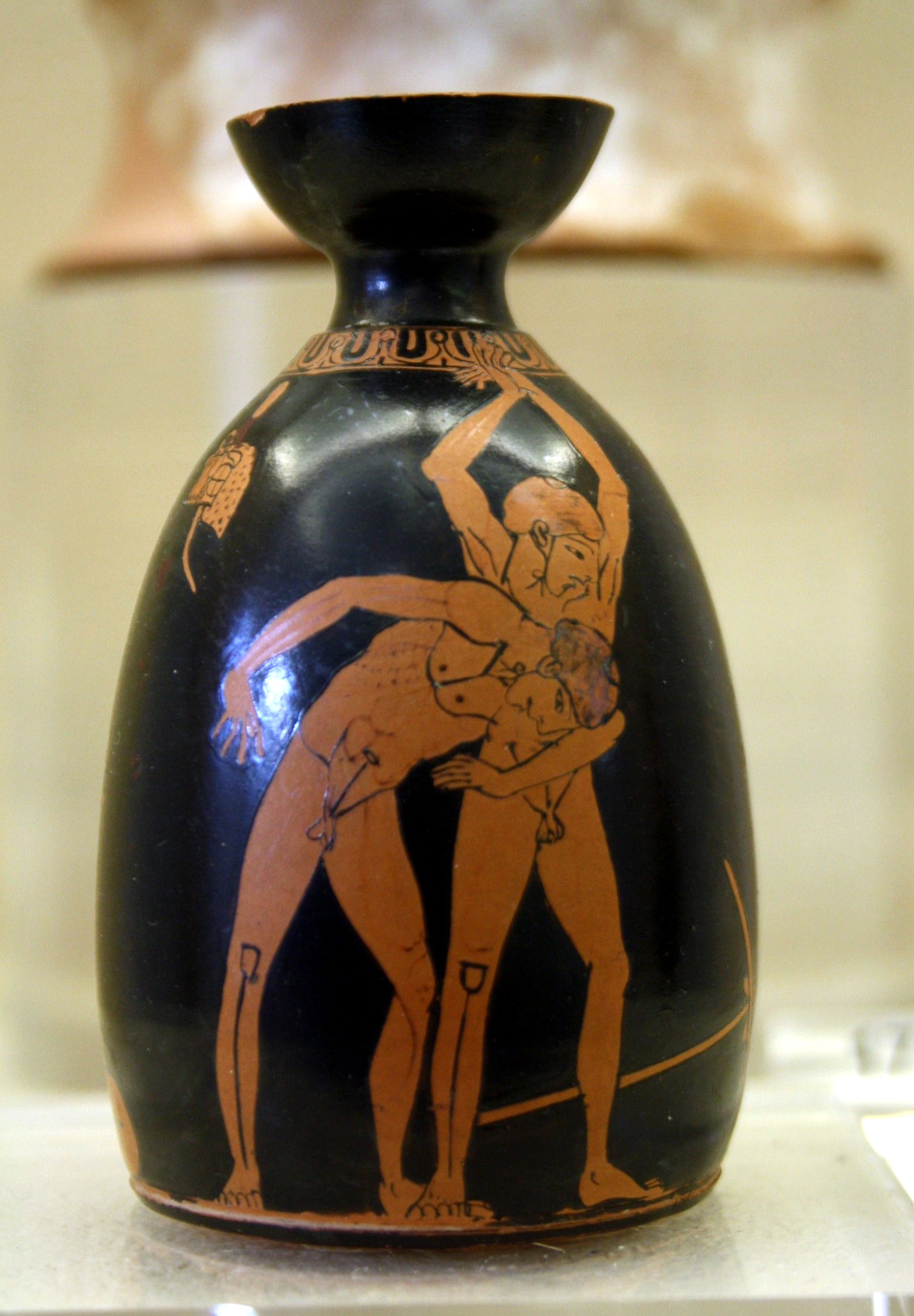
Aryballos attycki
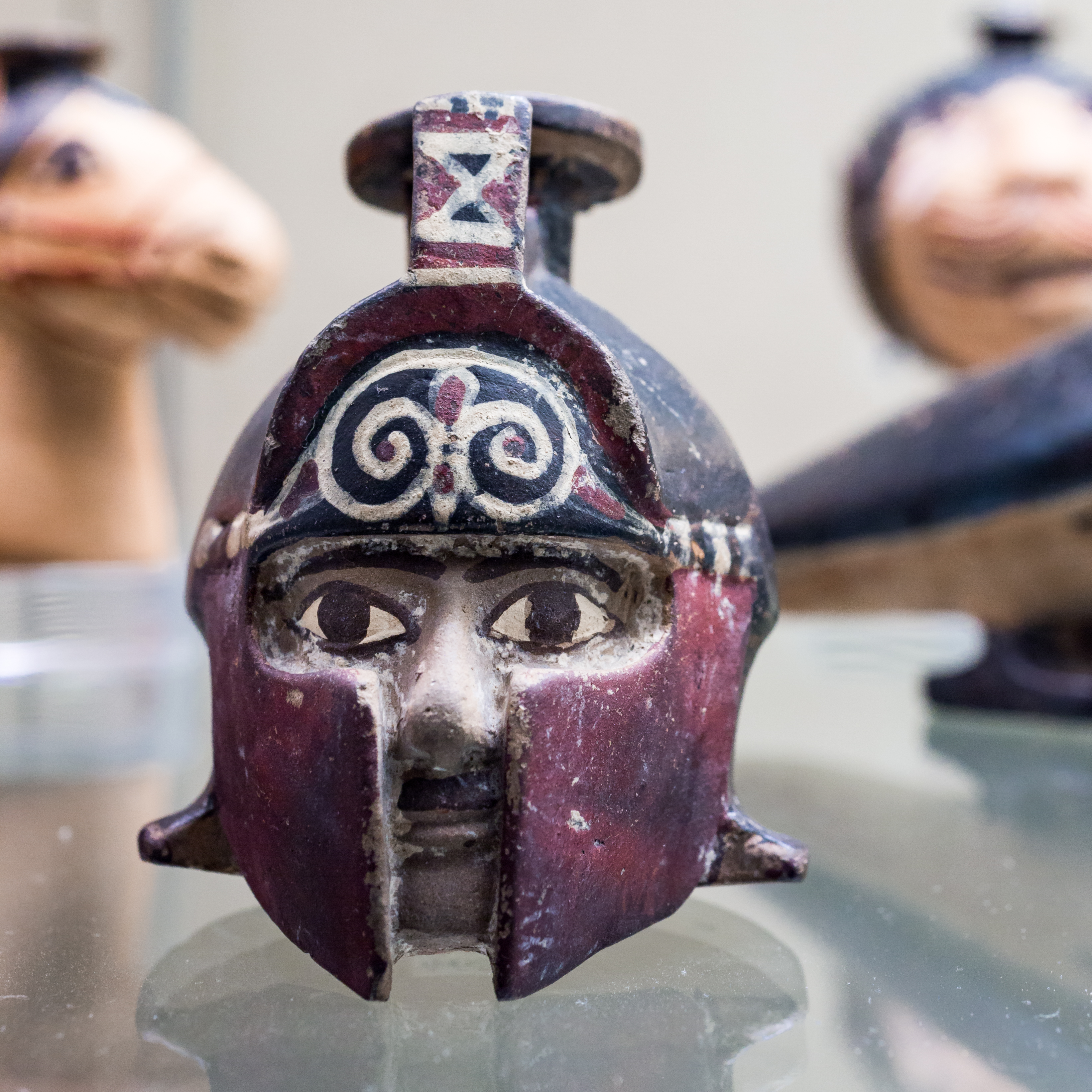
Aryballos figuralny

### Askos
Askosy pojawiły się ok. 480 r. p.n.e. Kształt umożliwia nalewania oleju cienką strugą przy lekkim przechyleniu.

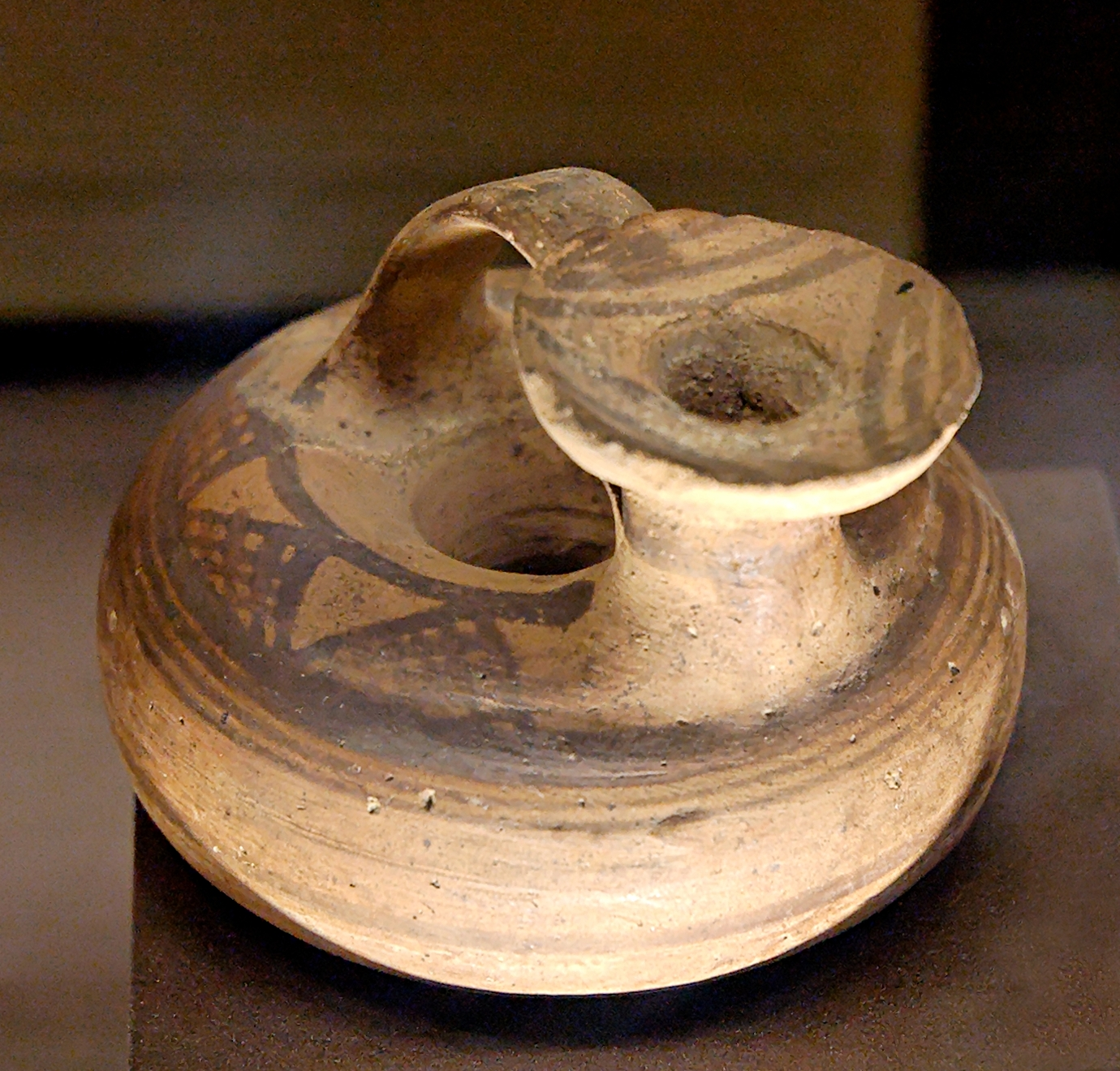
Zwykły askos
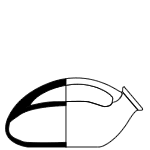
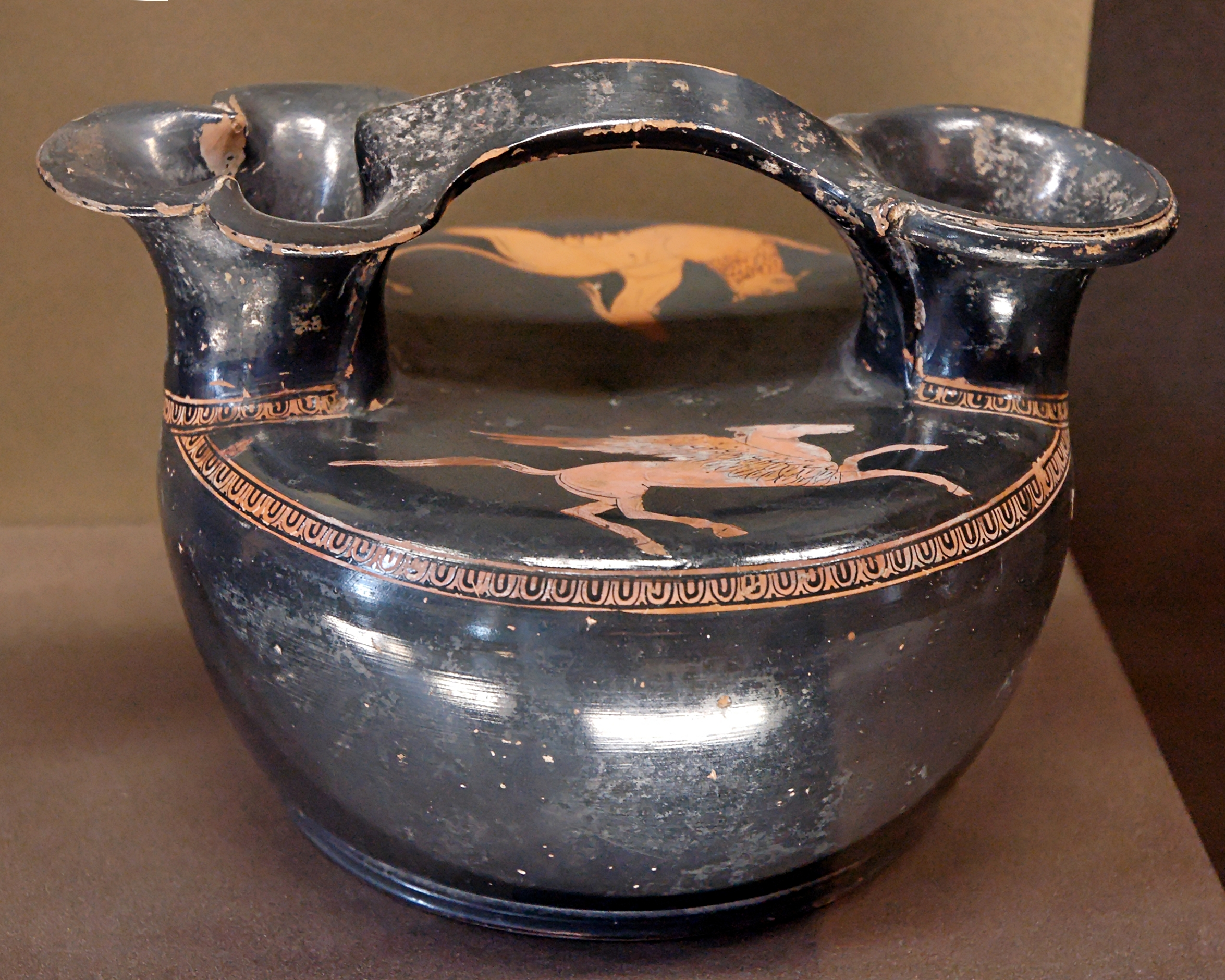
Podwójny askos, czerwonofigurowy, attycki
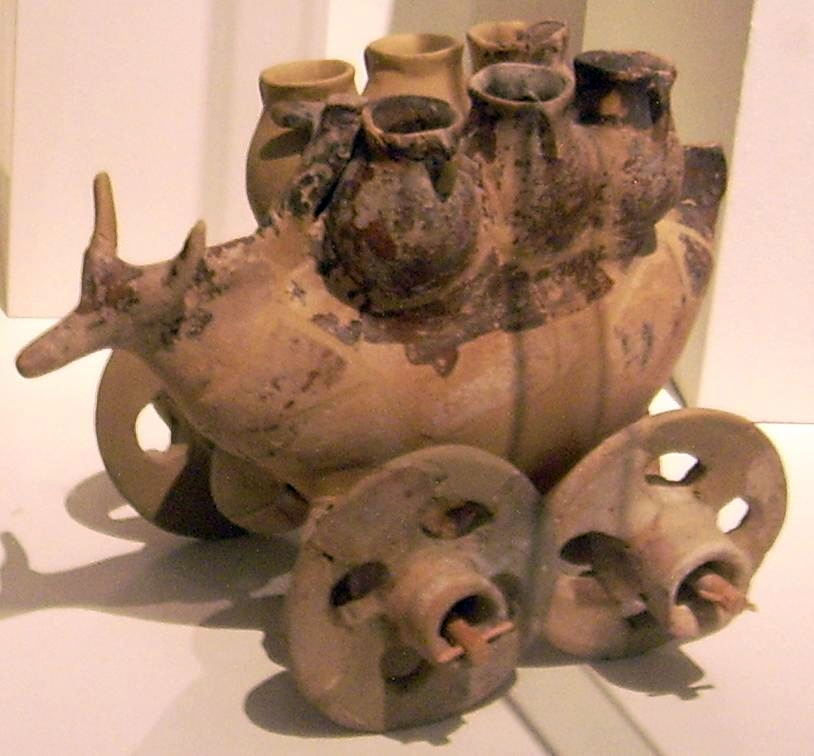
Askos figuralny

### Eksaleiptron
Dwa podstawowe typy (kształty) eksaleiptronu to: zwyczajny i trójnożny. Wyróżnia się formy: plemochoe (forma na stopce) oraz koton (forma bez stopki i pokrywki).

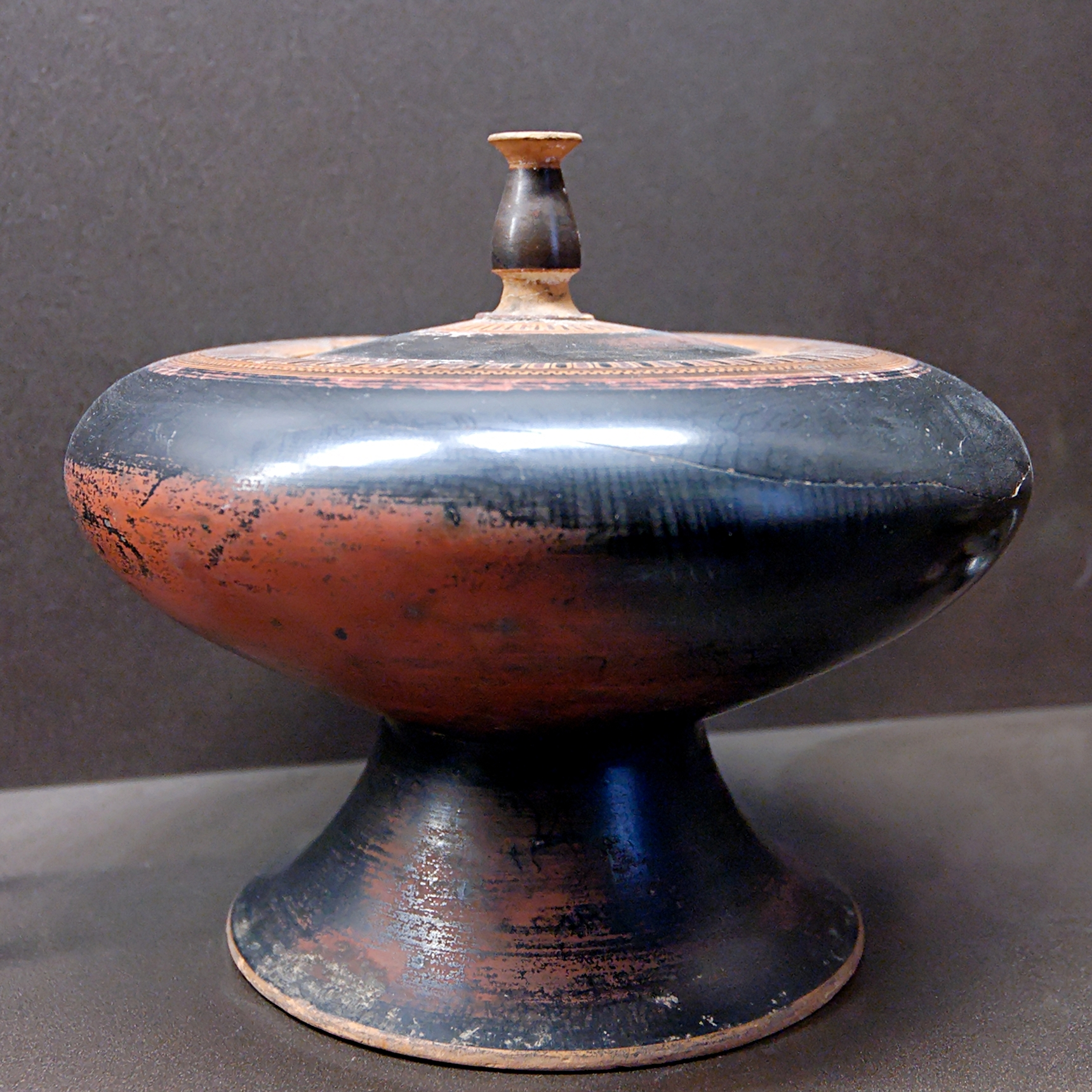
Eksaleiptron
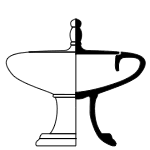
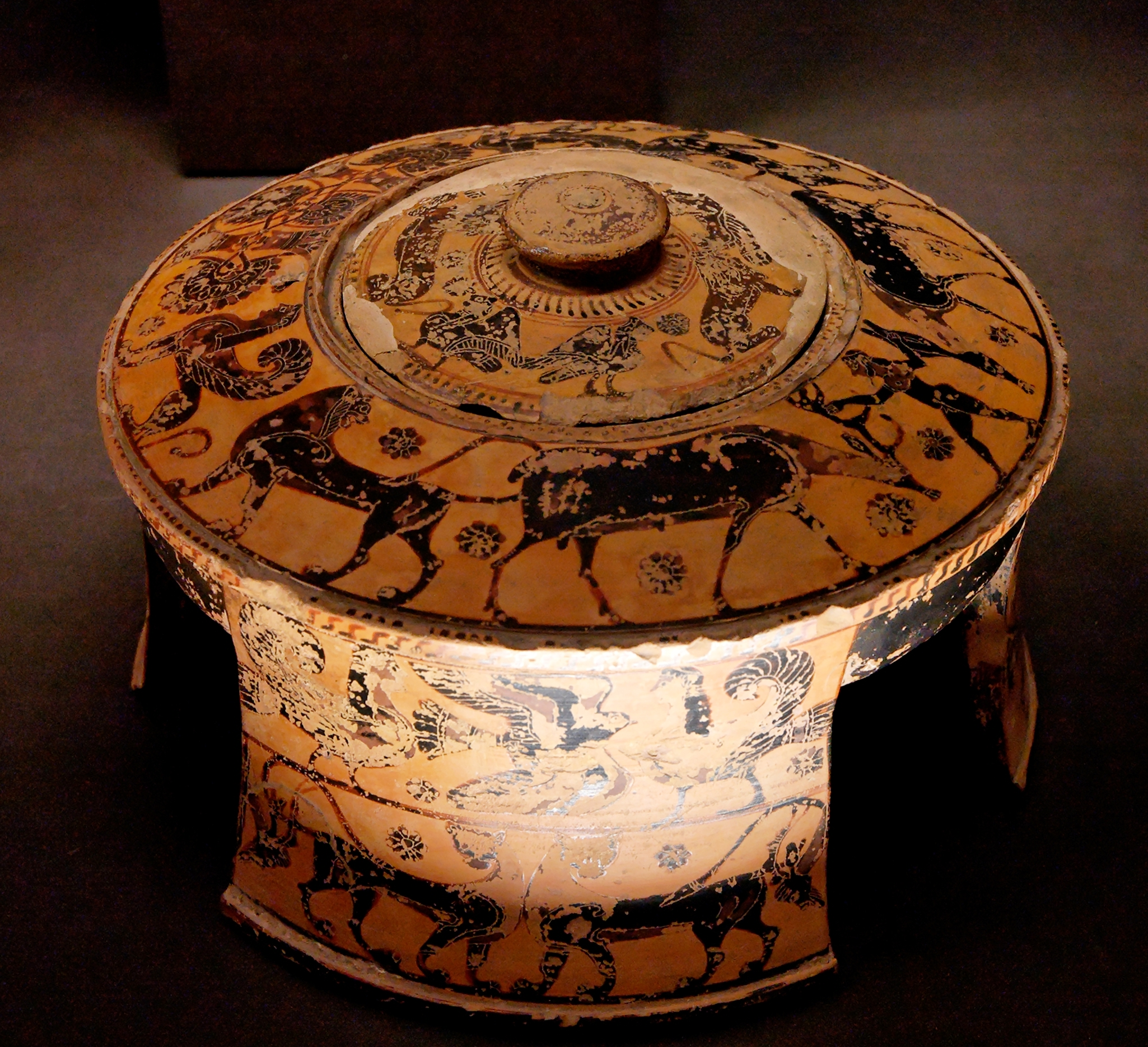
Eksaleiptron trójnożny
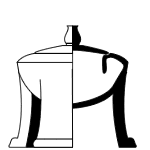

### Hydria
Dzban z trzema uchwytami używany do czerpania wody, jako urna popielnicowa i jako urna wyborcza. Wyróżnia się typ koryncki i attycki. Można upatrywać podobieństwa w wazach typu: kalpis oraz lutrofora.

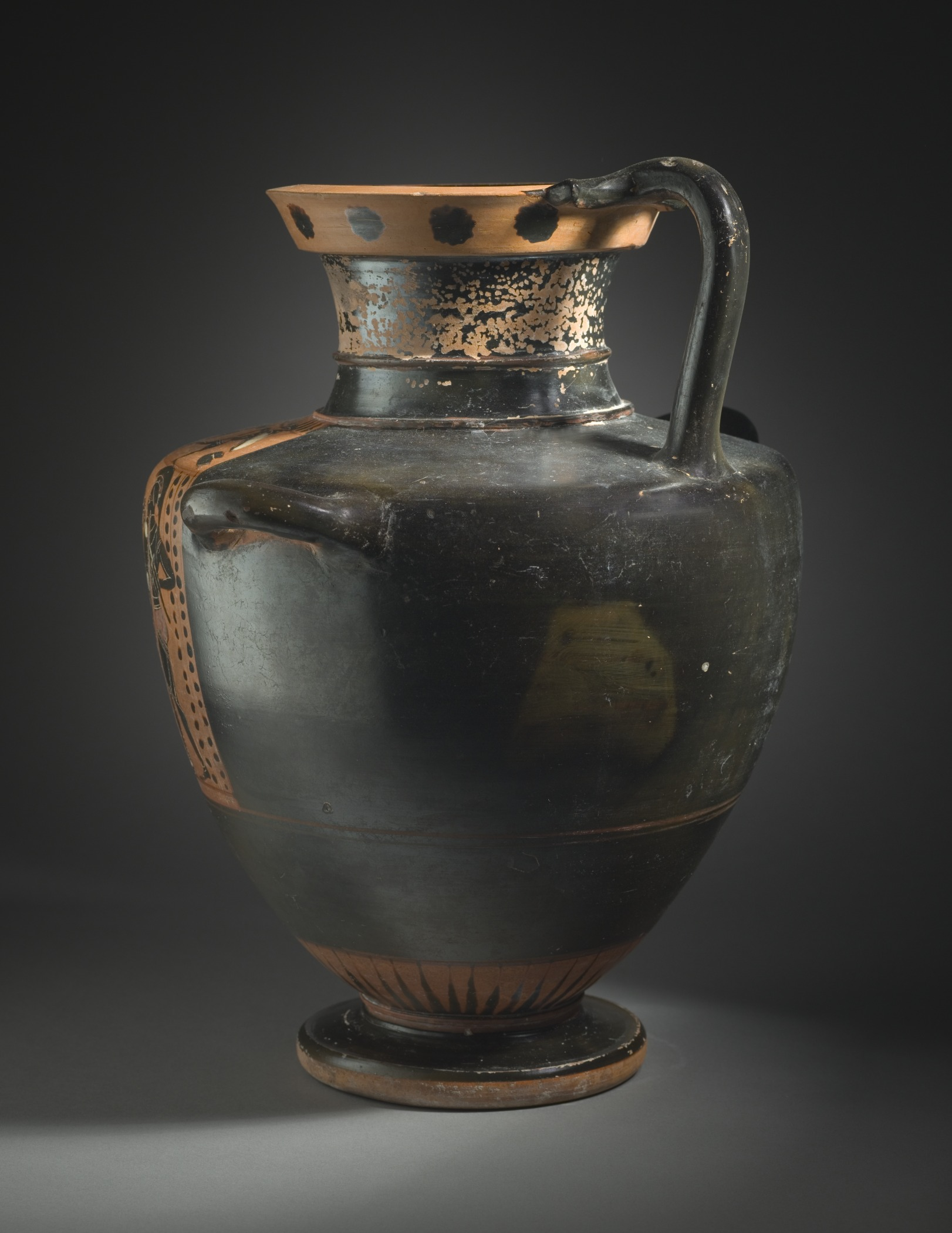
Czarnofigurowa hydria attycka
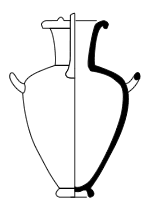
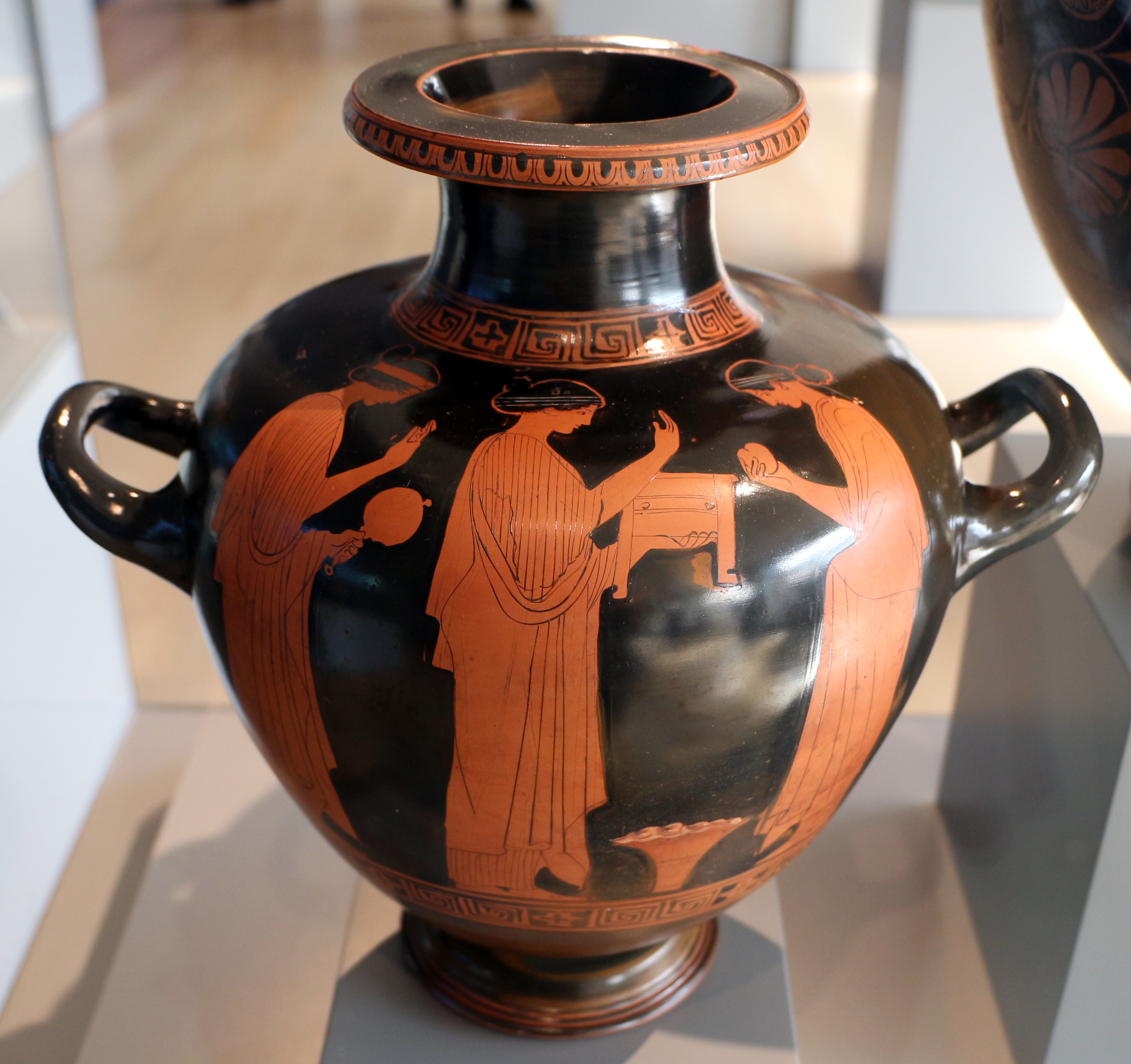
Kalpis
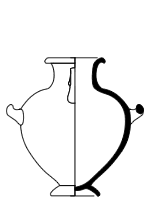
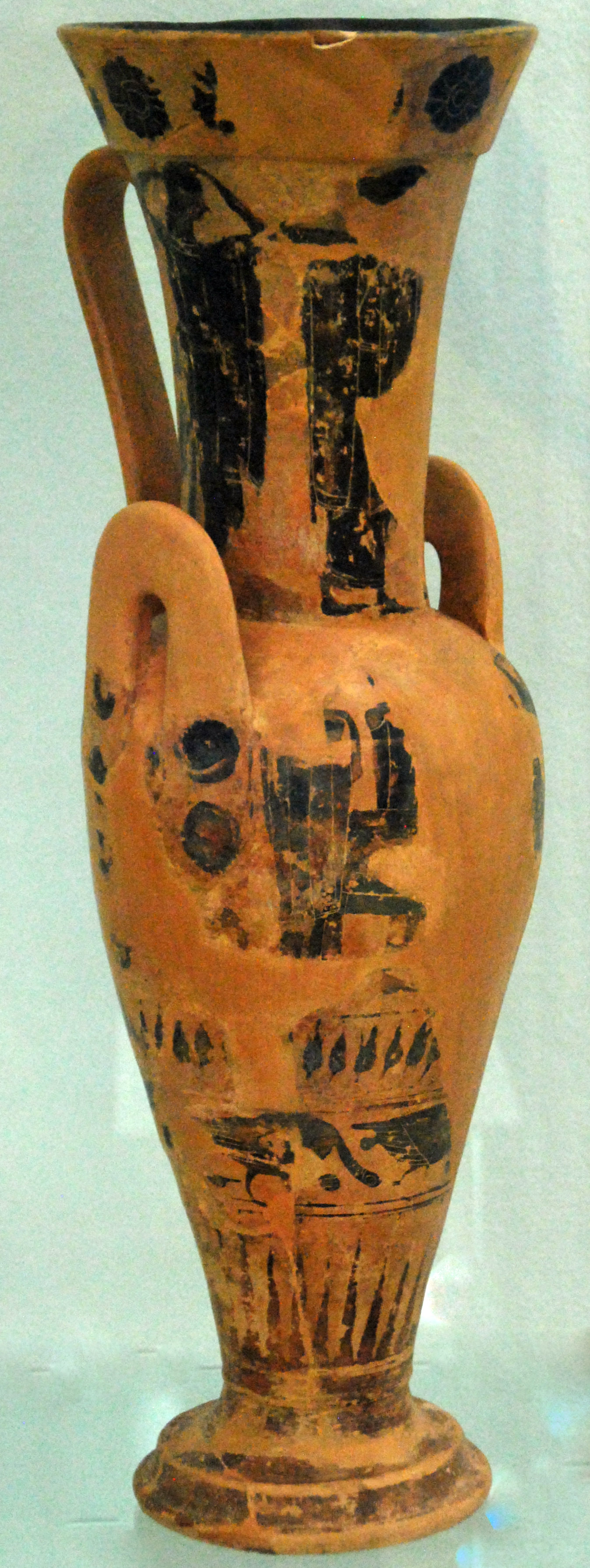
Lutrofora
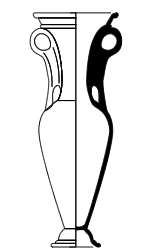

### Chytra
Chytra należała do pospolitej starożytnej greckiej ceramiki kuchennej, która charakteryzowała się doskonałą odpornością na ciepło. Ze znalezisk archeologicznych, głównie fragmentarycznych, z różnych regionów Grecji dowiadujemy się, że chytry wykonywano w różnych formach z gliny, na ogół brązowej do czerwonej, czasem szarej do brązowoszarej (w lokalnych wariantach, specyficznych dla miejsca produkcja). Możliwe, że każde greckie miasto miało własną produkcję, gdyż zapotrzebowanie na tego typu naczynia było duże. Według najbardziej rozpowszechnionych form wyróżnia się sześć typów chytry (1a, 1a1, 1b, 1c, 1d, 1e).

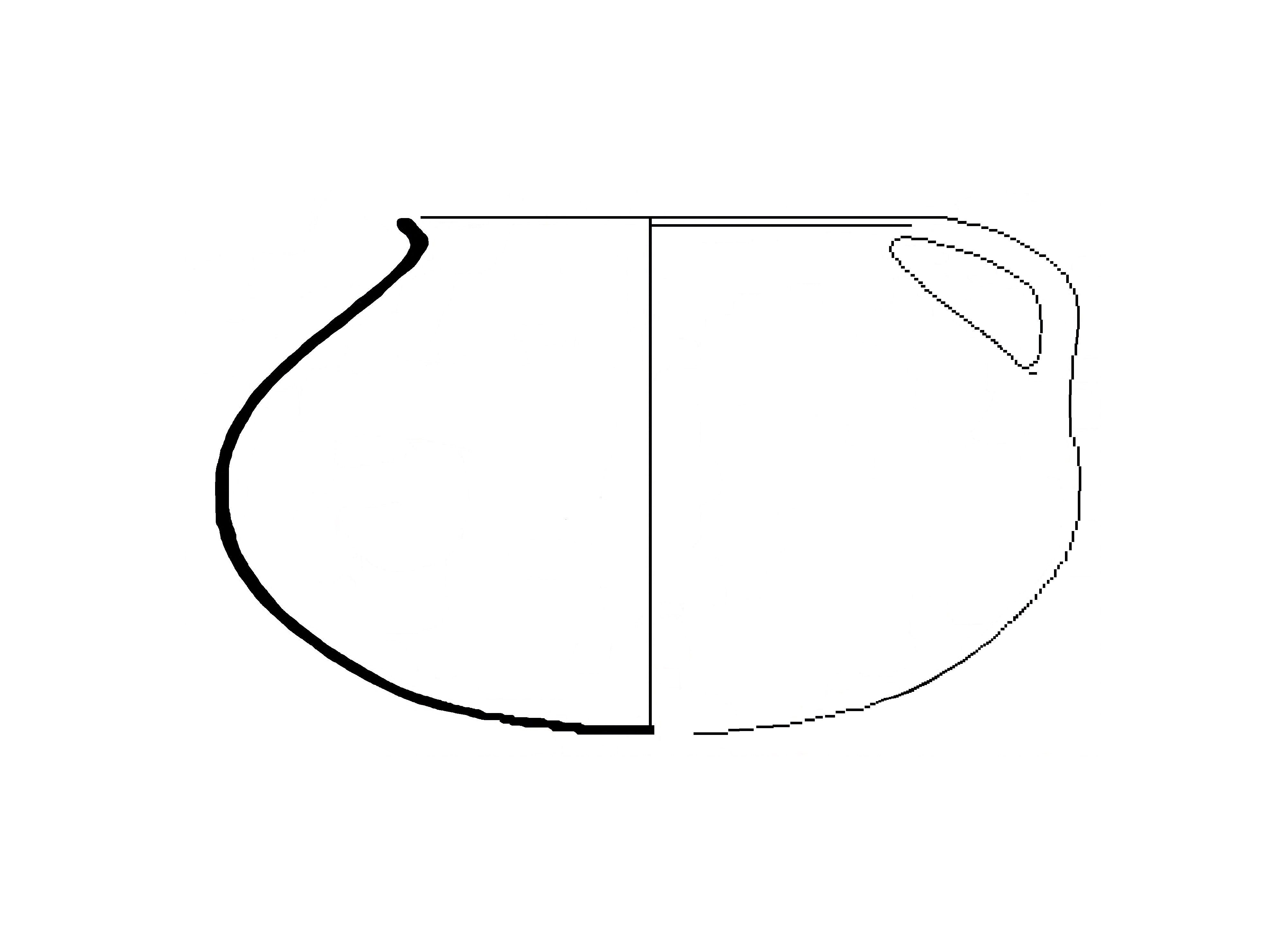
Typ 1a
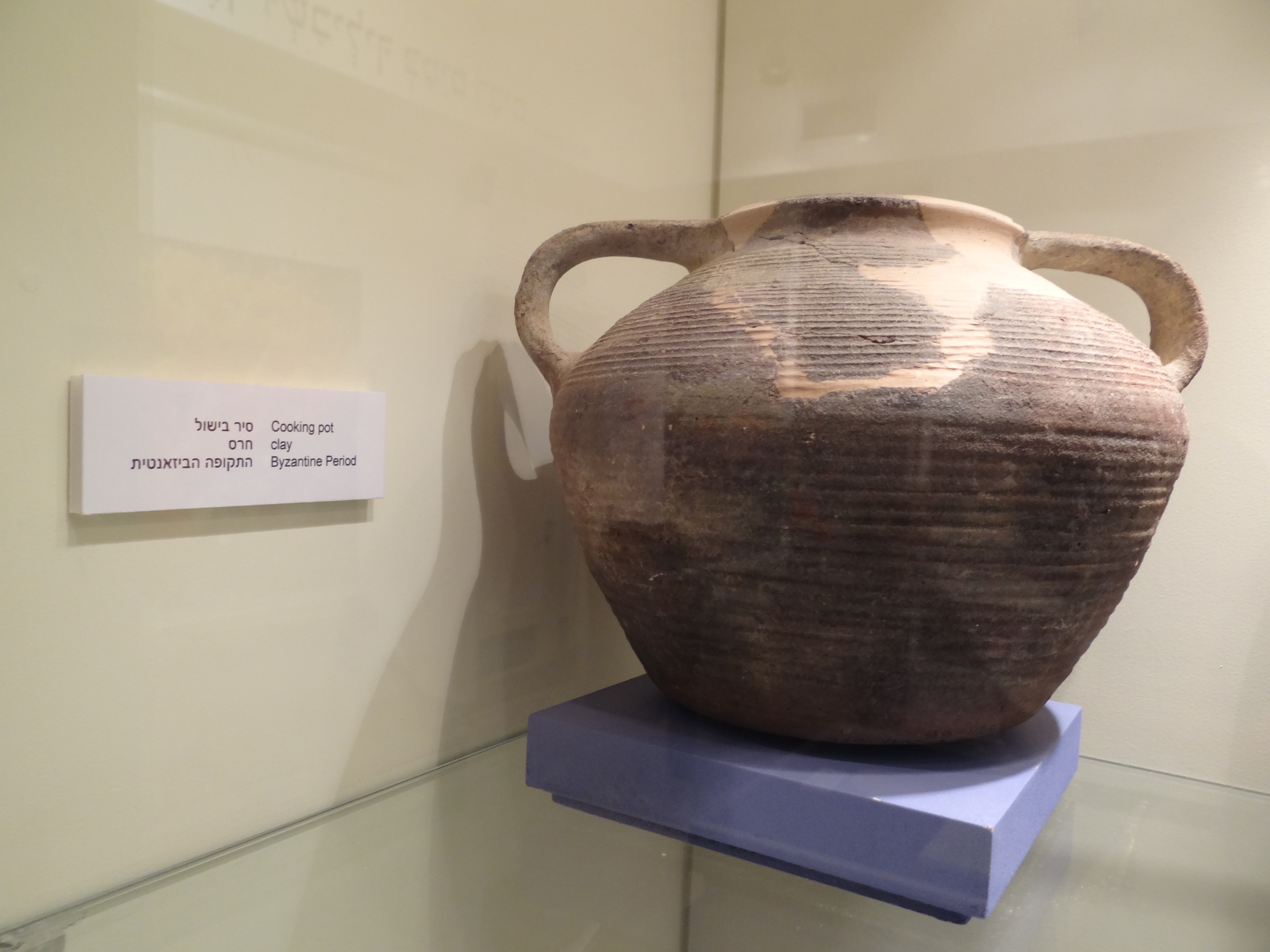
Typ 1a1
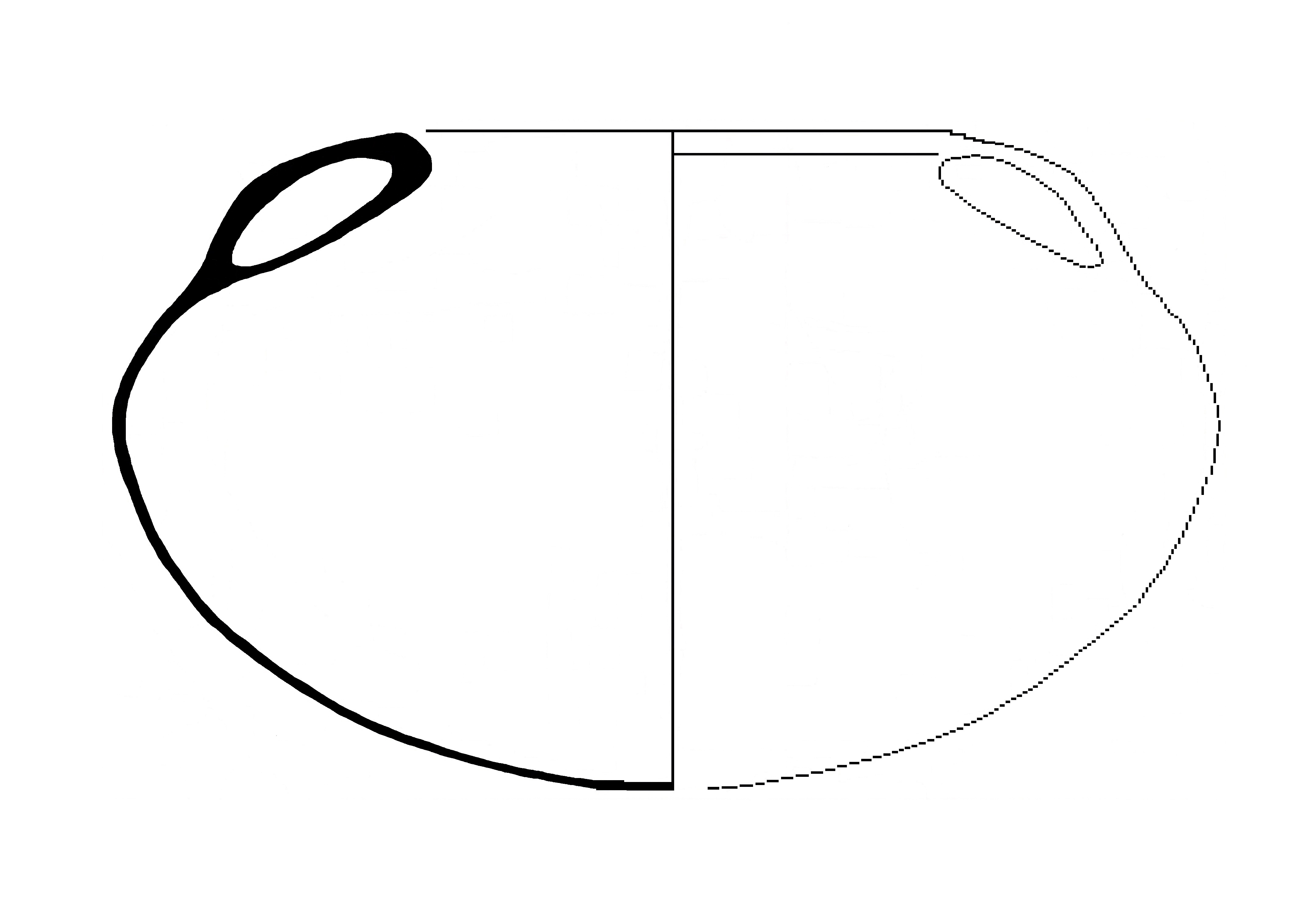
Typ 1a1
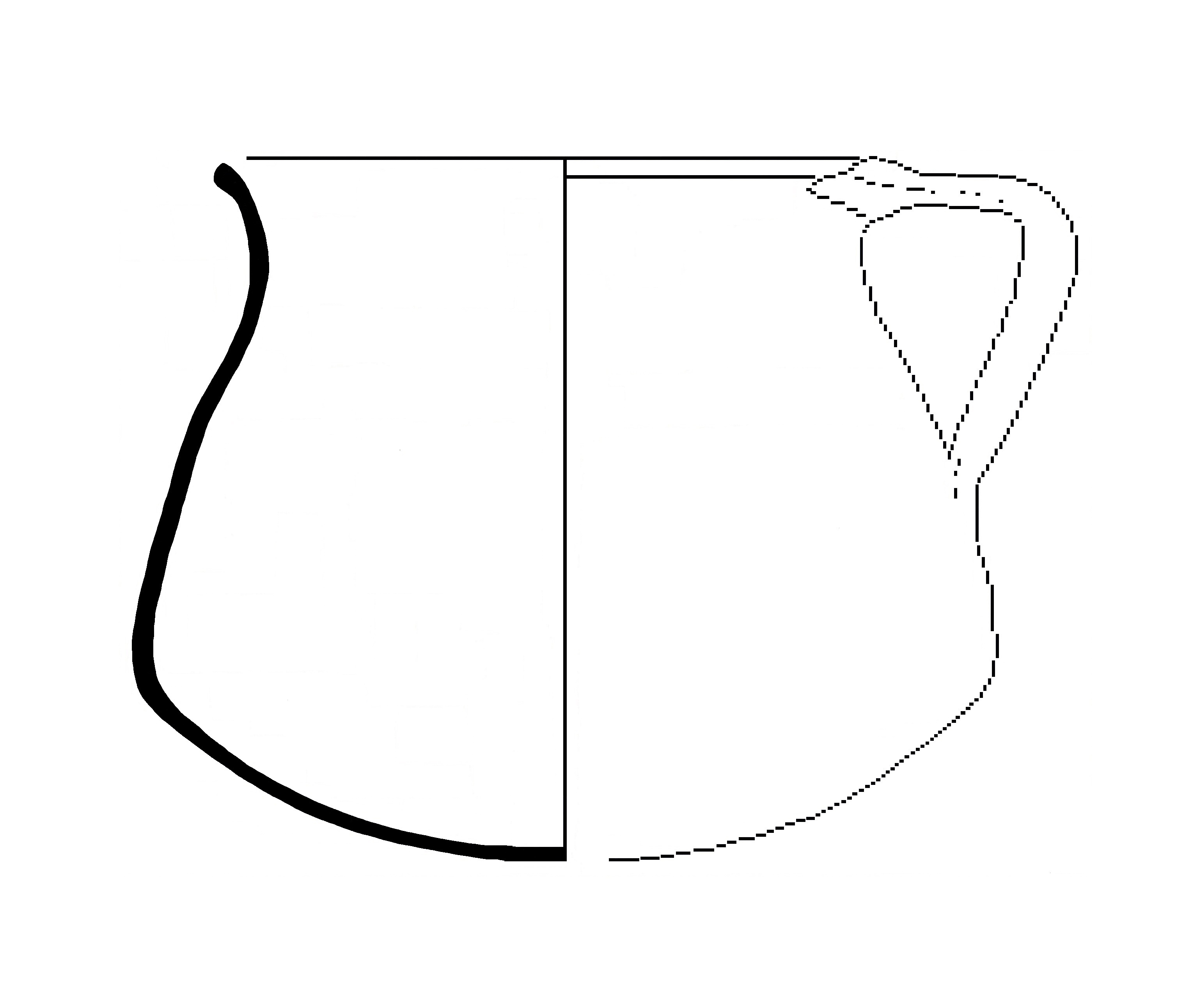
Typ 1b
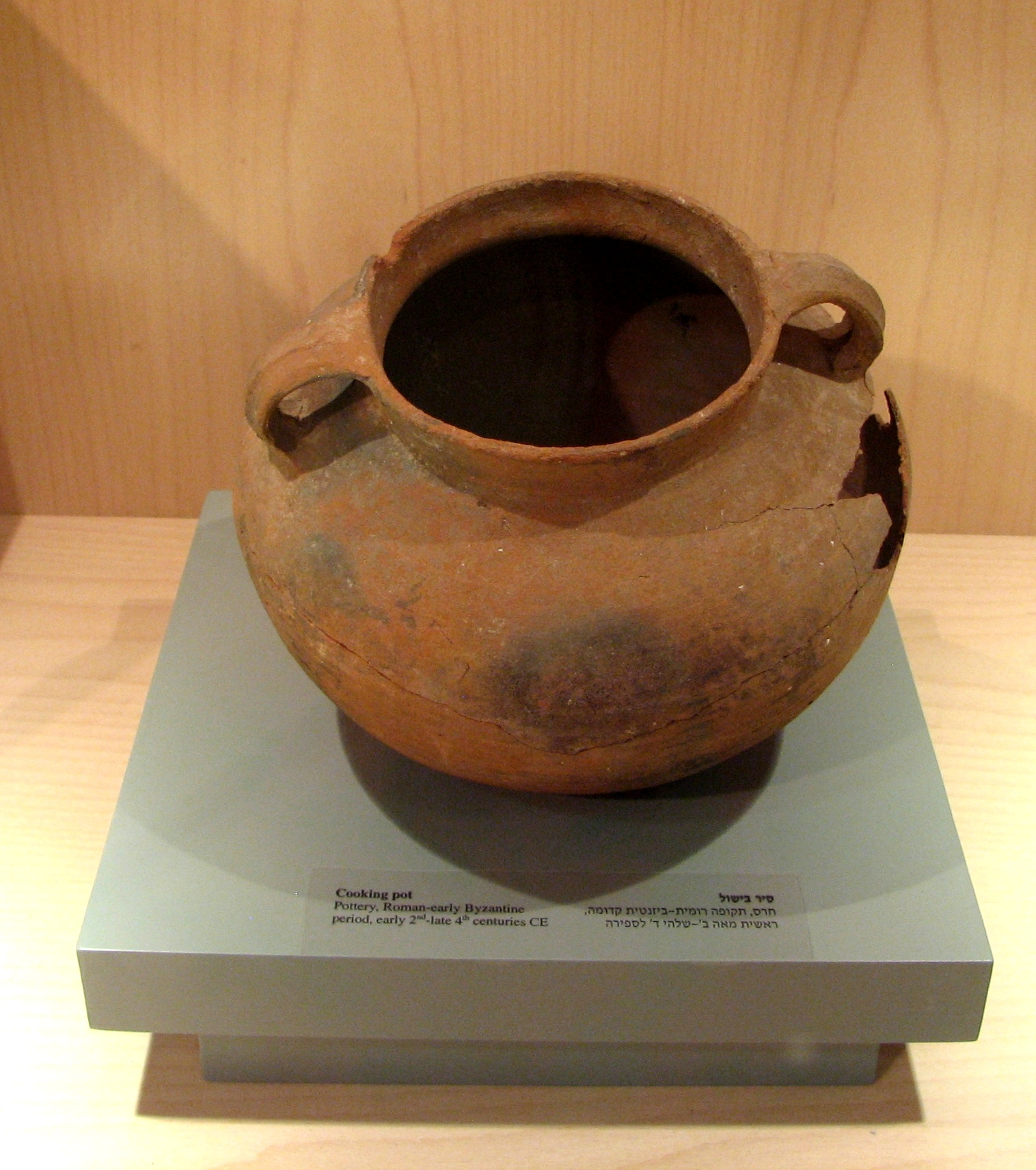
Typ 1c
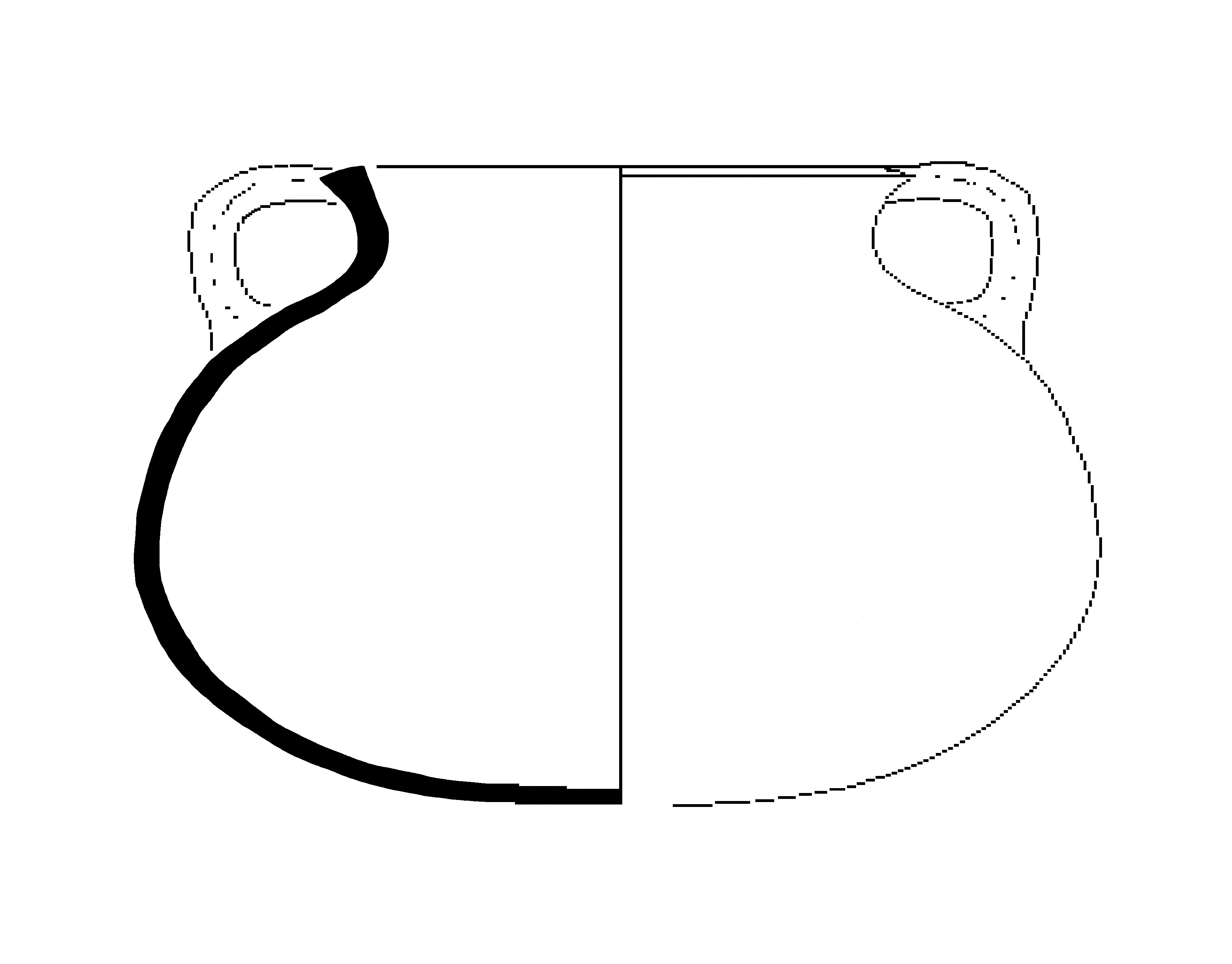
Typ 1c
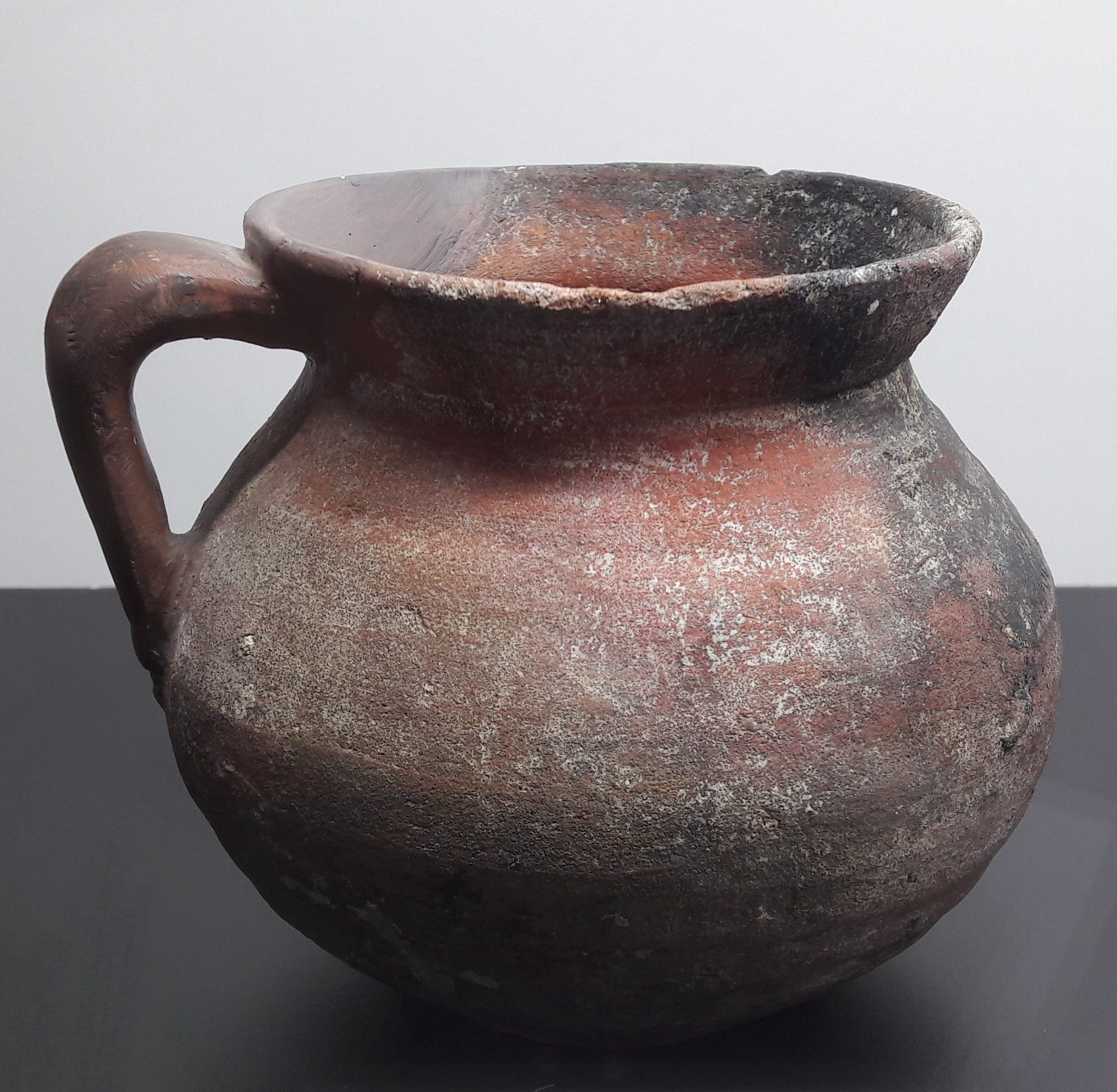
Typ 1d
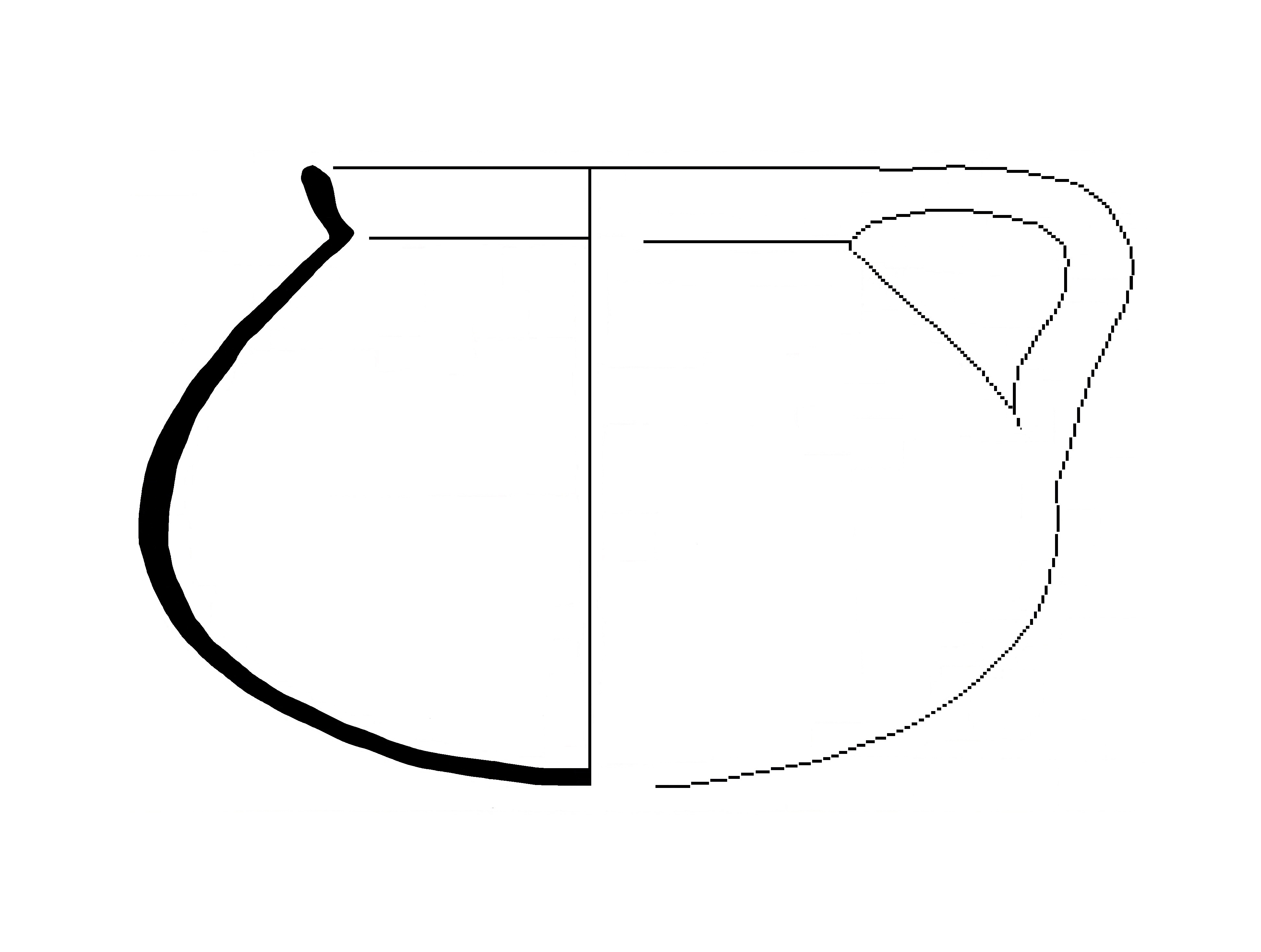
Typ 1d
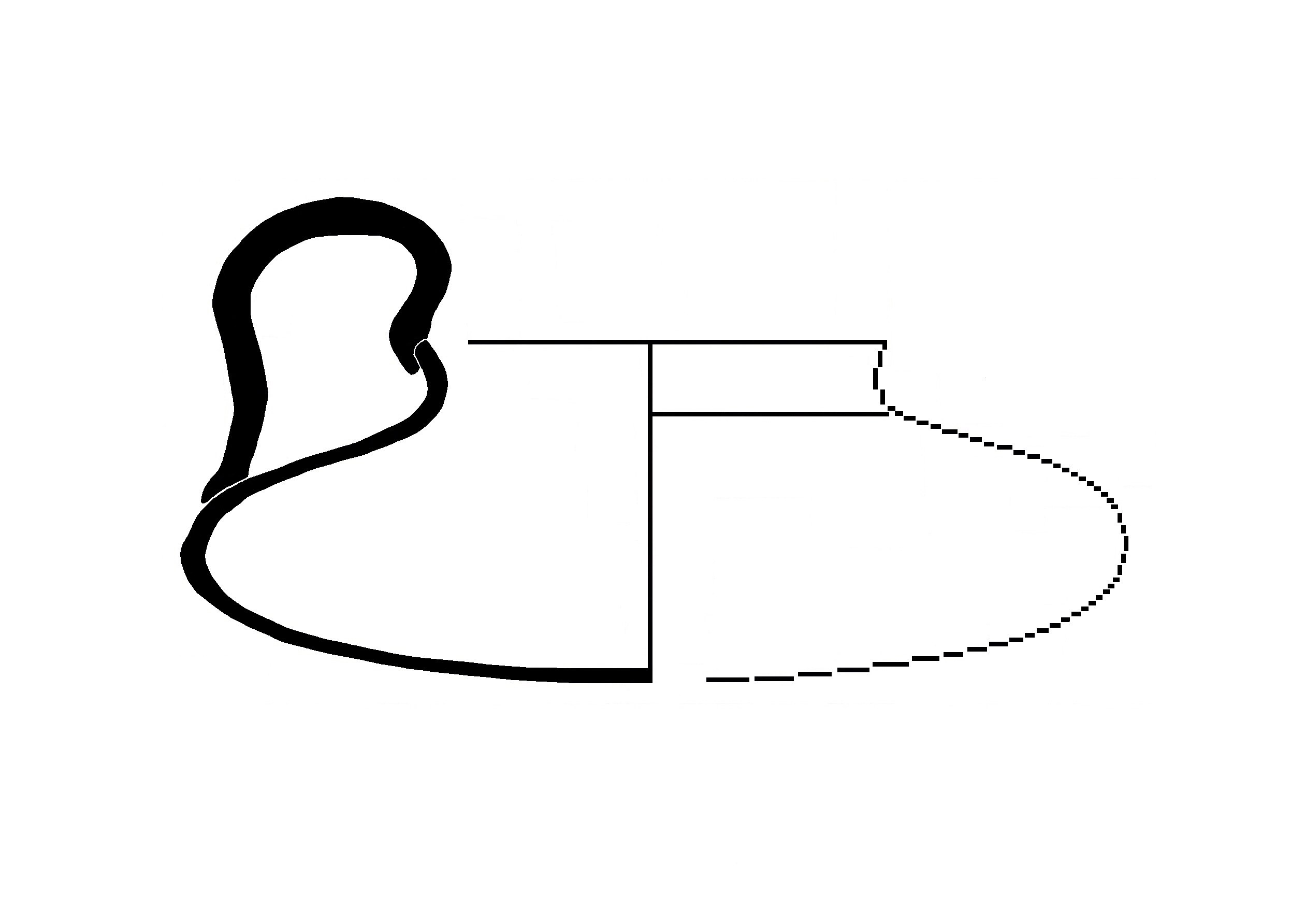
Typ 1e

### Kantaros
Kantaros ma kształt głębokiej miseczki, z pętlowymi uchwytami wychodzącymi z dołu korpusu naczynia i wystającymi wysoko ponad jego brzeg. Archeolodzy wyróżniają kilka typów kantarosu, w zależności od formy czary, występowania lub niewystępowania stopki itp. (typ A, B, C oraz D). Istniały również formy figuralne tego naczynia. W zależności od okresu powstania, mowa jest też o kantarosach czerwonofigurowych i czarnofigurowych.

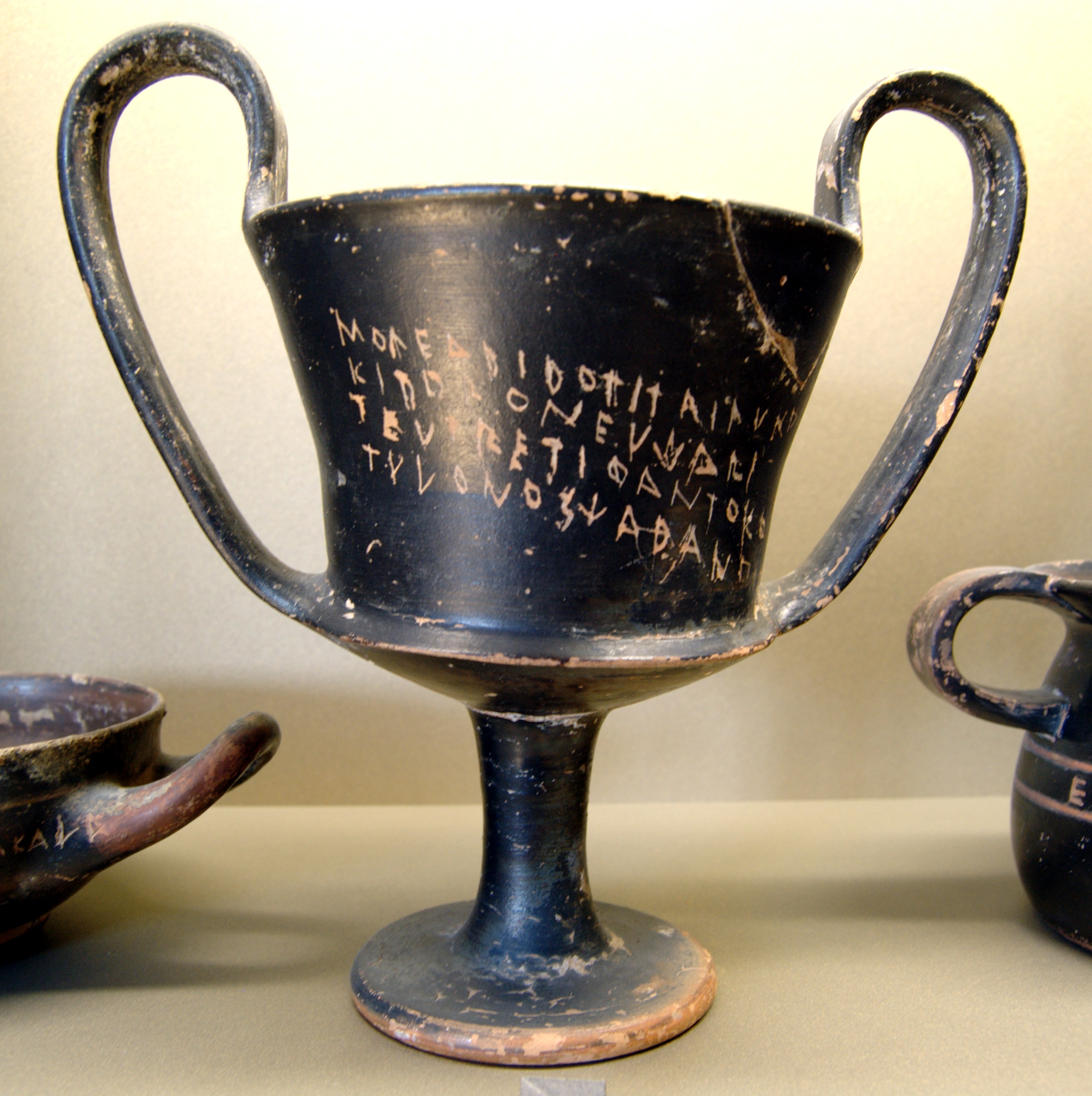
Kantaros typ A
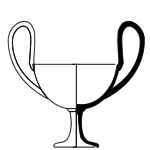
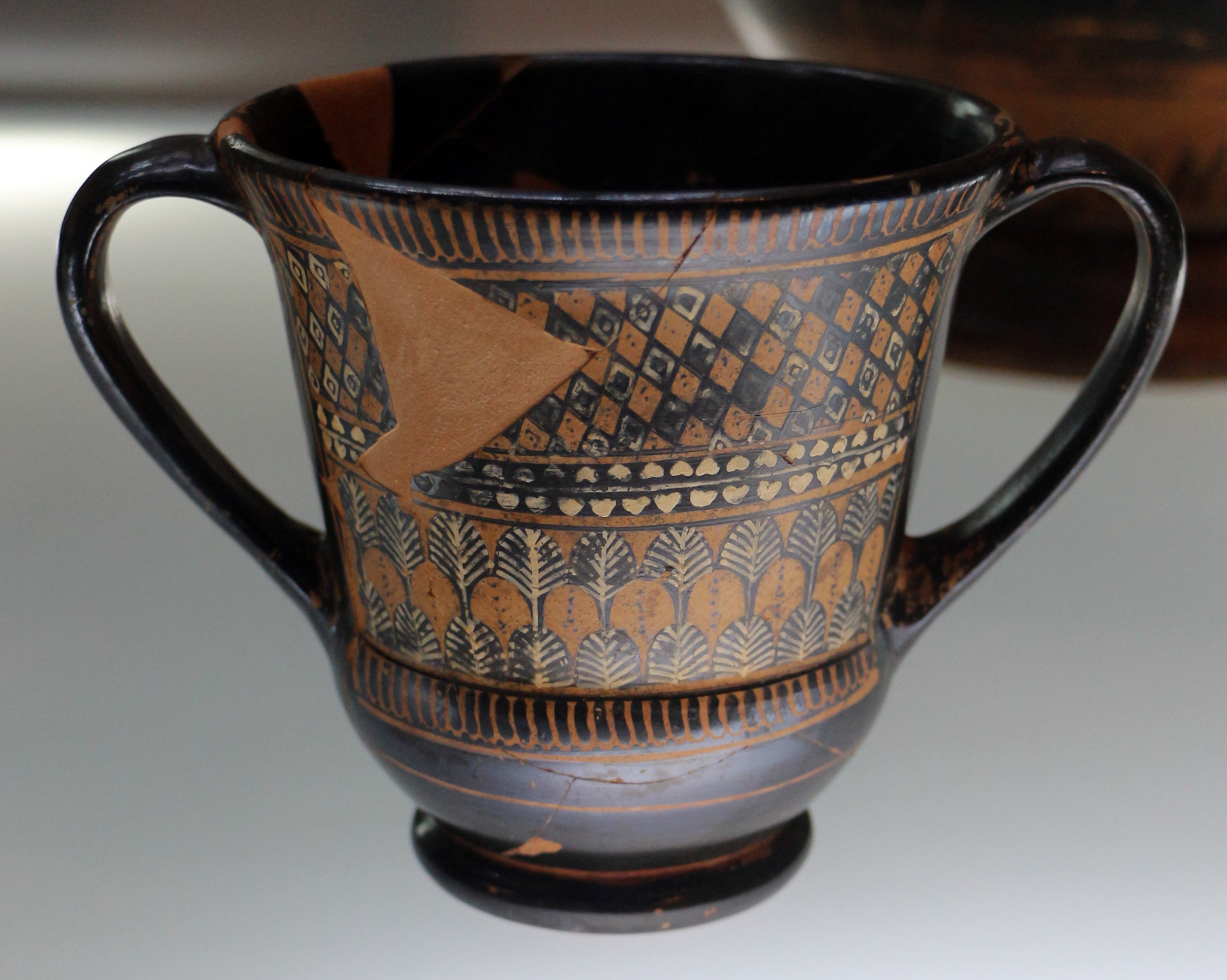
Kantaros typ B
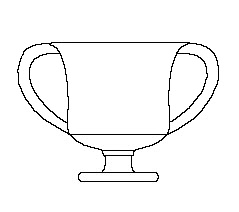
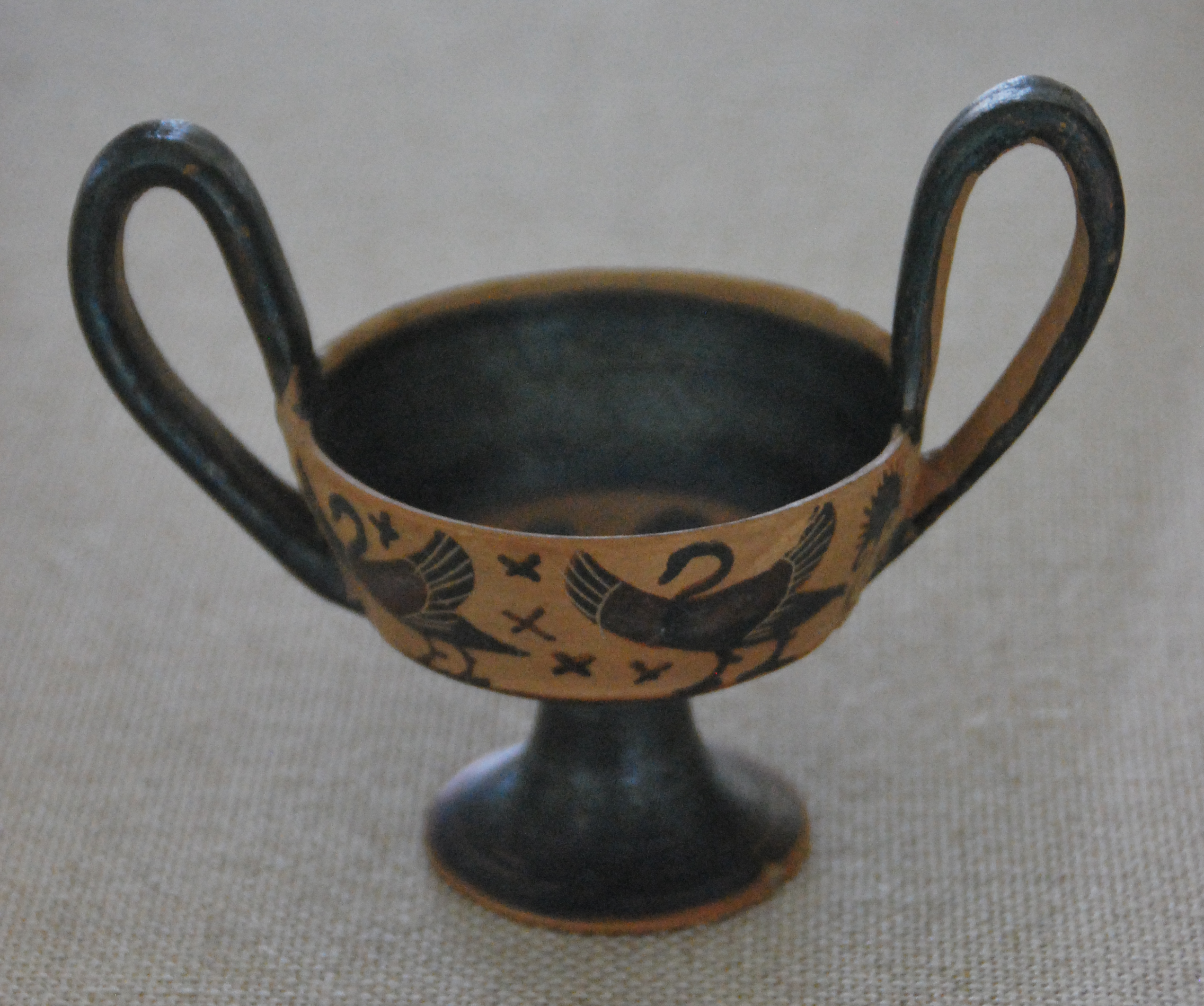
Kantaros typ C
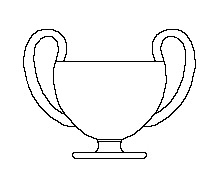
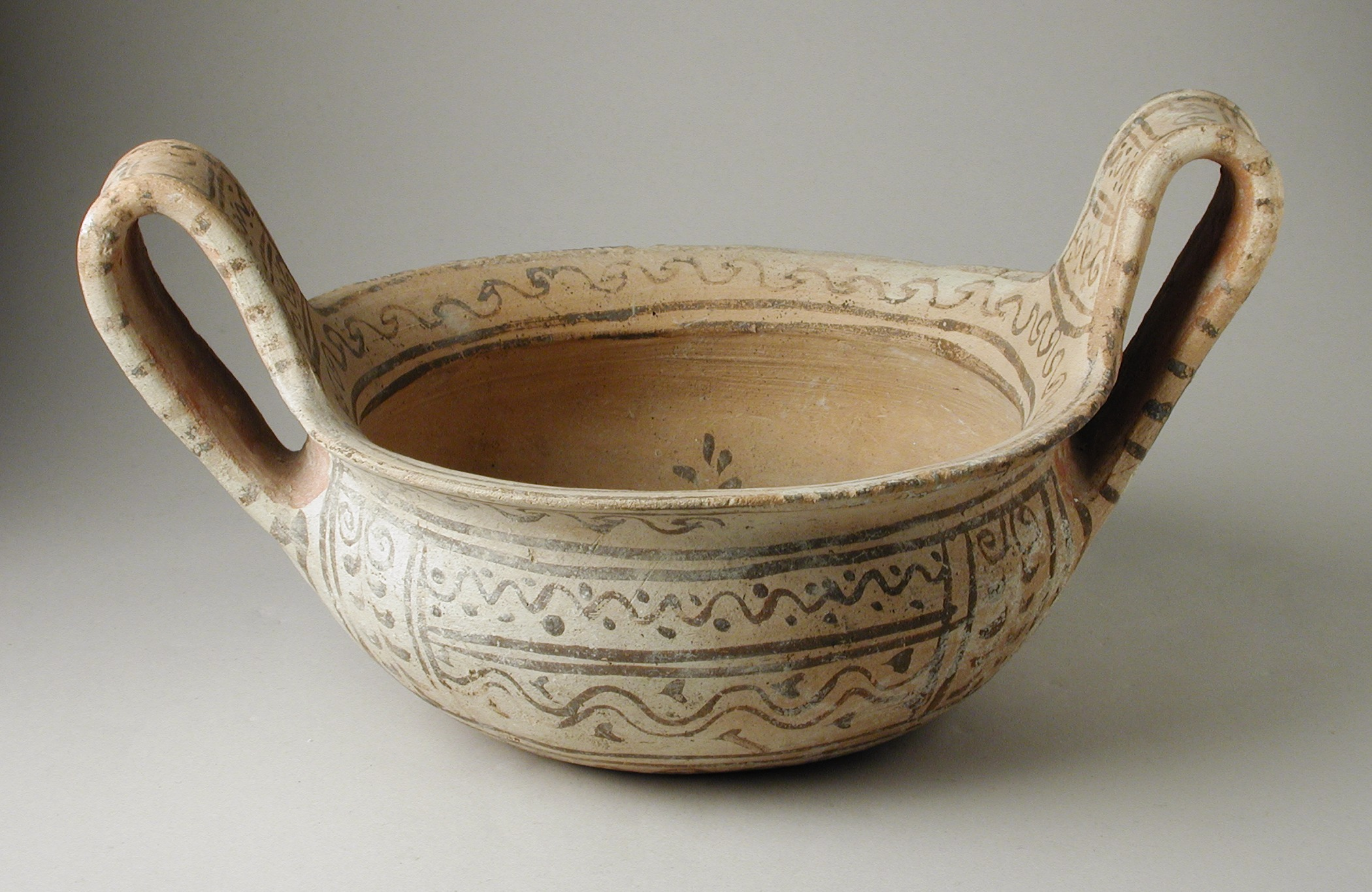
Kanthros typ D
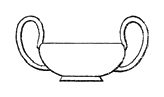
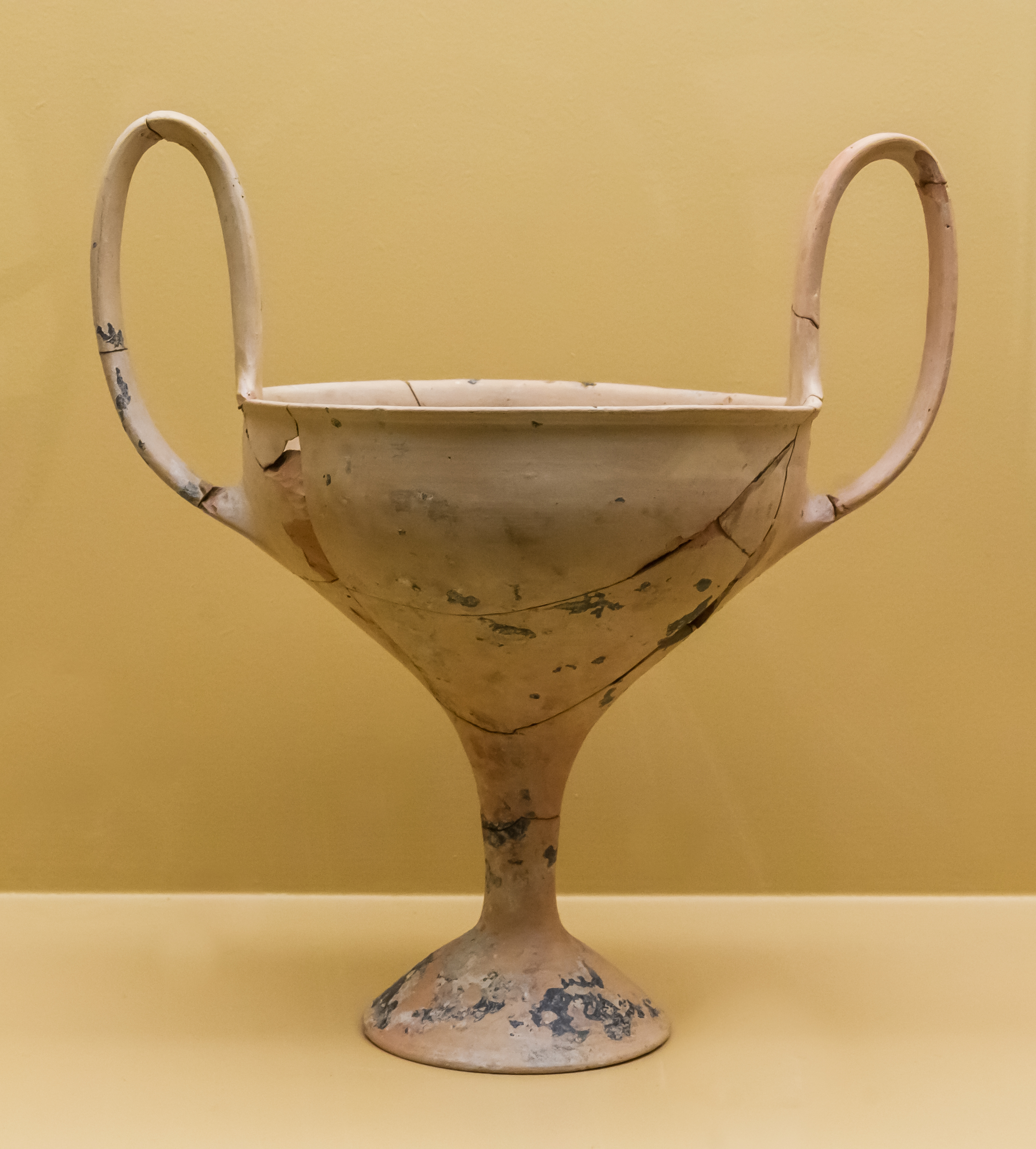
Kantaros, 1400 p.n.e.
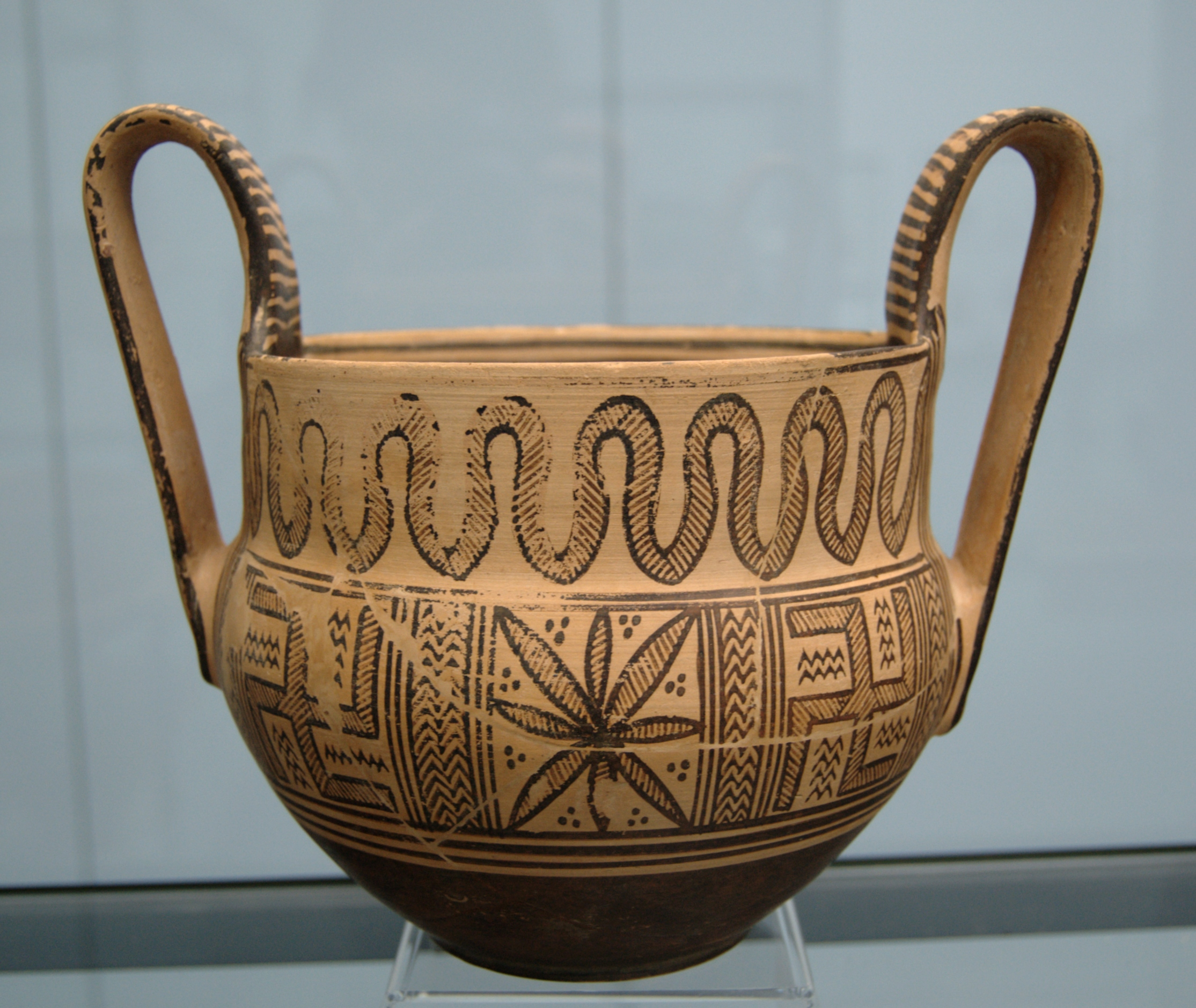
Kantaros attycki, styl geometryczny, ok. 780 p.n.e.
Kantaros beocki, VI w. p.n.e.
Kantaros szkliwiony na czarno, ok. 300–200 p.n.e.
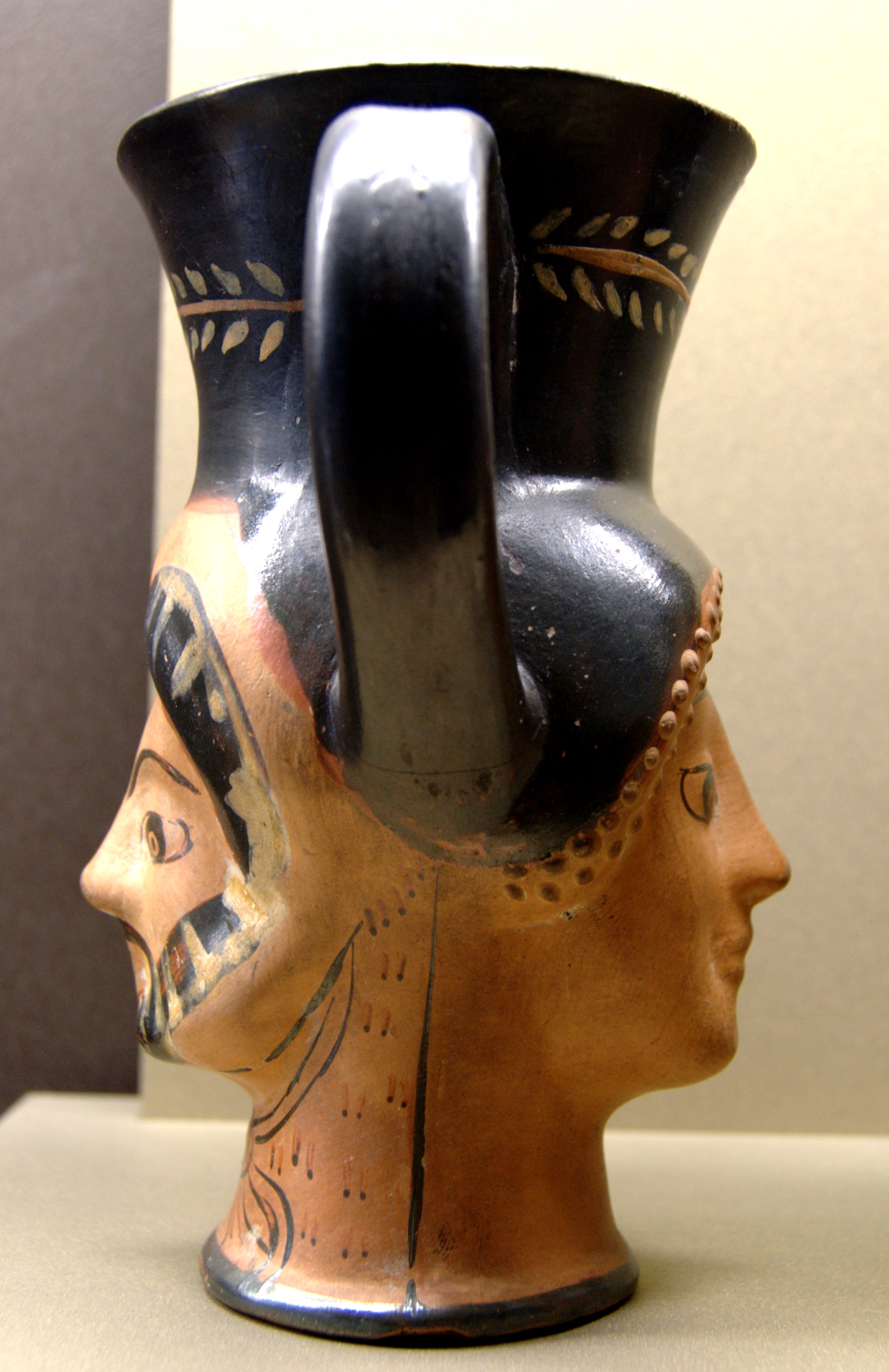
Kantaros attycki, ok. 480–460 p.n.e.
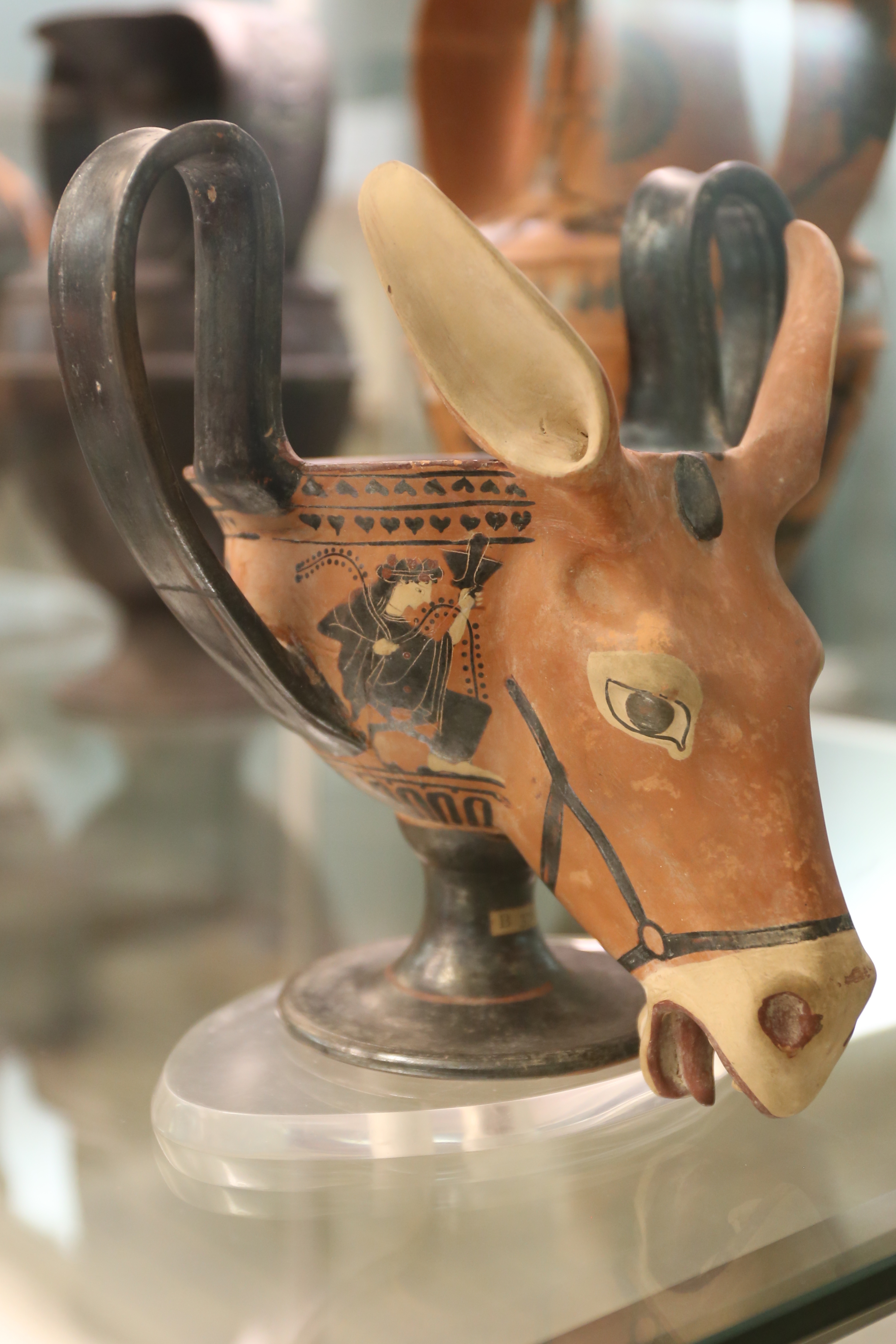
Kantaros figuralny z głową osła, ok. 520–500 p.n.e.
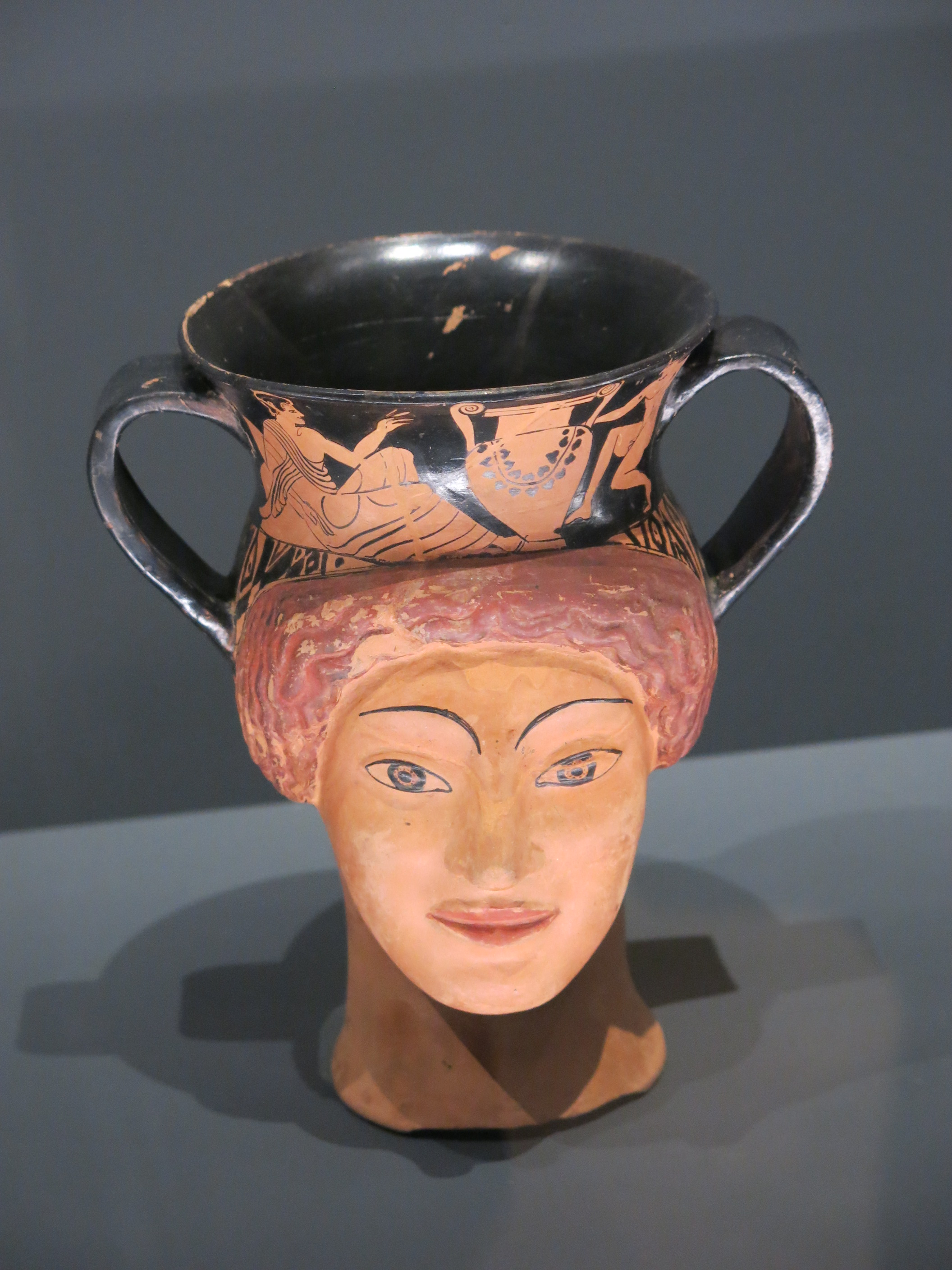
Kantaros z głową kobiety, ok. 510–500 p.n.e.
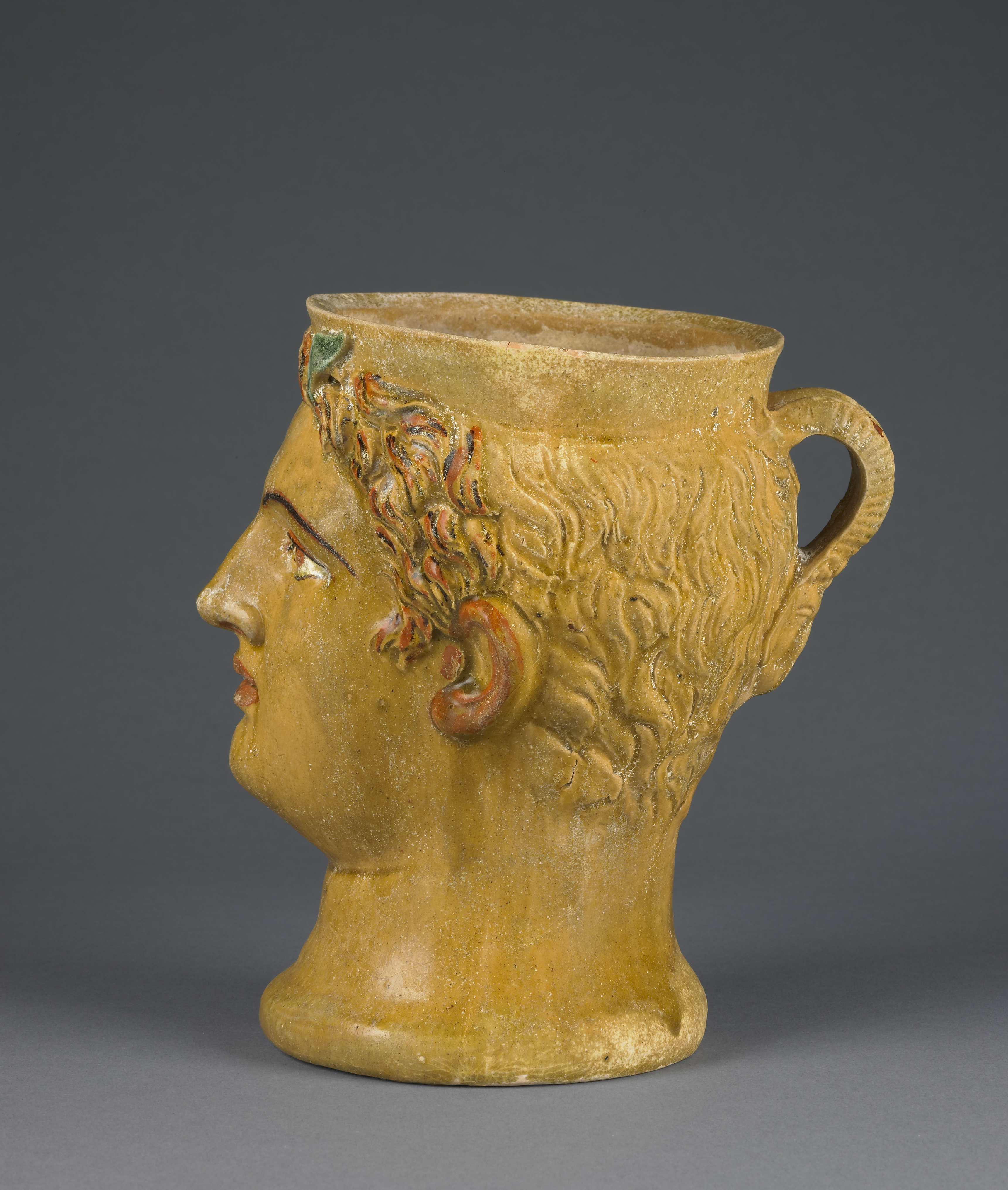
Kantaros z glazurą ołowianą (malarz Likiniusz), ok. 100–1 p.n.e.

### Krater
Jako naczynie służące do mieszania wina z wodą, krater musiał być odpowiedniej wielkości. Wyróżnia się różne jego formy: dzwonowy, kielichowy, kolumienkowy, wolutowy.

#### Formy podstawowe

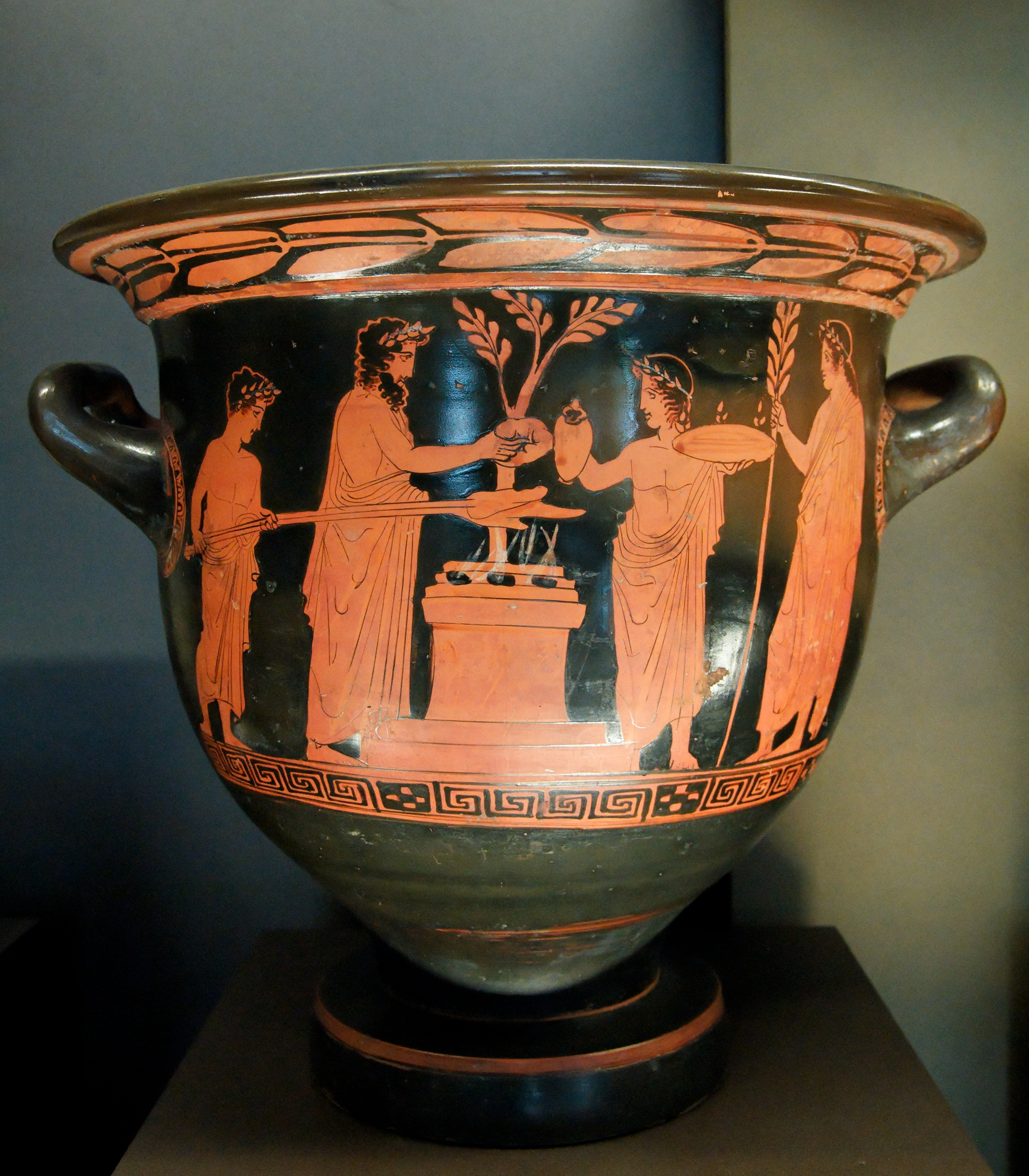
Krater dzwonowaty (dzwonowy), attycki, ok. 430–420 p.n.e.
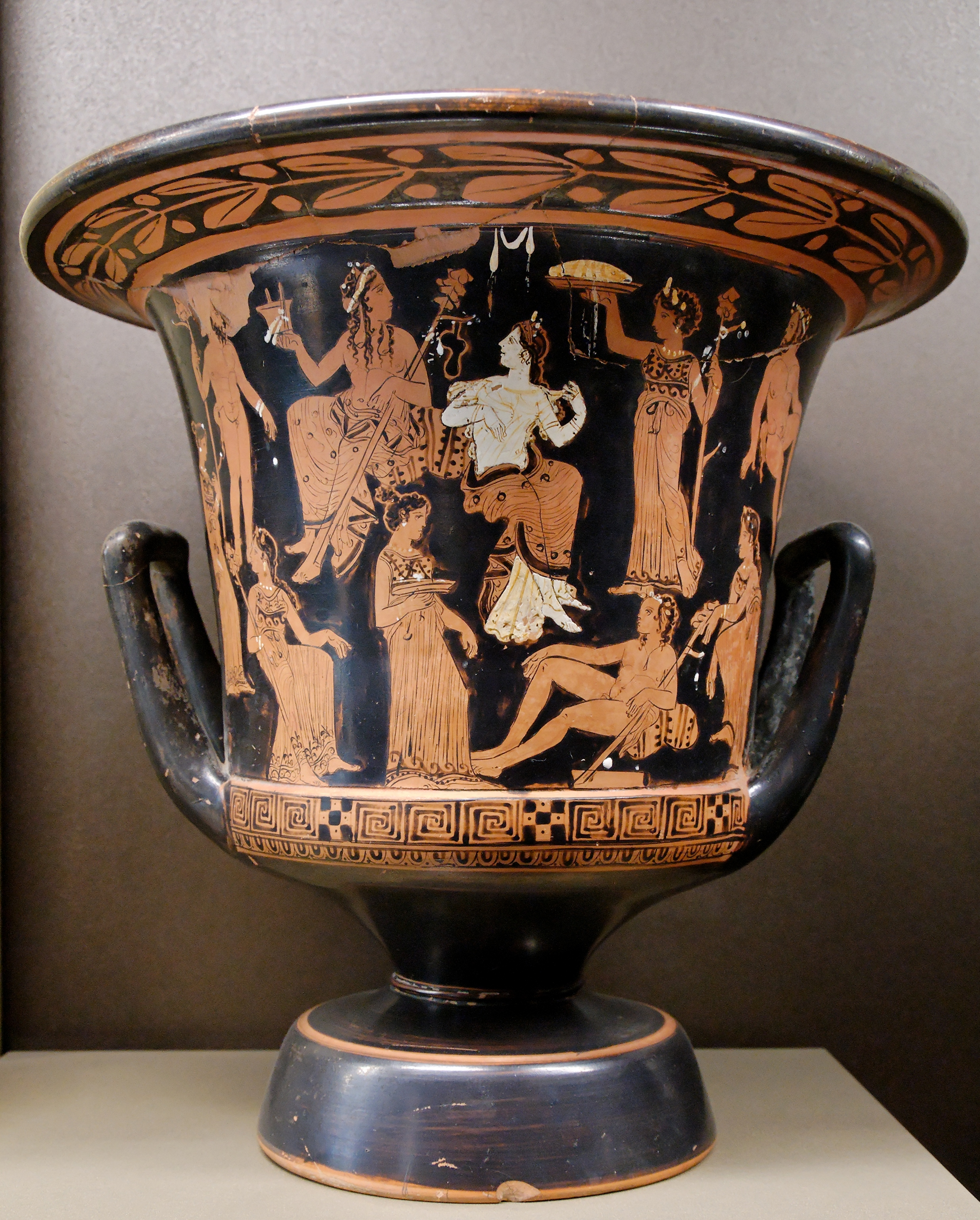
Krater kielichowaty (kielichowy), attycki, ok. 400–375 p.n.e.
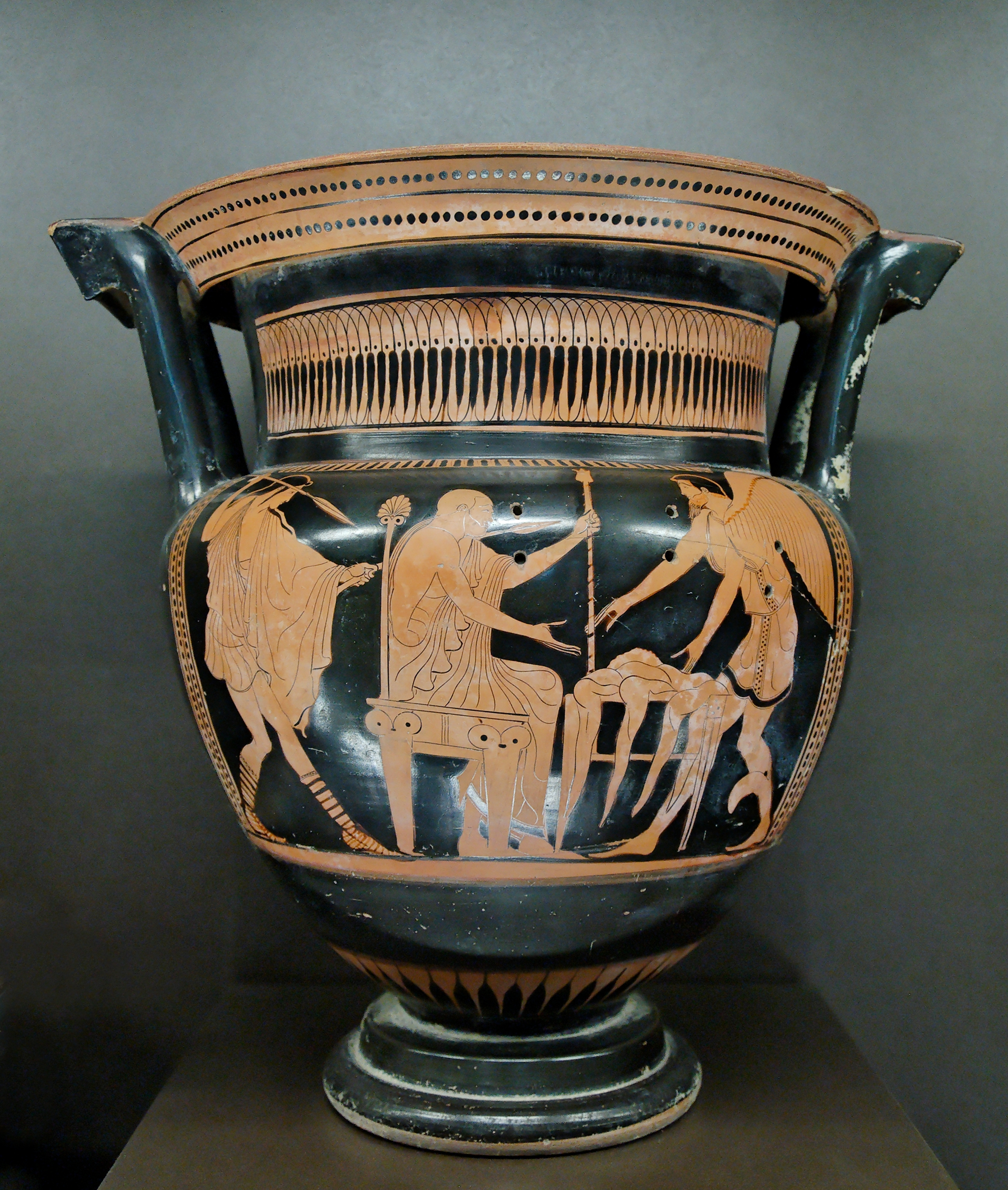
Krater kolumienkowy, attycki, ok. 460 p.n.e.
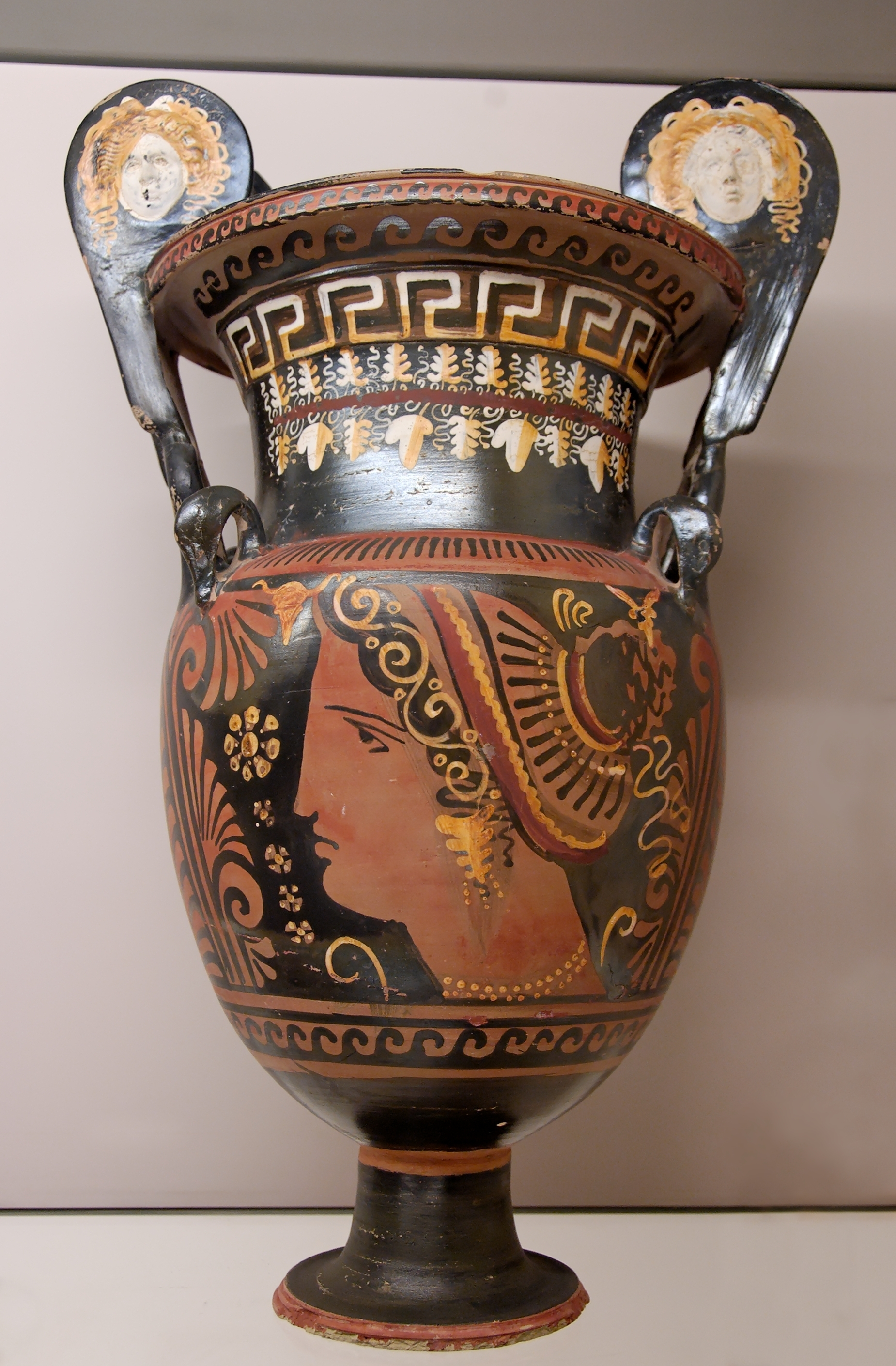
Krater wolutowy, apulijski, ok. 330–320 p.n.e.

#### Inne kształty i typy

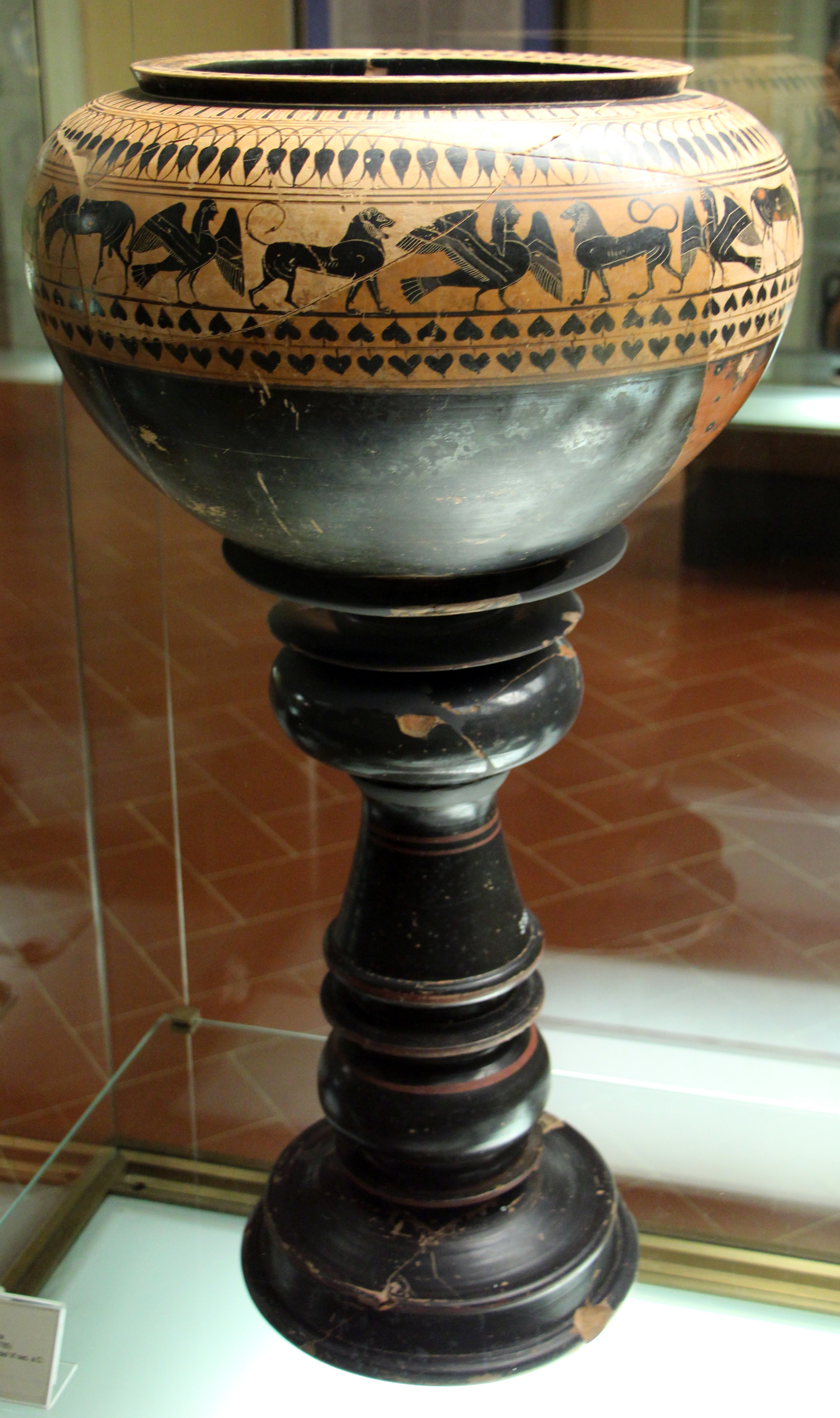
Dejnos na podstawce
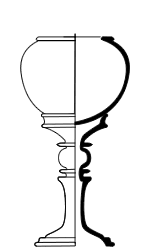
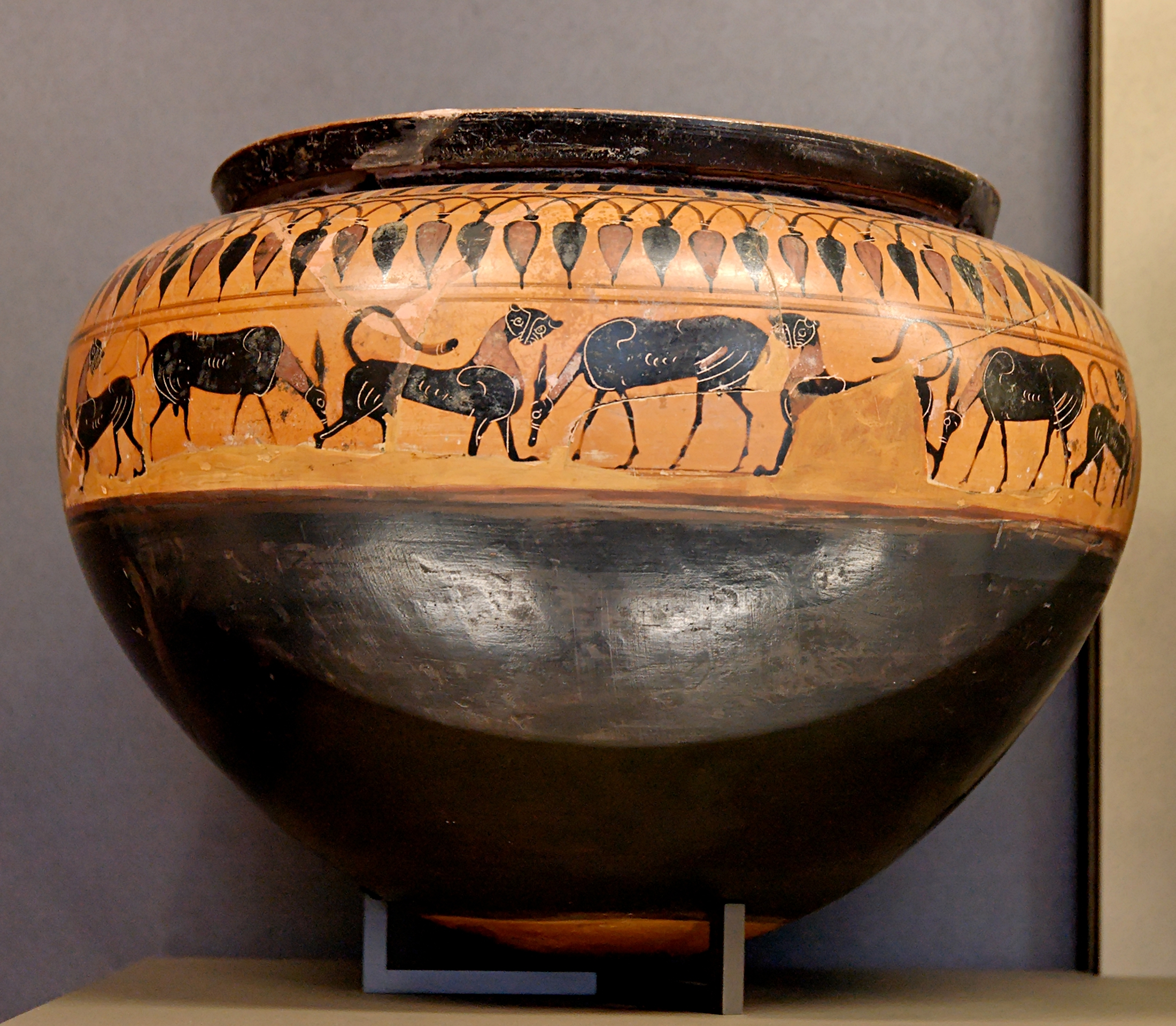
Typ: Dejnos baniasty
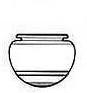
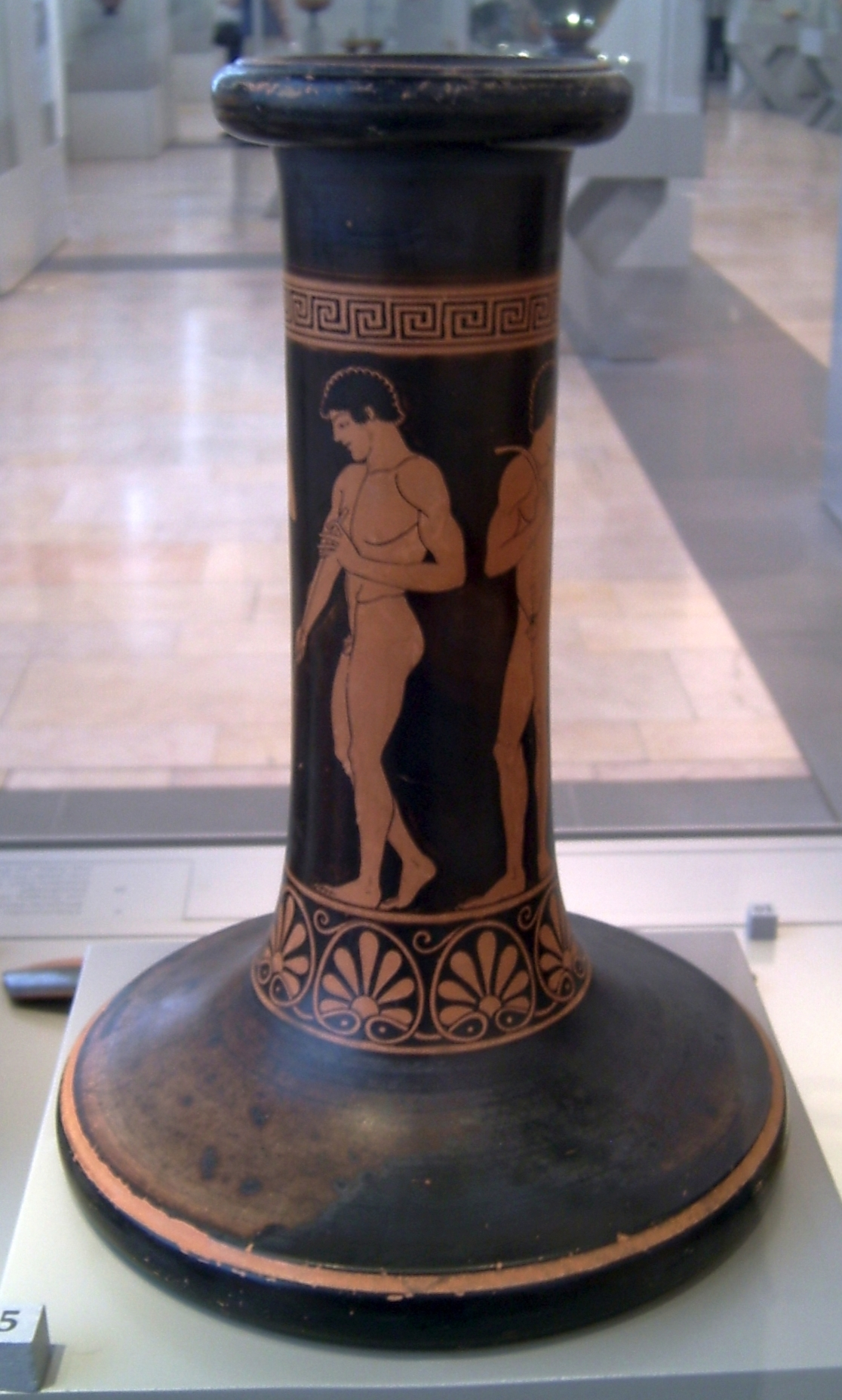
Podstawka pod dejnos
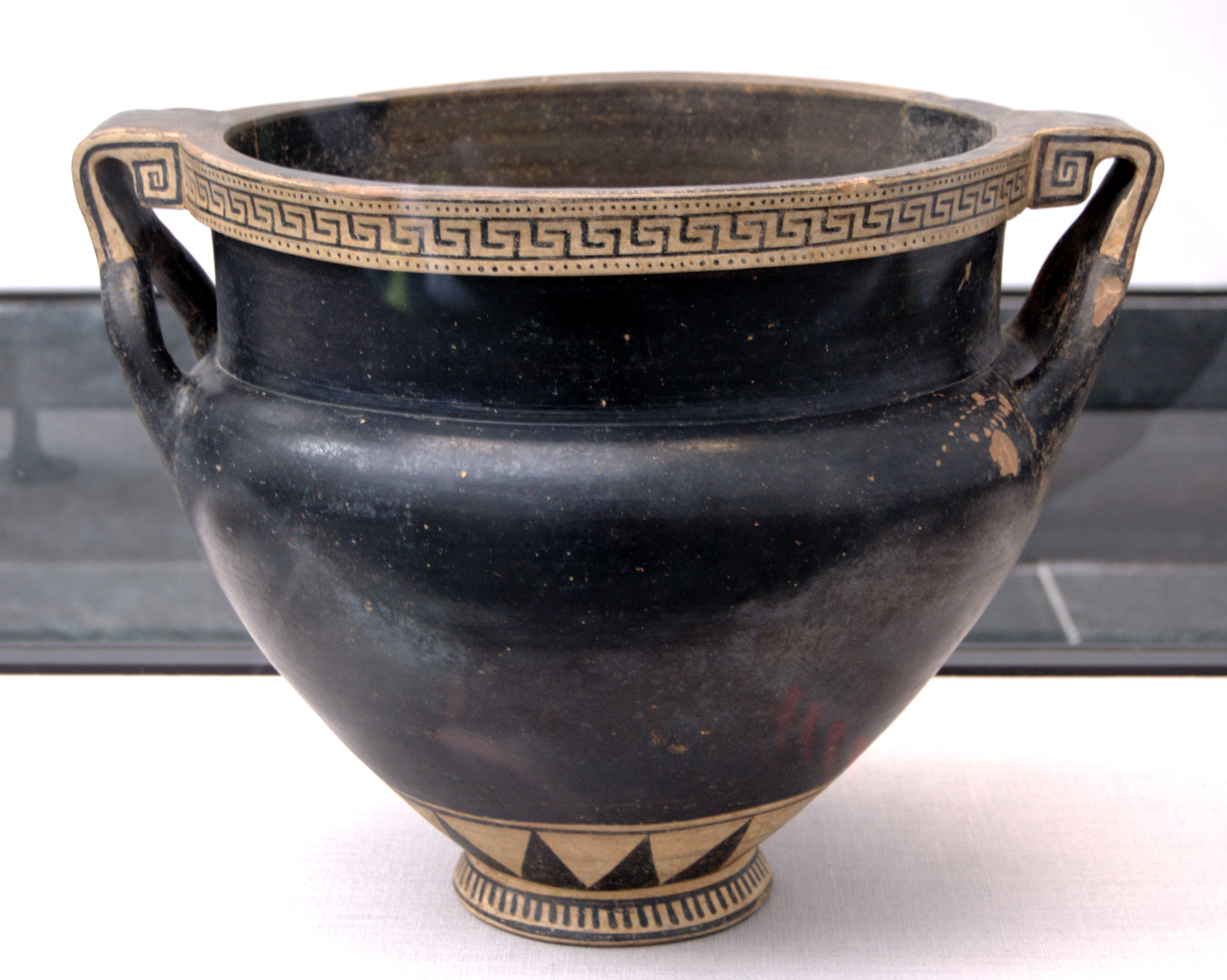
Krater chalkidyjski
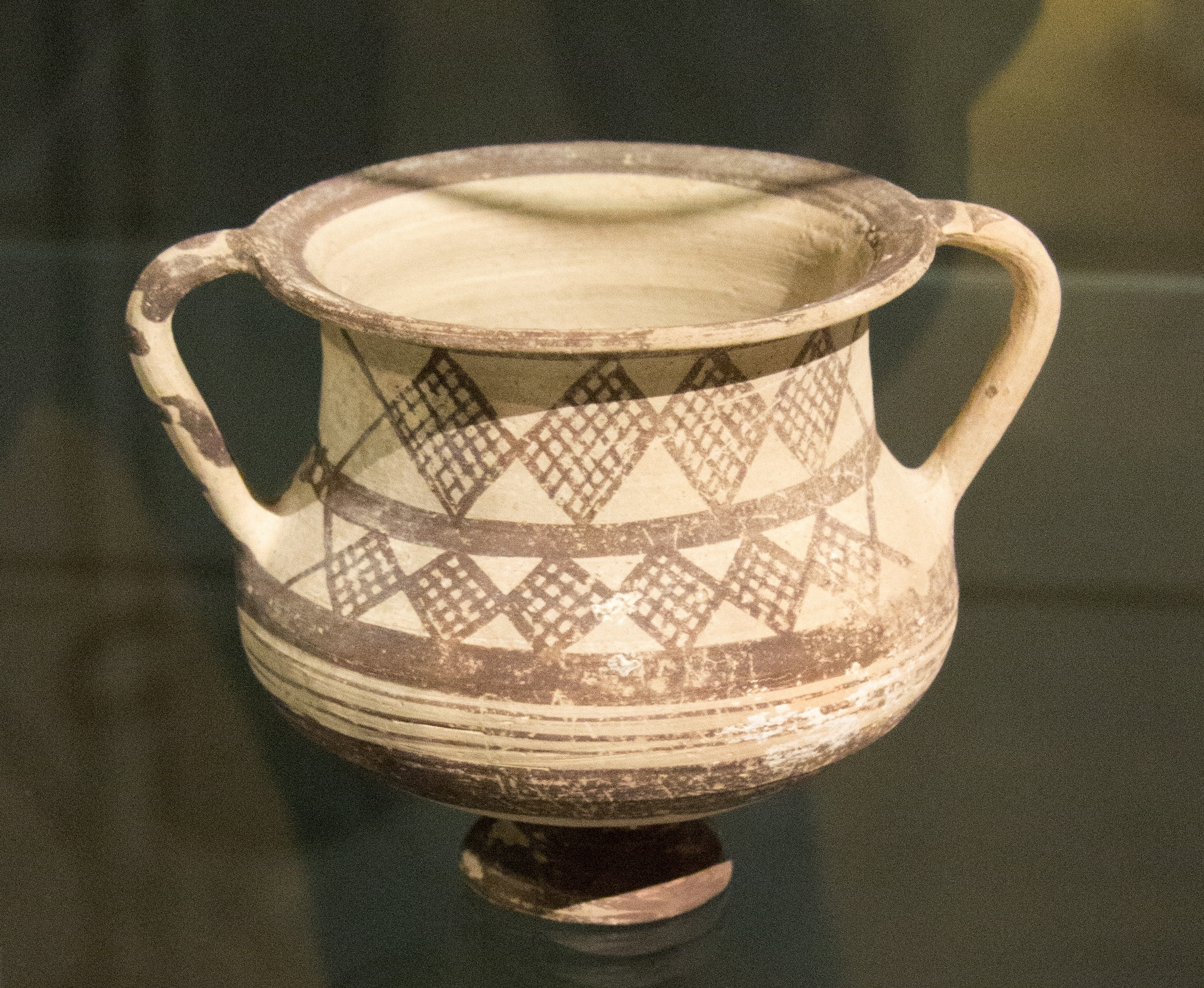
Krateriskos
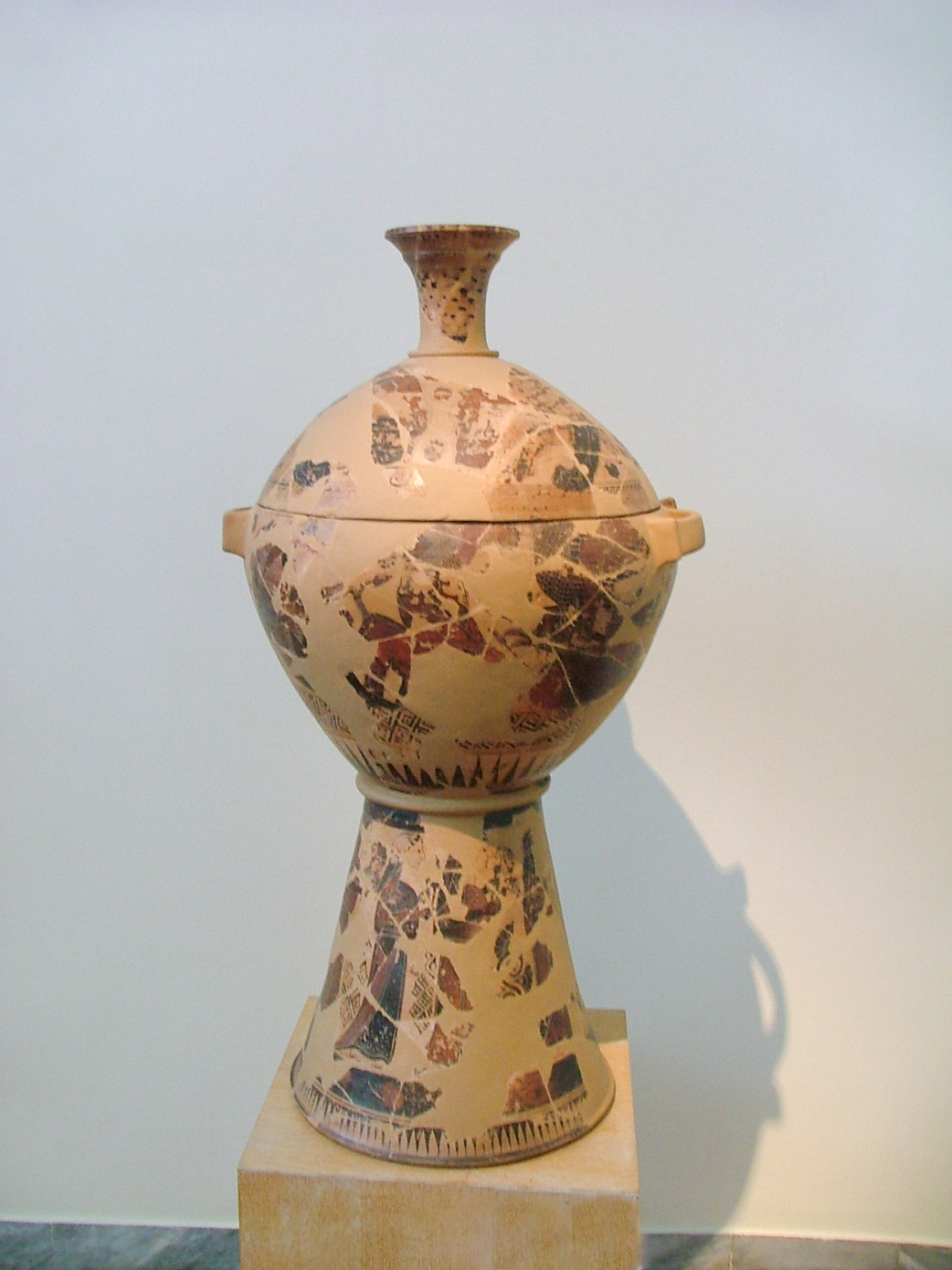
Krater skyfosowy
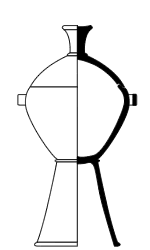

### Kyliks
Kyliksy były płytkimi czarkami służącymi do picia wina, były jedną z najpopularniejszych form ceramiki od czasów mykeńskich do klasycznego okresu ateńskiego. Z pierwotnego kształtu miseczki w VI w. p.n.e. w Attyce przeszedł w formę na nóżce z szeroką podstawą (stopką). Rozróżnia się szereg typów i form: typ Siana, typ Małych Mistrzów, typ Droop, typ Kassel, typ Gordion, typ Merrythought, kyliks bez nóżki, typ komastów oraz typ chalkidyzujący.

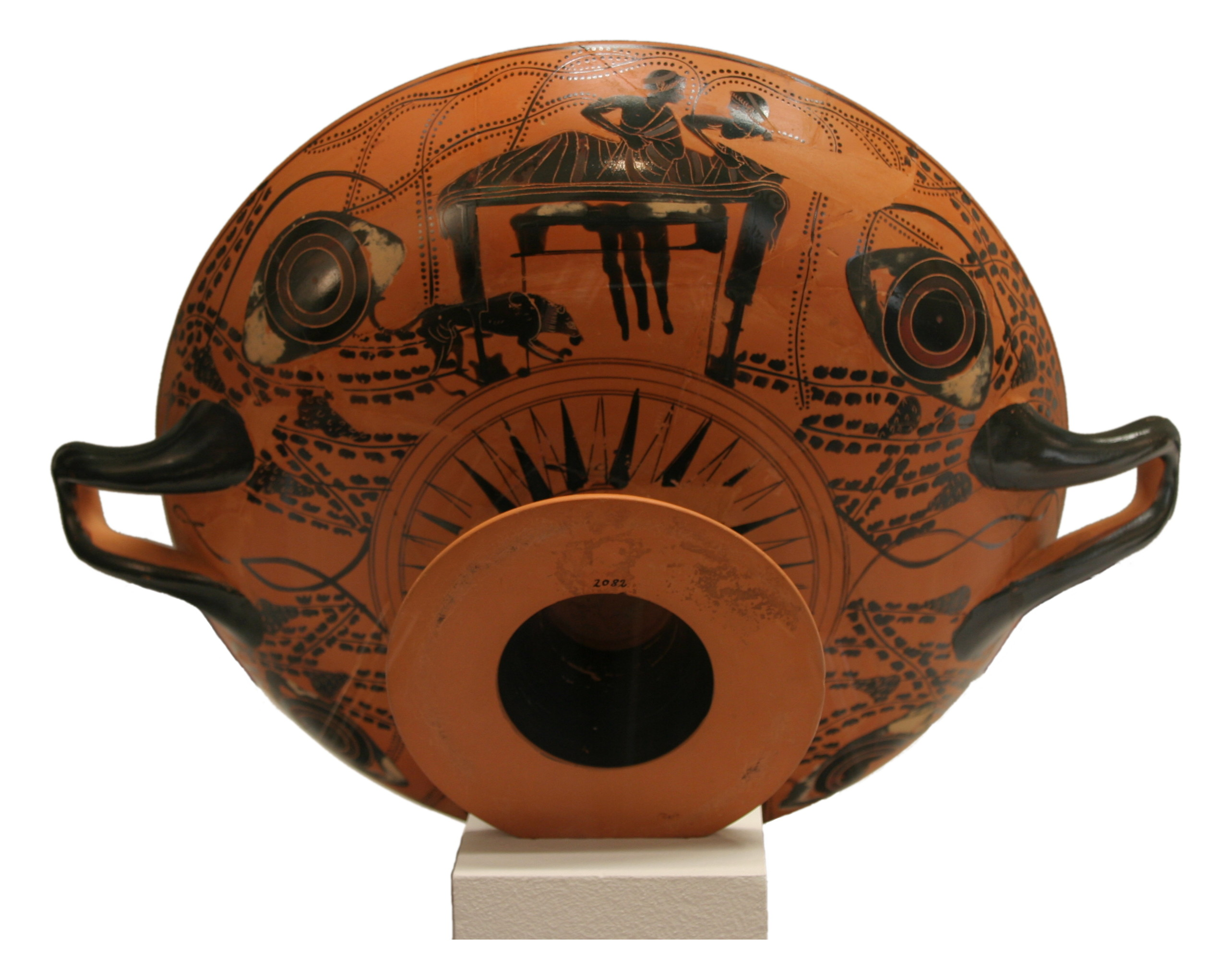
Attycki typu A
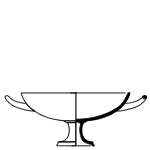
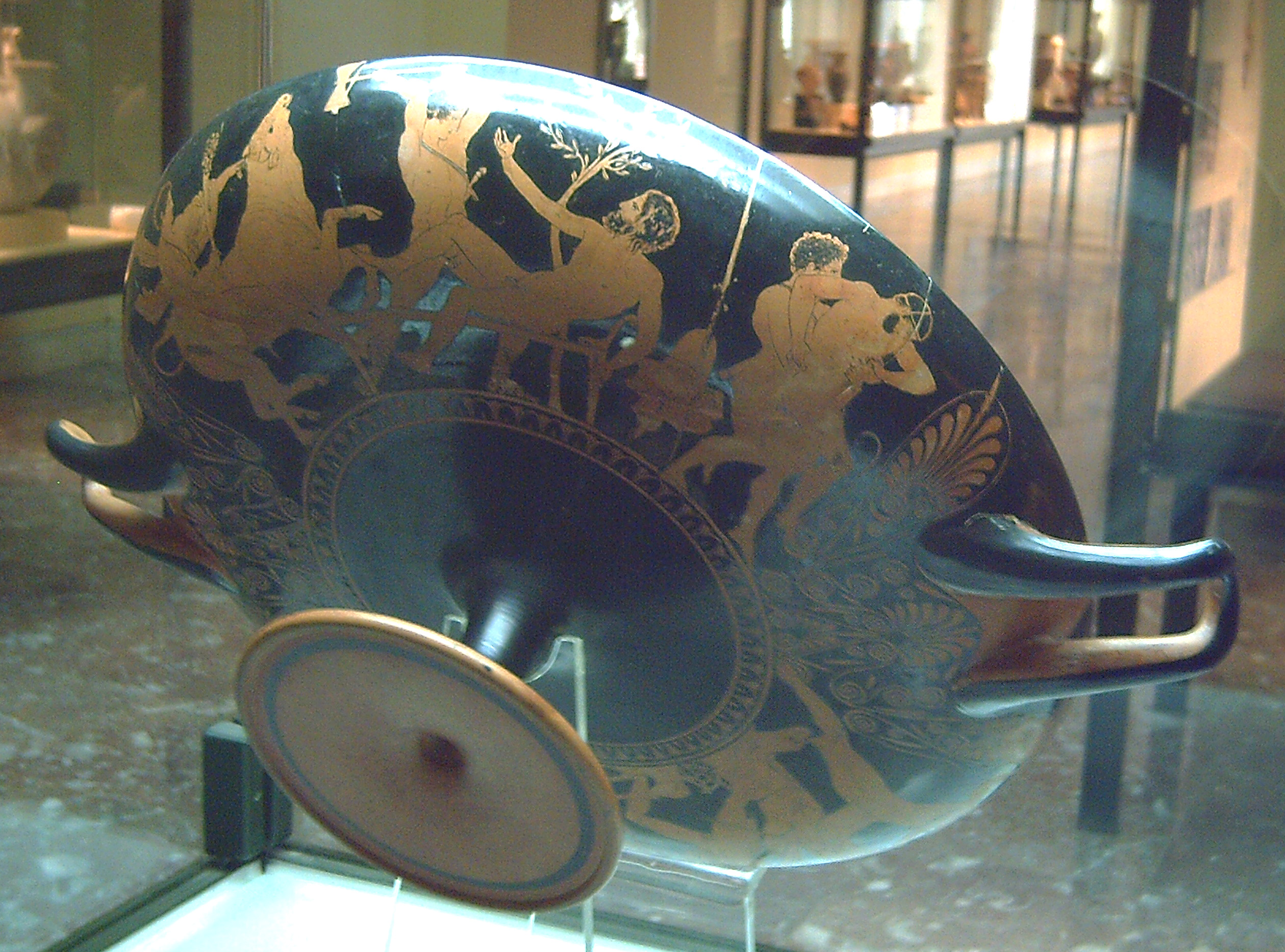
Attycki typu B
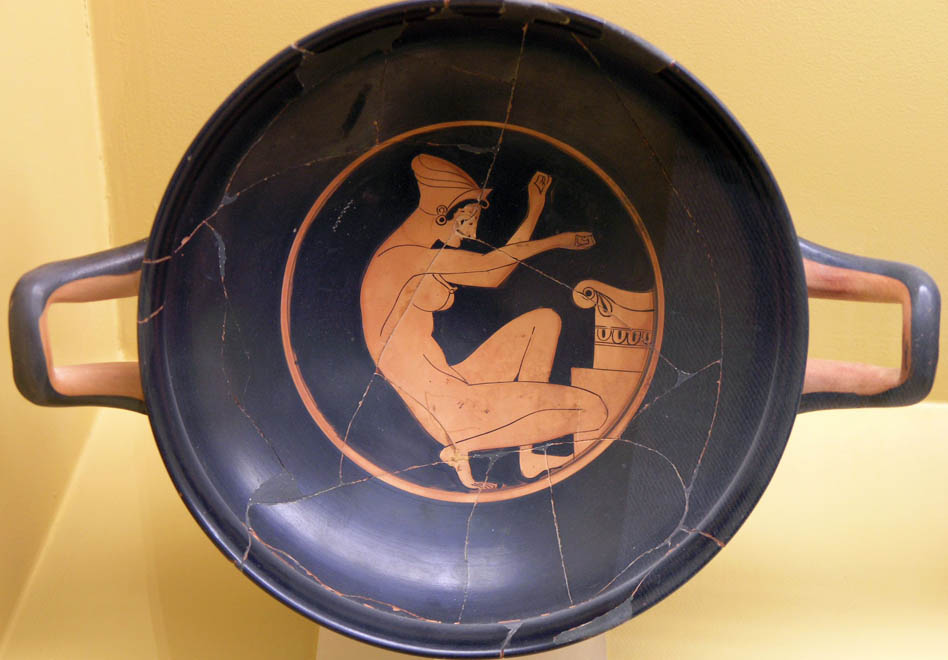
Attycki typu C
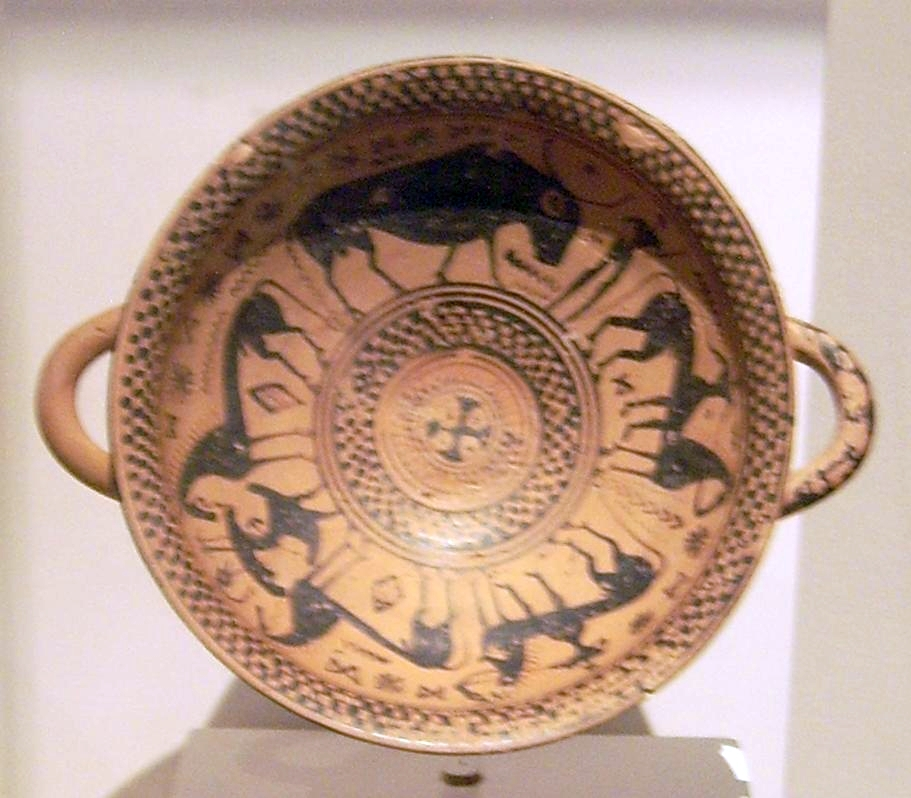
Attycki w kształcie miseczki
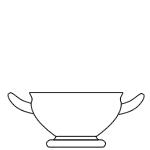
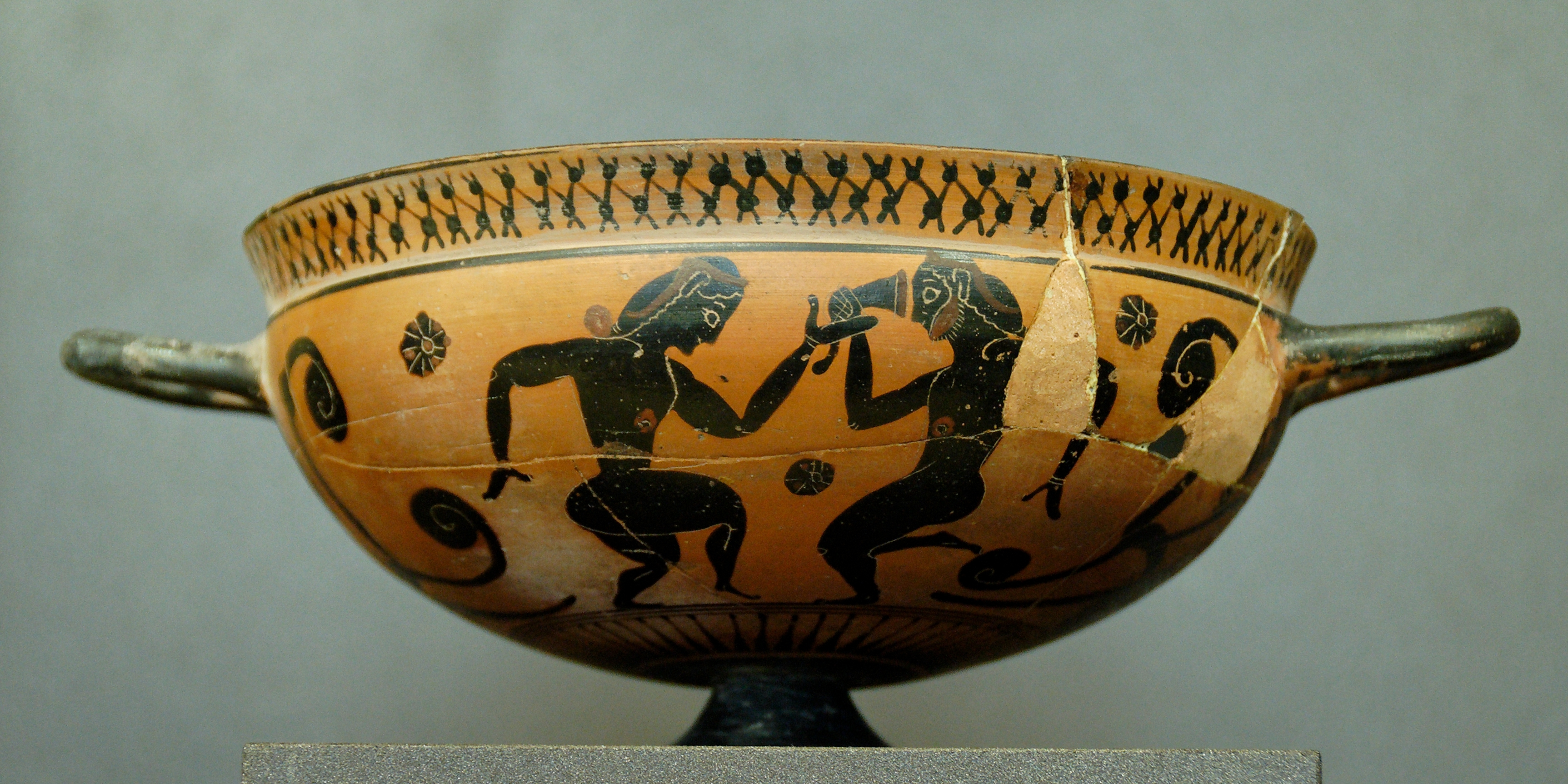
Attycki, typ komastów
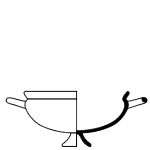
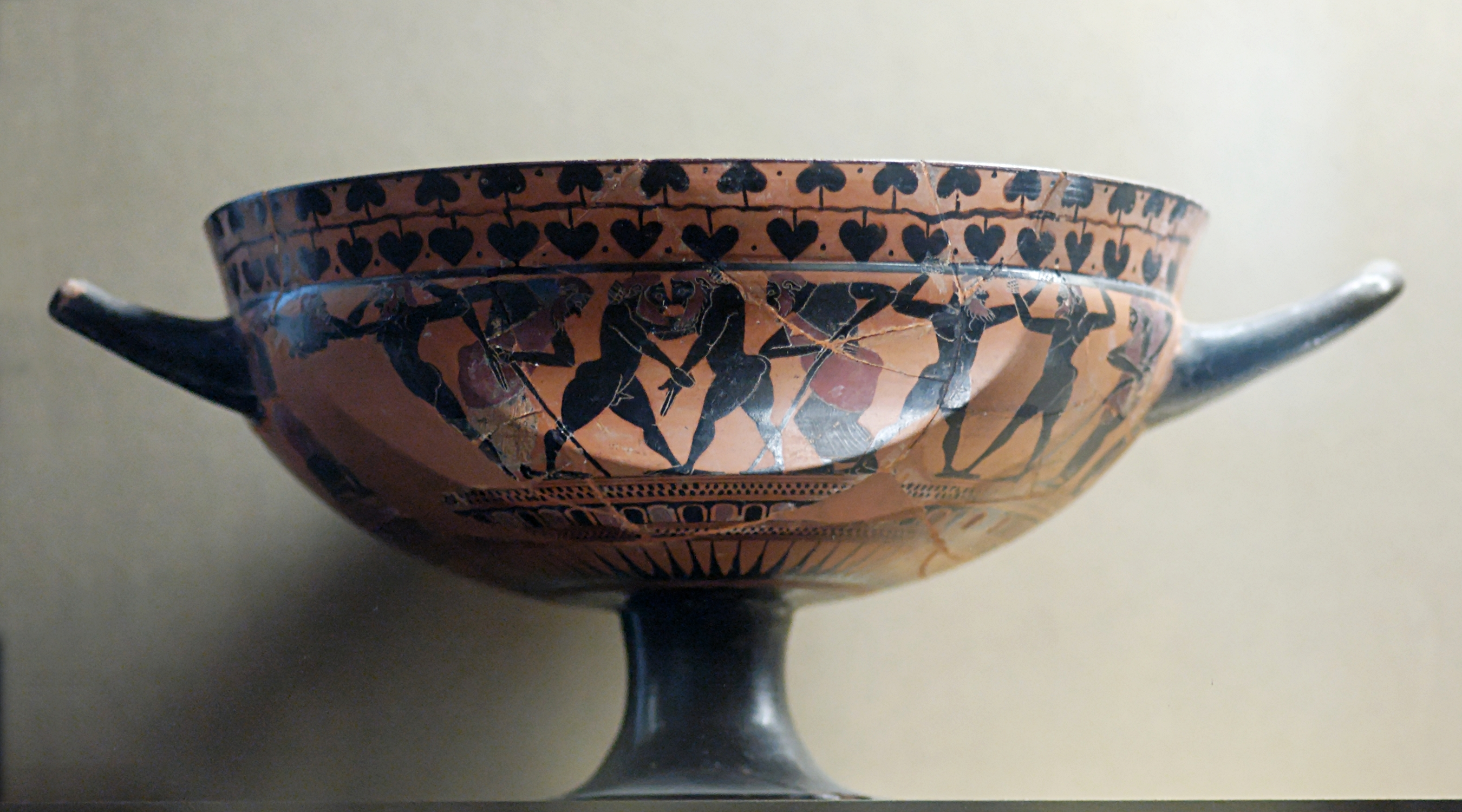
Attycki, typ Siana, typ A
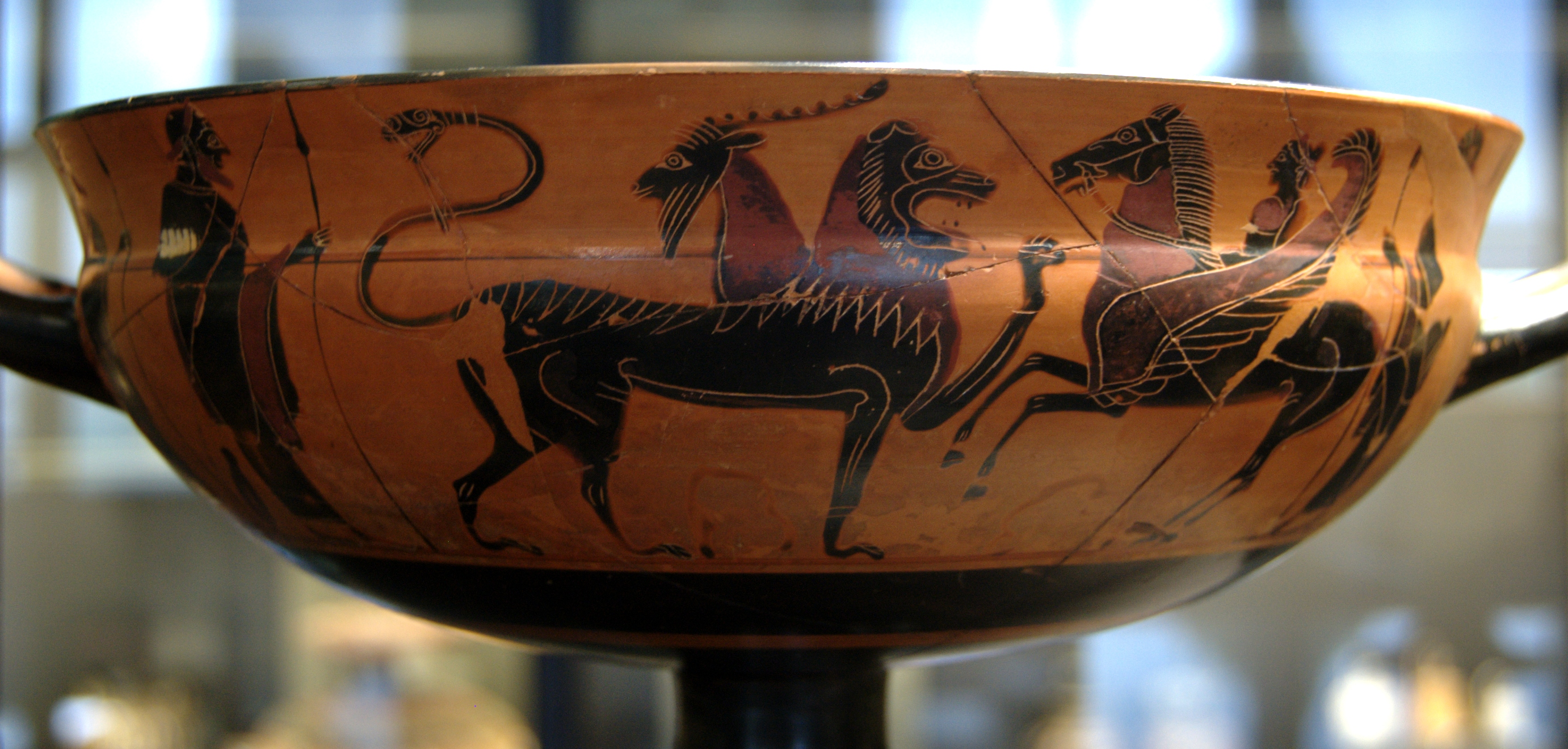
Attycki, typ Siana, typ B
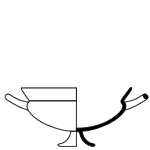
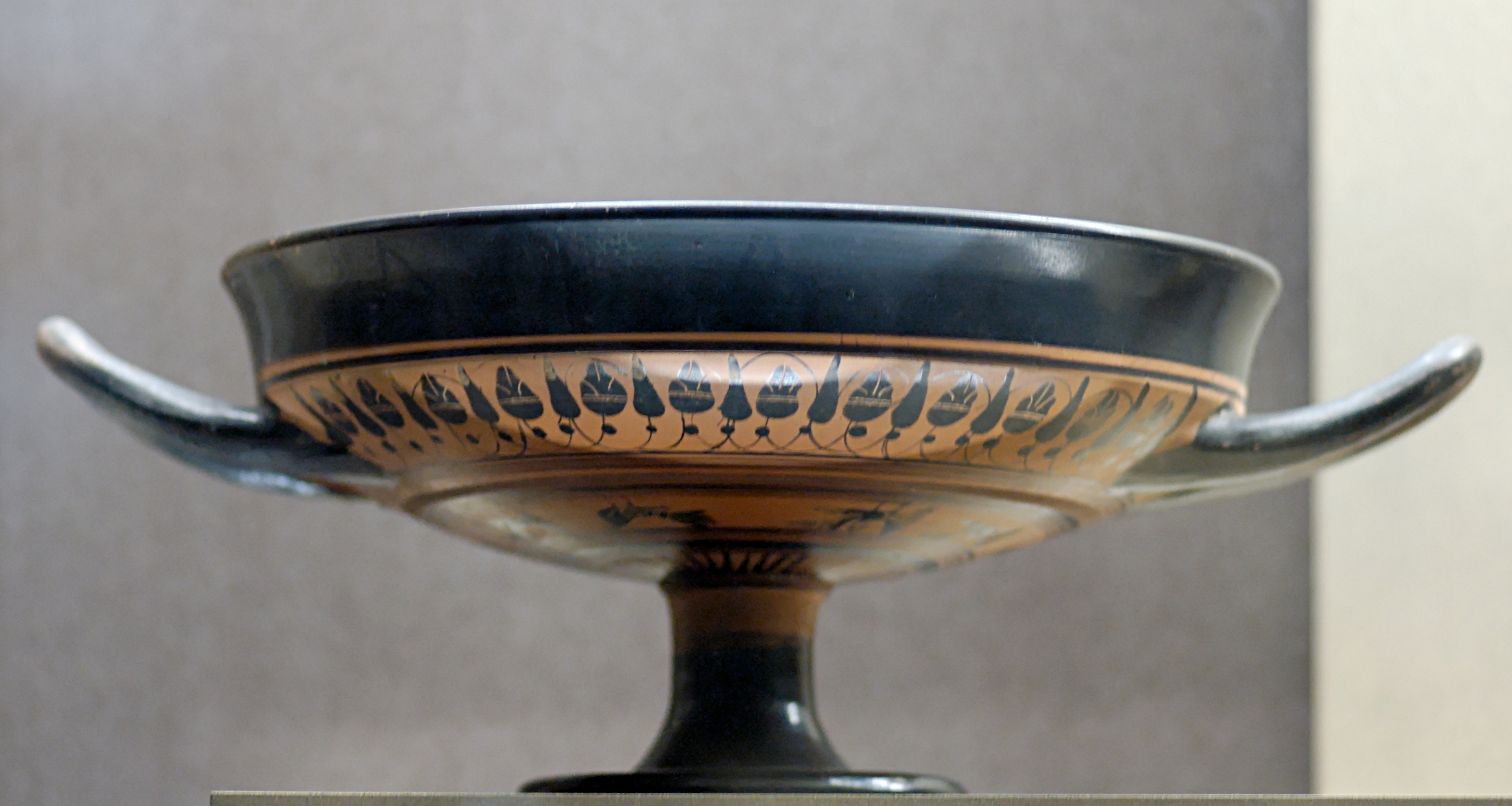
Attycki (typ Małych Mistrzów), typ Droop
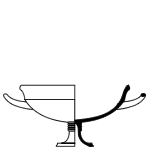
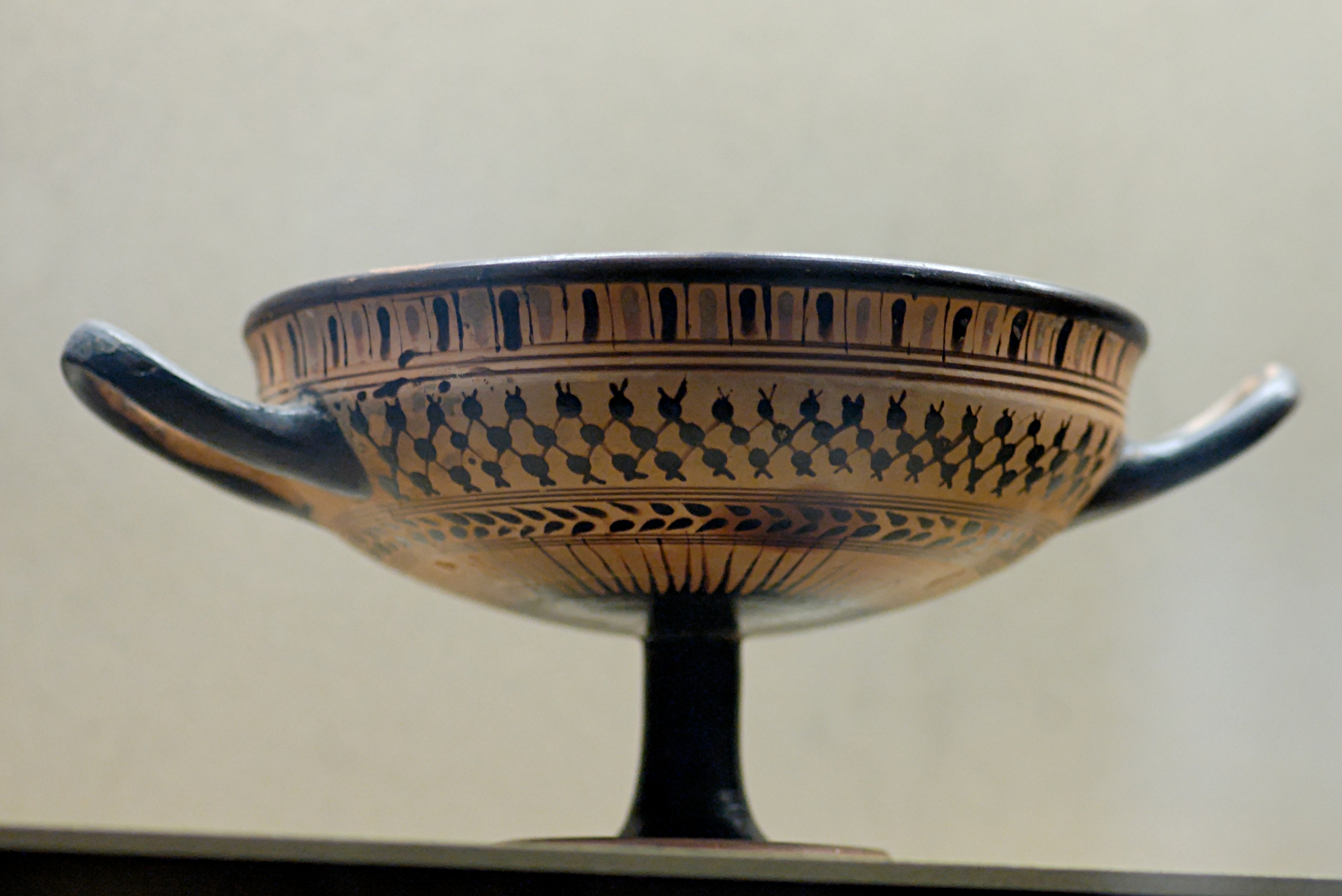
Attycki (typ Małych Mistrzów), typ Kassel
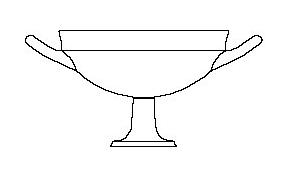
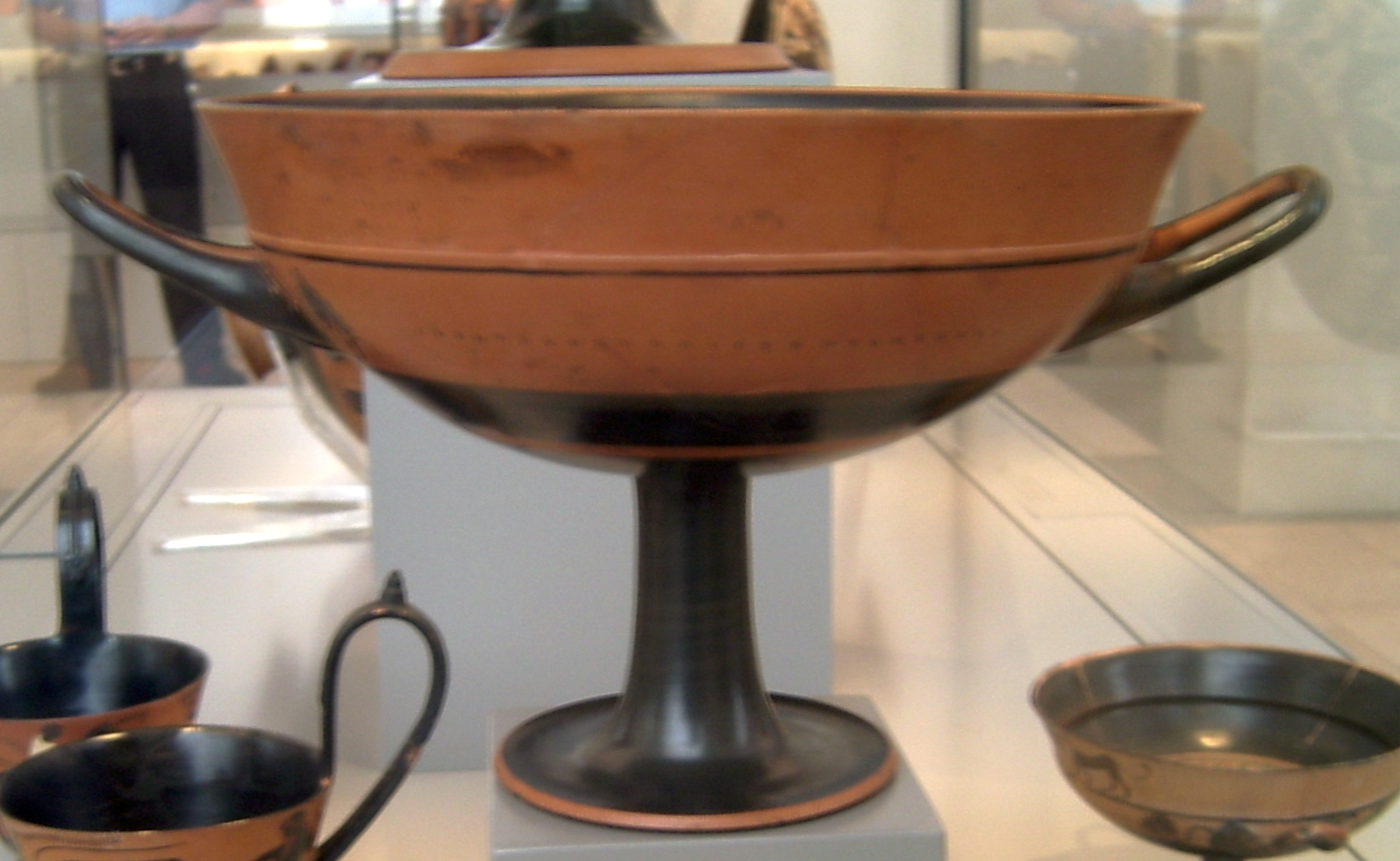
Attycki (typ Małych Mistrzów), typ Gordion
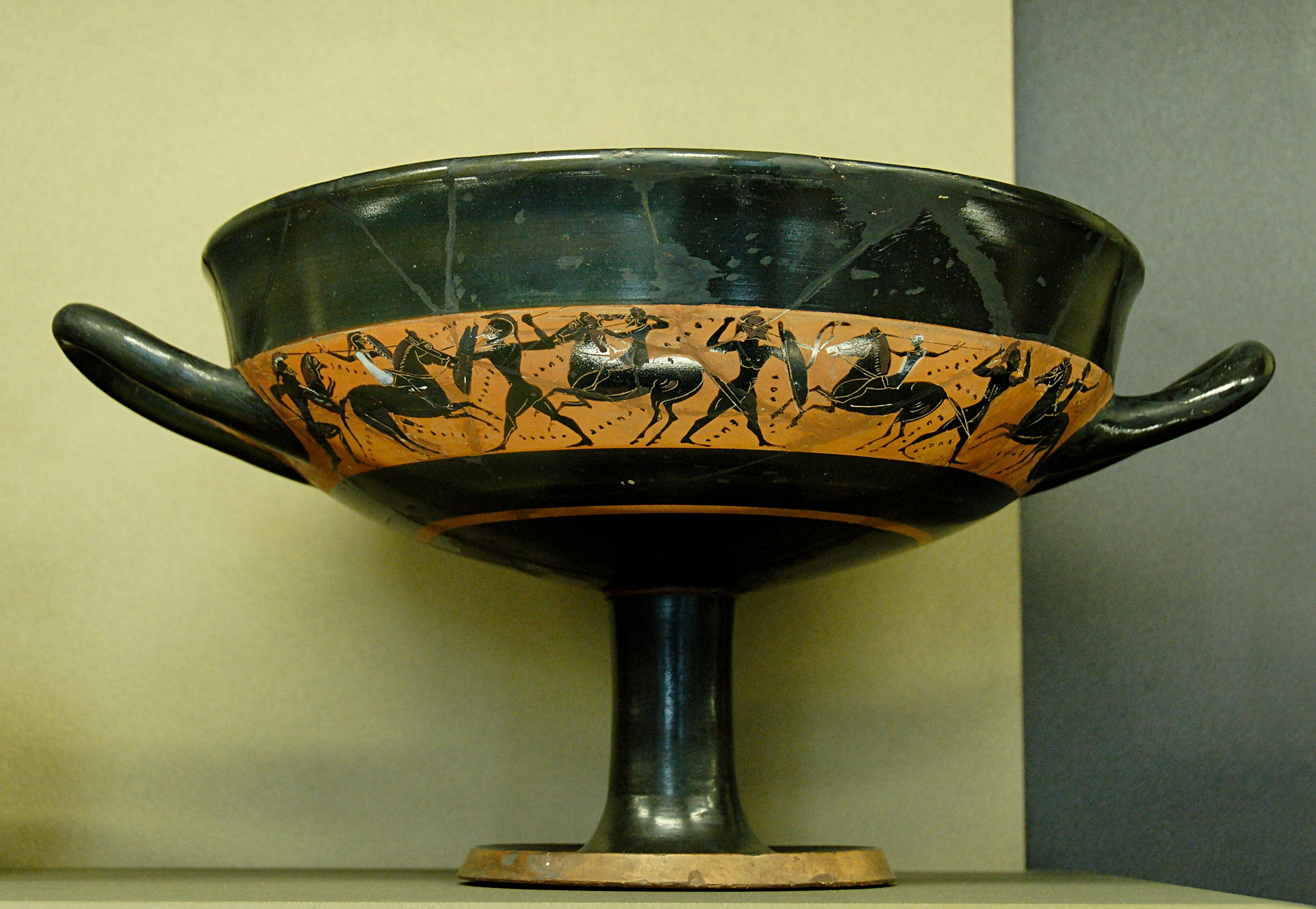
Attycki (typ Małych Mistrzów), typ Band
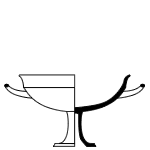
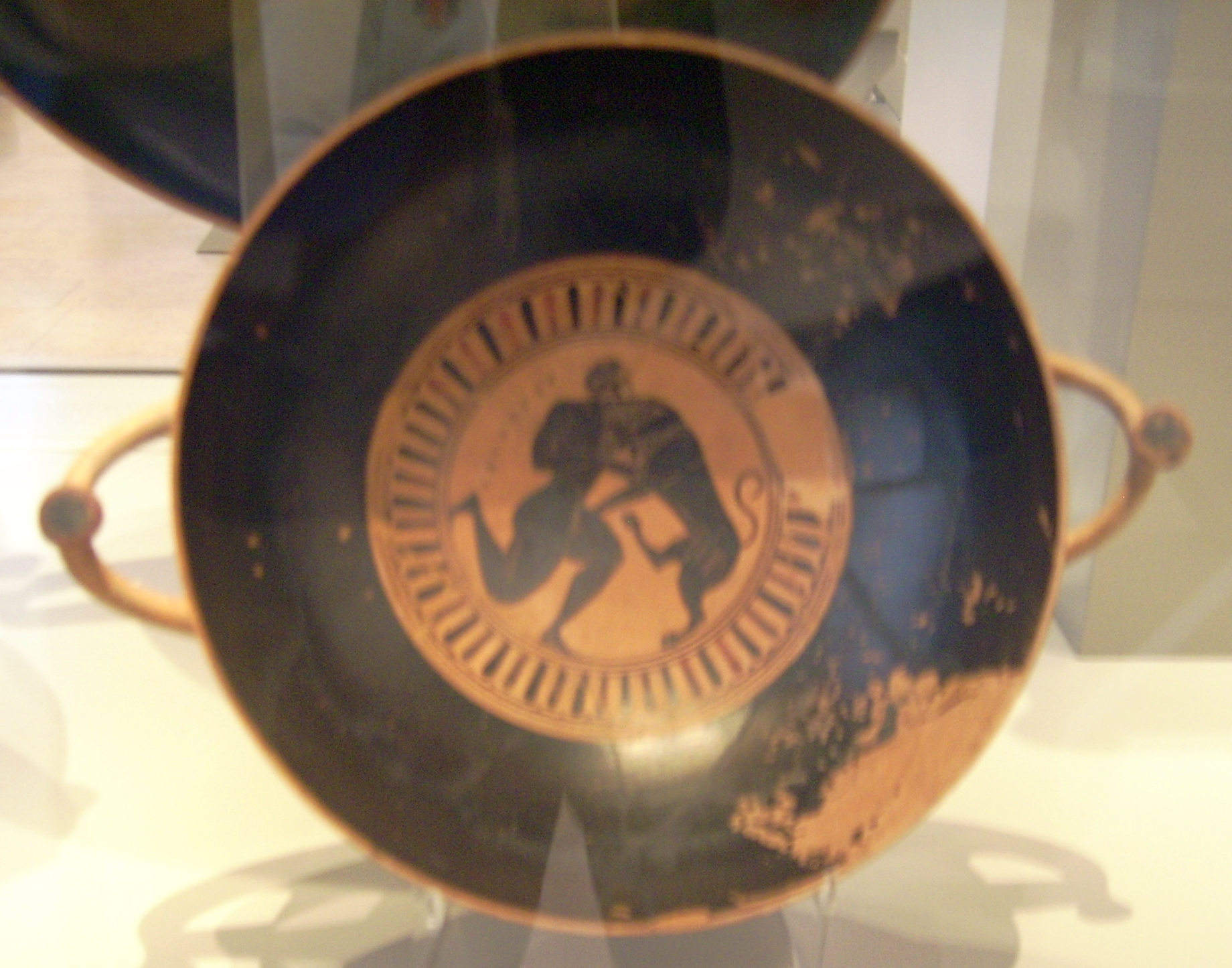
Typ Merrythought
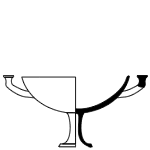
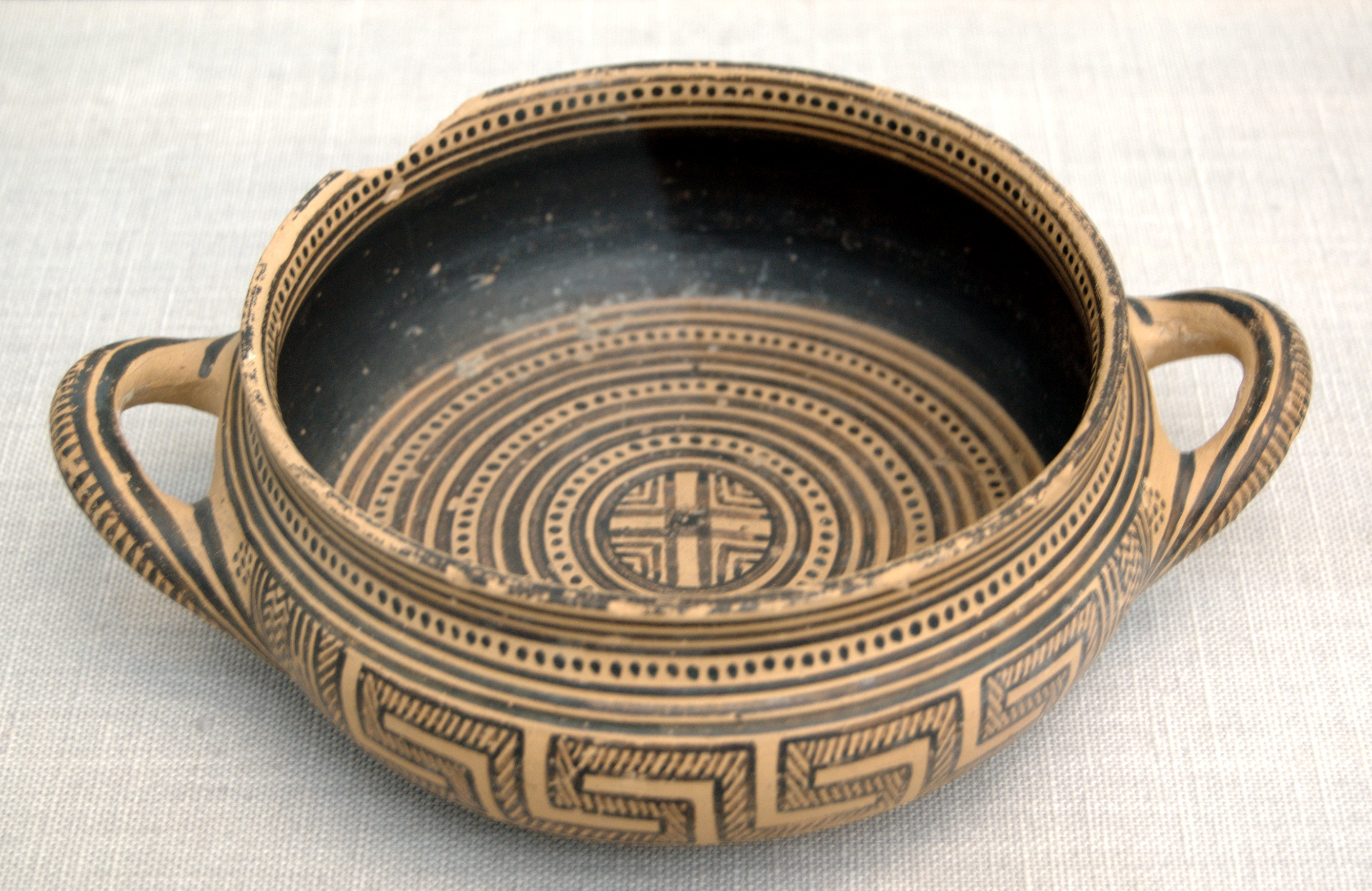
Attycki, geometryczny, ok. 770 p.n.e.
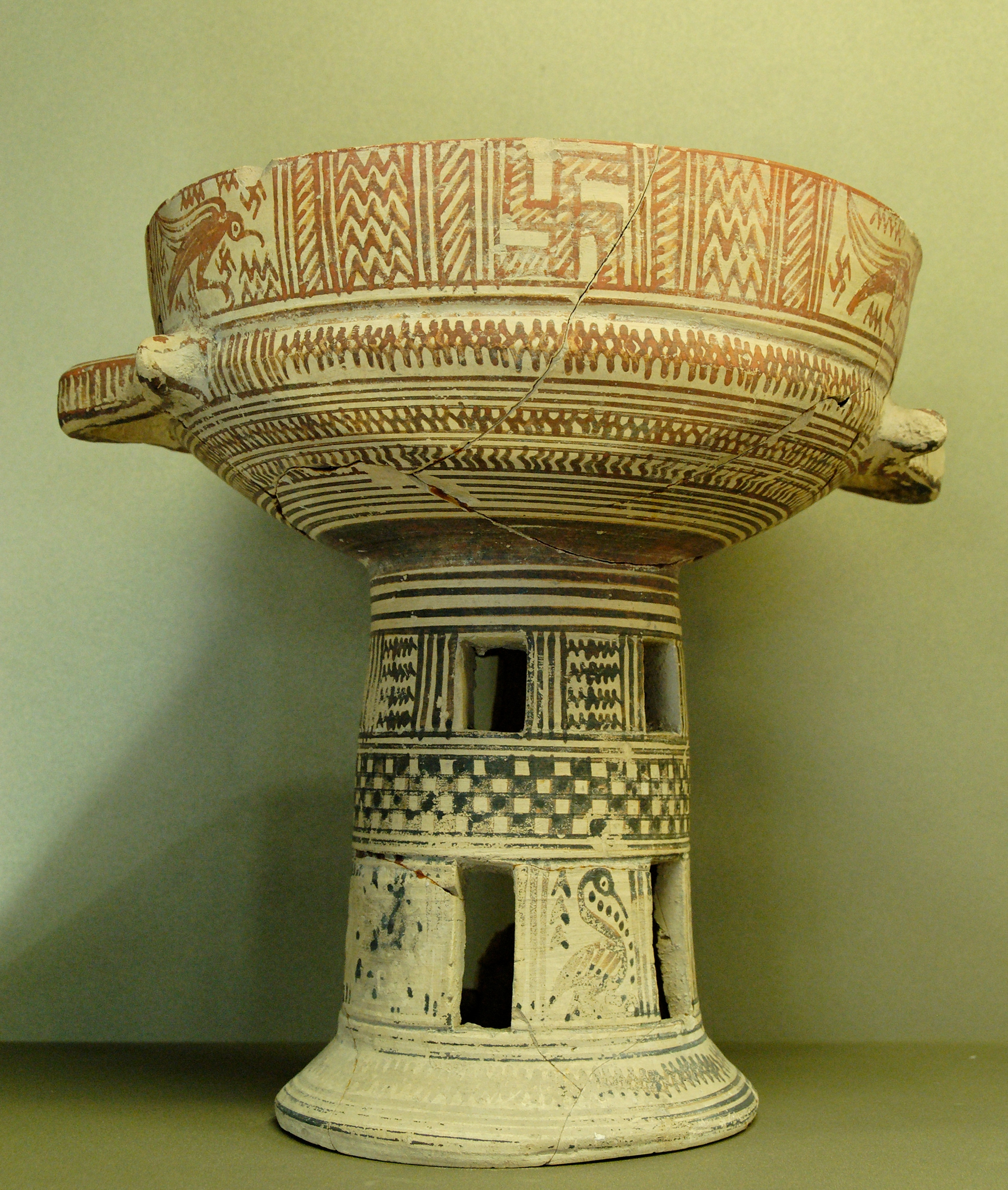
Protoattycki na podstawie, ok. 715 p.n.e.
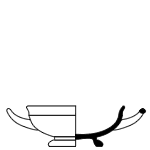
Kyliks bez nóżki
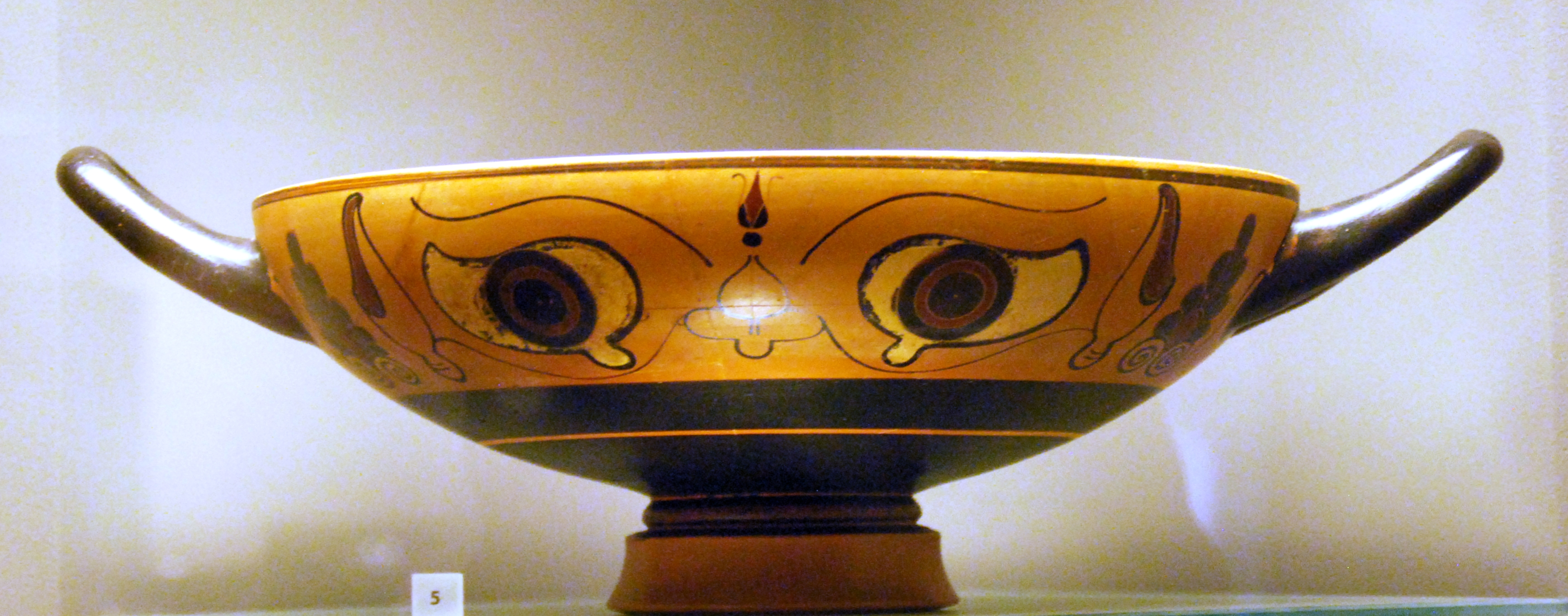
Typ chalkidyzujący
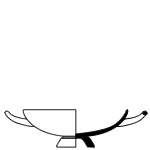

### Lebes gamikos
Weselny lebes w dwóch typach: z podstawą i bez podstawy. Rozróżnia się także formy czarnofigurowe i czerwonofigurowe.

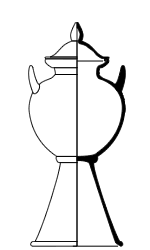
Lebes gamikos
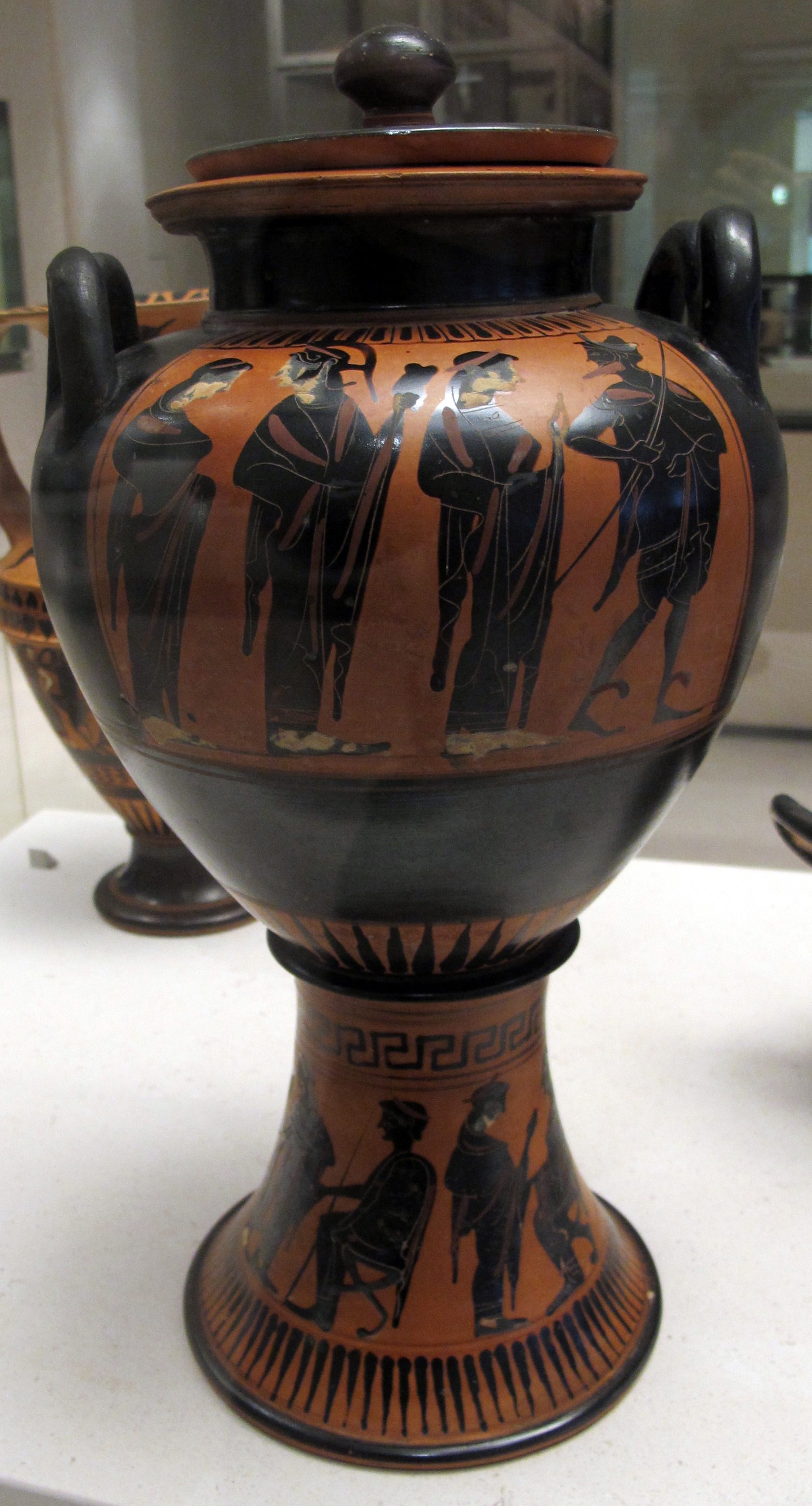
Attycki czarnofigurowy lebes gamikos, ok 520–510
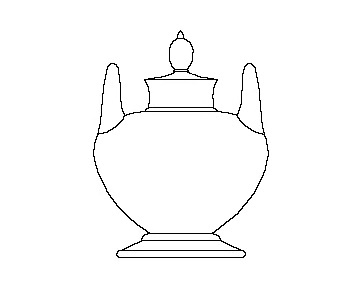
Lebes gamikos
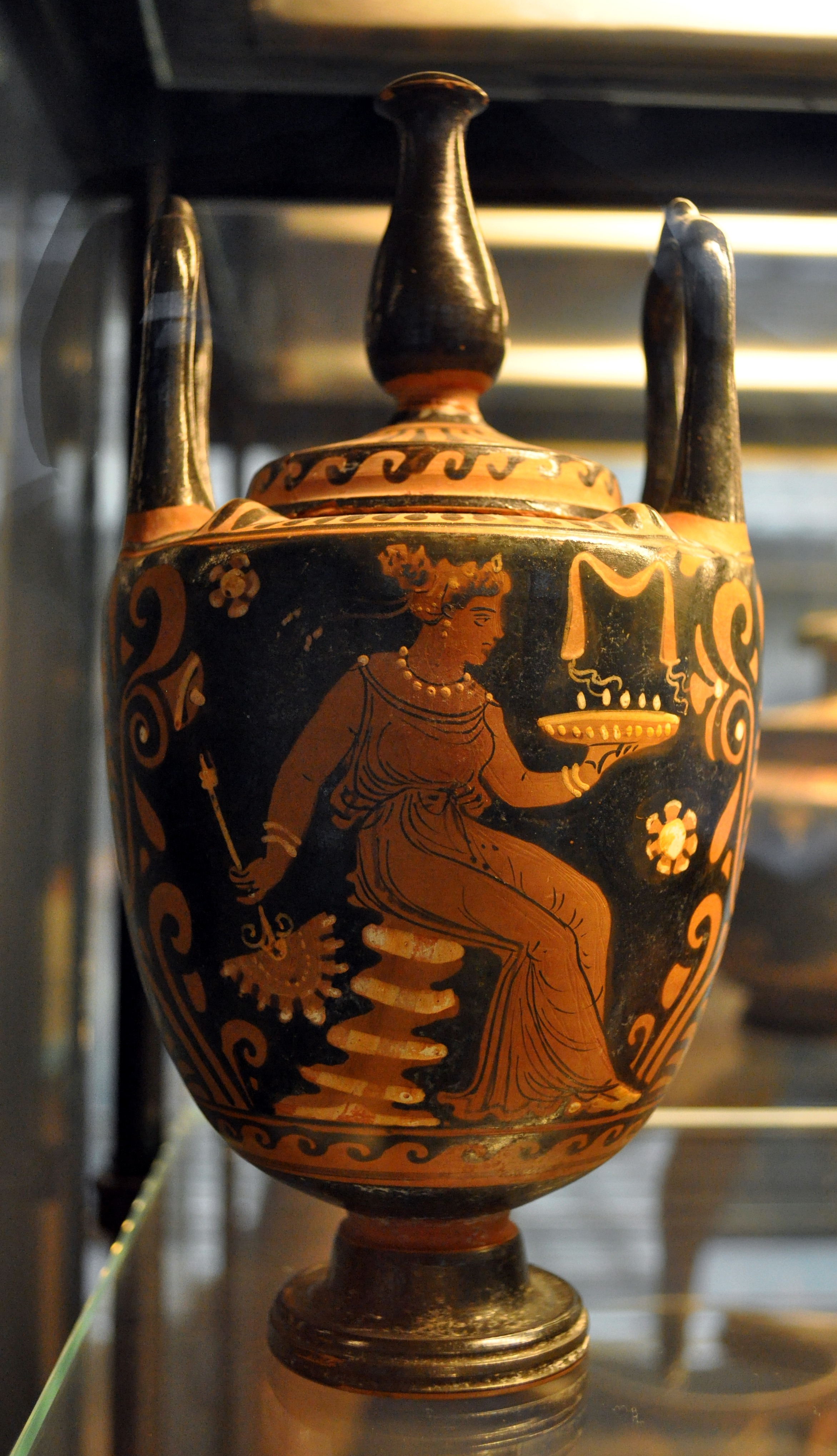
Czerwonofigurowy lebes gamikos, IV w. p.n.e.

### Lekane
Wyróżnia się formy w zależności od głębokości naczynia i kształtu uchwytów.

#### Formy podstawowe

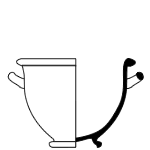
Głęboka misa
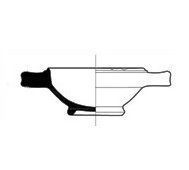
Płytka misa, typ 1
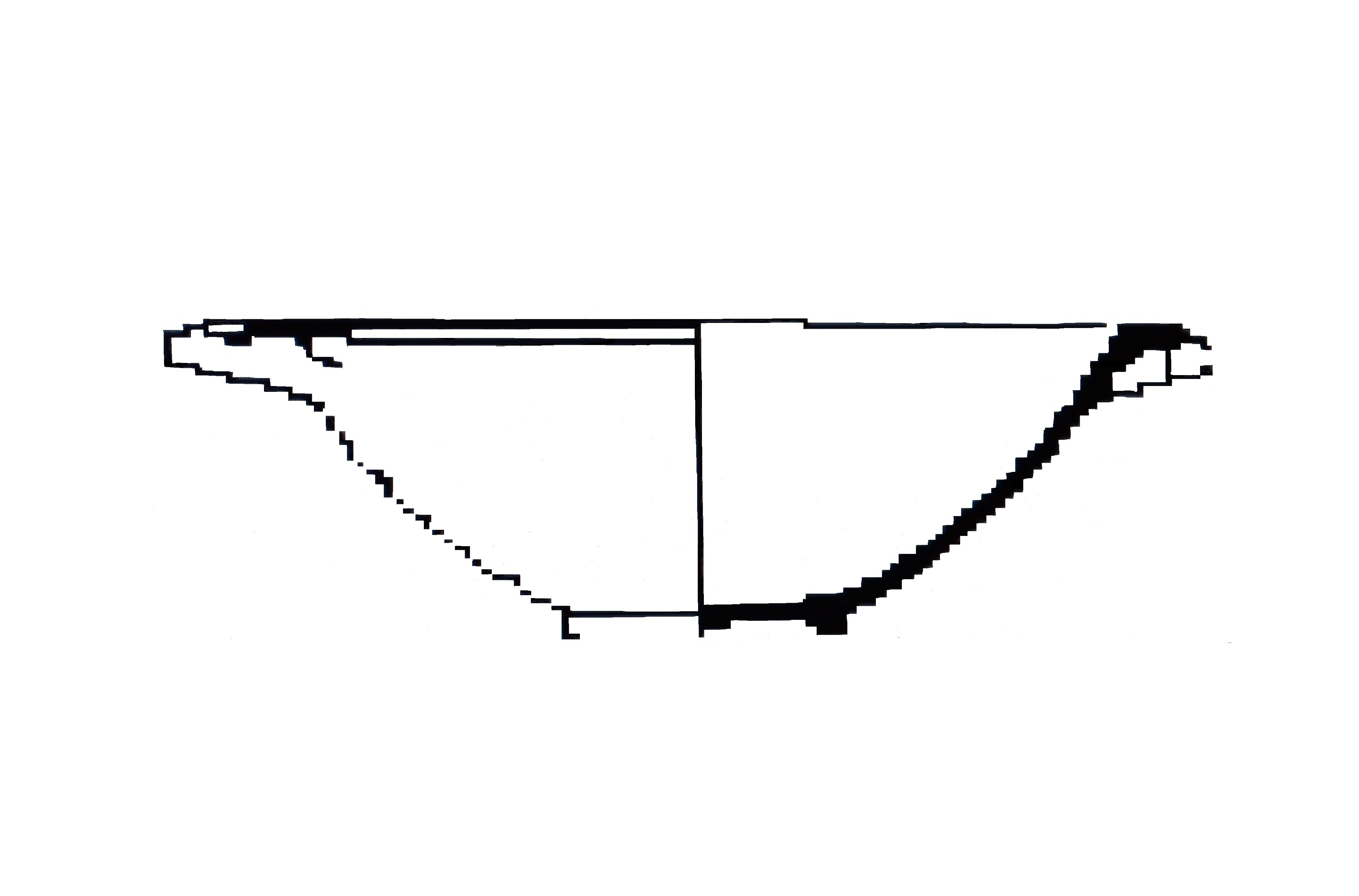
Płytka misa, typ 2
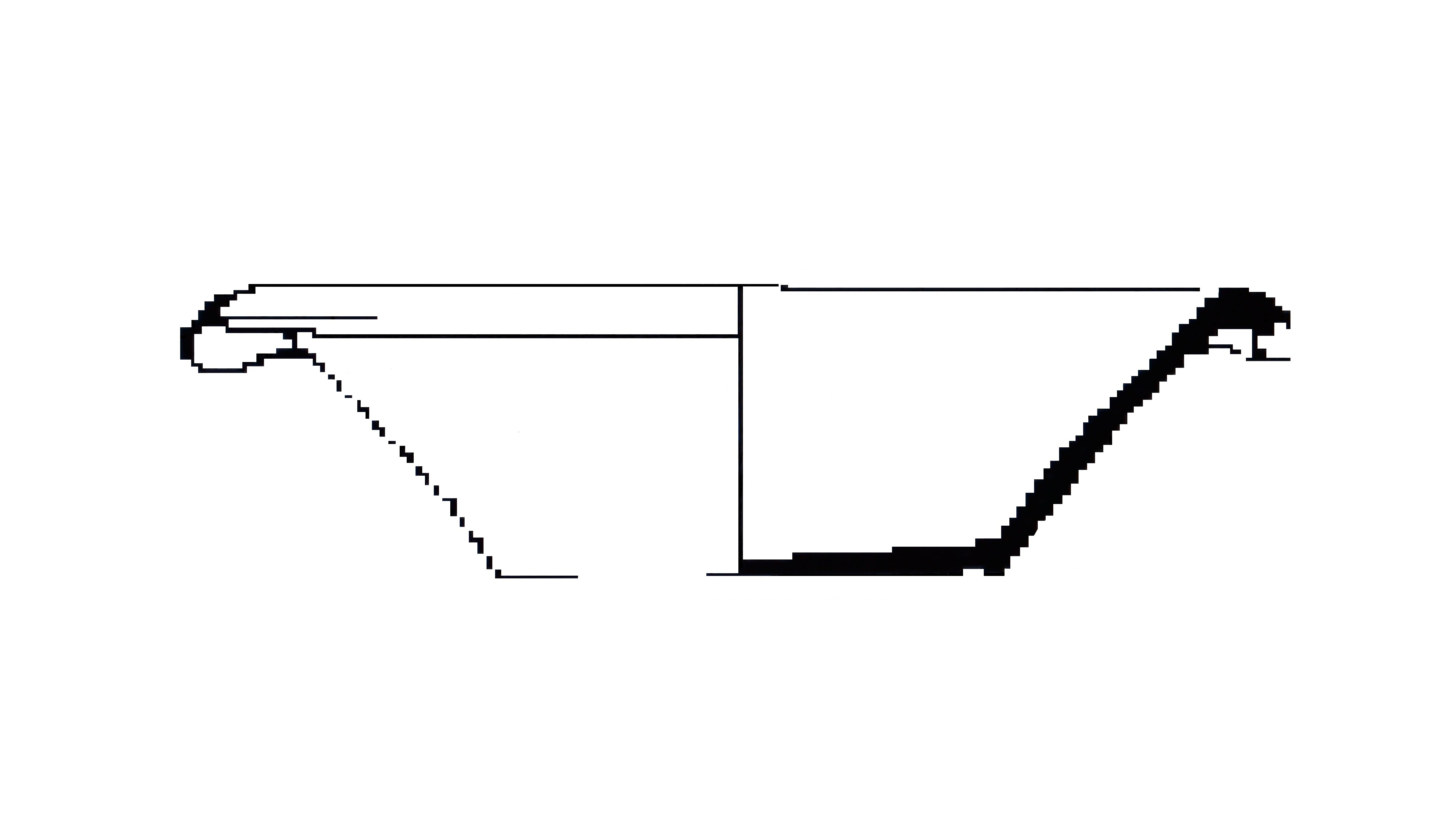
Płytka misa, typ 3

#### Inne kształty i typy

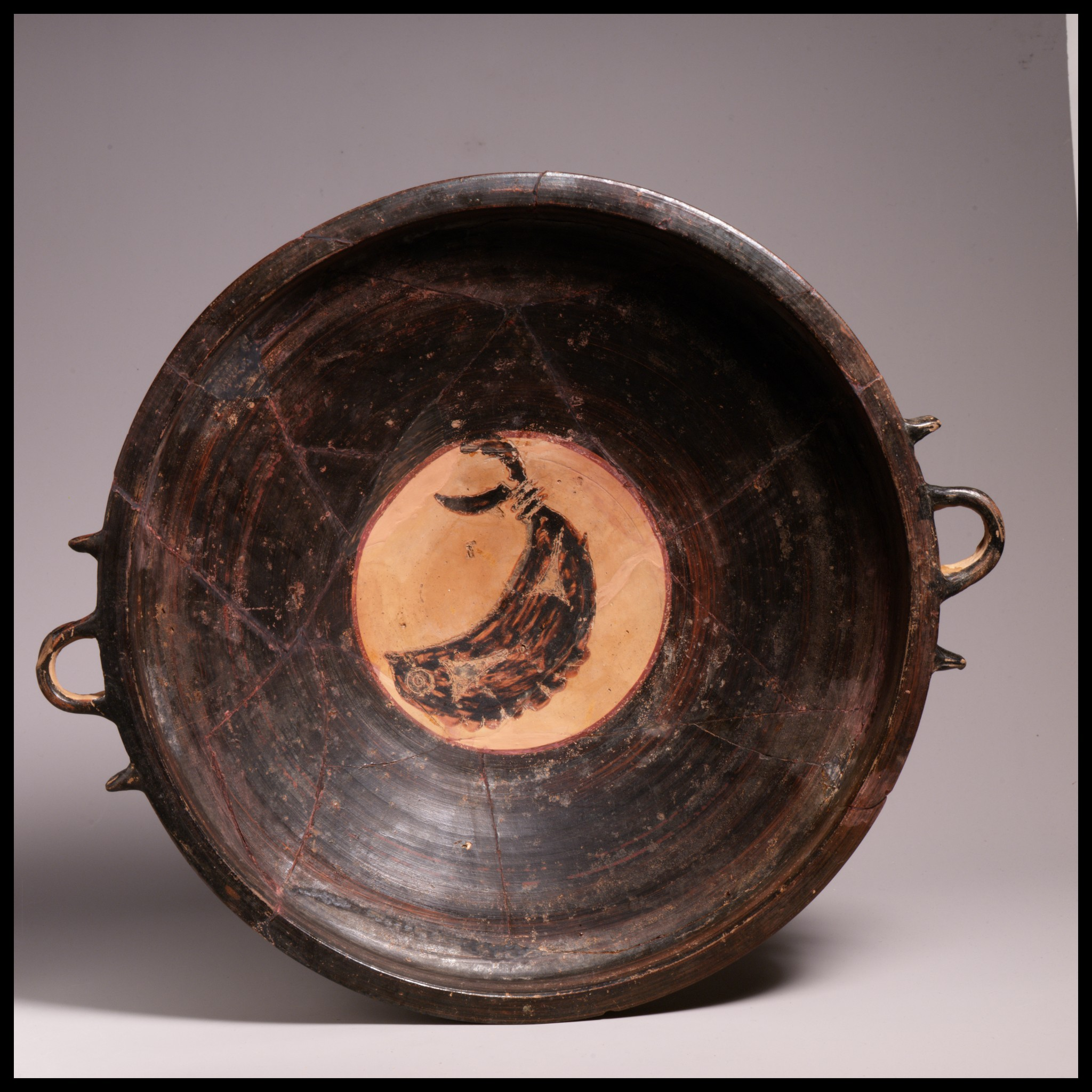
Lekane beockie (typ 2)
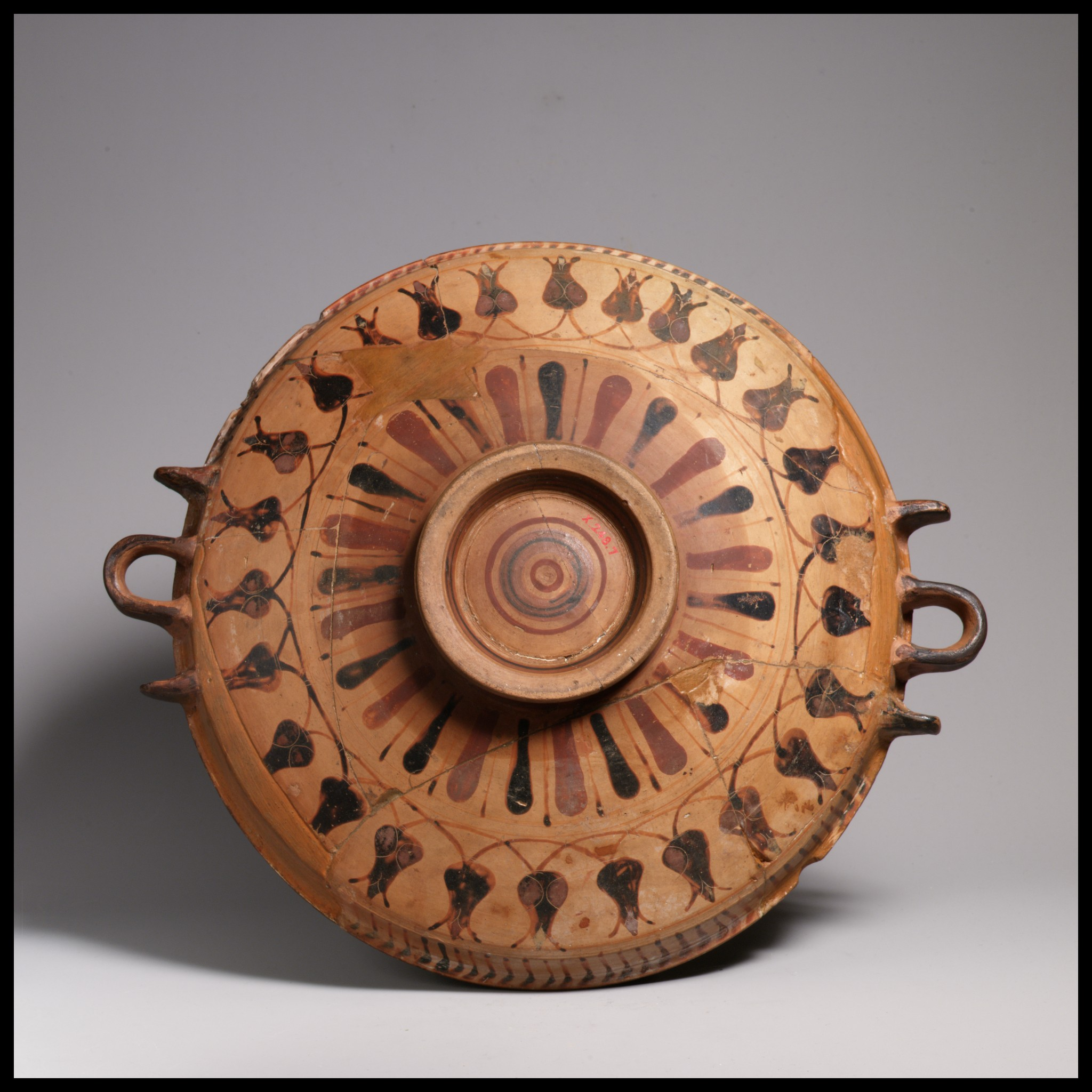
Lekane beockie (typ 2)
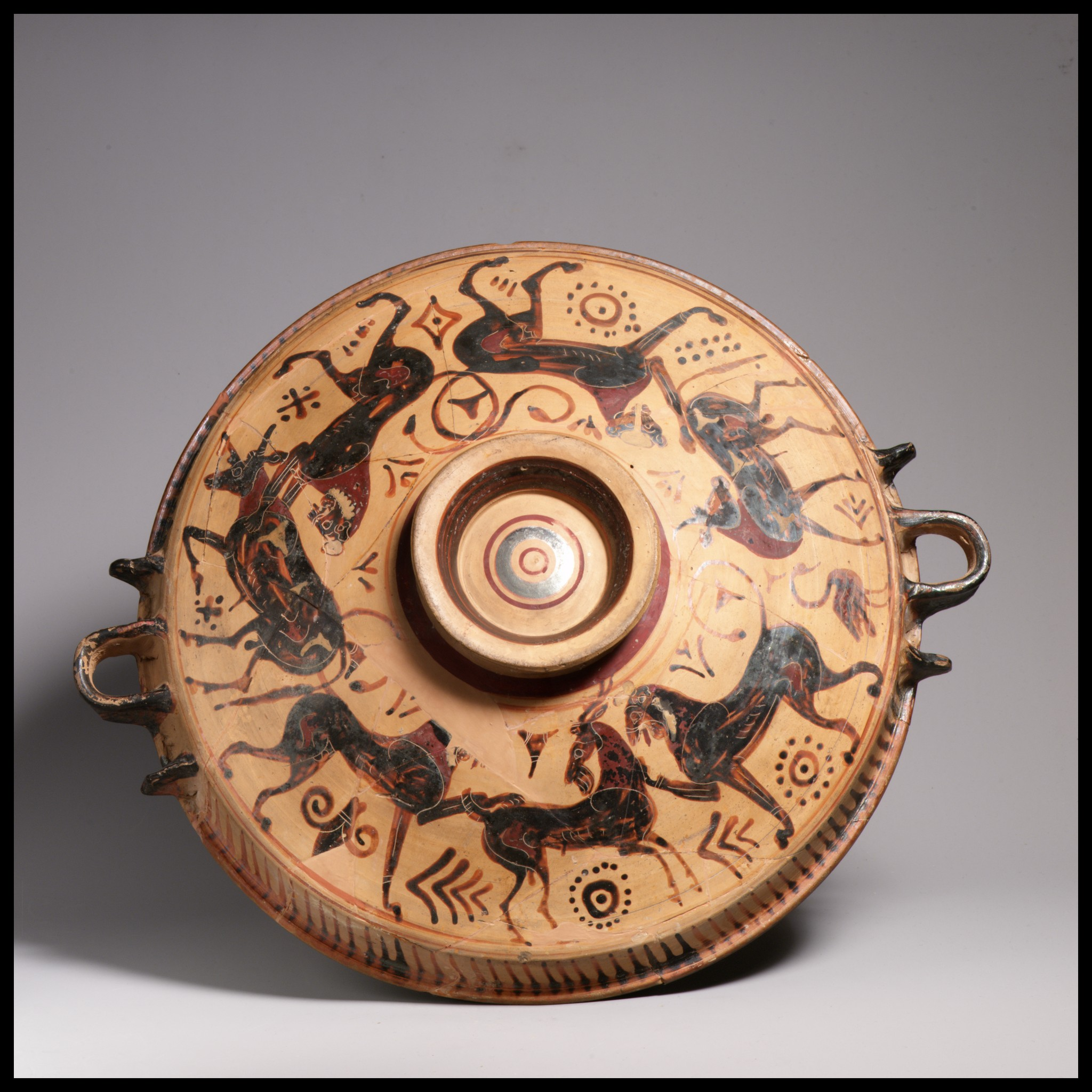
Lekane beockie (typ 2)
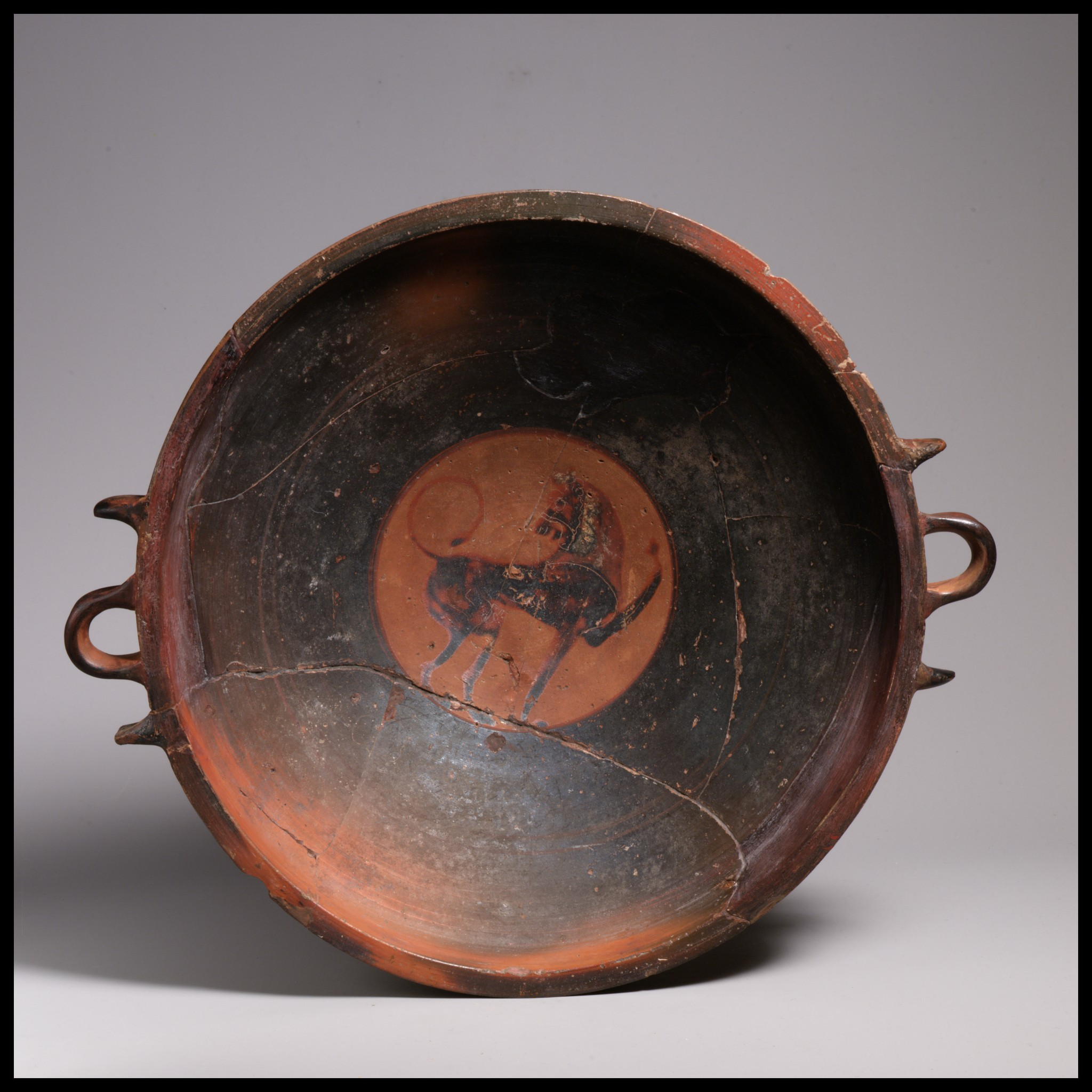
Lekane beockie (typ 2)
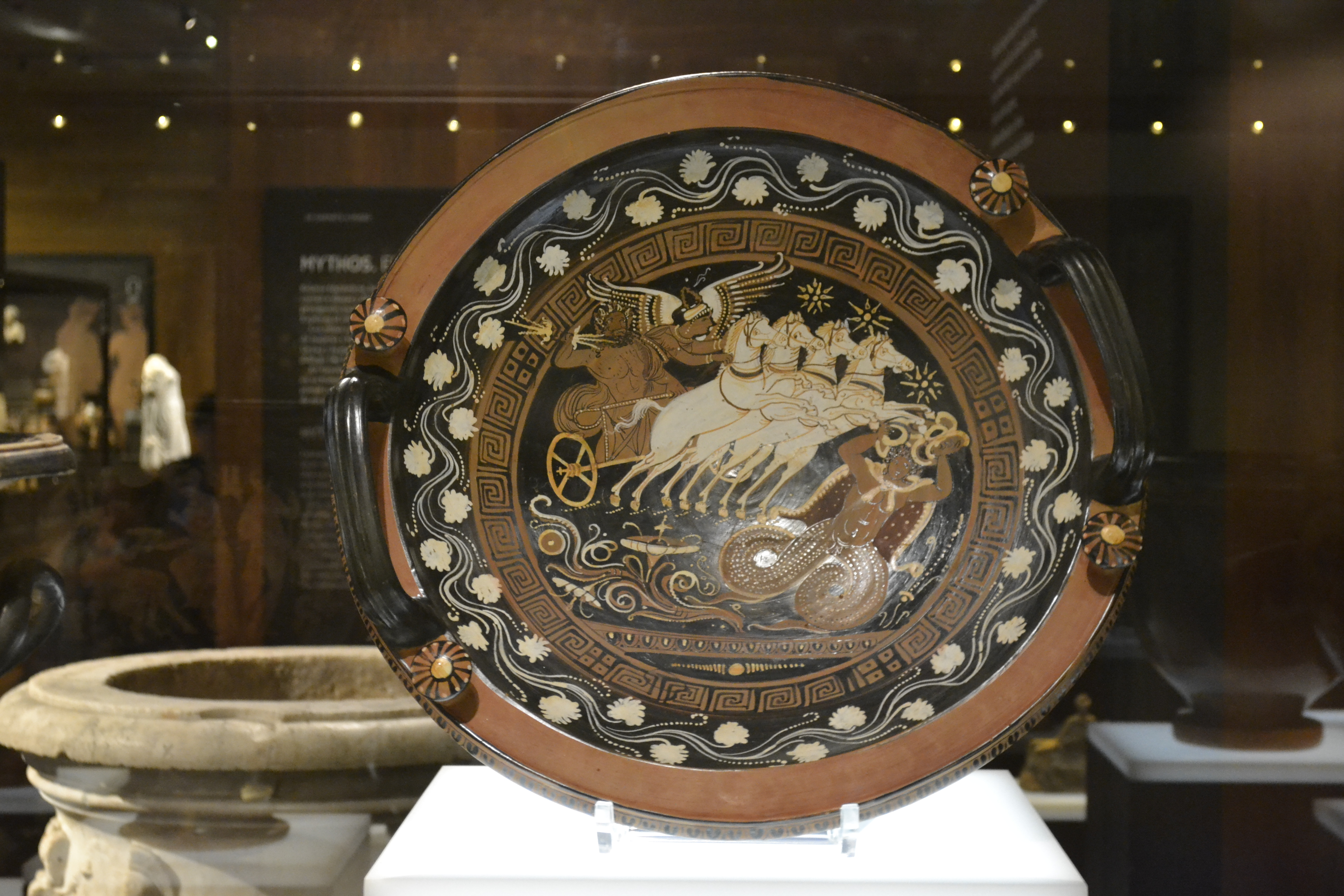
Lekane apulijskie z pionowymi uchwytami

### Lekyt
Wyróżnia się formy w zależności od kształtu – aryballosowy, attycki, typu Dejanira, żołędziowaty – i sposobu zdobienia.

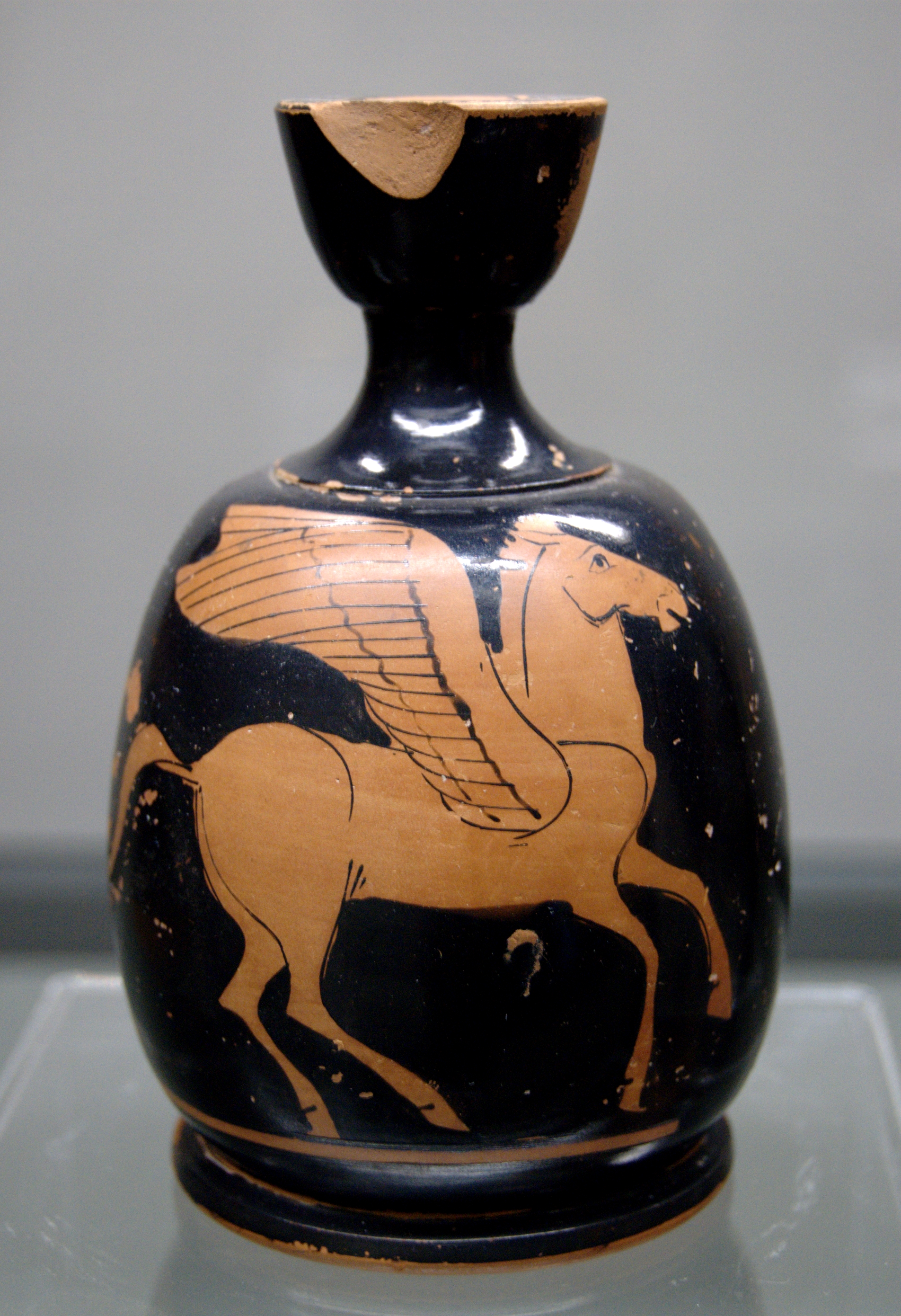
Lekyt aryballosowy
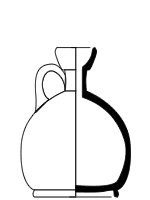
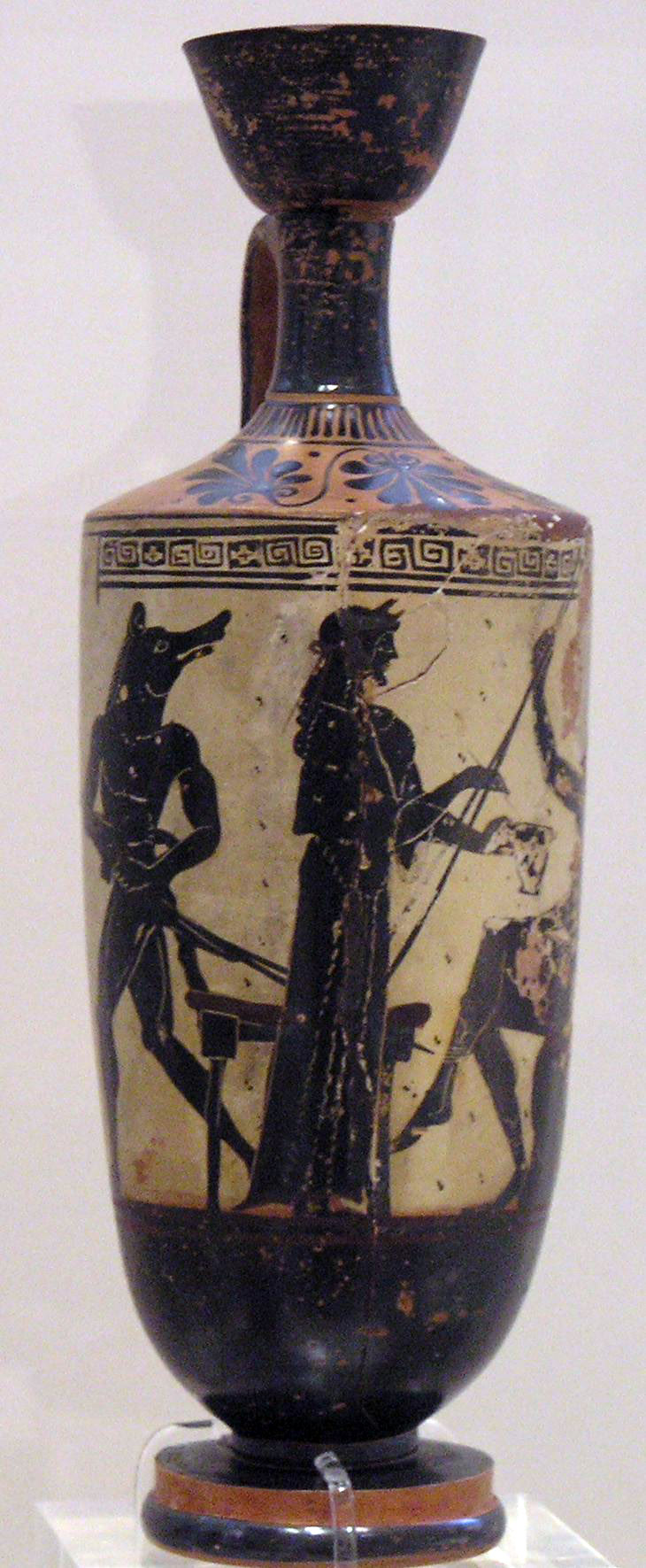
Lekyt attycki
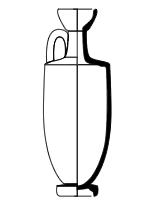
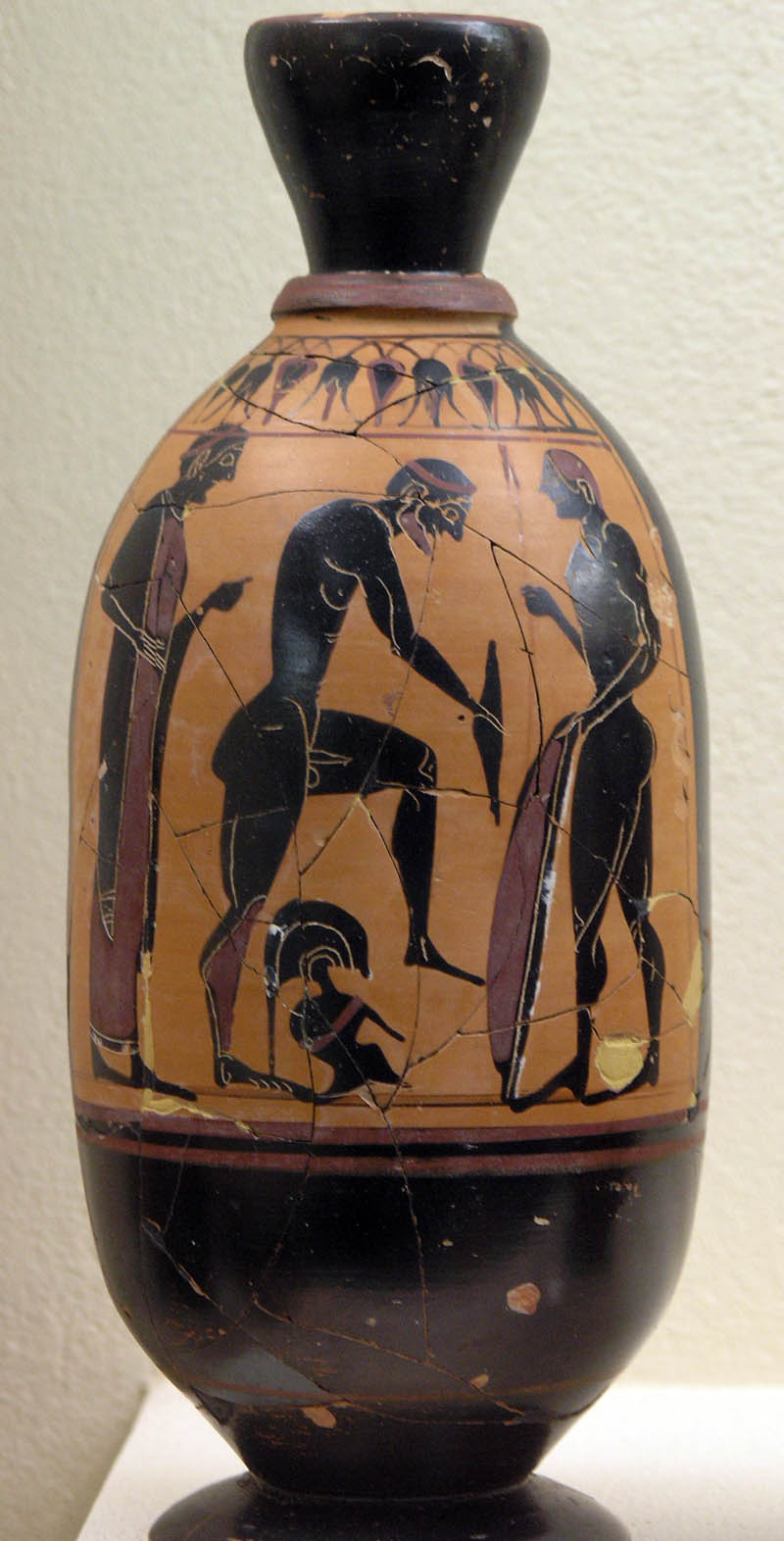
Lekyt typu Dejanira
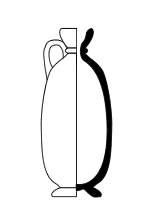
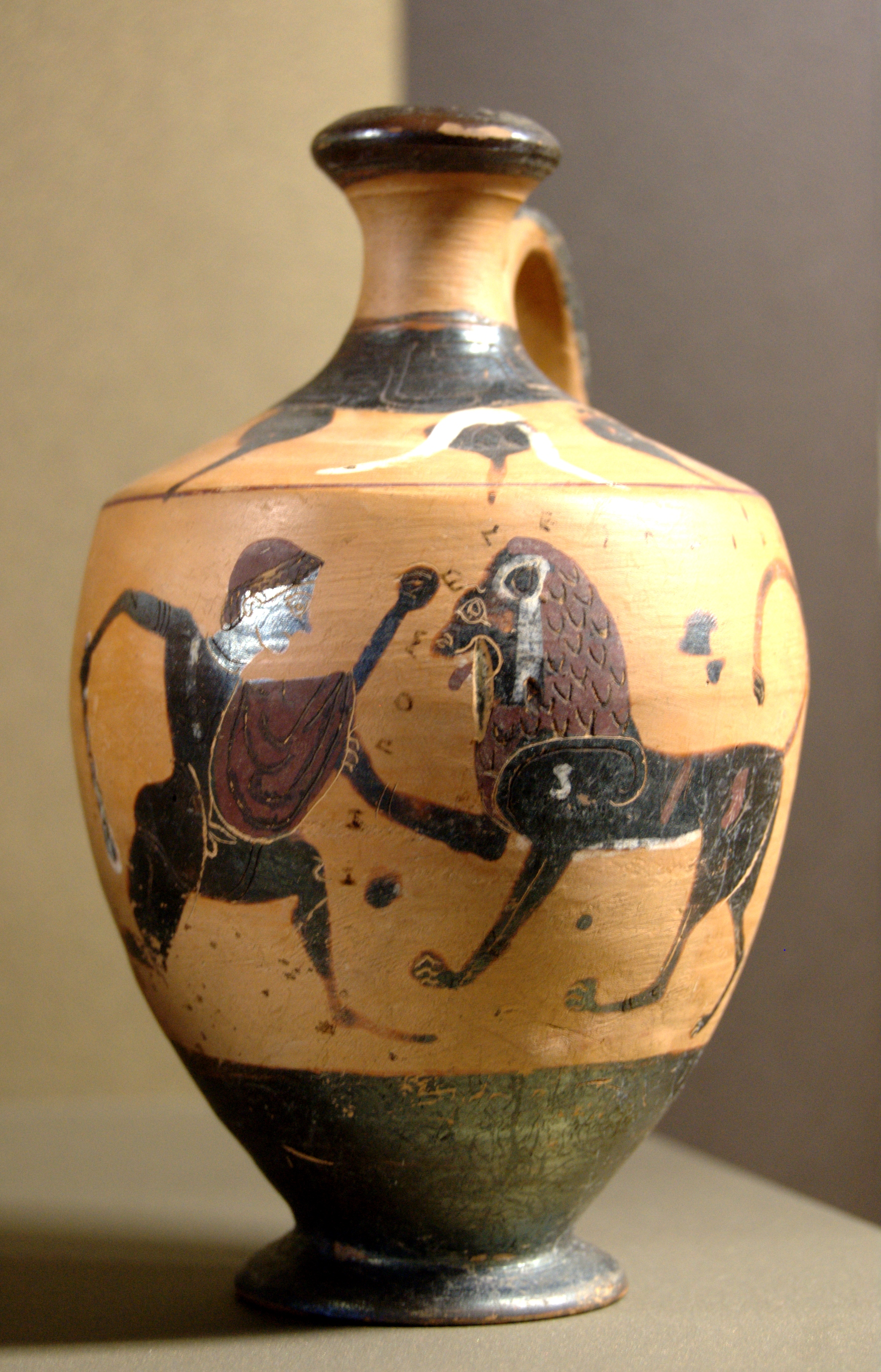
Lekyt beocki
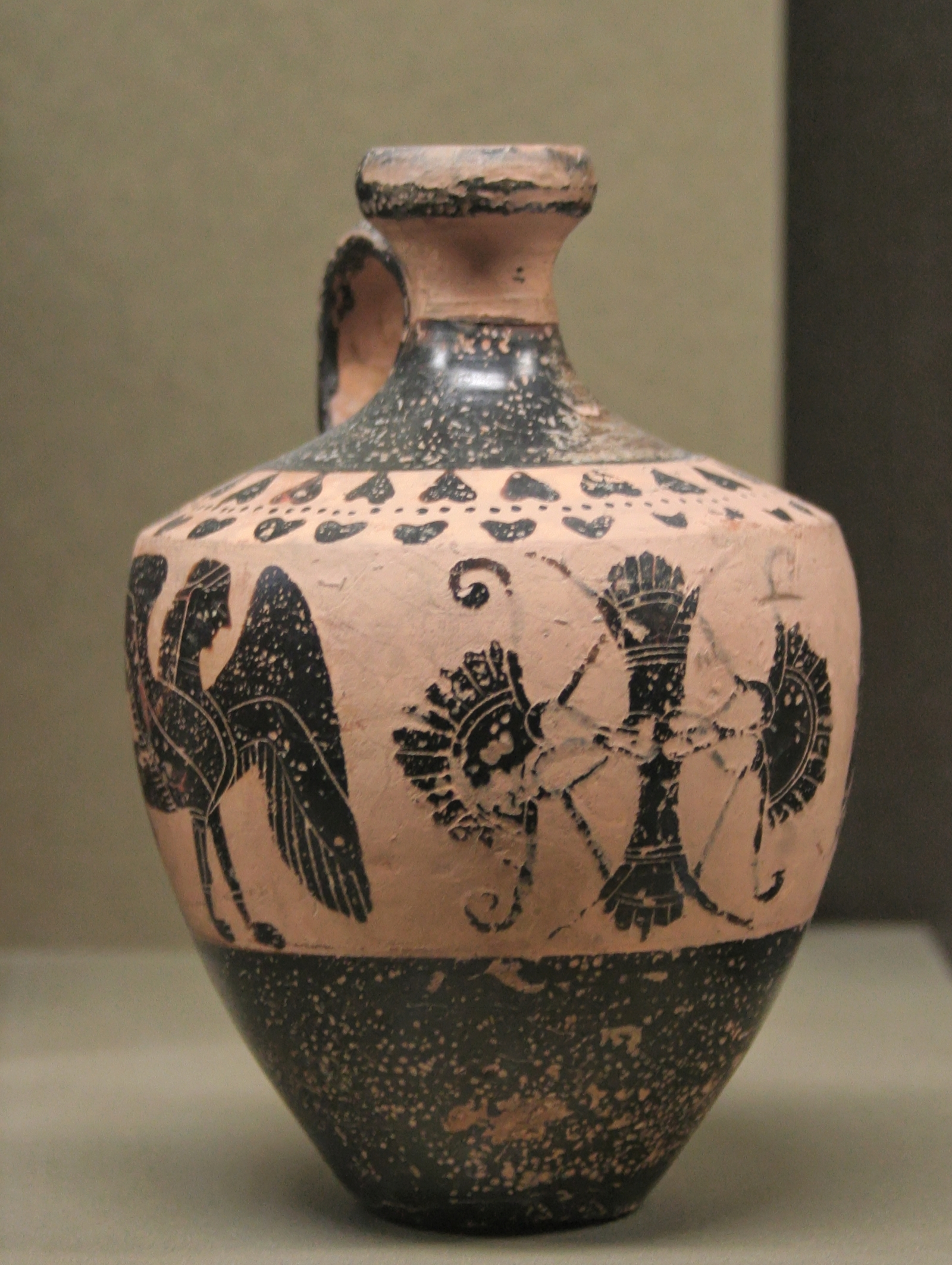
Lekyt bez stopki
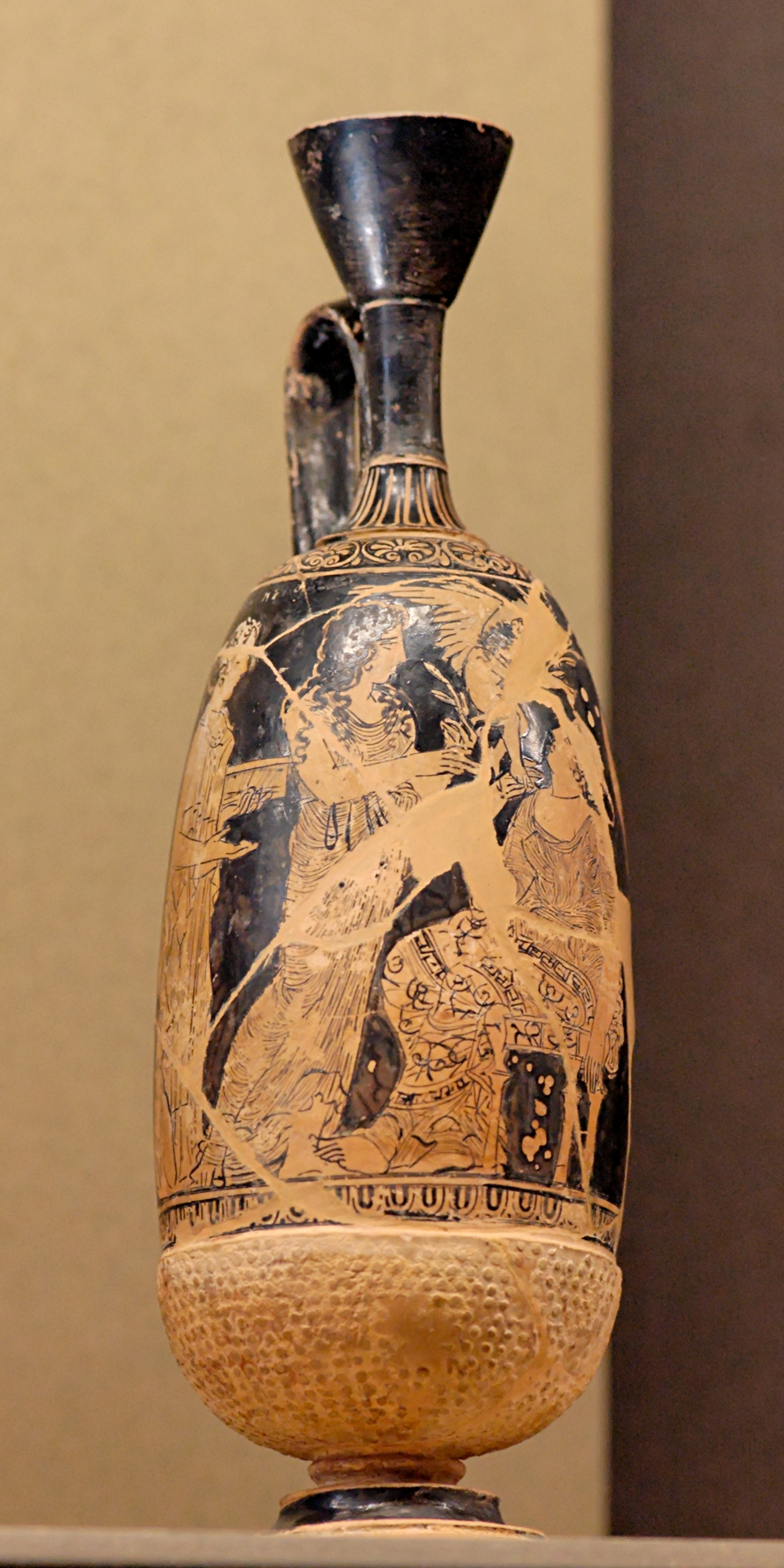
Lekyt żołędziowaty
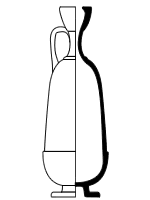
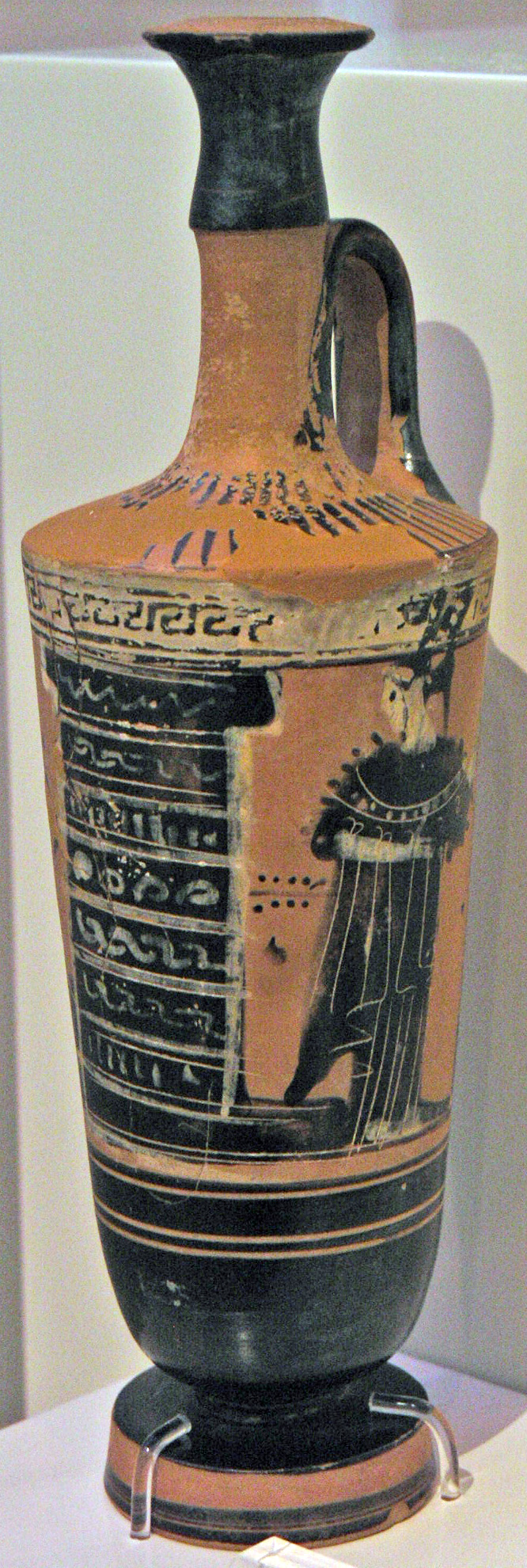
Lekyt czarnofigurowy, ok. 480 p.n.e.
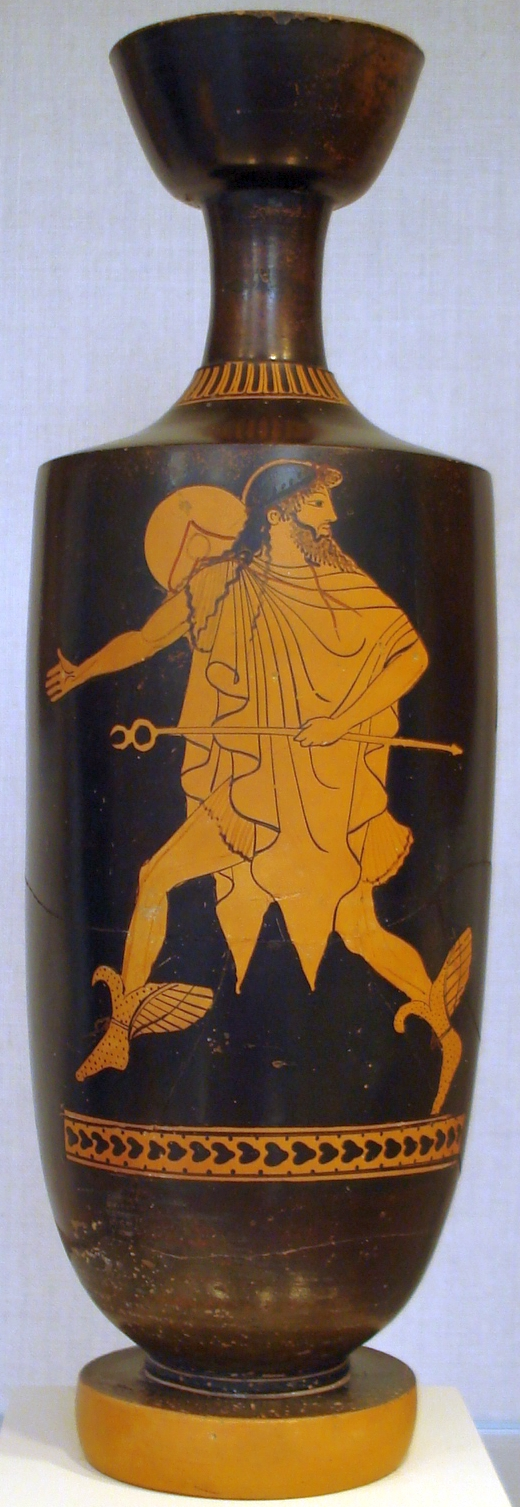
Lekyt czerwonofigurowy, ok. 480–470 p.n.e.
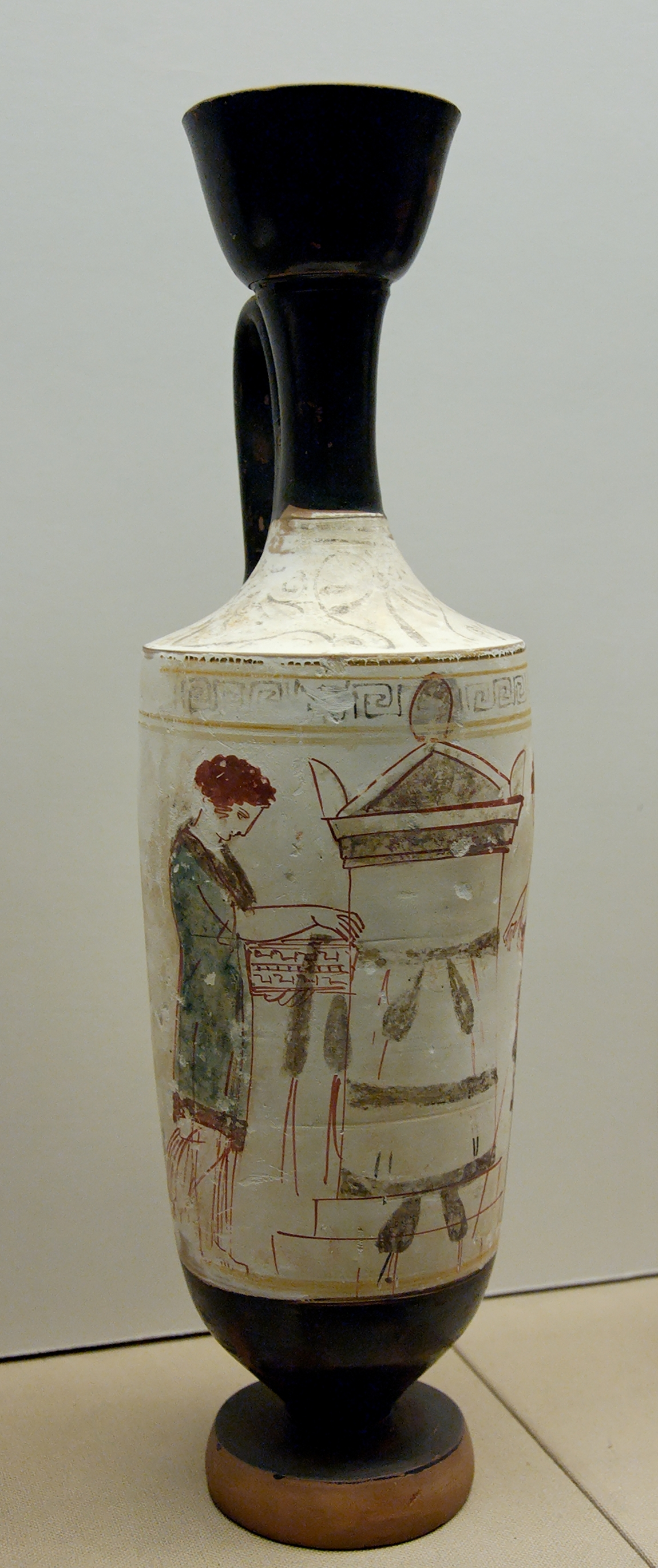
Lekyt z białym tłem, ok. 420 p.n.e.

### Lutrofora
Wyróżnia się typy w zależności od kształtu i miejsce wytworzenia.

#### Lutrofora attycka

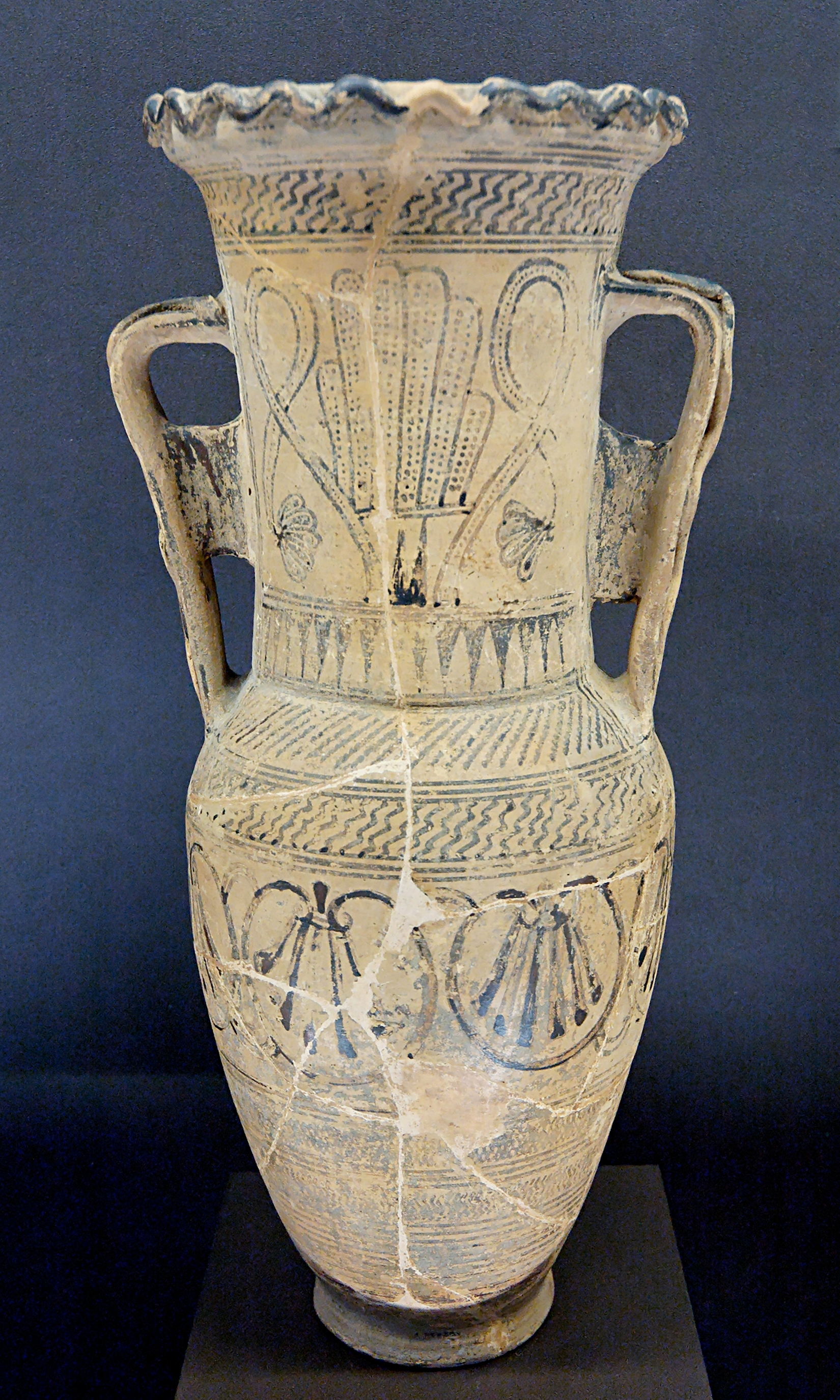
Typ: protoattycki w kształcie amfory, ok. 680 p.n.e.
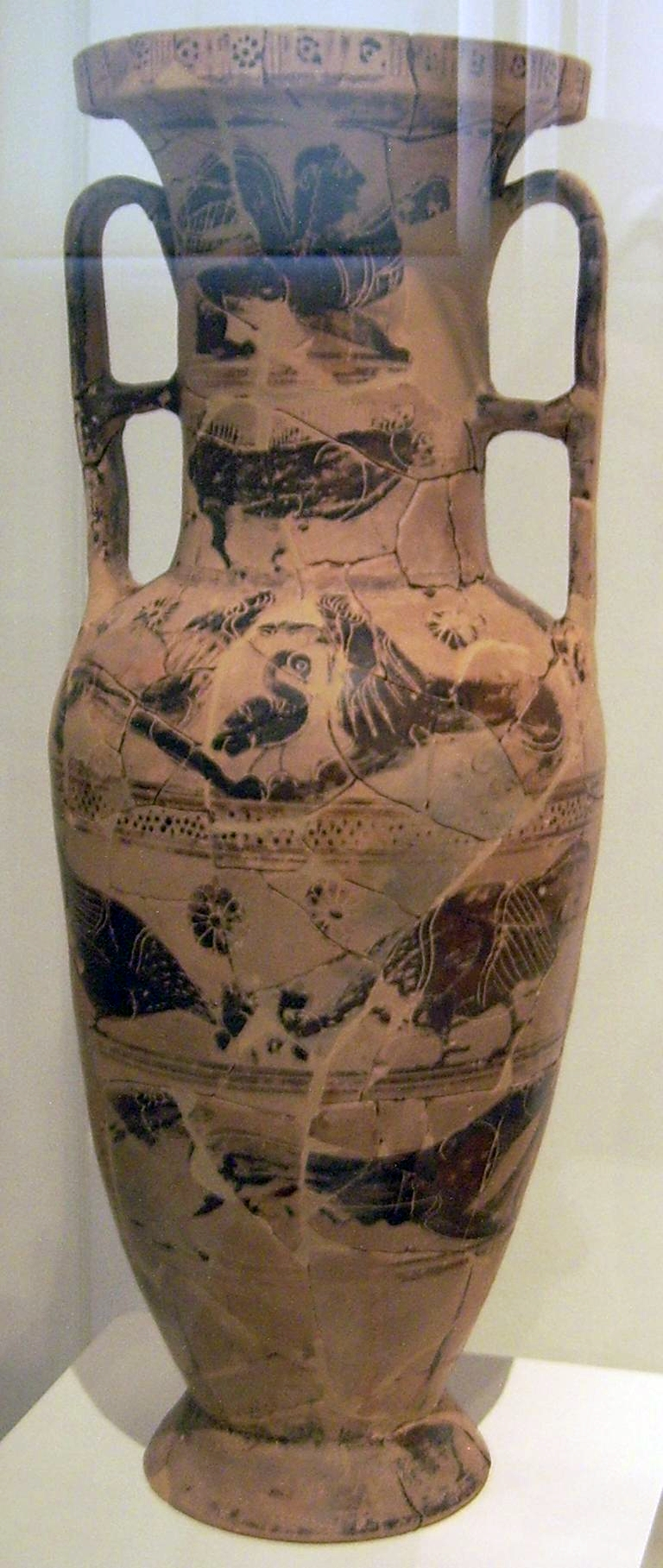
Typ: attycki niestandardowy w kształcie amfory, ok. 600 p.n.e.
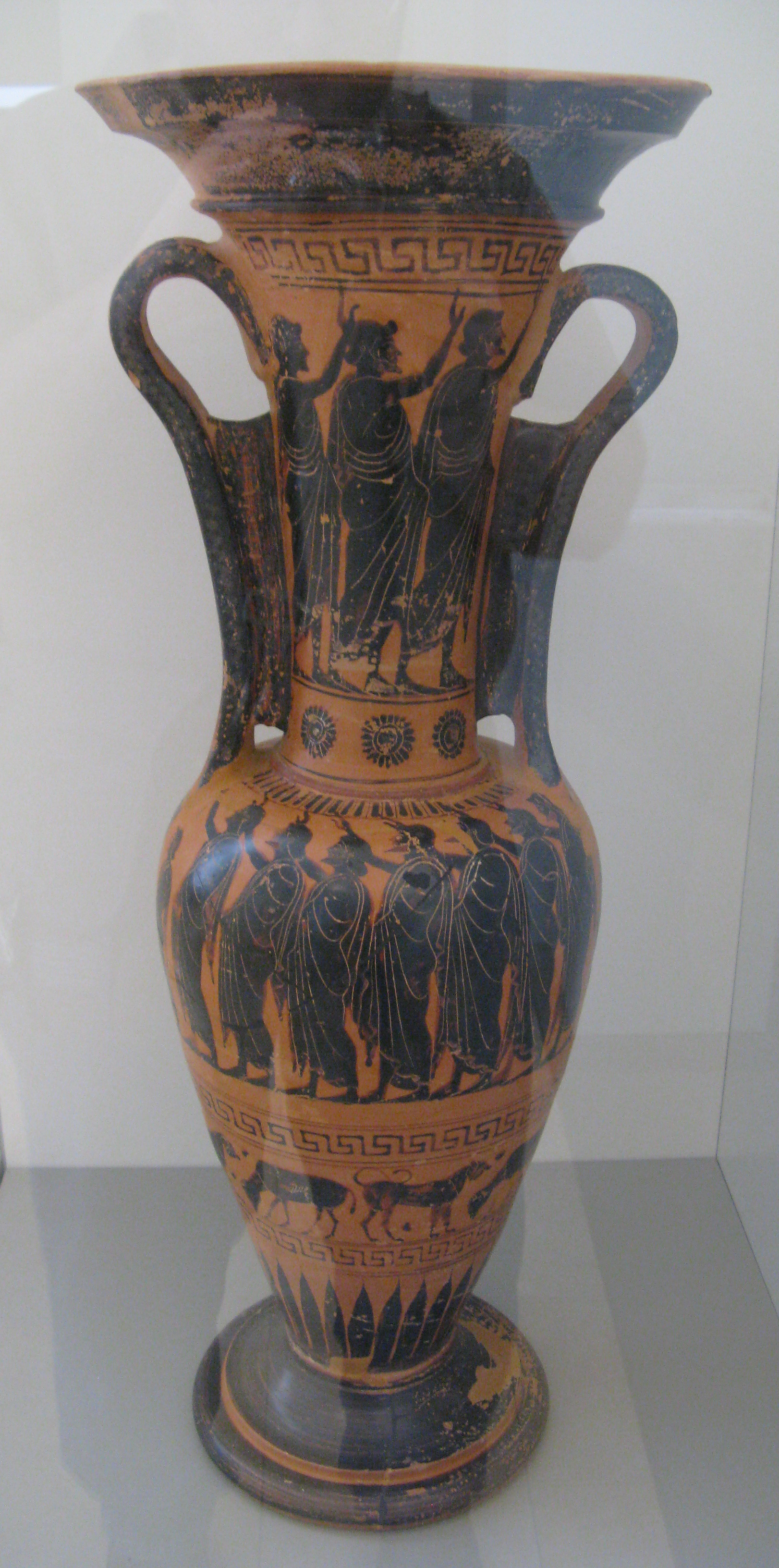
Typ: attycki standardowy w kształcie amfory, ok. 500 p.n.e.
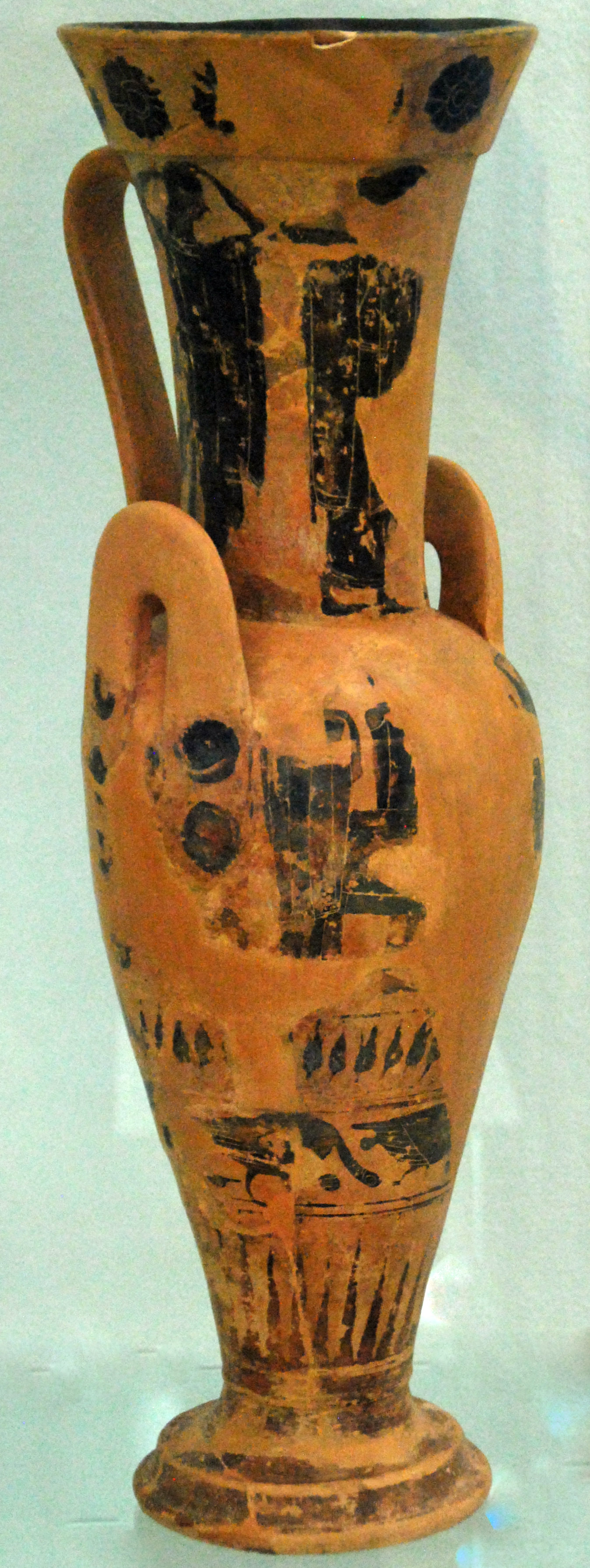
Typ: attycki standardowy w kształcie hydrii

#### Lutrofora apulijska

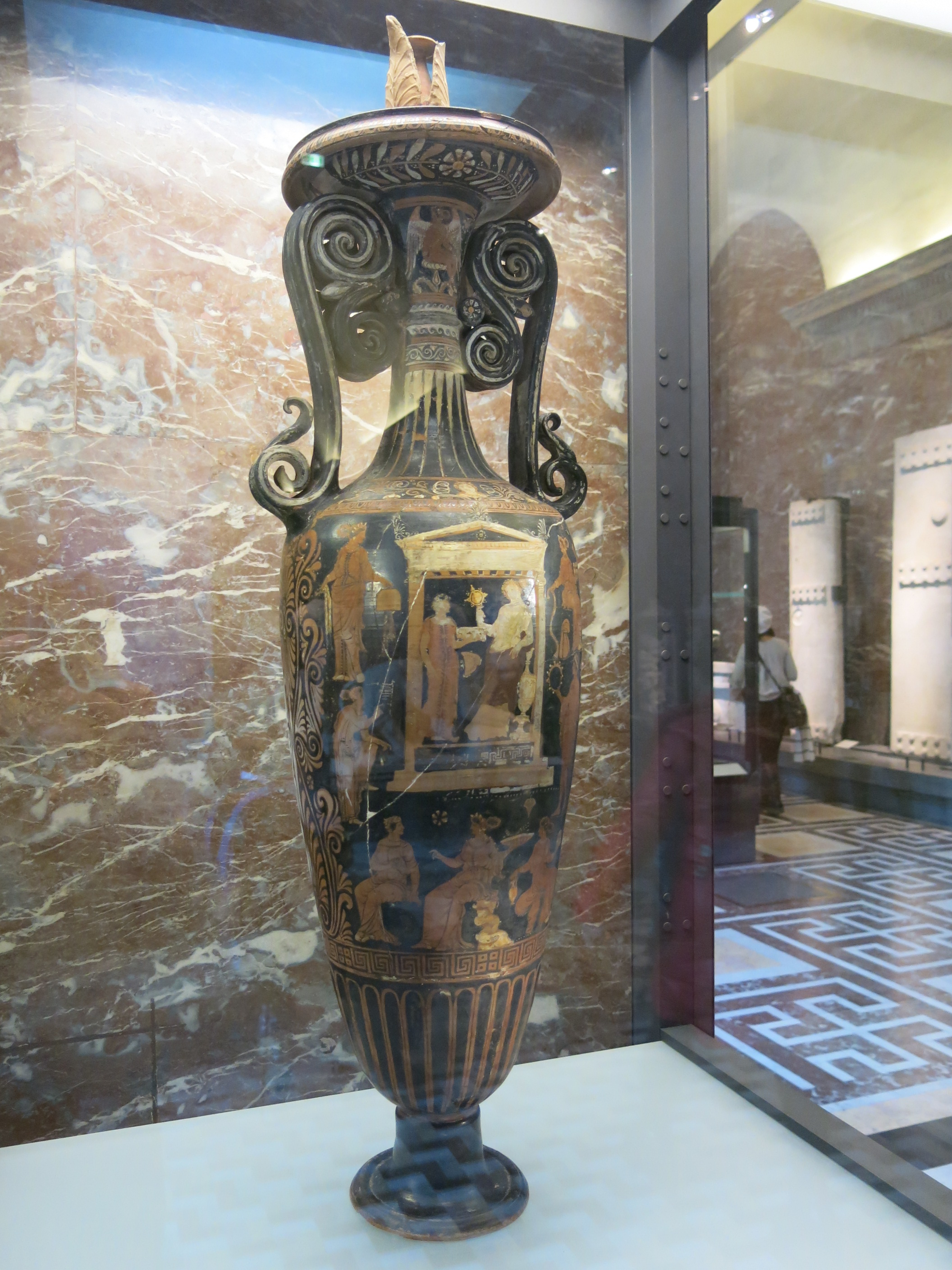
Typ: apulijski jajowaty, ok. 340 p.n.e.
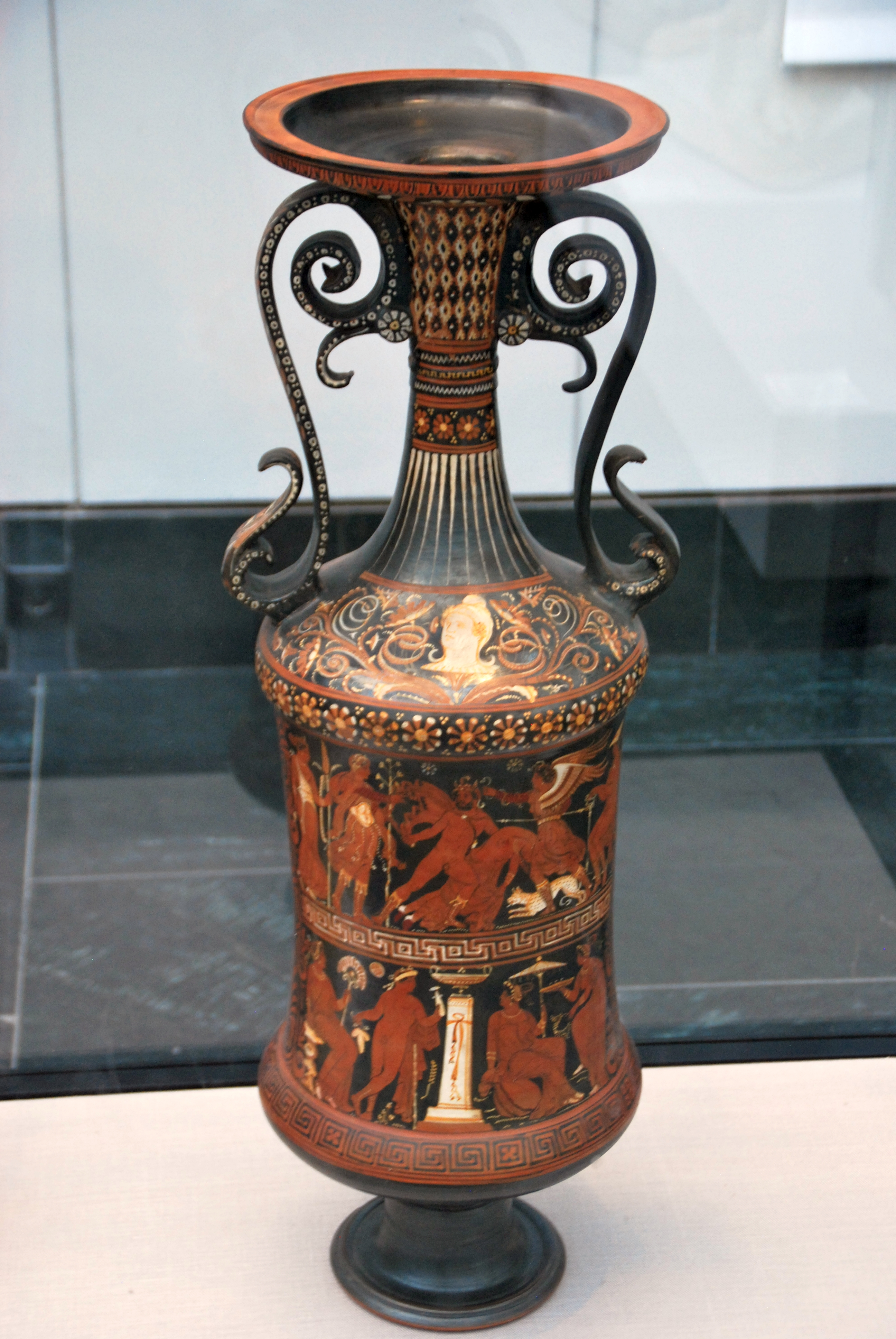
Typ: apulijski cylindryczny z uchwytami
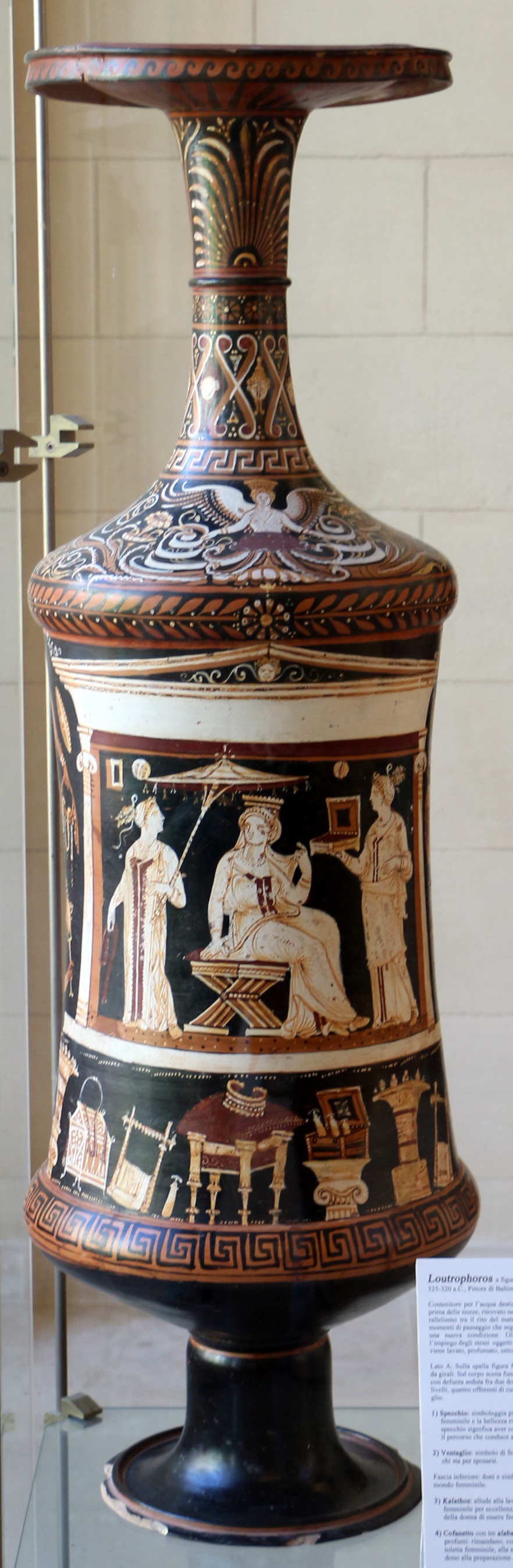
Typ: apulijski cylindryczny bez uchwytów

### Mastos
Wyróżnia się typy w zależności od umiejscowienia uchwytów i „brodawki” lub ich braku. Mastoid ma uciętą, spłaszczoną podstawę.

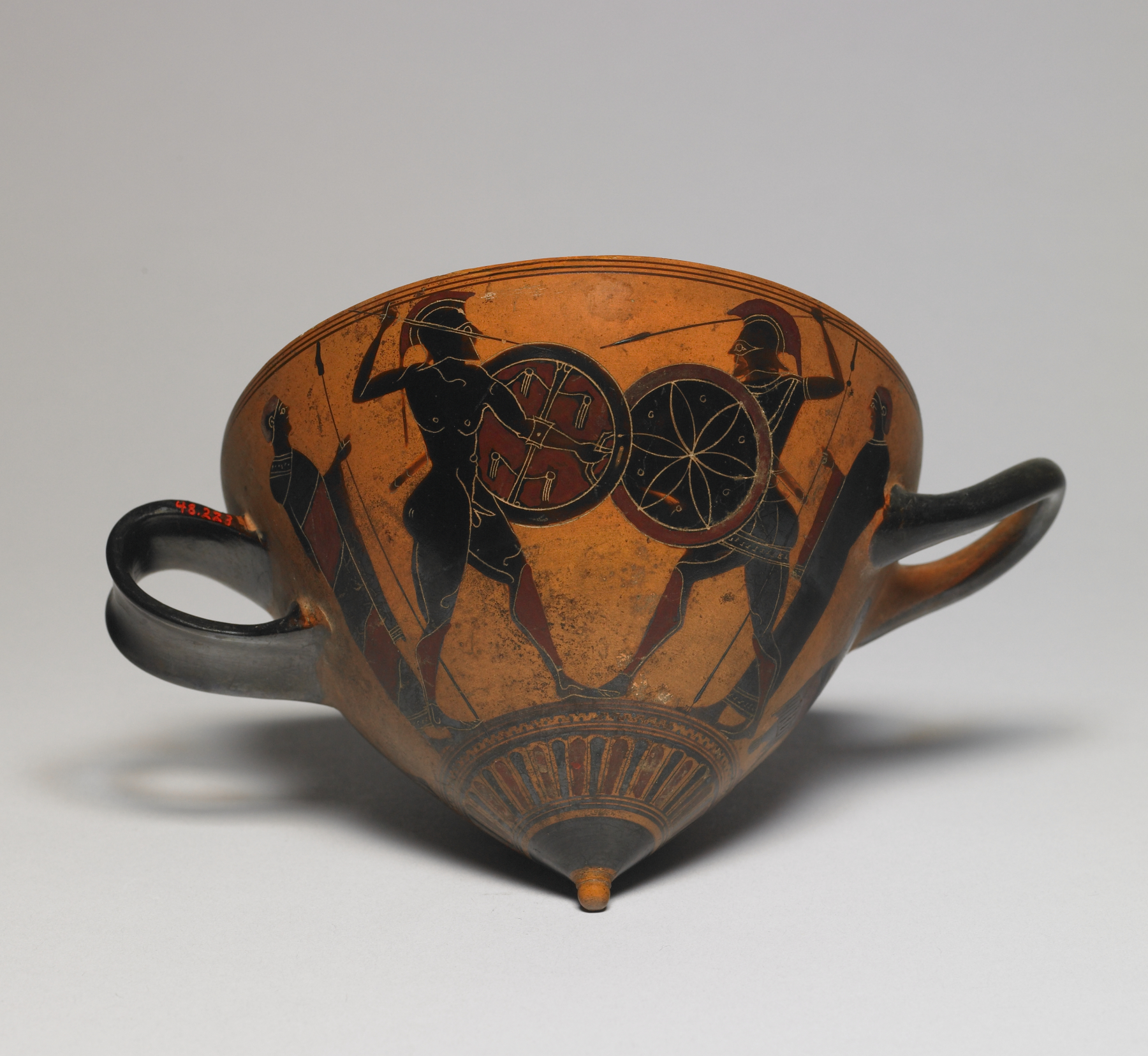
Mastos czarnofigurowy z jednym poziomym i drugim pionowym uchwytem
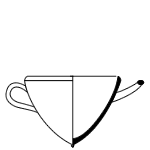
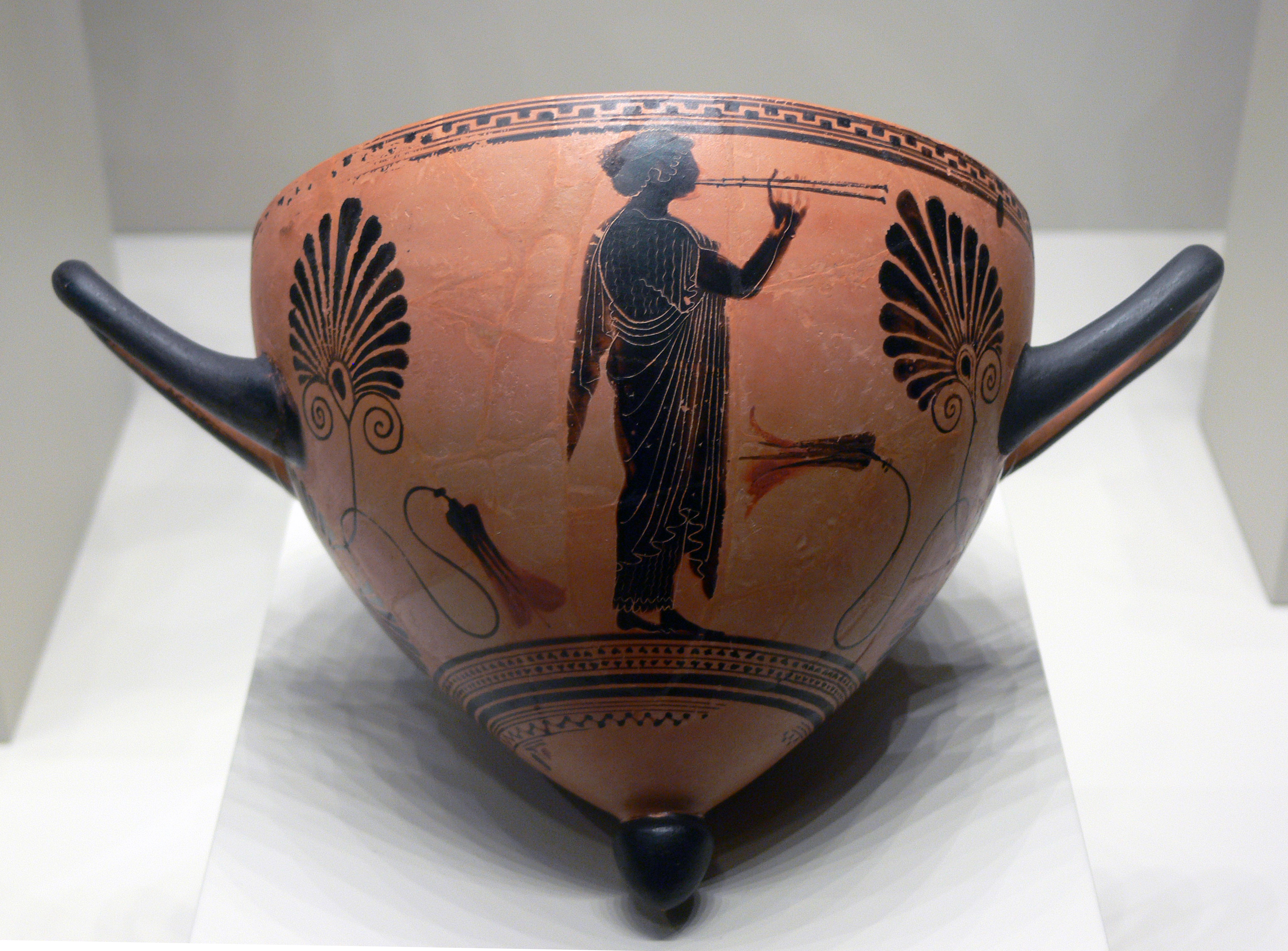
Attycki mastos czarnofigurowy z poziomymi uchwytami
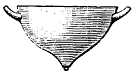
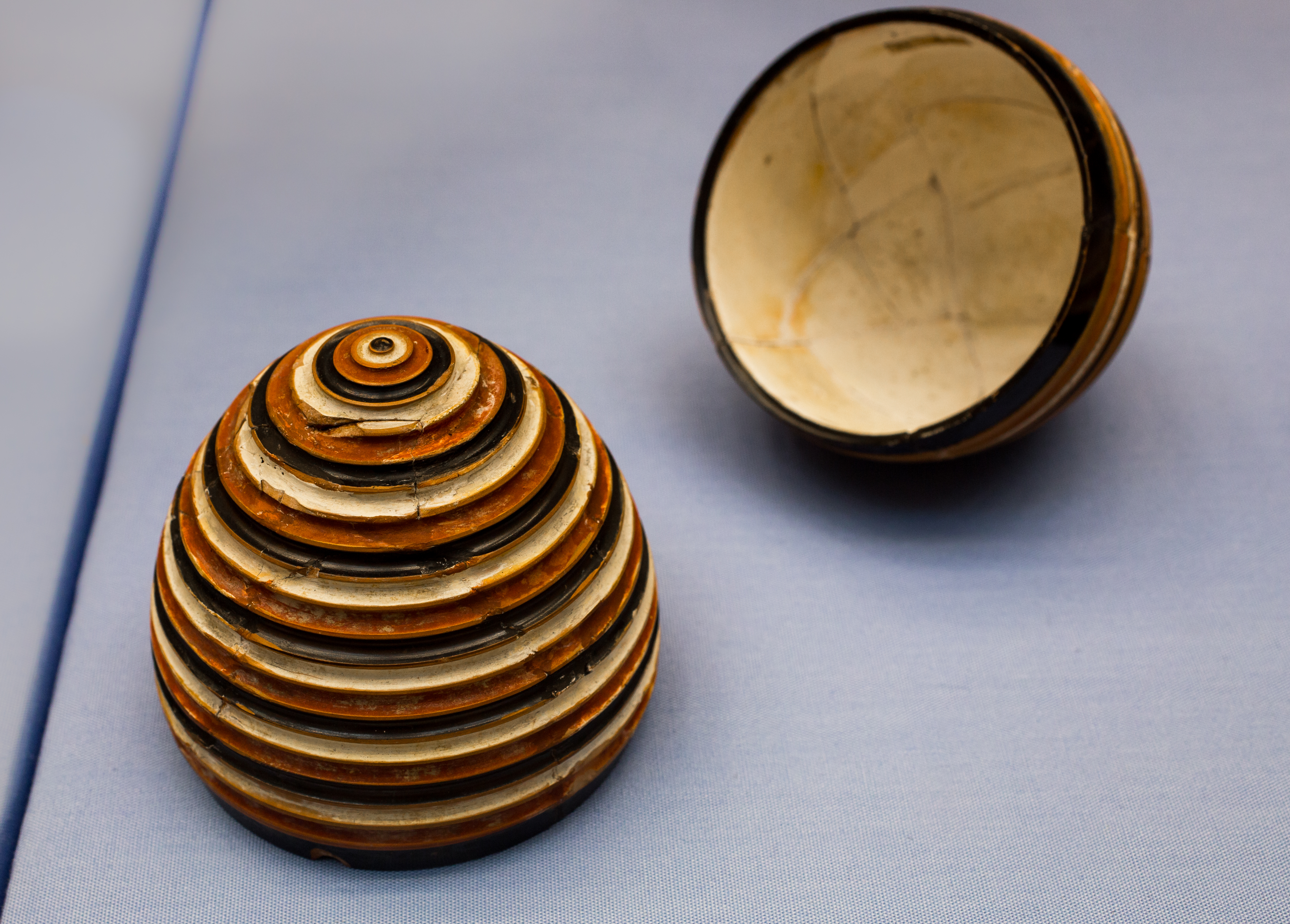
Polichromowany mastos ateński bez uchwytów
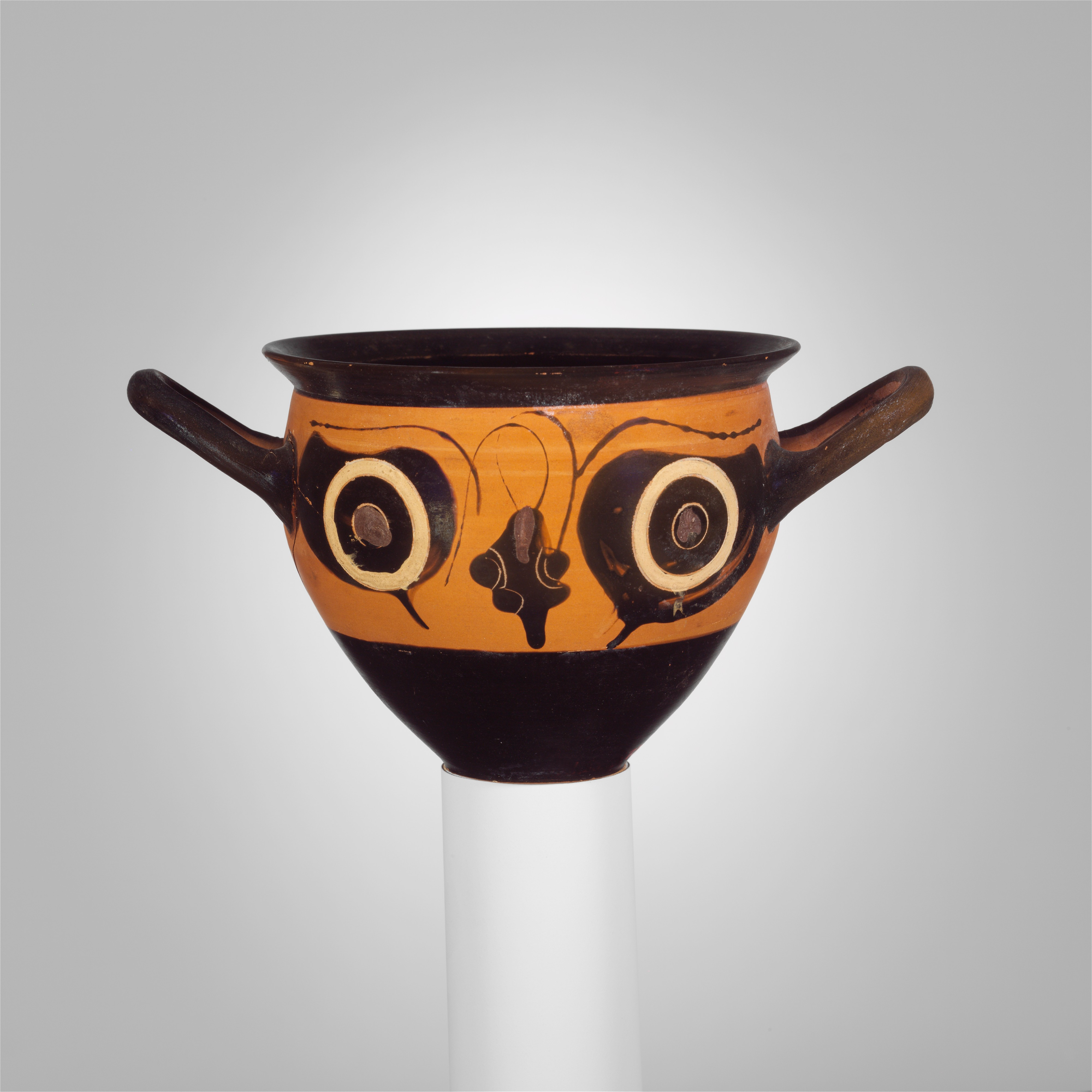
Mastoid czarnofigurowy z uchwytami
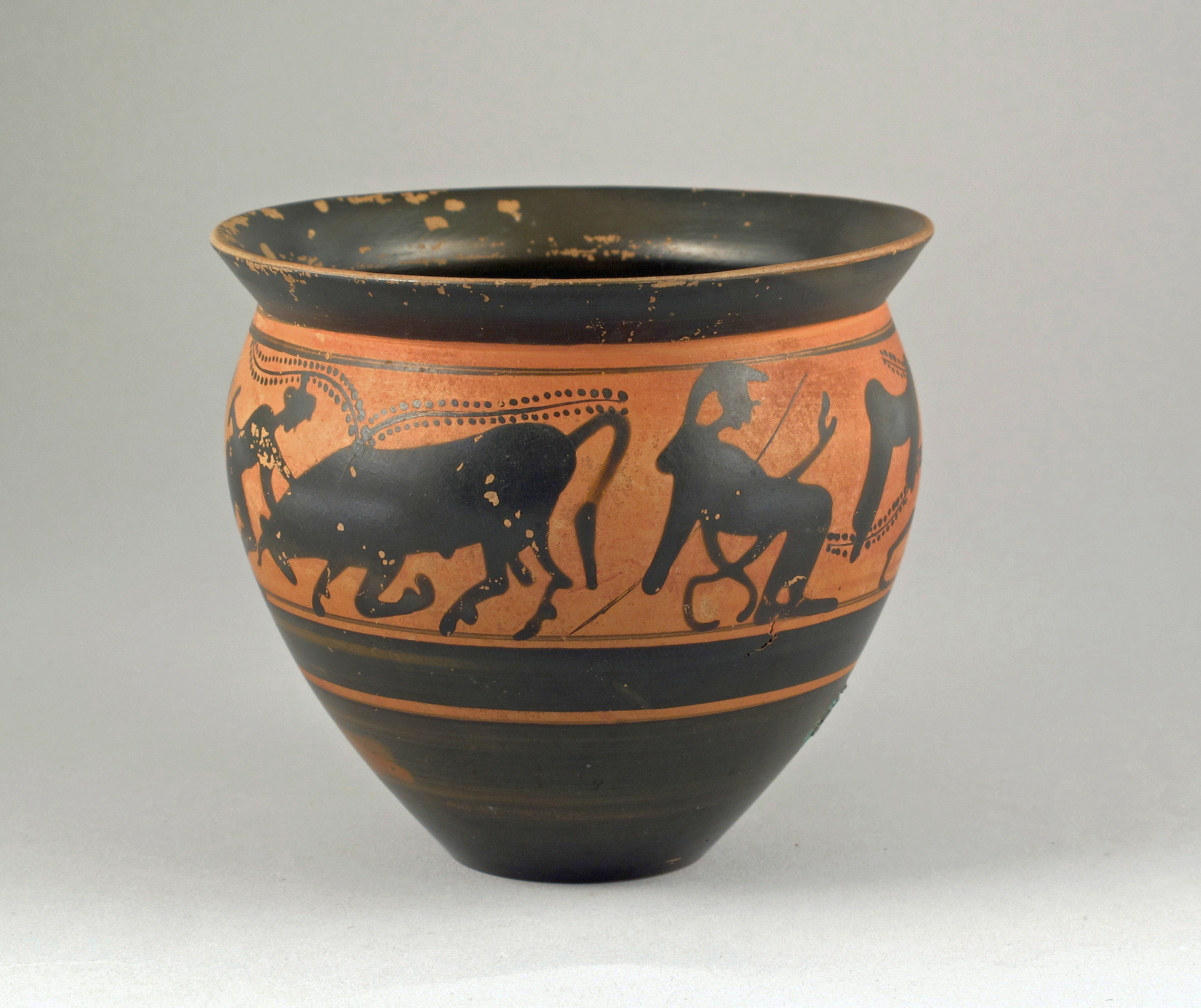
Attycki mastoid czarnofigurowy bez uchwytów

### Ojnochoe
Wyróżnia się typy ze względu na miejsce wytworzenia, formę naczynia oraz wylewu. Brytyjski archeolog John Davidson Beazley wyróżnił dziesięć typów attyckich ojnochoe.

#### Ojnochoe attyckie

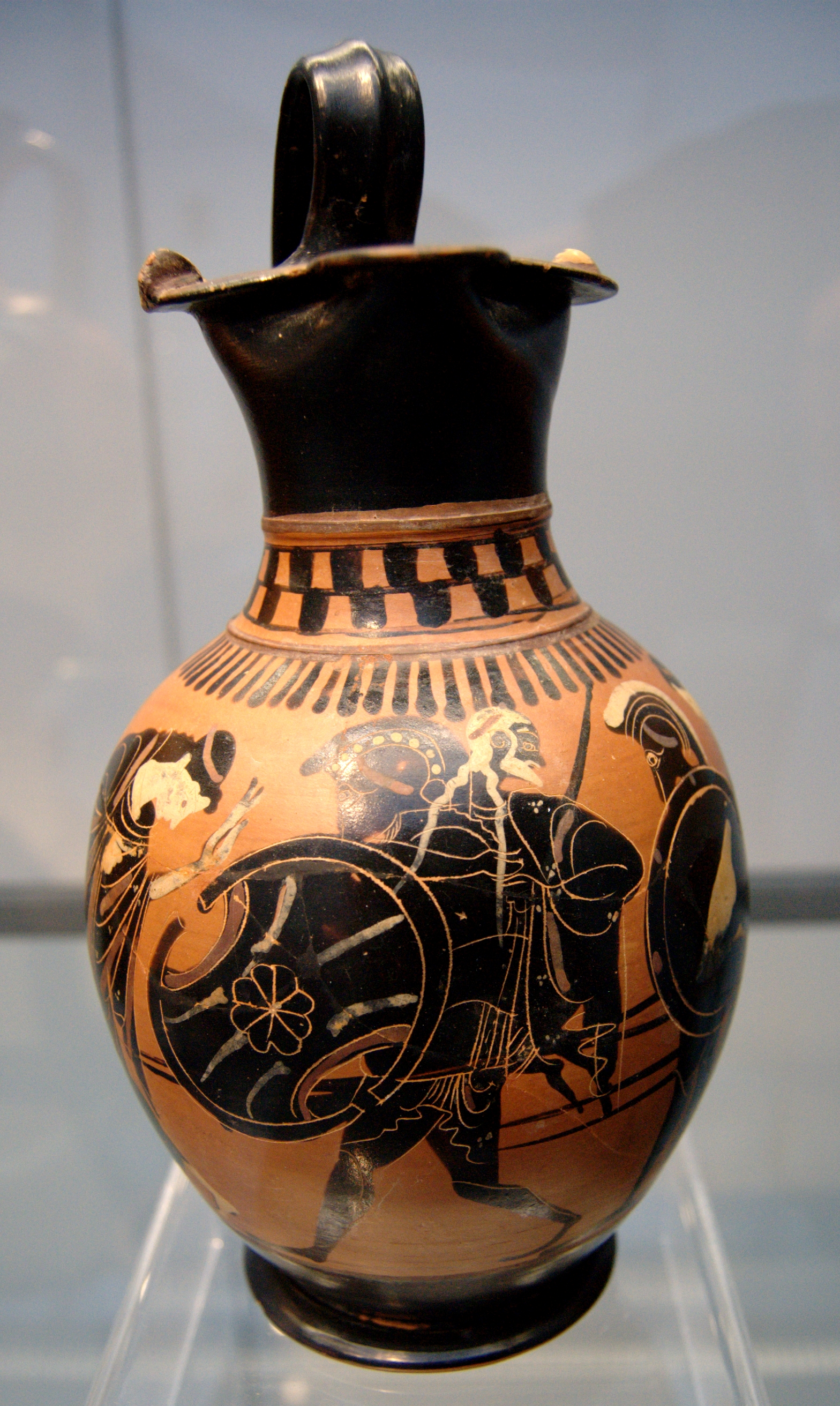
Typ 1
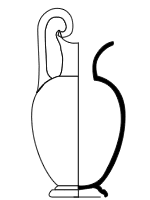
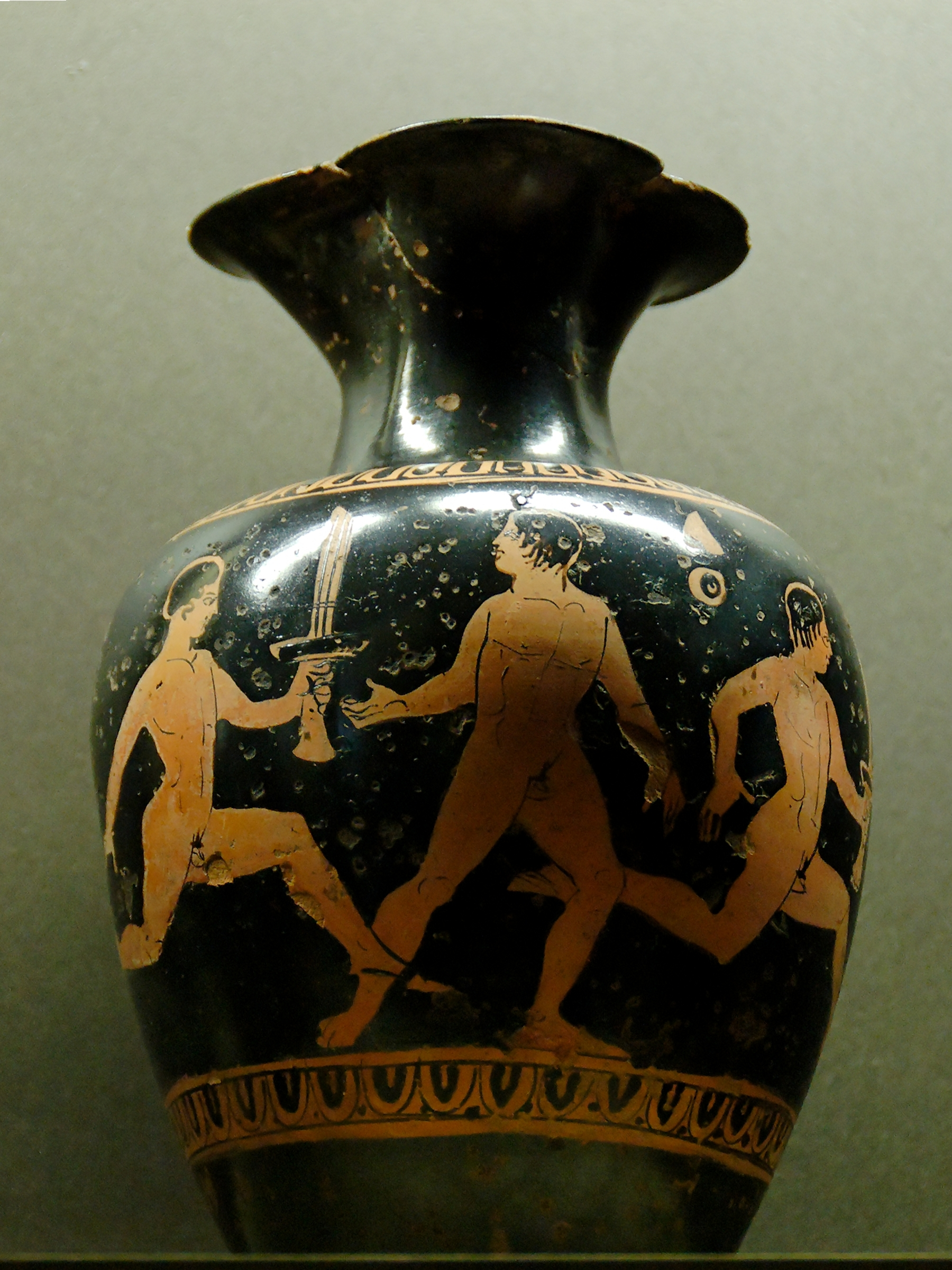
Typ 2
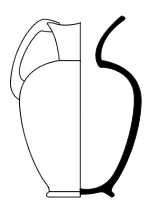
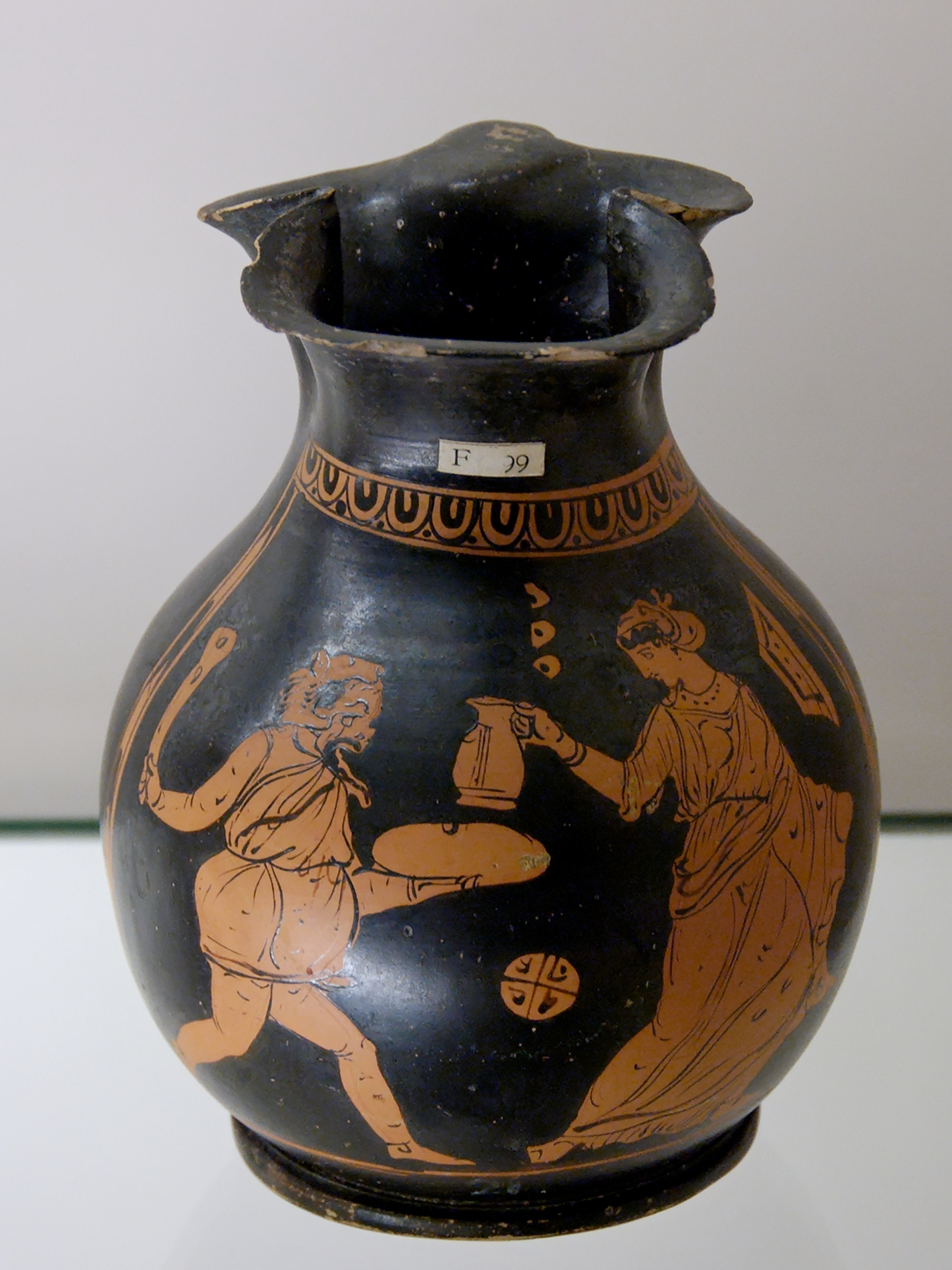
Typ 3, Chous (χοῦς)
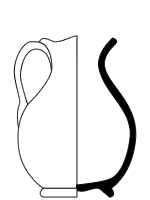
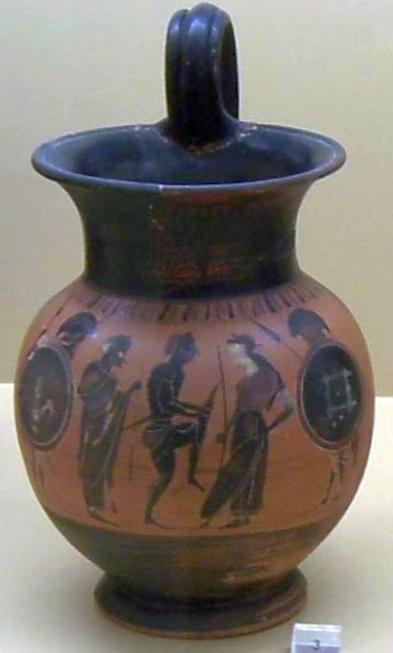
Typ 4
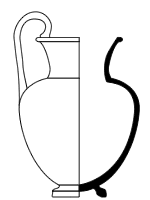
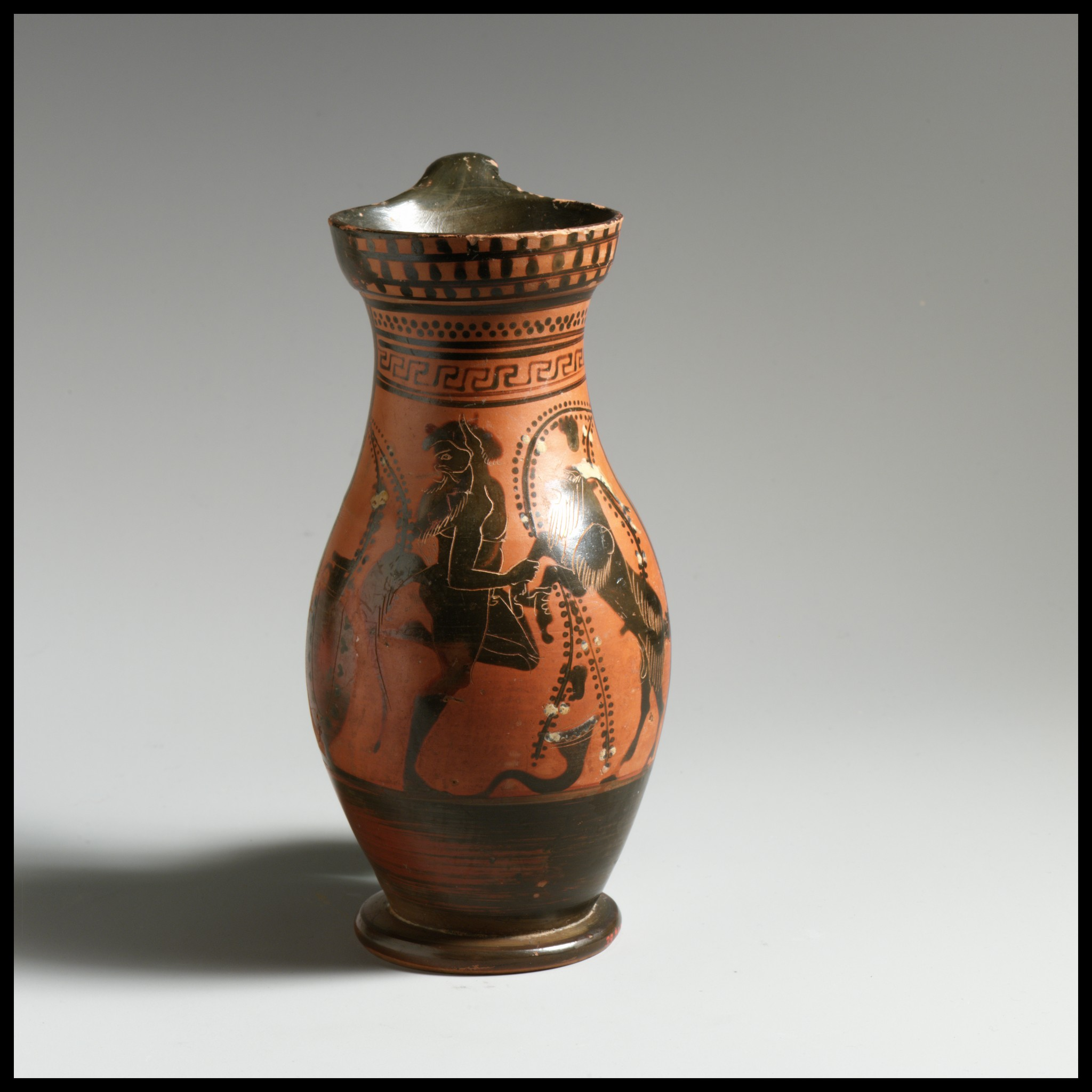
Typ 5a
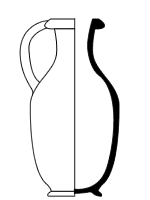
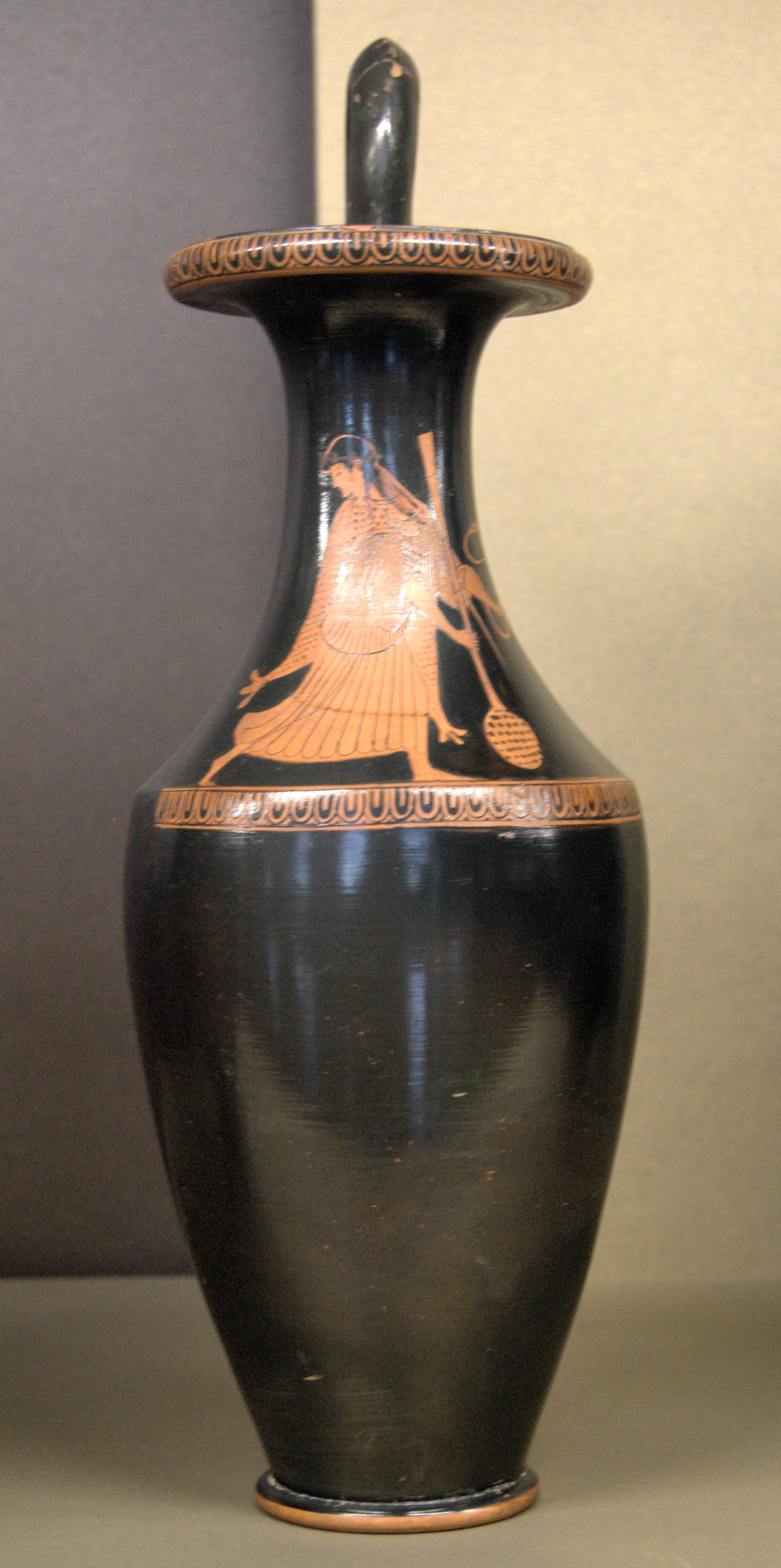
Typ 5b
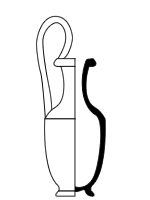
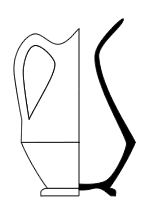
Typ 6
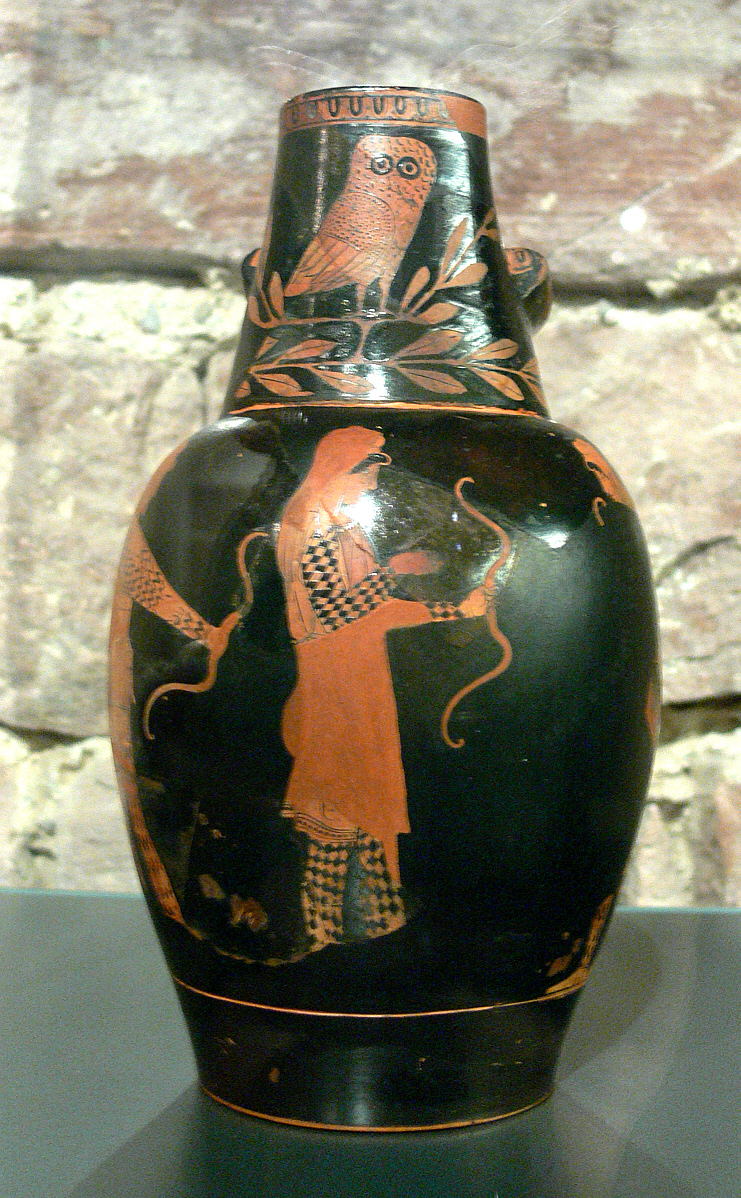
Typ 7
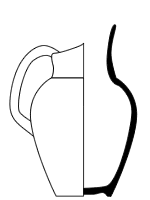
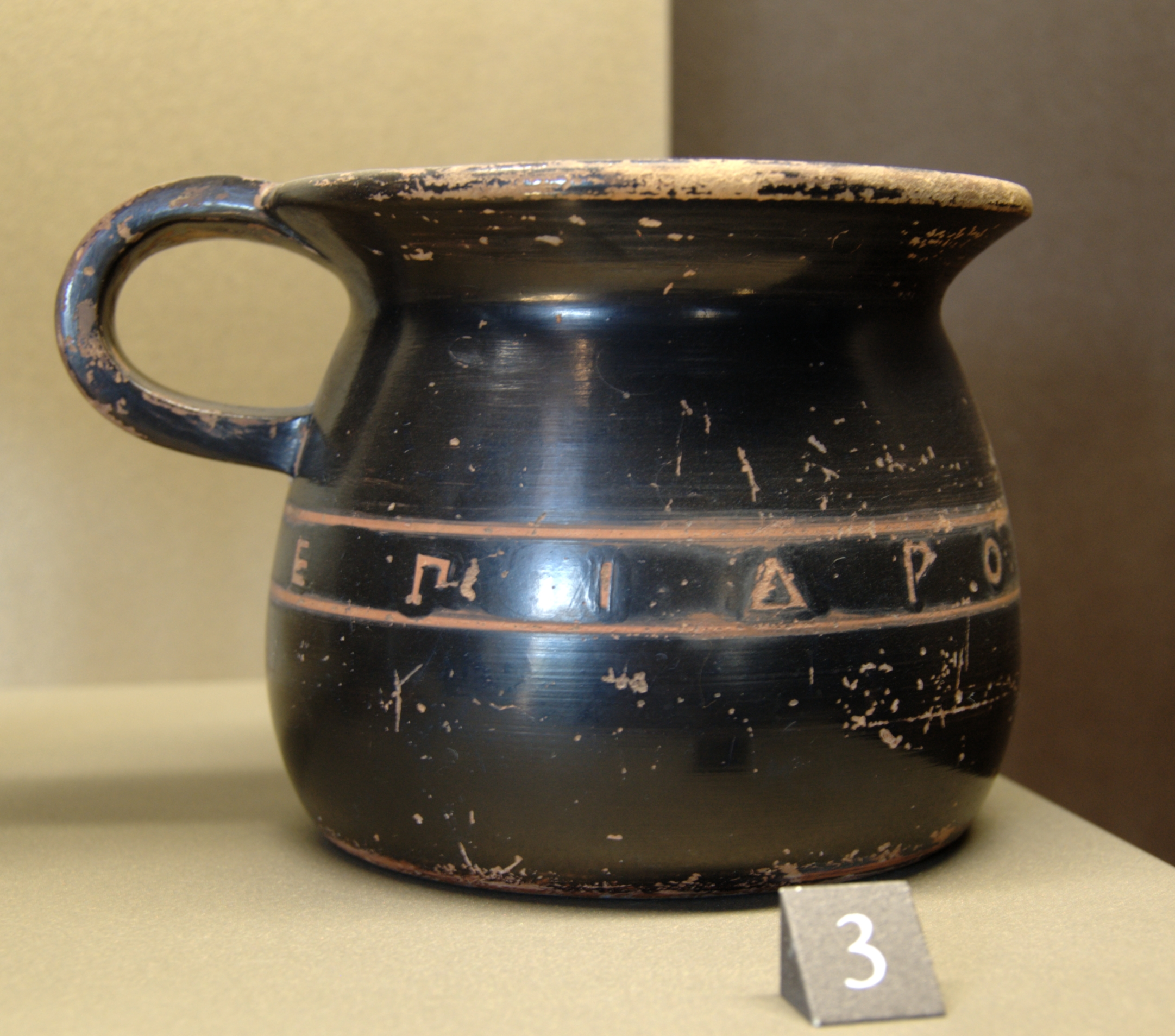
Typ 8a
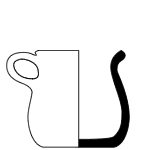
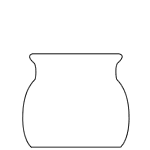
Typ 8b
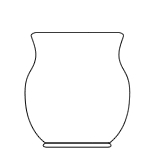
Typ 8c
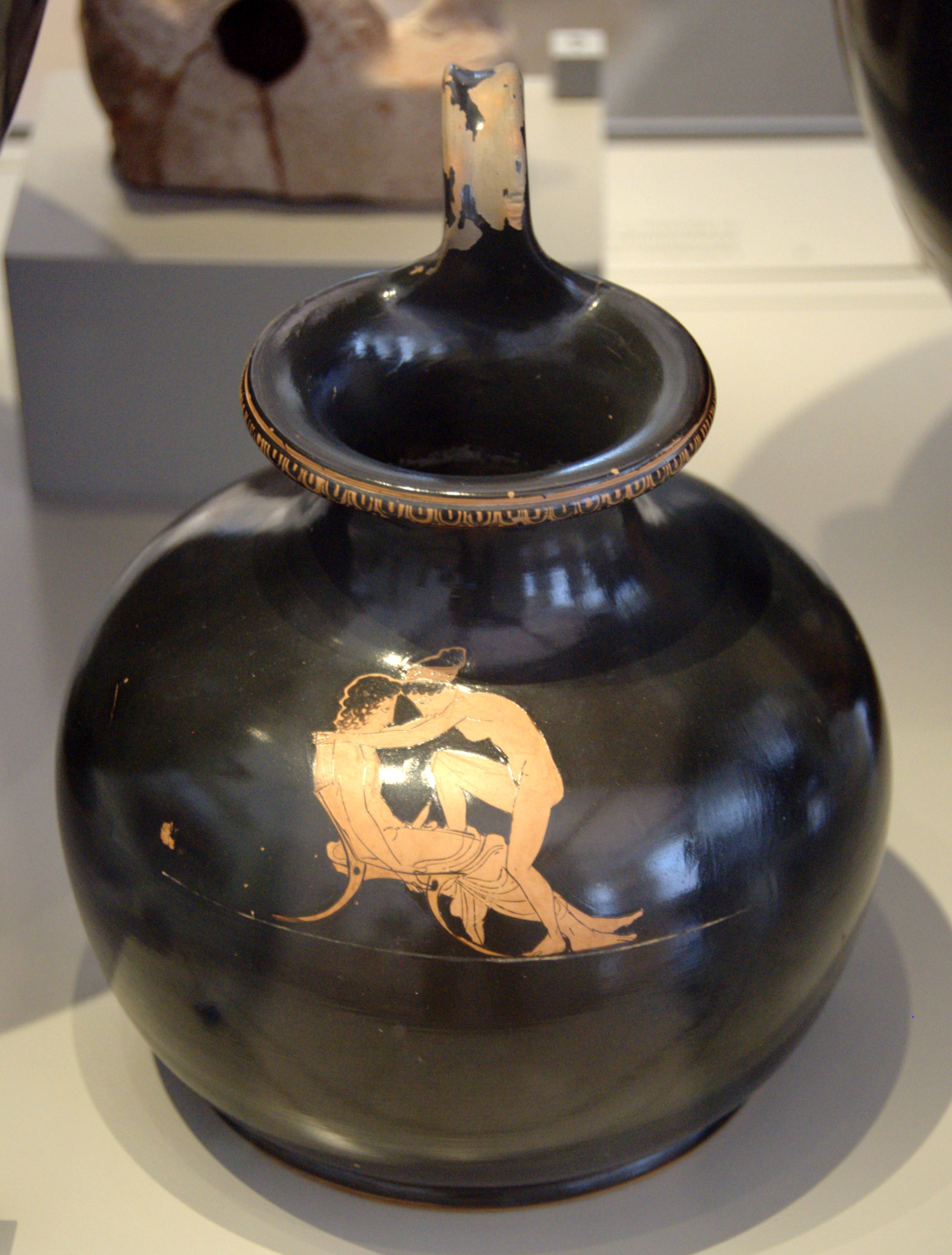
Typ 9
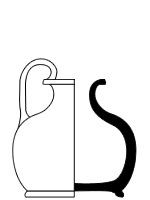
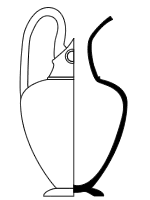
Typ 10
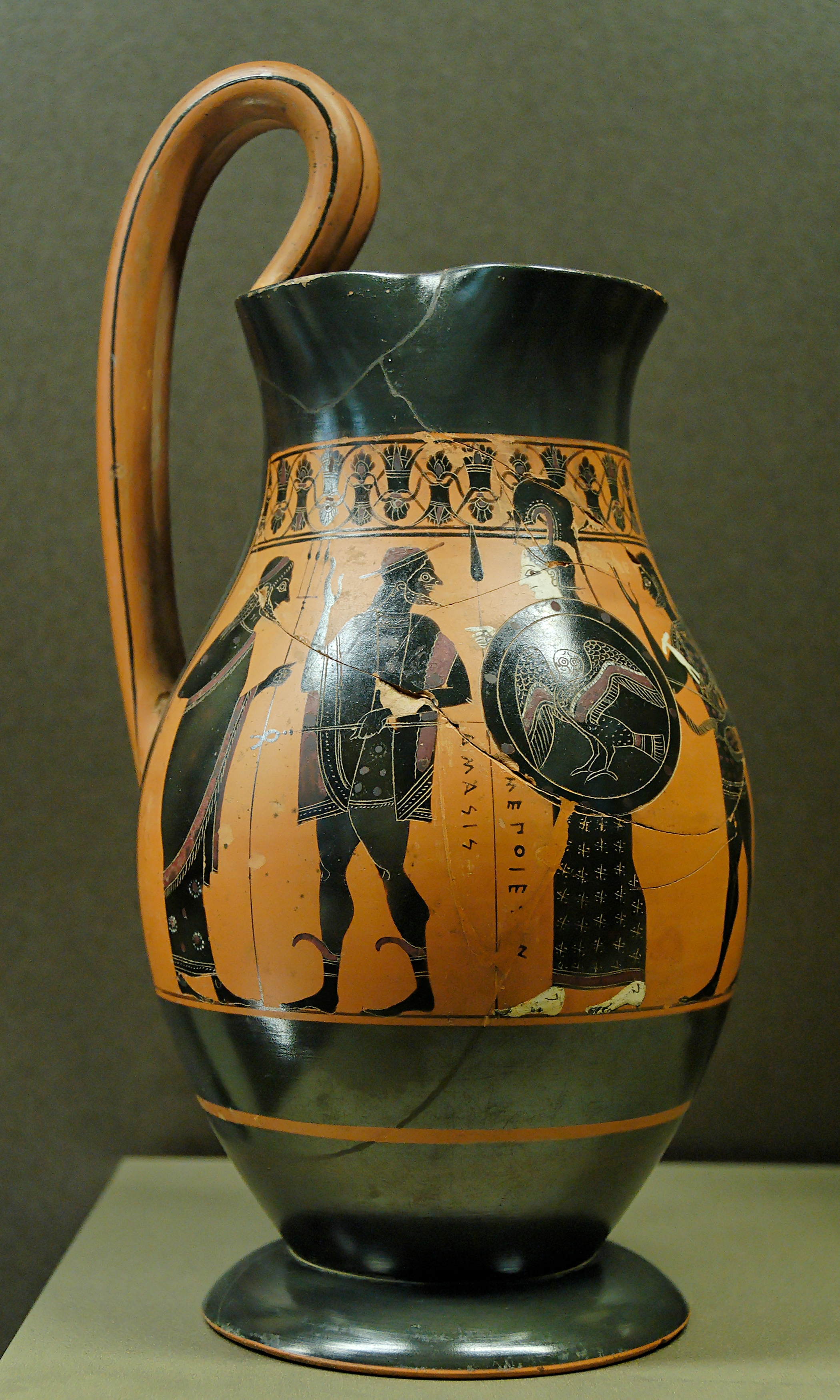
Olpe (ολπη)
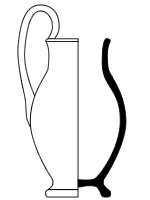
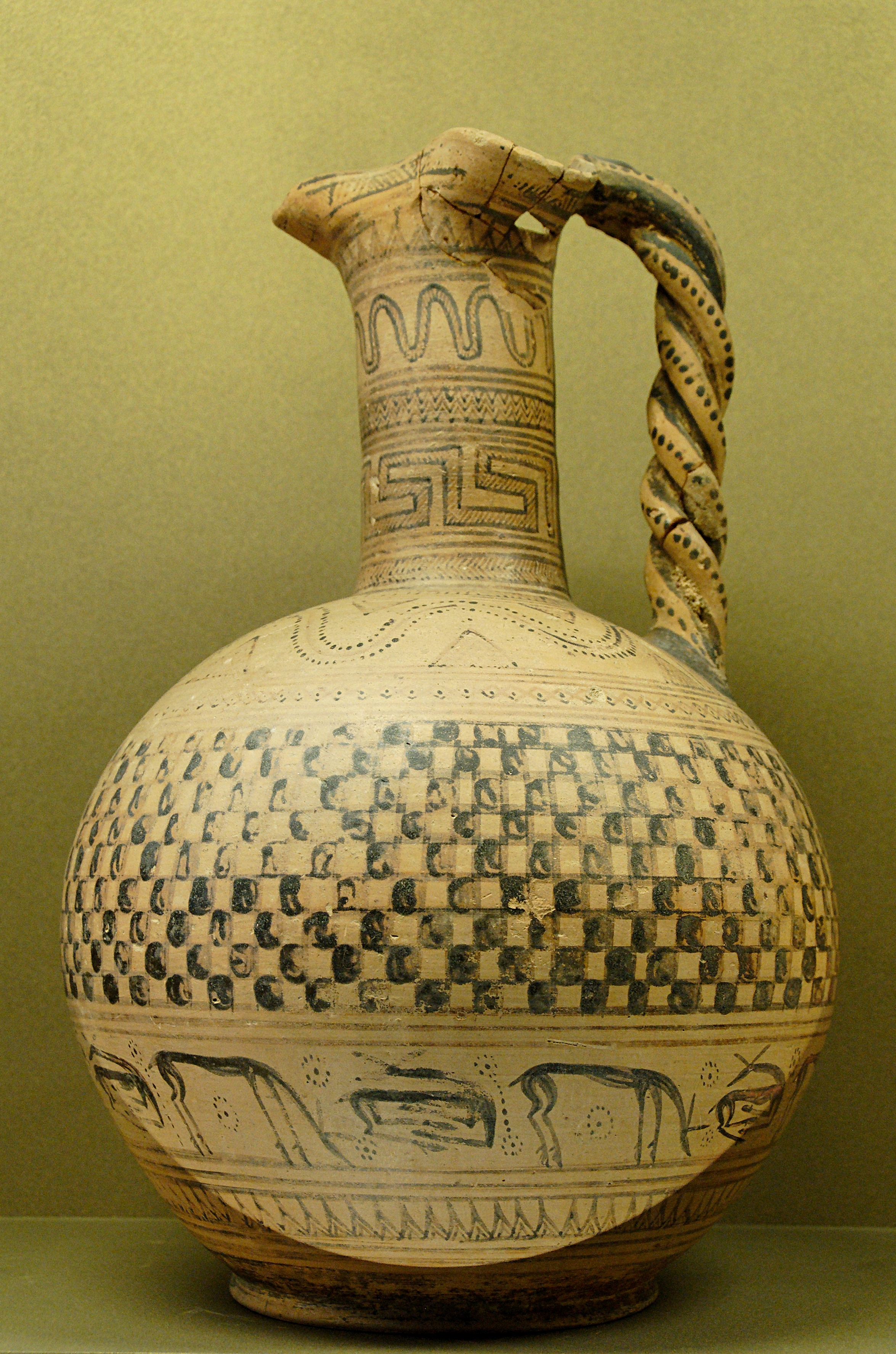
Ojnochoe geometryczne typu A, ok. 750 p.n.e.
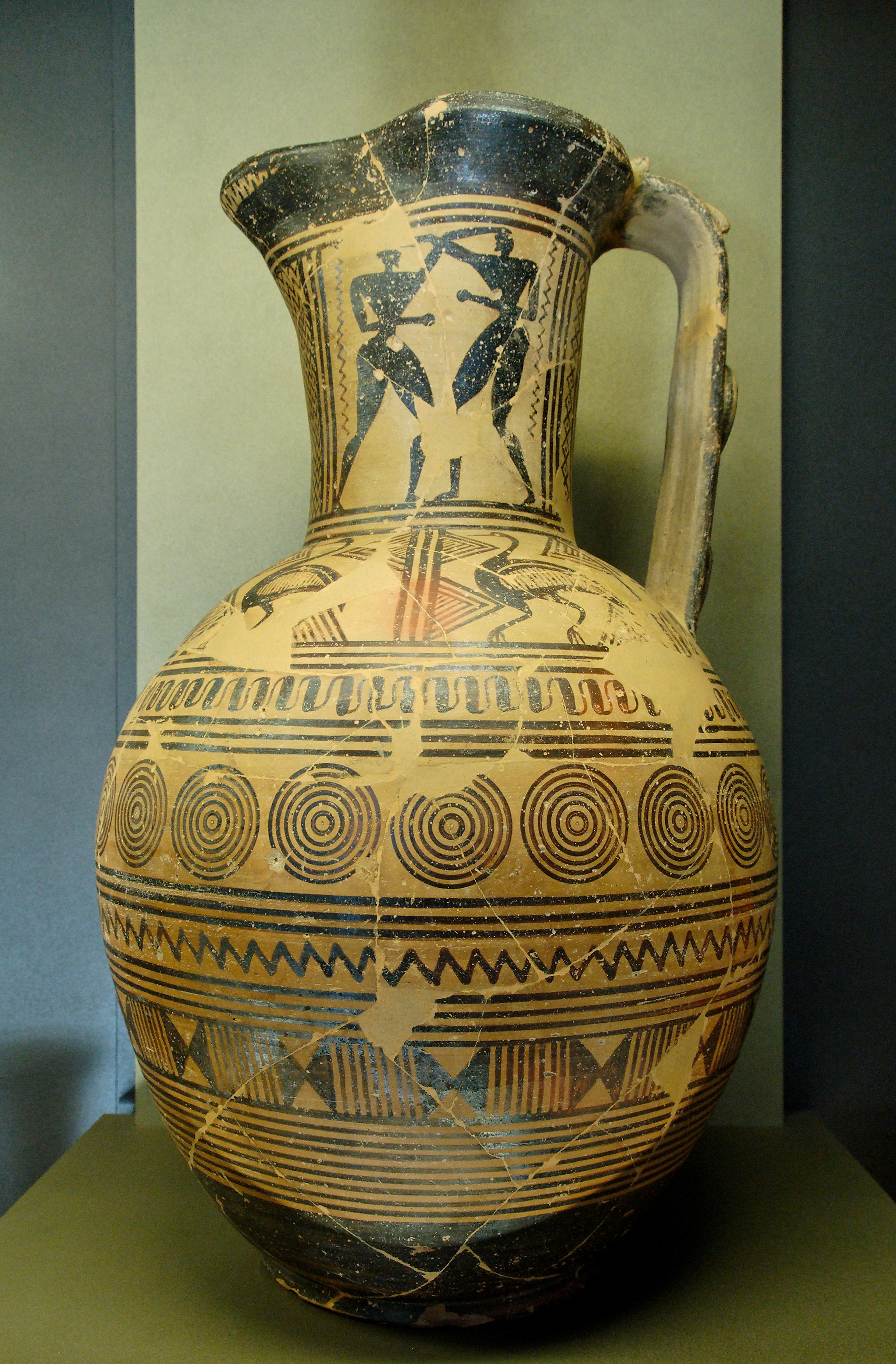
Ojnochoe geometryczne typu B, ok. 700 p.n.e.
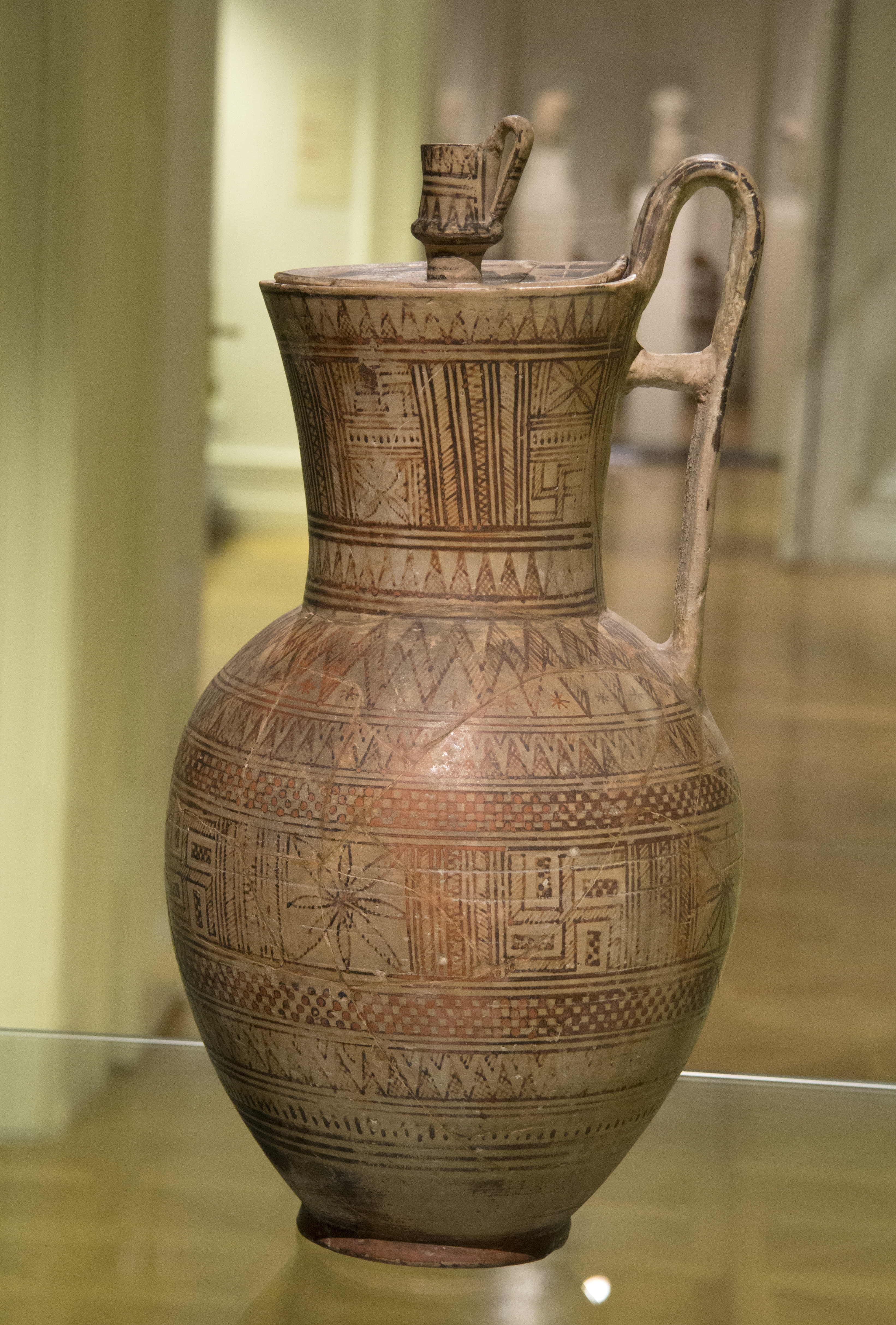
Ojnochoe z przykrywką, ok. 730 p.n.e.
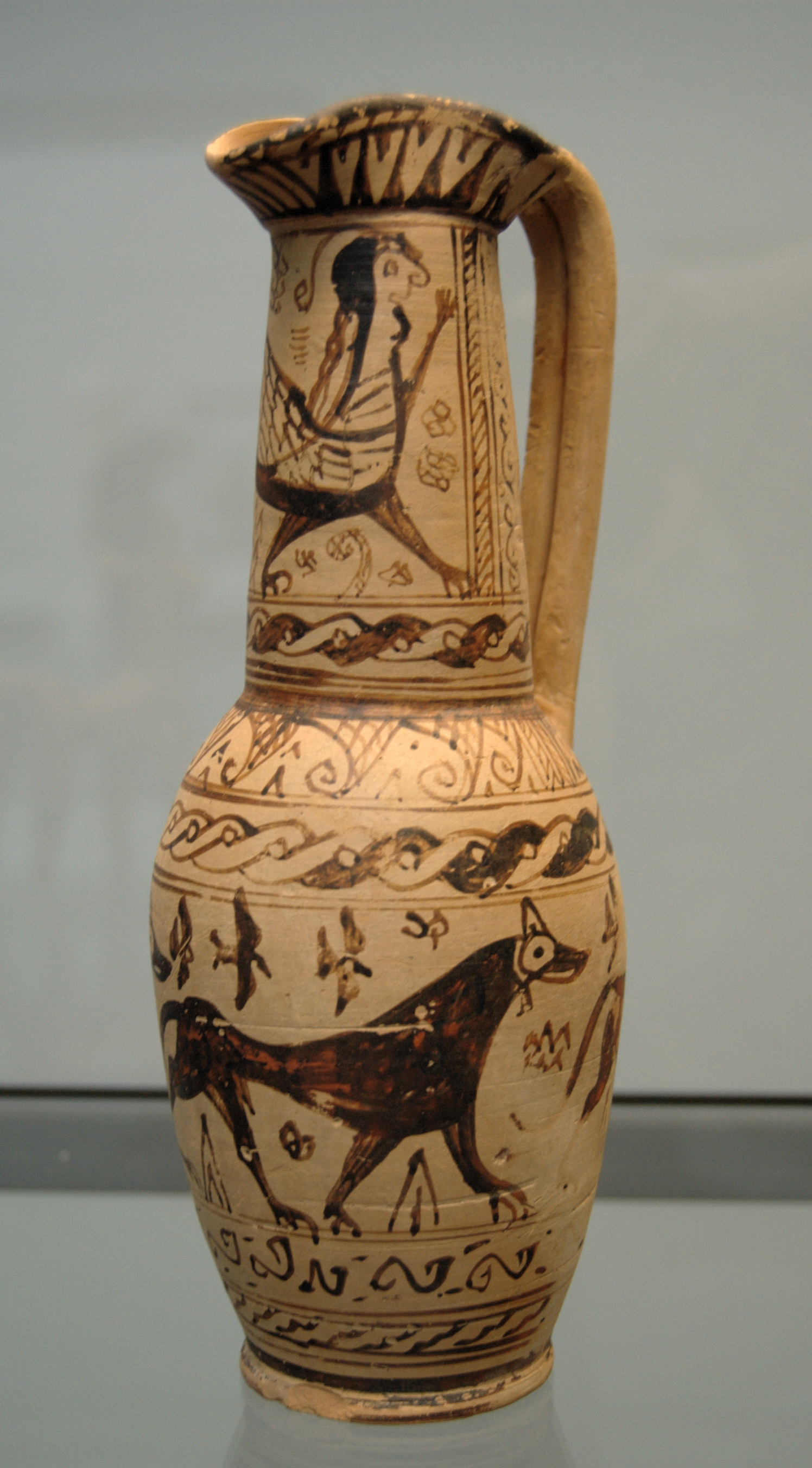
Ojnochoe orientalizujące, ok. 680 p.n.e.

#### Ojnochoe korynckie

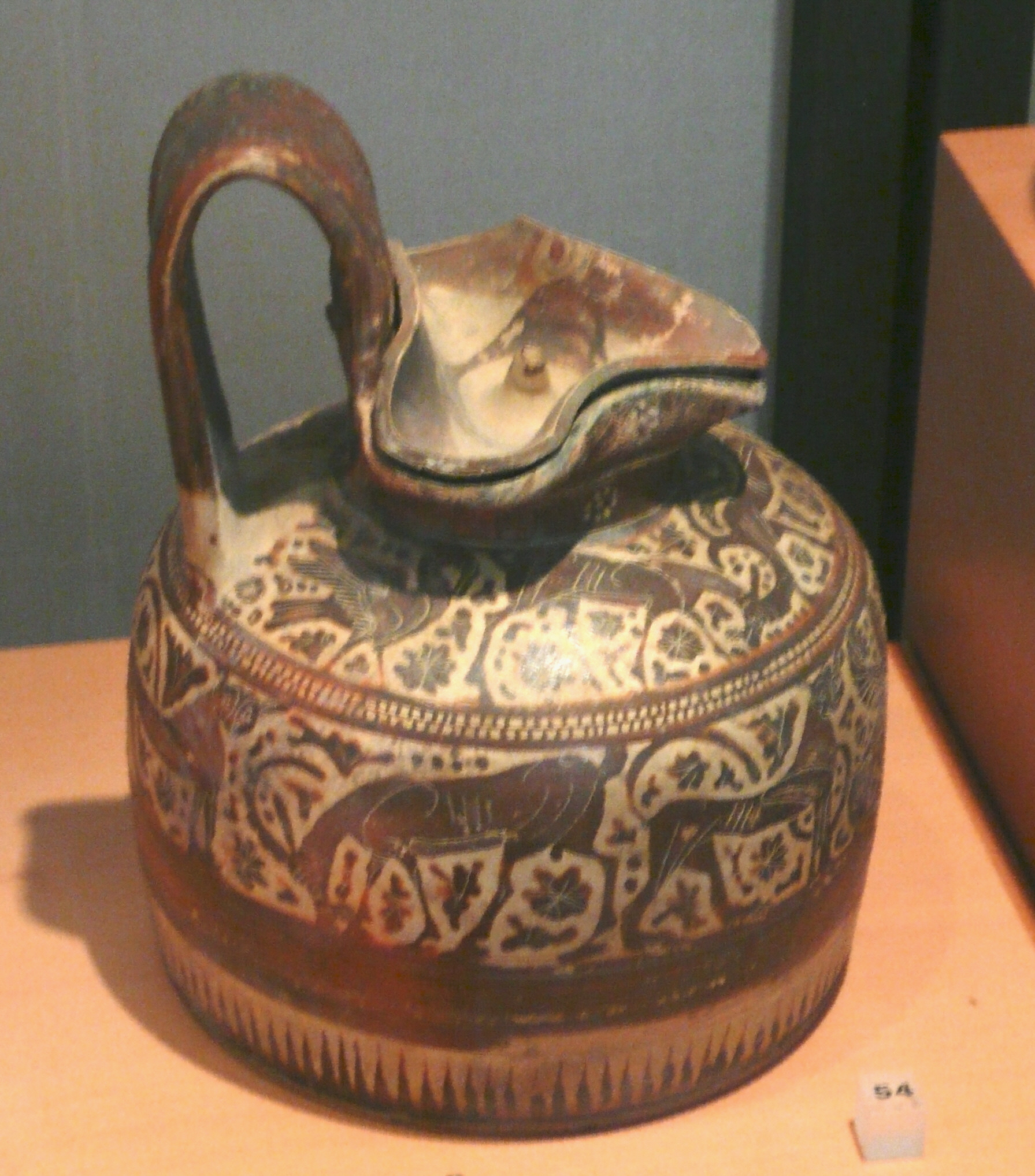
Koryncka ojnochoe, ok. 625 p.n.e.
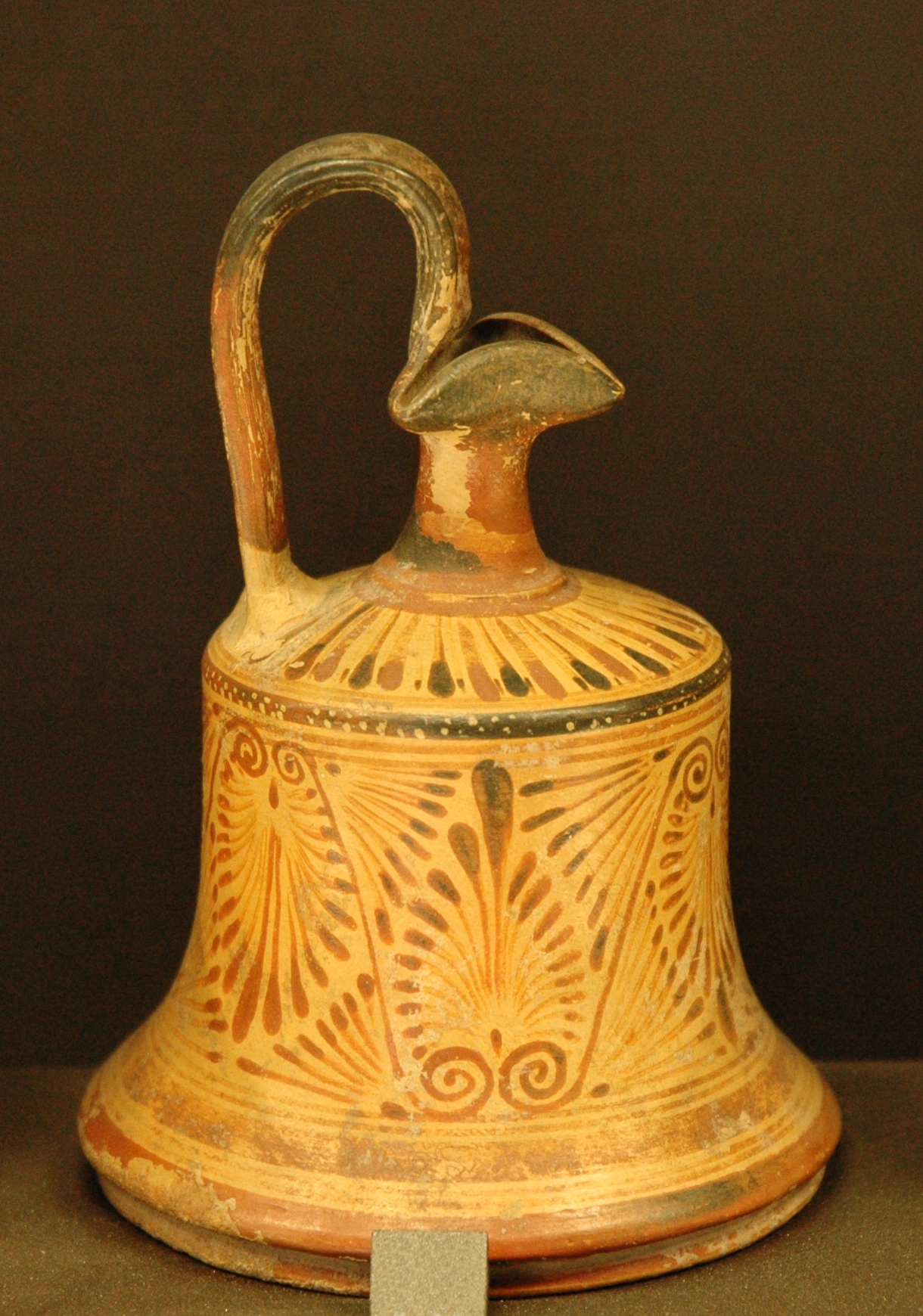
Późnokoryncka ojnochoe, ok. 425 p.n.e.
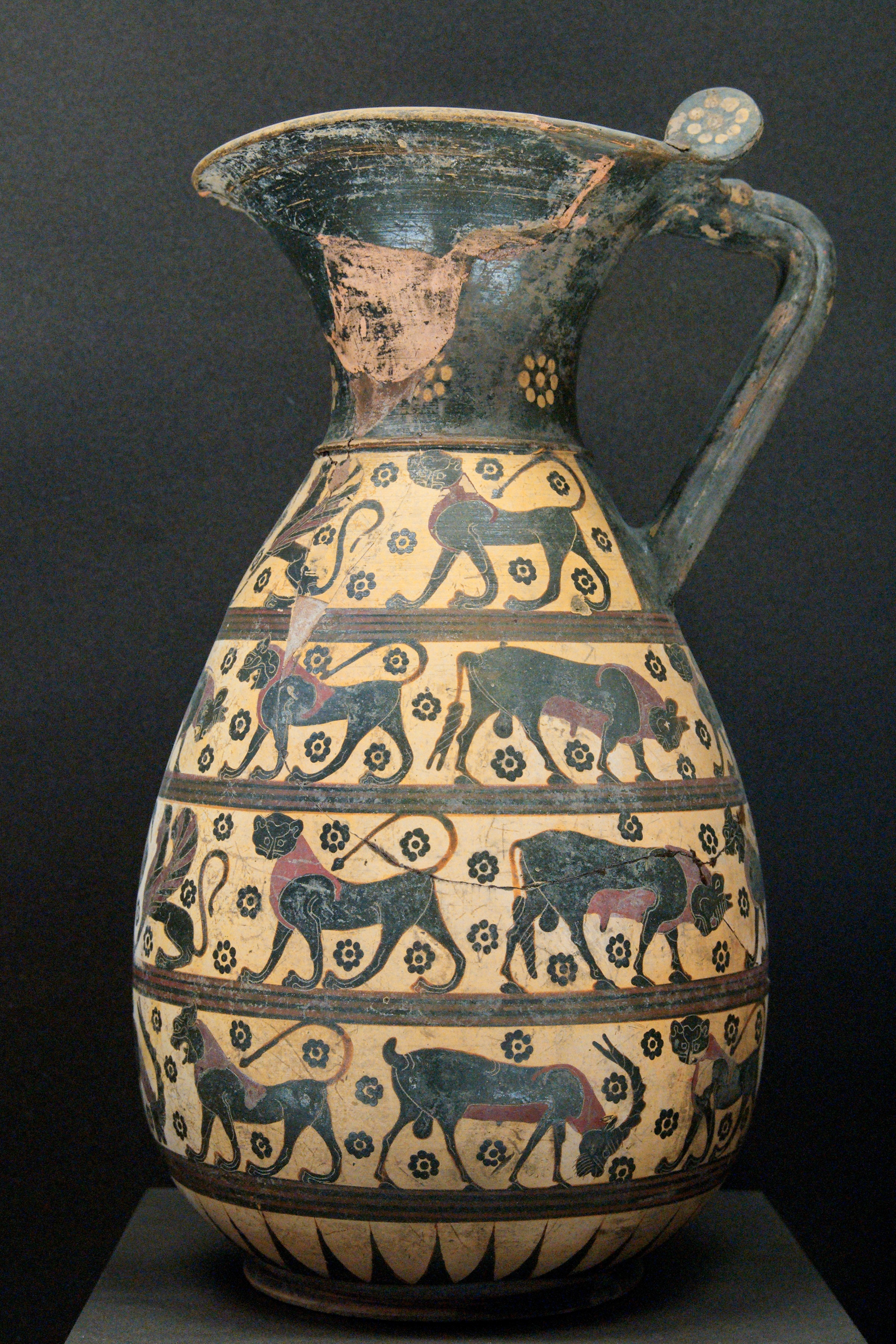
Koryncka olpe (ολπη)

#### Inne kształty i typy

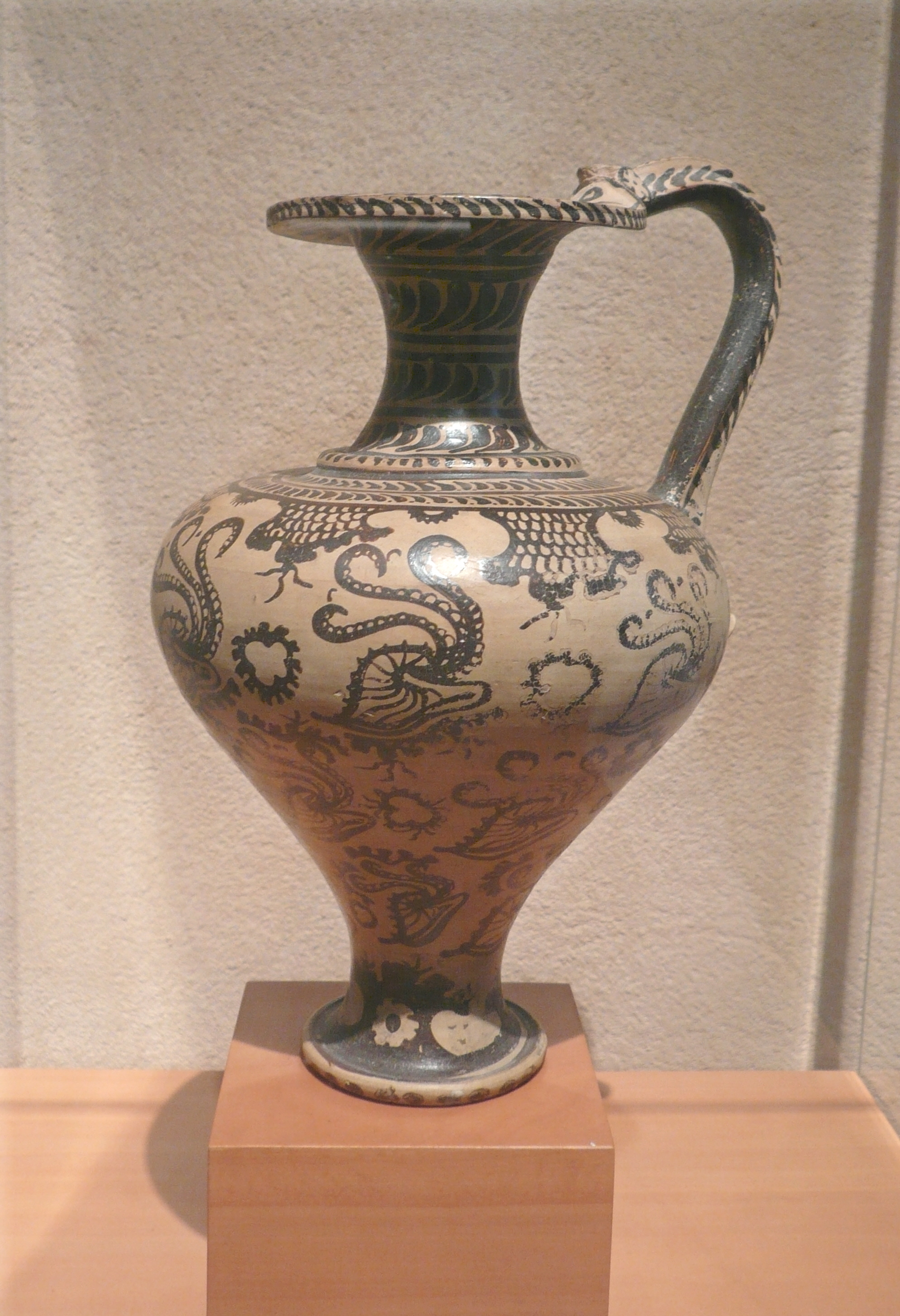
Minojska ojnochoe, ok. XV w. p.n.e.
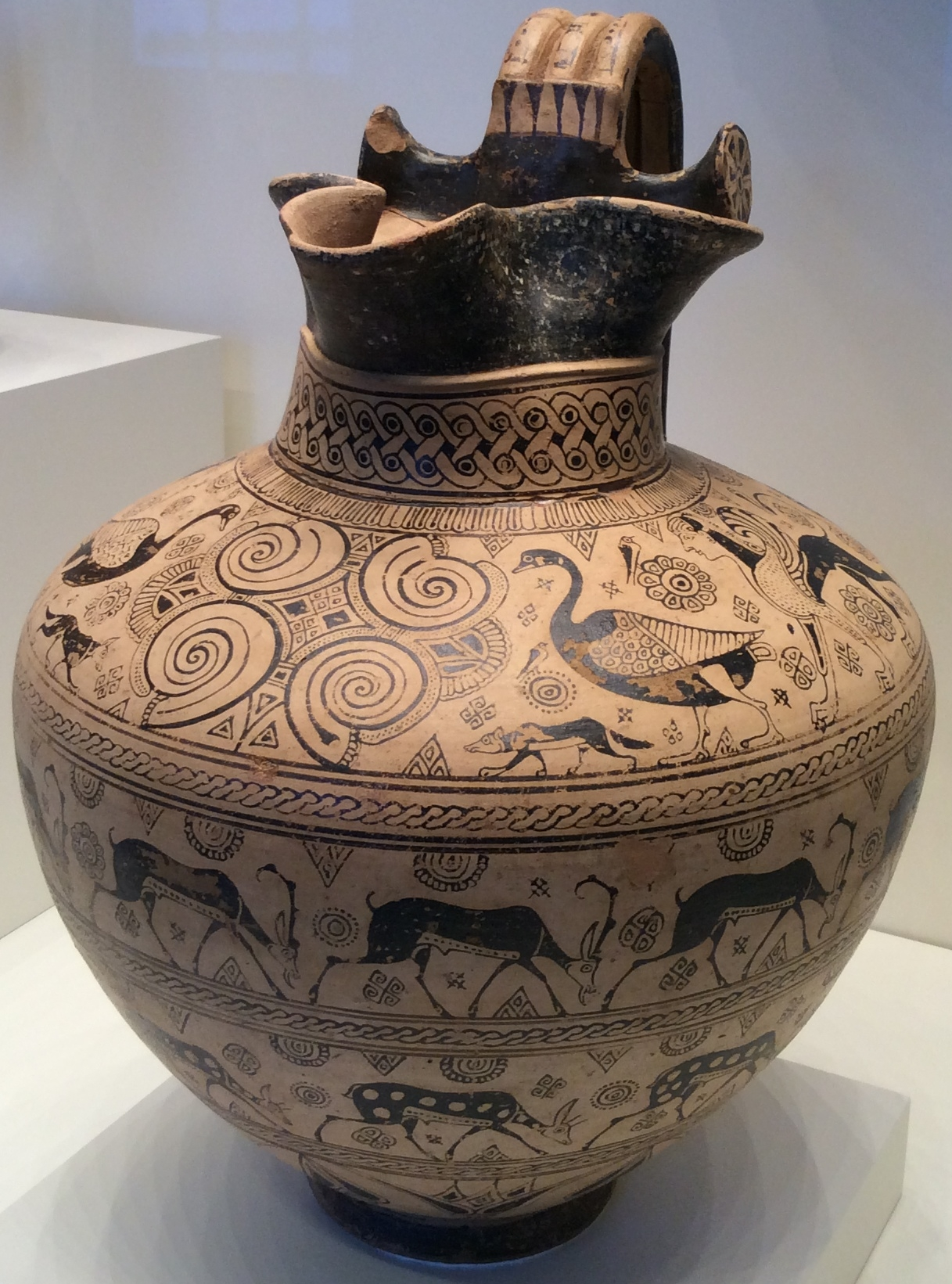
Ojnochoe w stylu orientalizującym, ok. 625 p.n.e.
Apulijska ojnochoe, ok. 300–275 p.n.e.
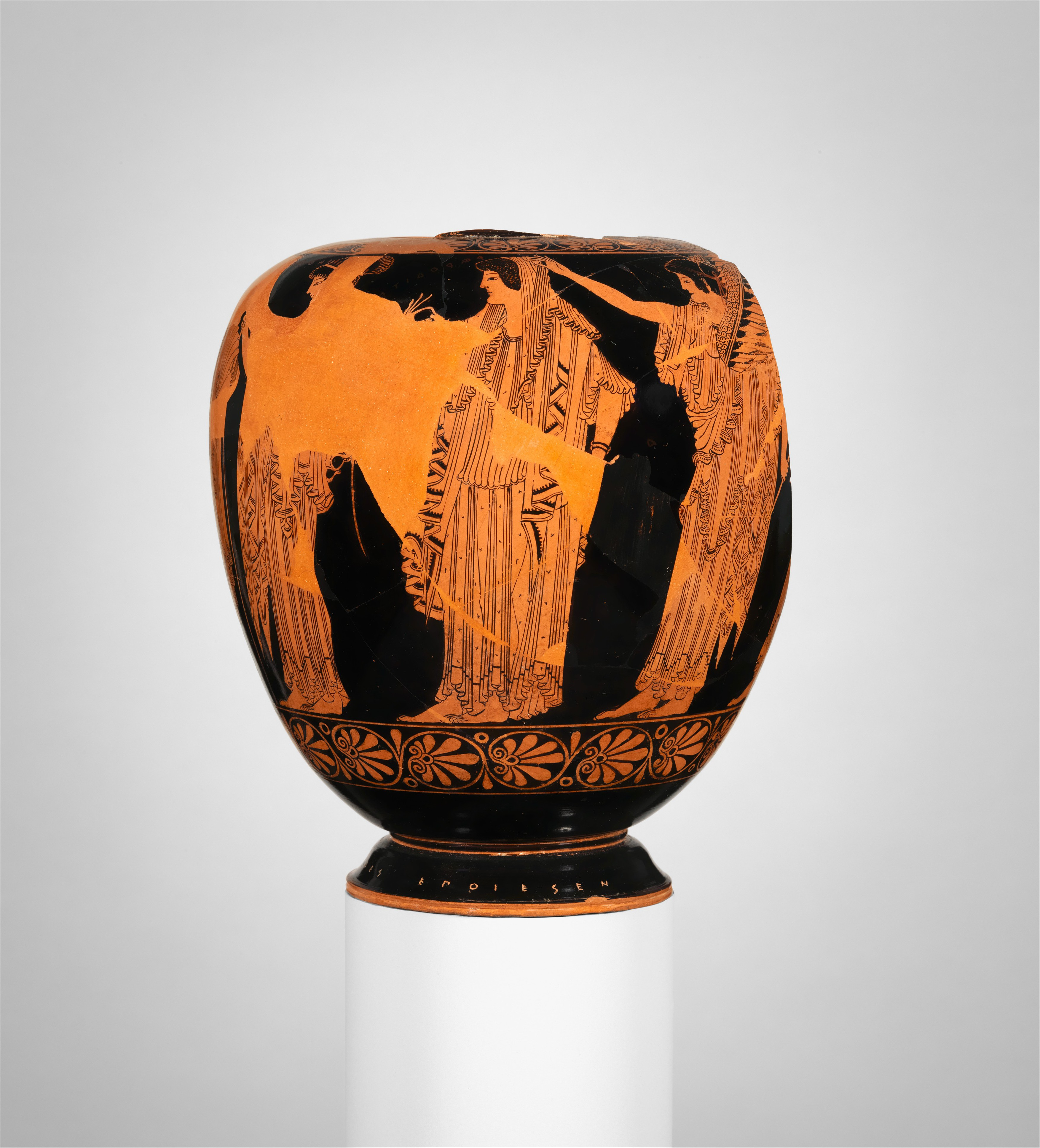
Atycka ojnochoe czerwonofigurowa Eutymidesa, ok. 520–510 p.n.e.
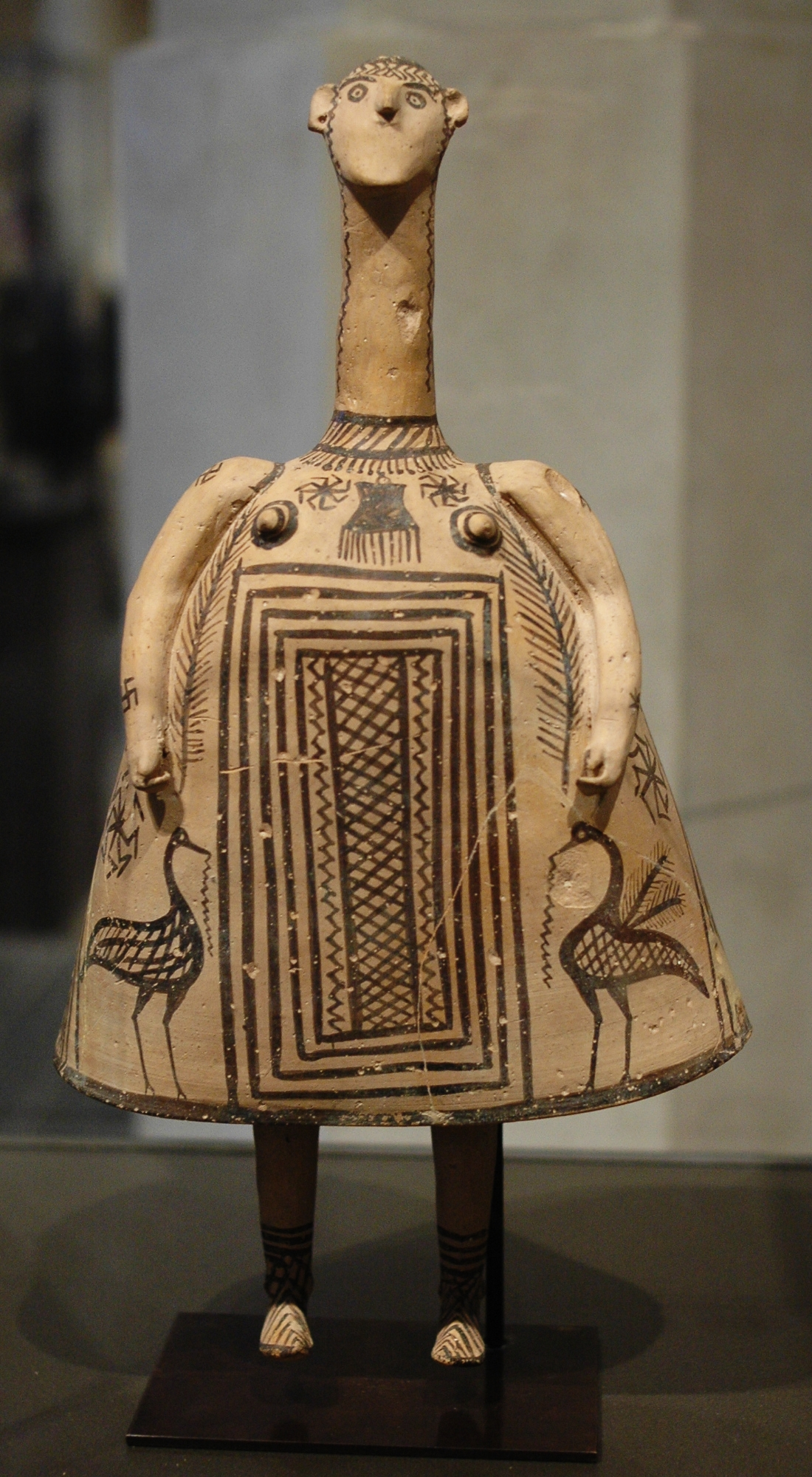
Ojnochoe figuralna, VII w. p.n.e.
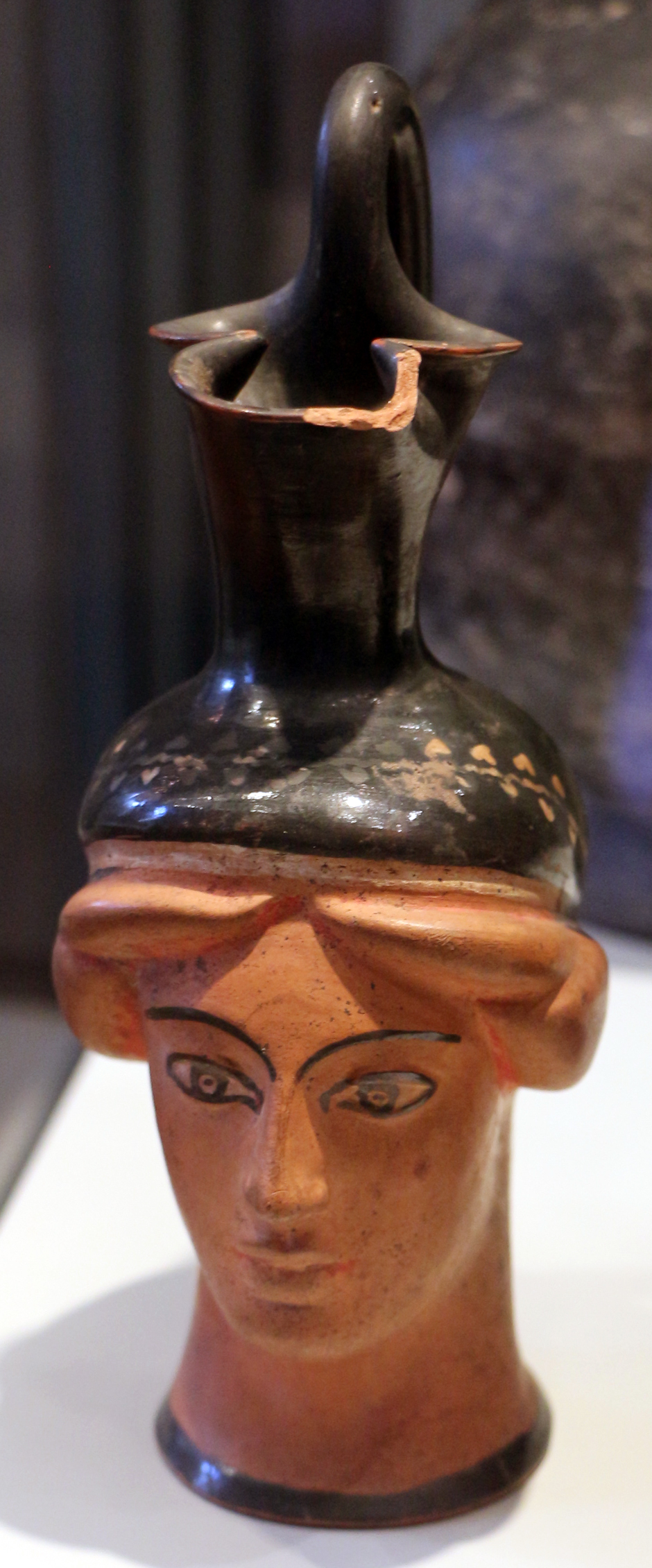
Ojnochoe figuralna, 450–400

### Pinaks
Rozróżnia się typy ze względu na przeznaczenie i wielkość.

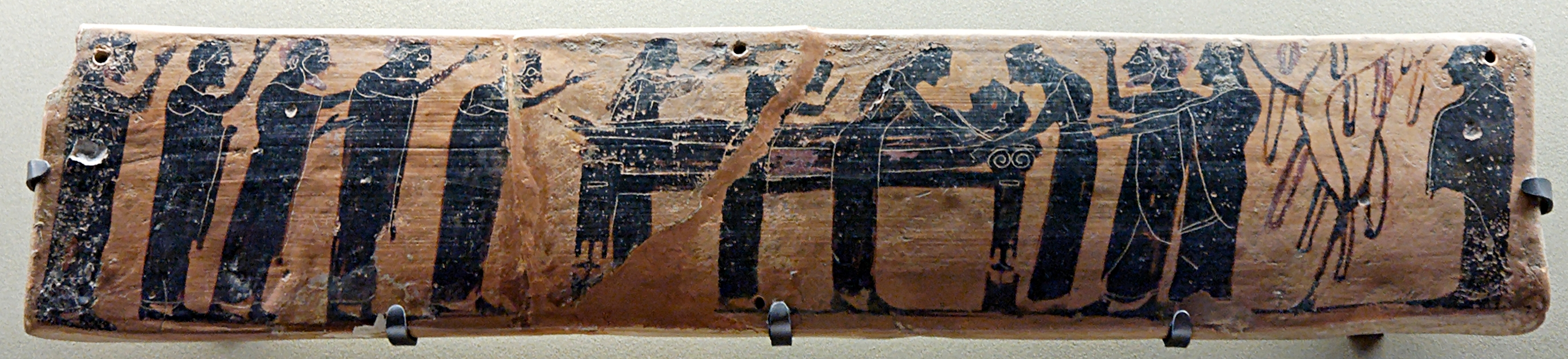
Typ: nagrobny
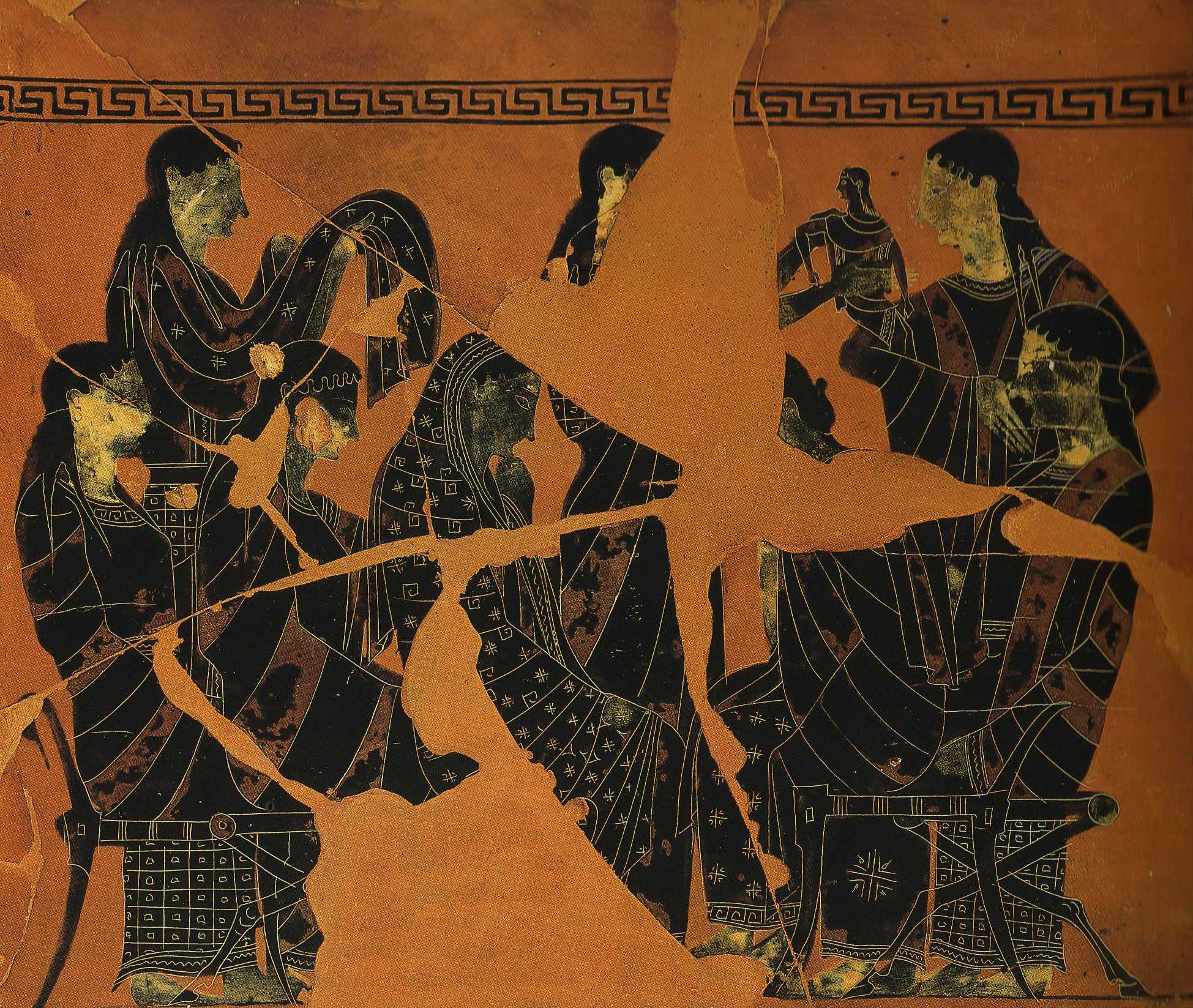
Typ: nagrobny
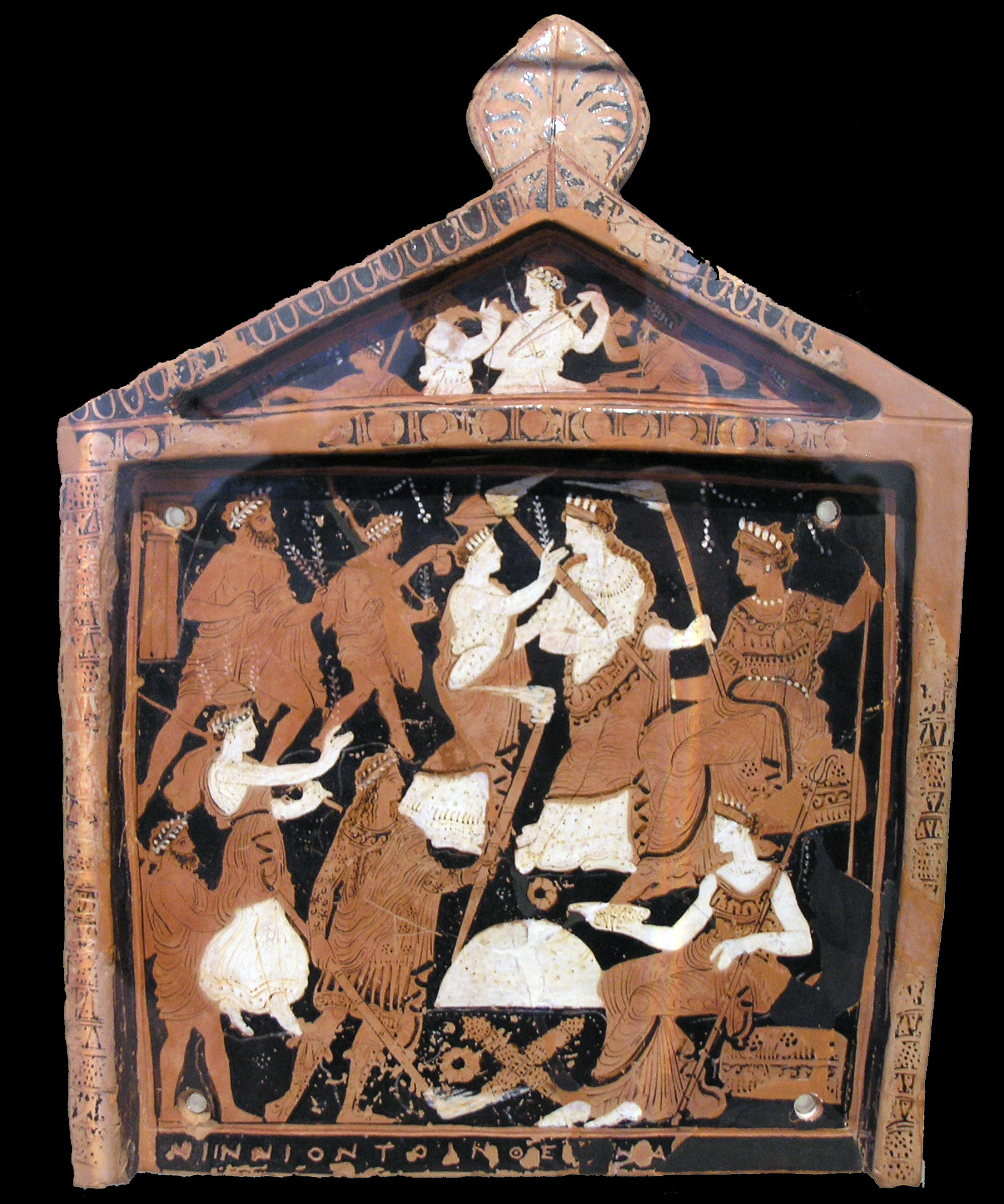
Typ: wotywny duży
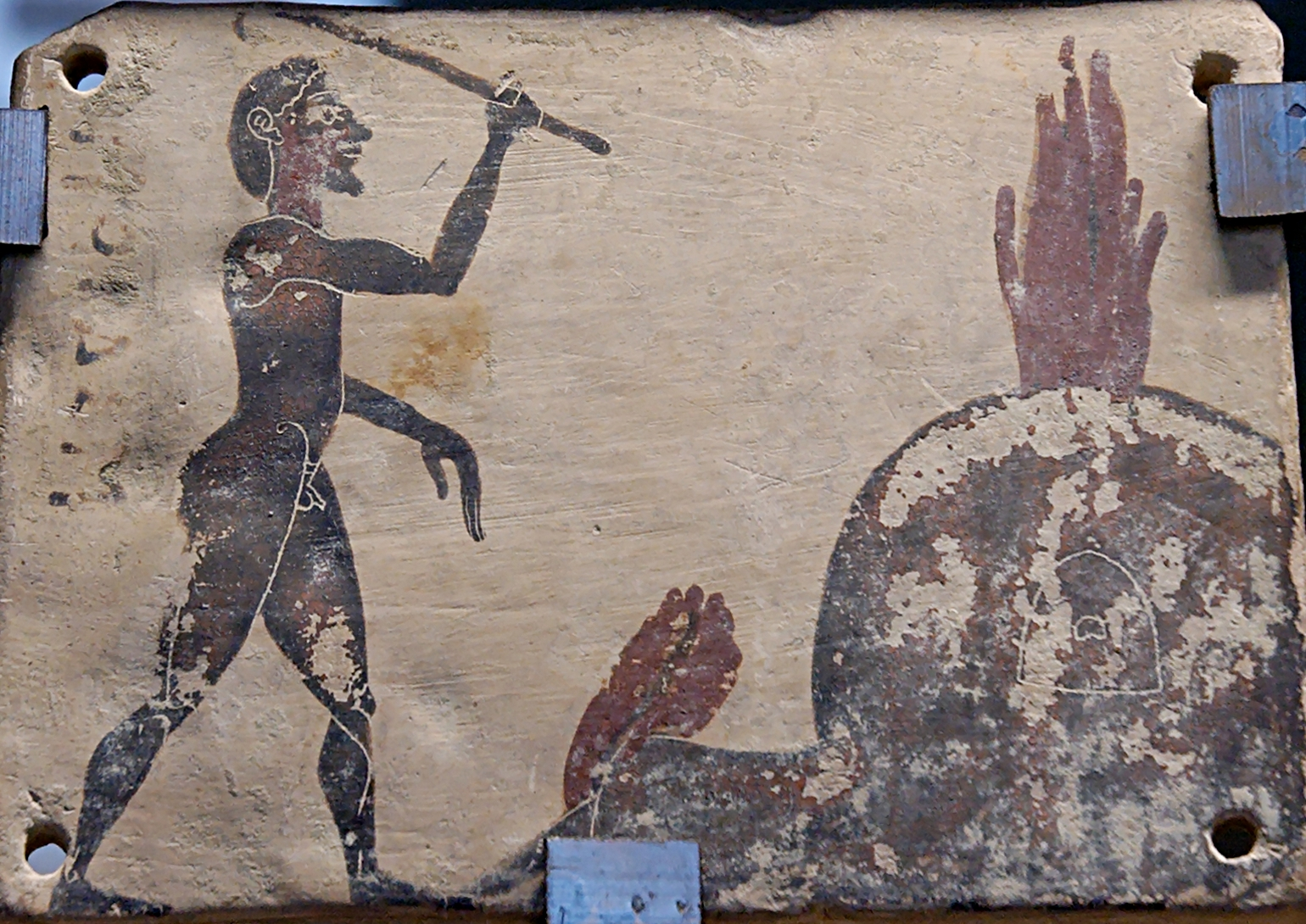
Typ: wotywny mały

### Psykter
Znane są dwa typy psykterów.

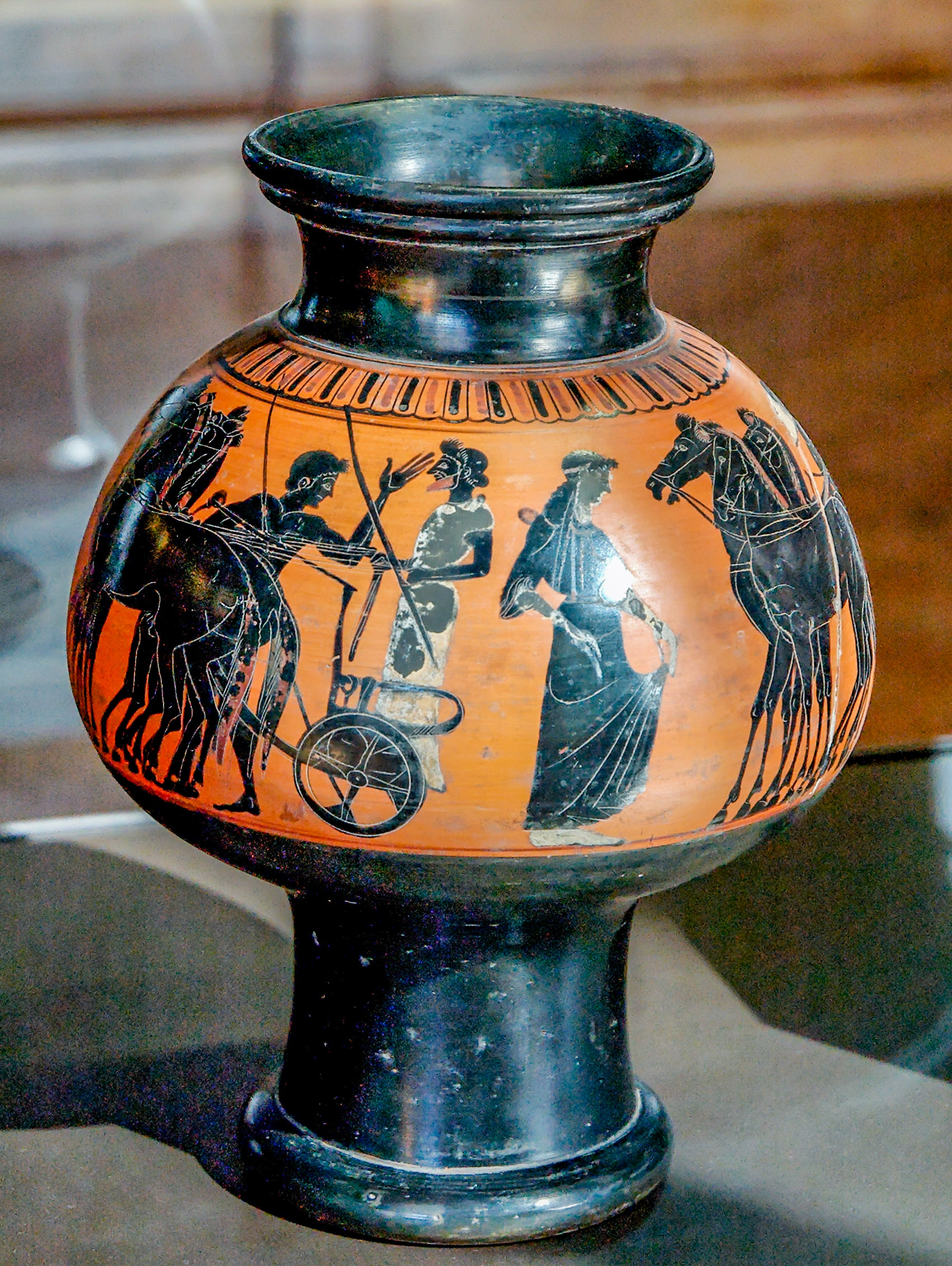
Attycki psykter czarnofigurowy, ok. 525–500 p.n.e.
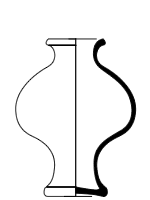
Typ A
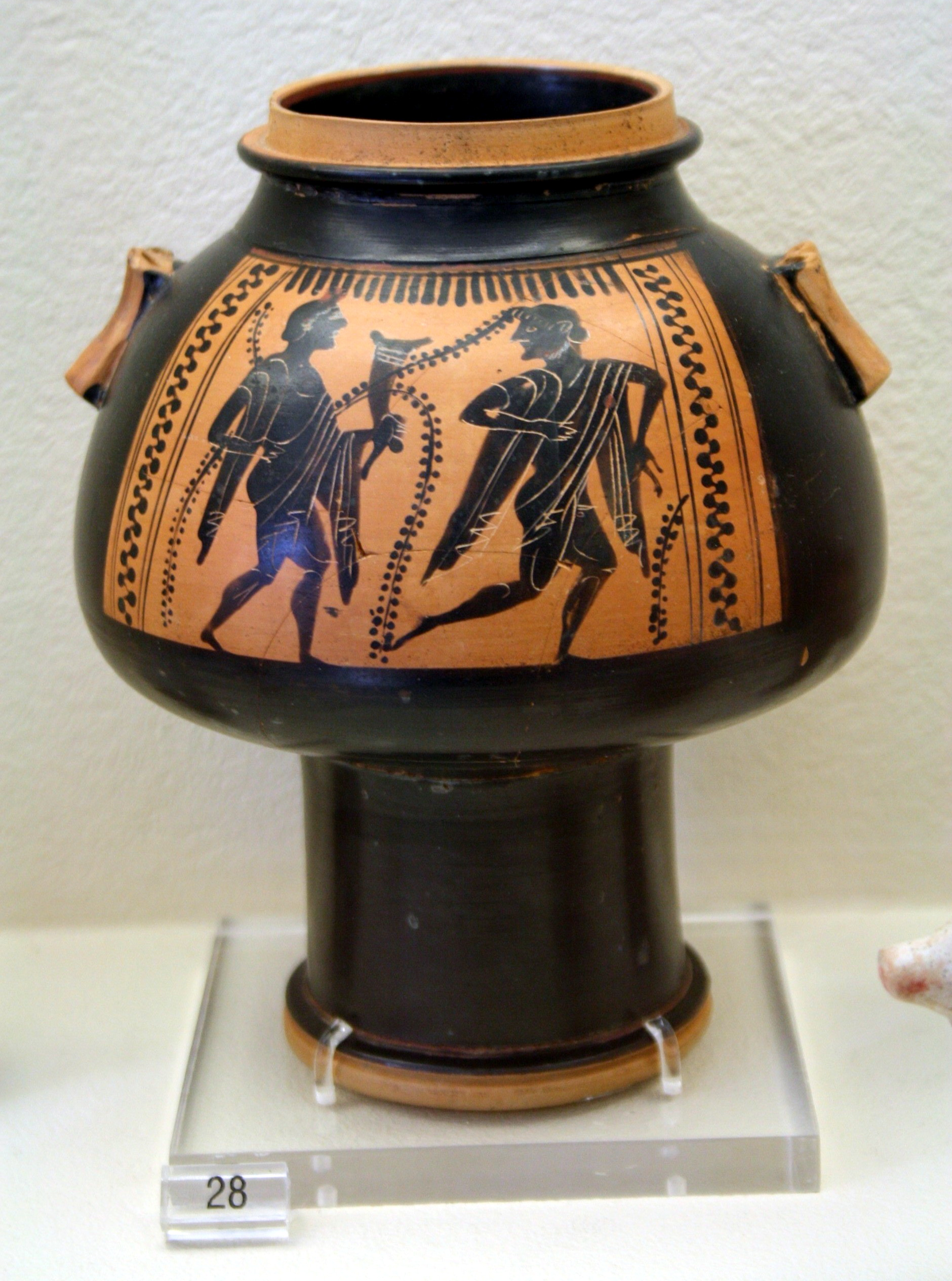
Psykter czarnofigurowy, typ B
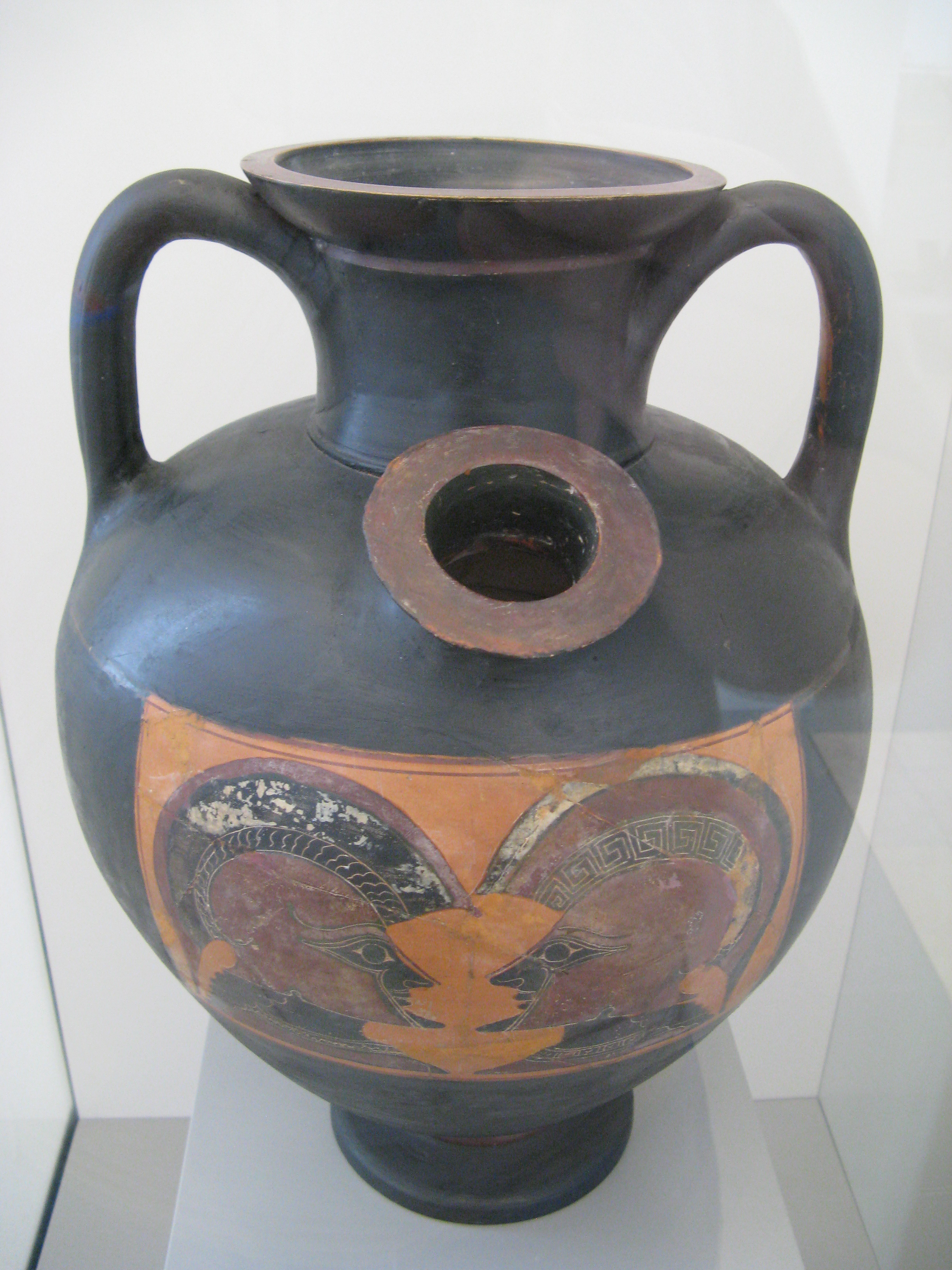
Chalcydzki psykter-amfora, ok. 540 p.n.e.
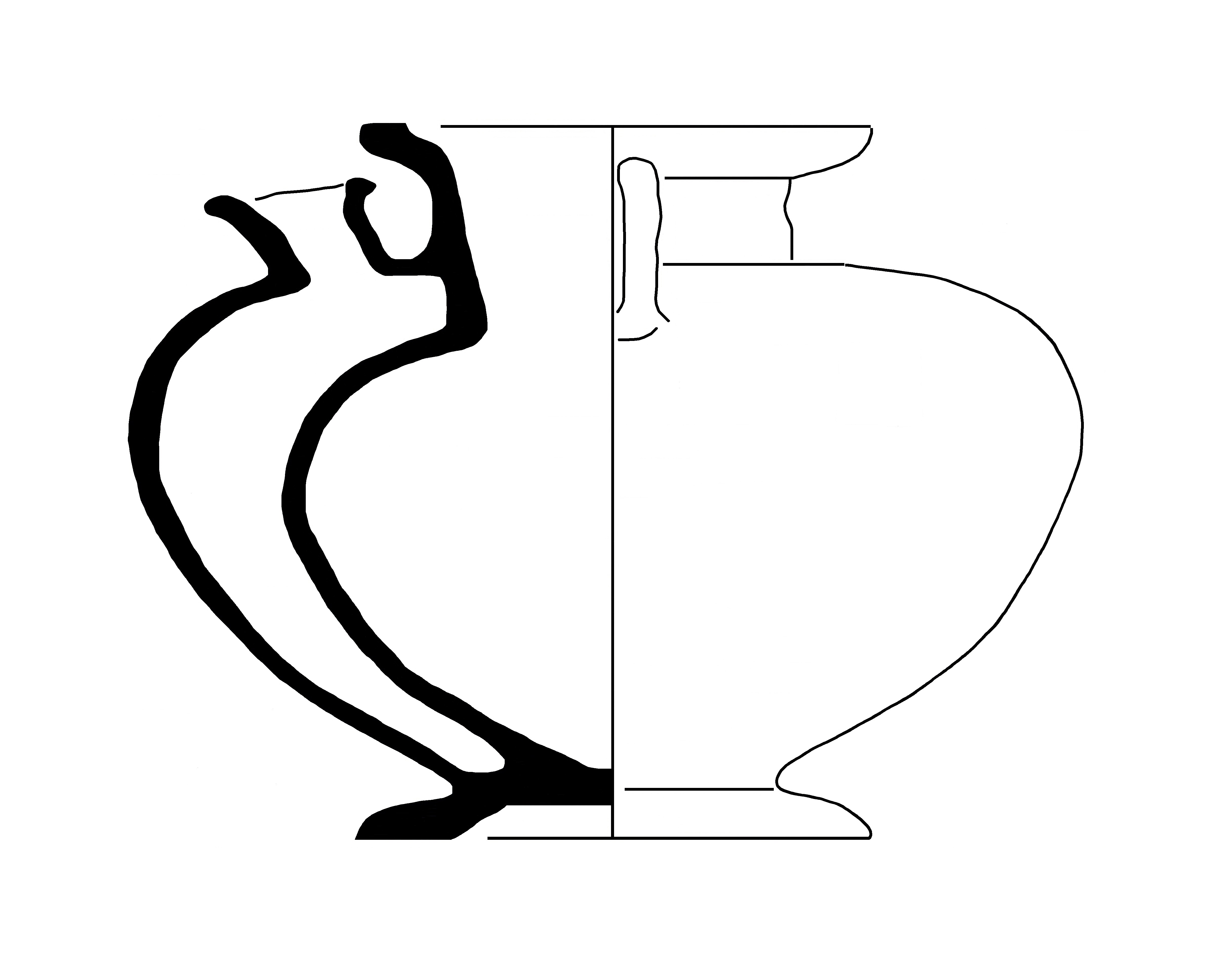
Psykter-amfora

### Pyksis
Wyróżnia się typy w oparciu o formę, miejsce pochodzenia, posiadanie lub brak uchwytów.

#### Pyksis attycka

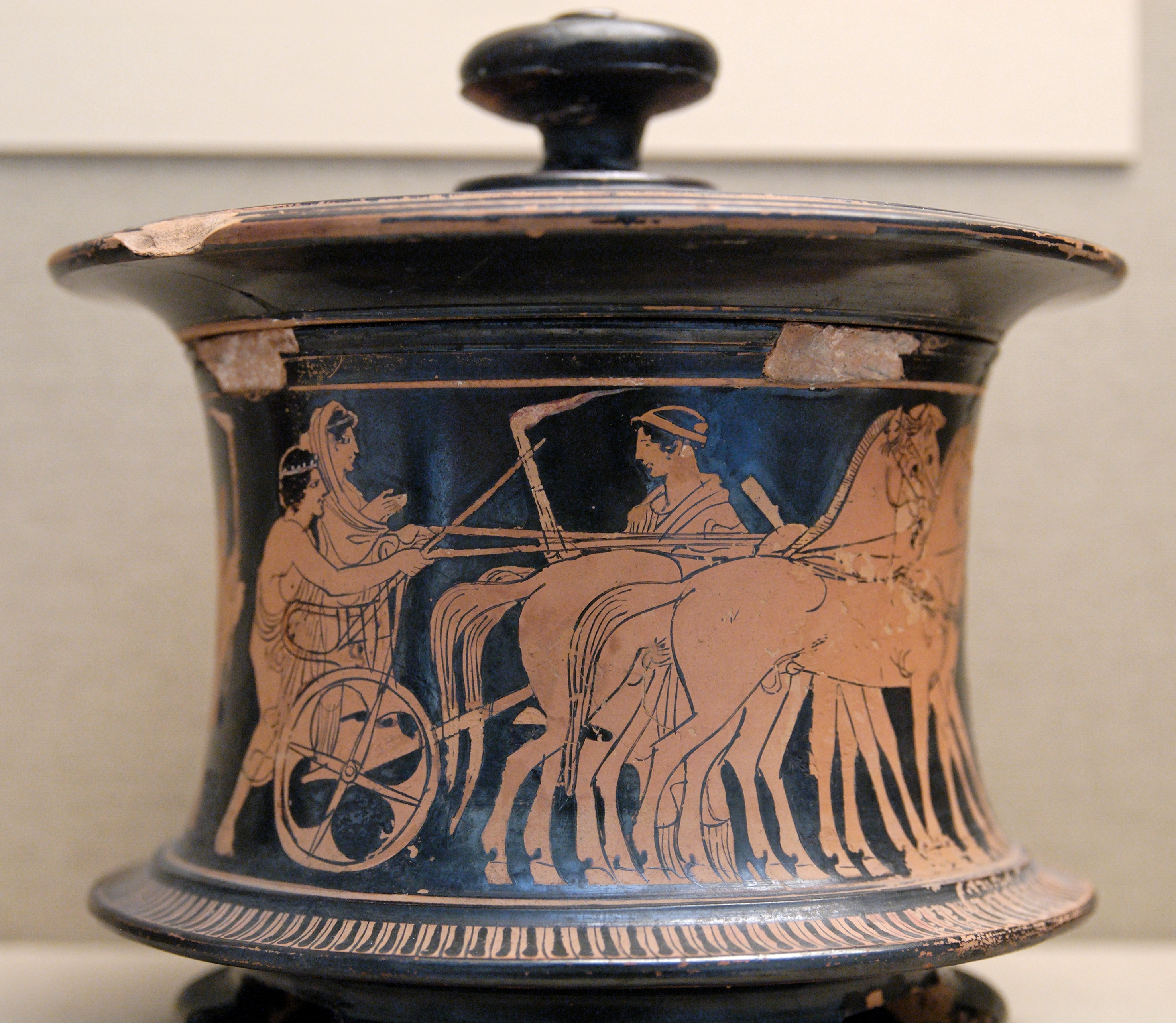
Typ A
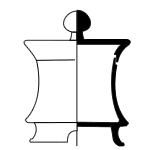
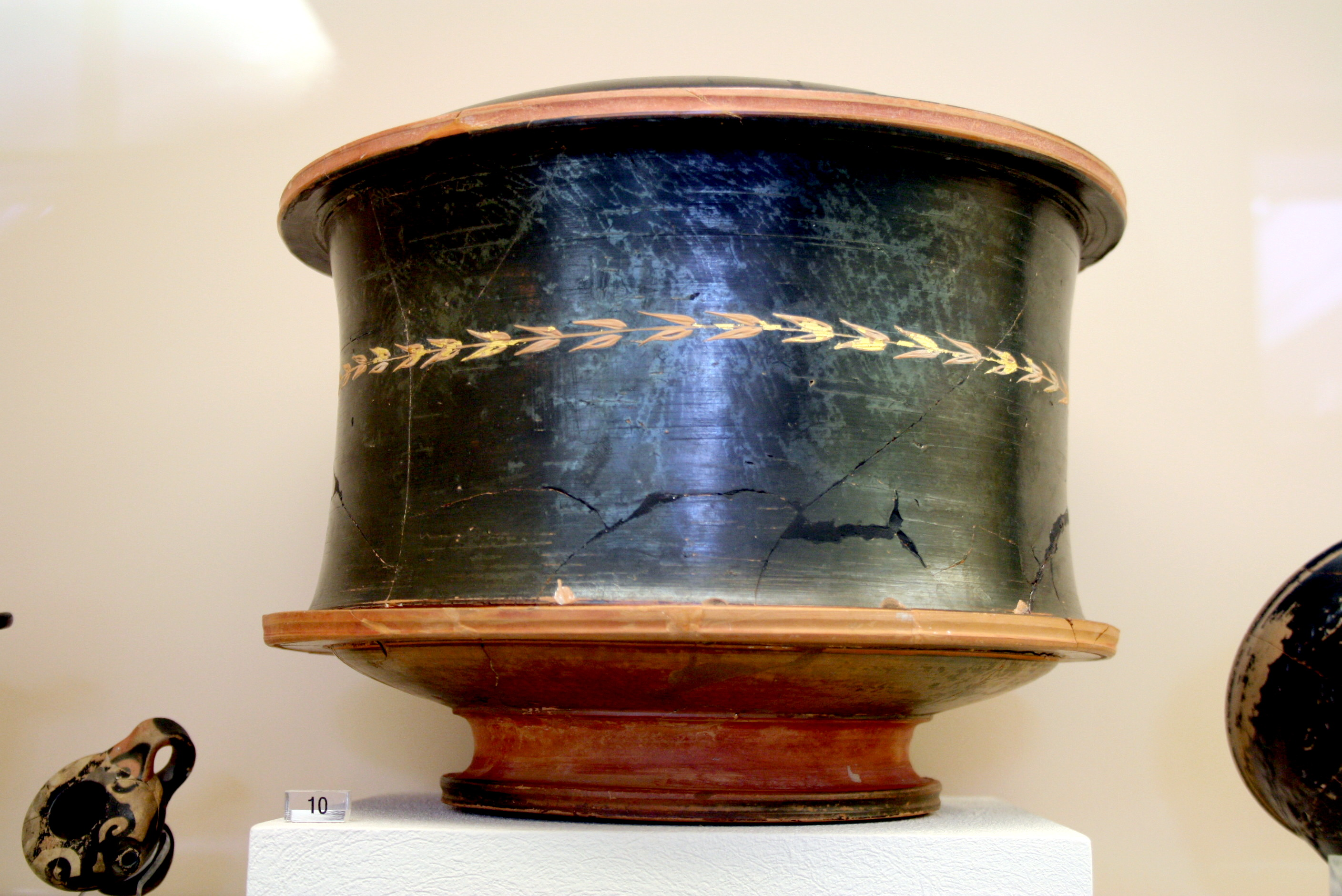
Typ B
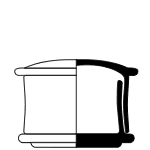
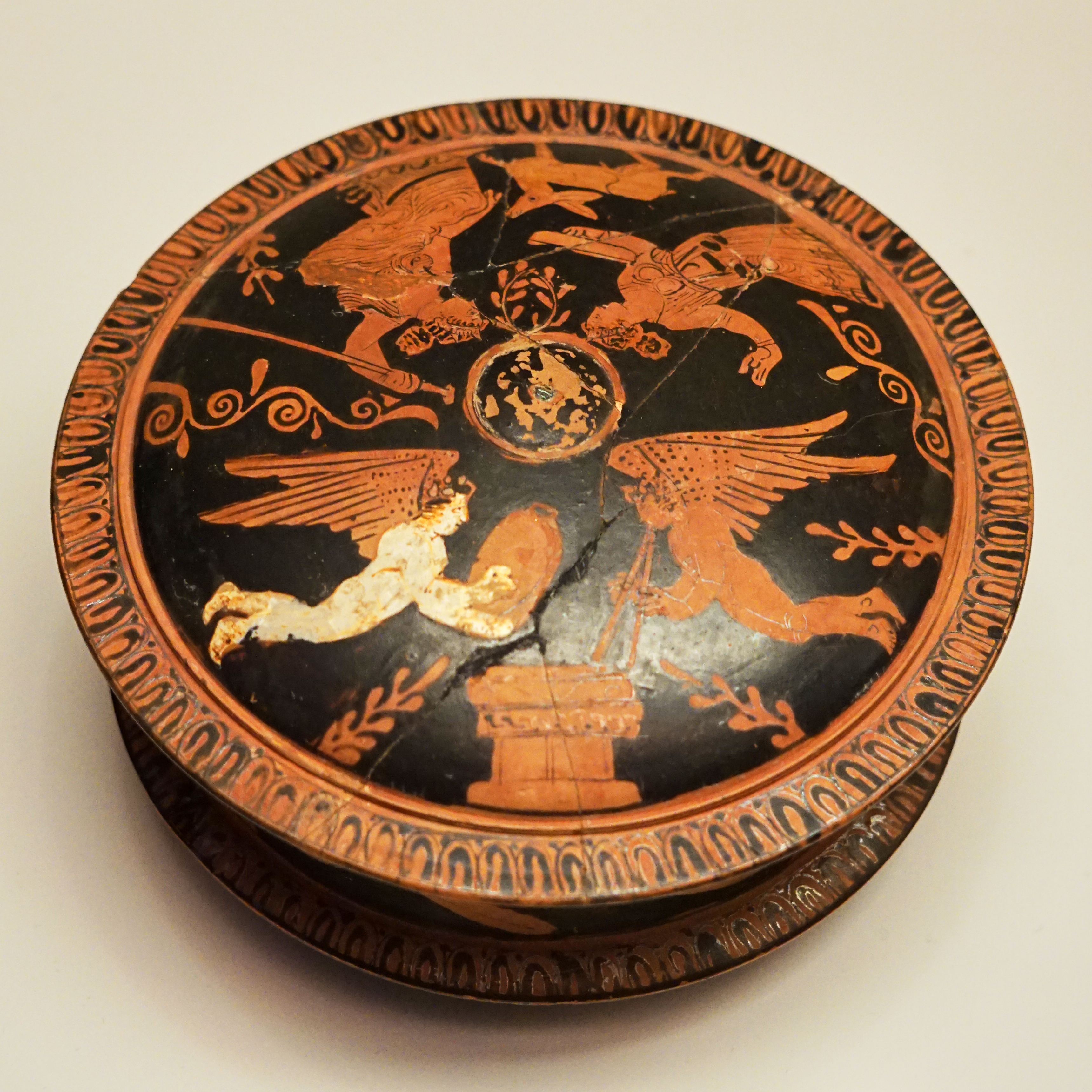
Typ C
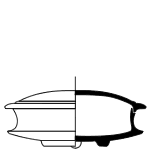
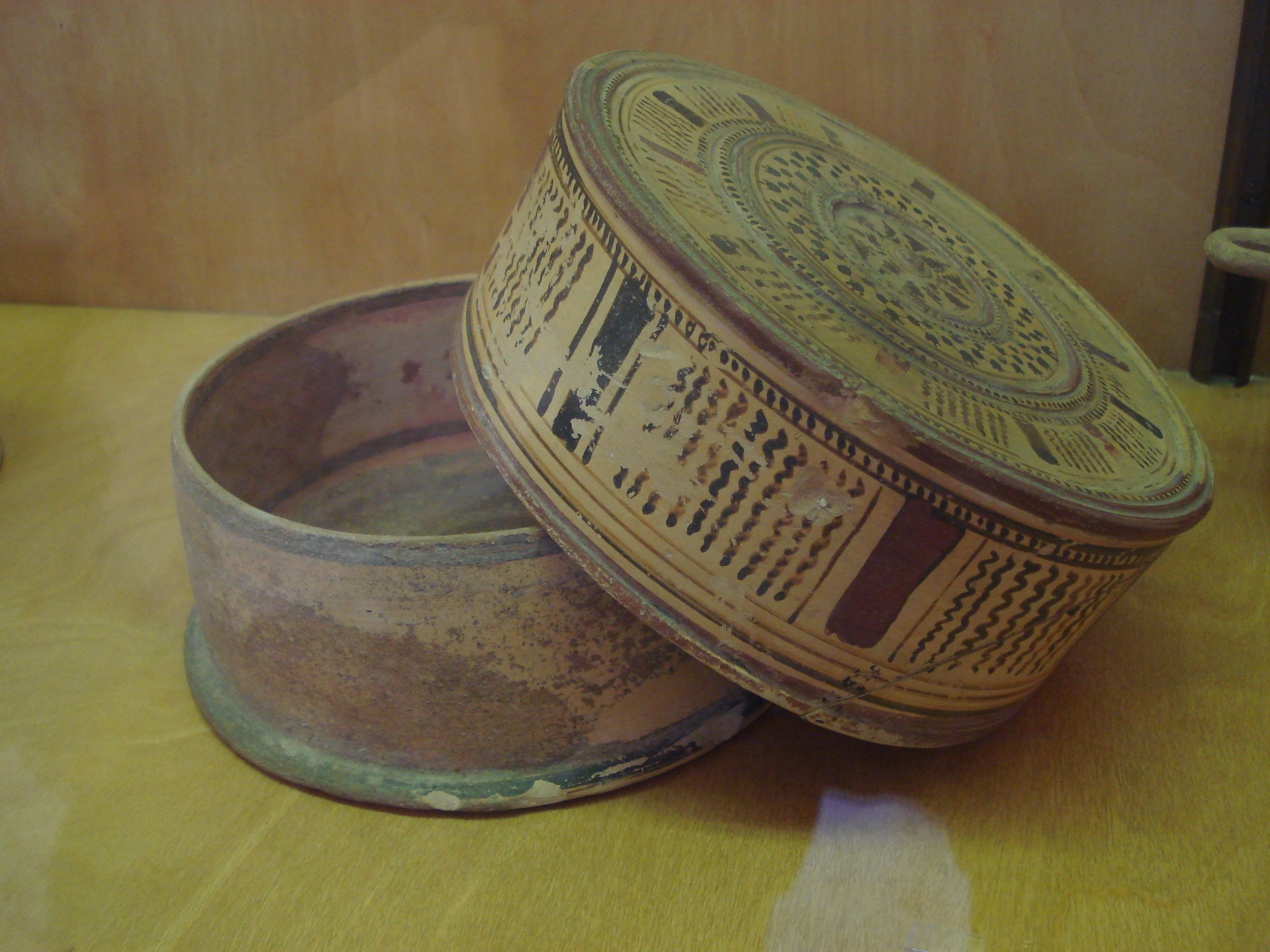
Typ D
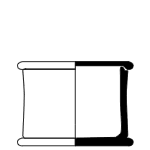
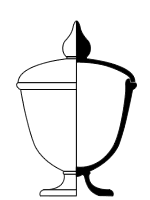
Pyksis w typie Nikostenesa
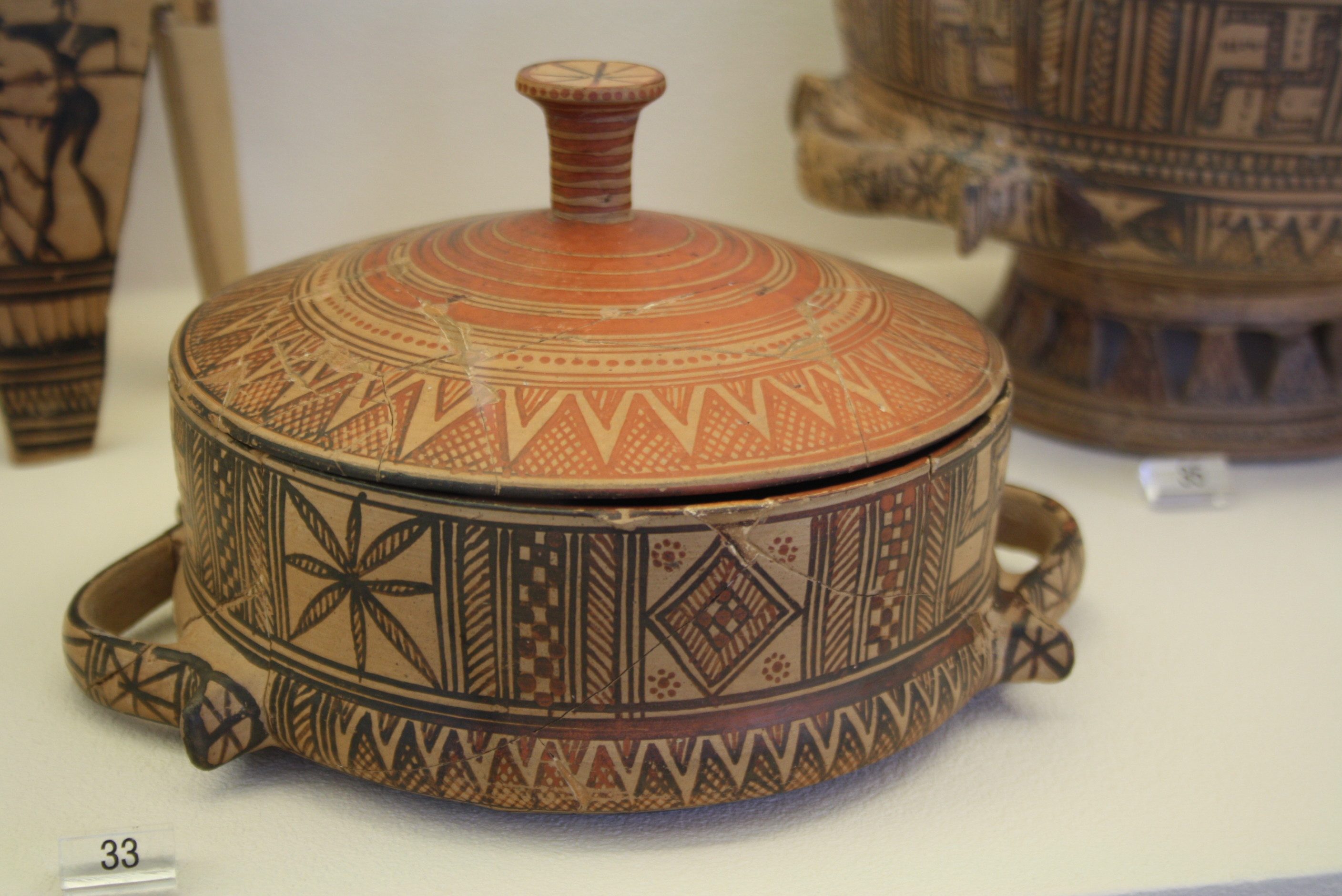
W stylu geometrycznym, ok. VIII w. p.n.e.

#### Pyksis koryncki

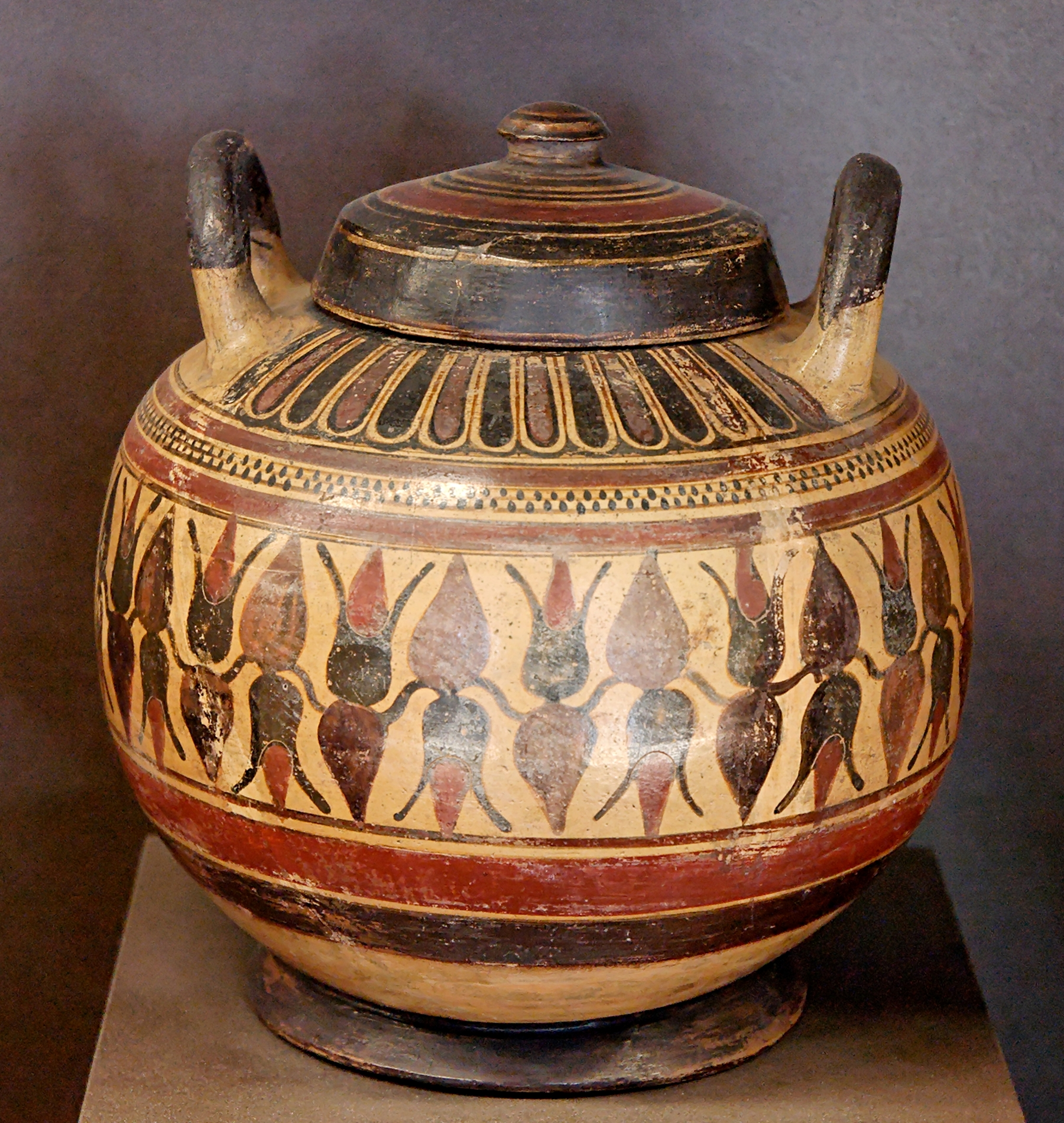
Pyksis koryncka

#### Inne kształty i typy

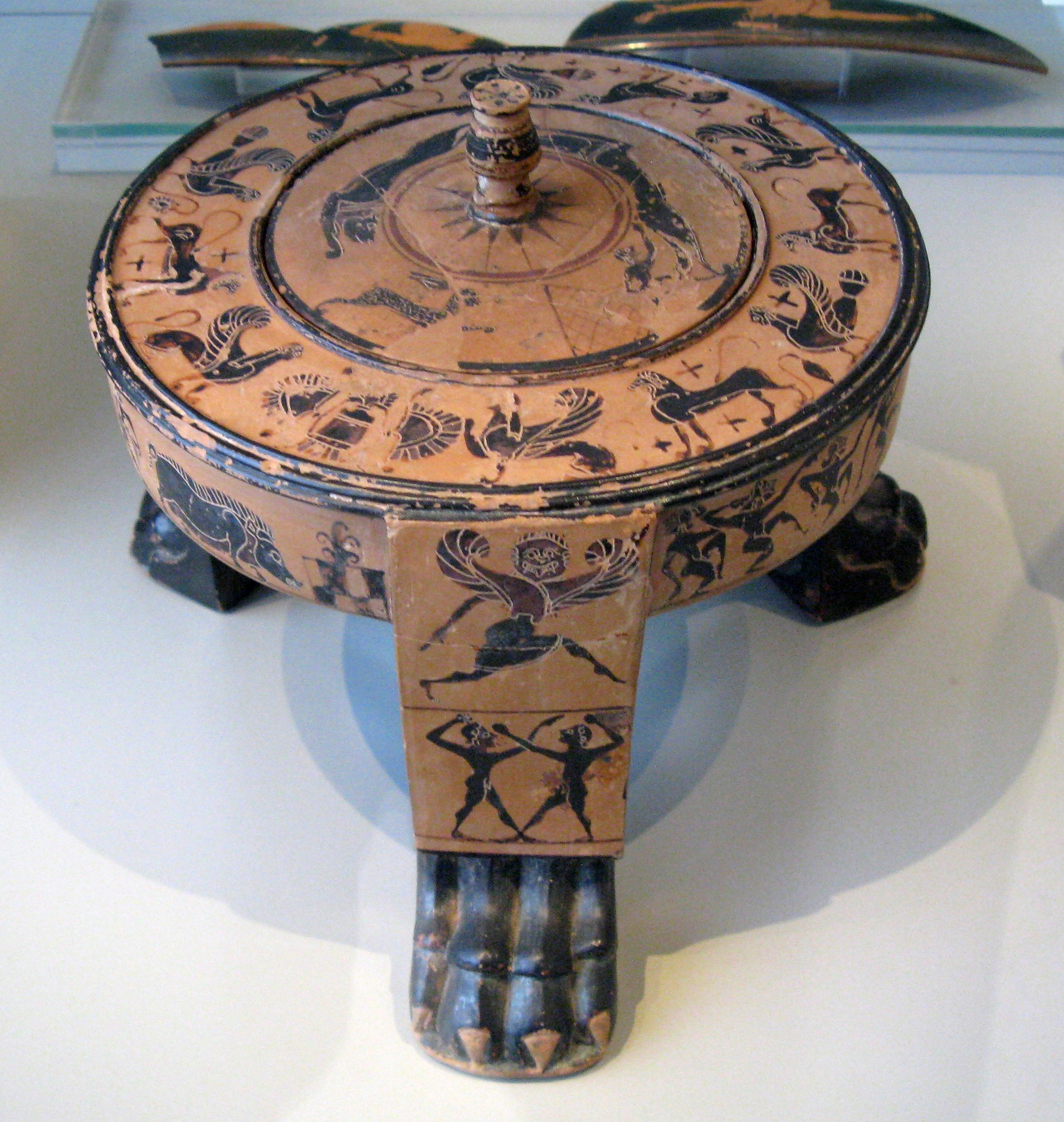
Pyksis trójnożna
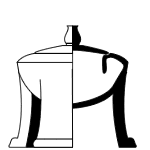
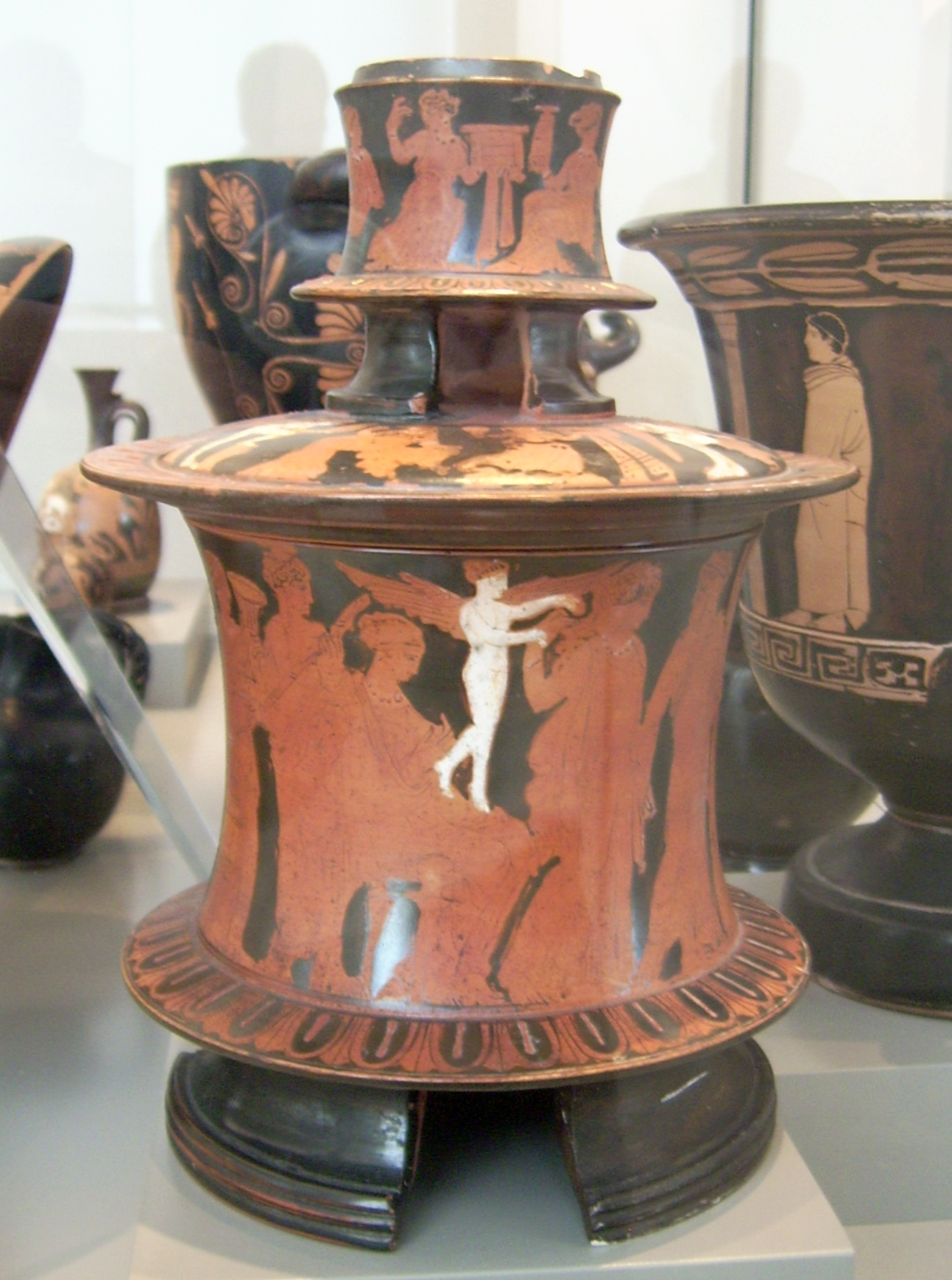
Pyksis czworonożna
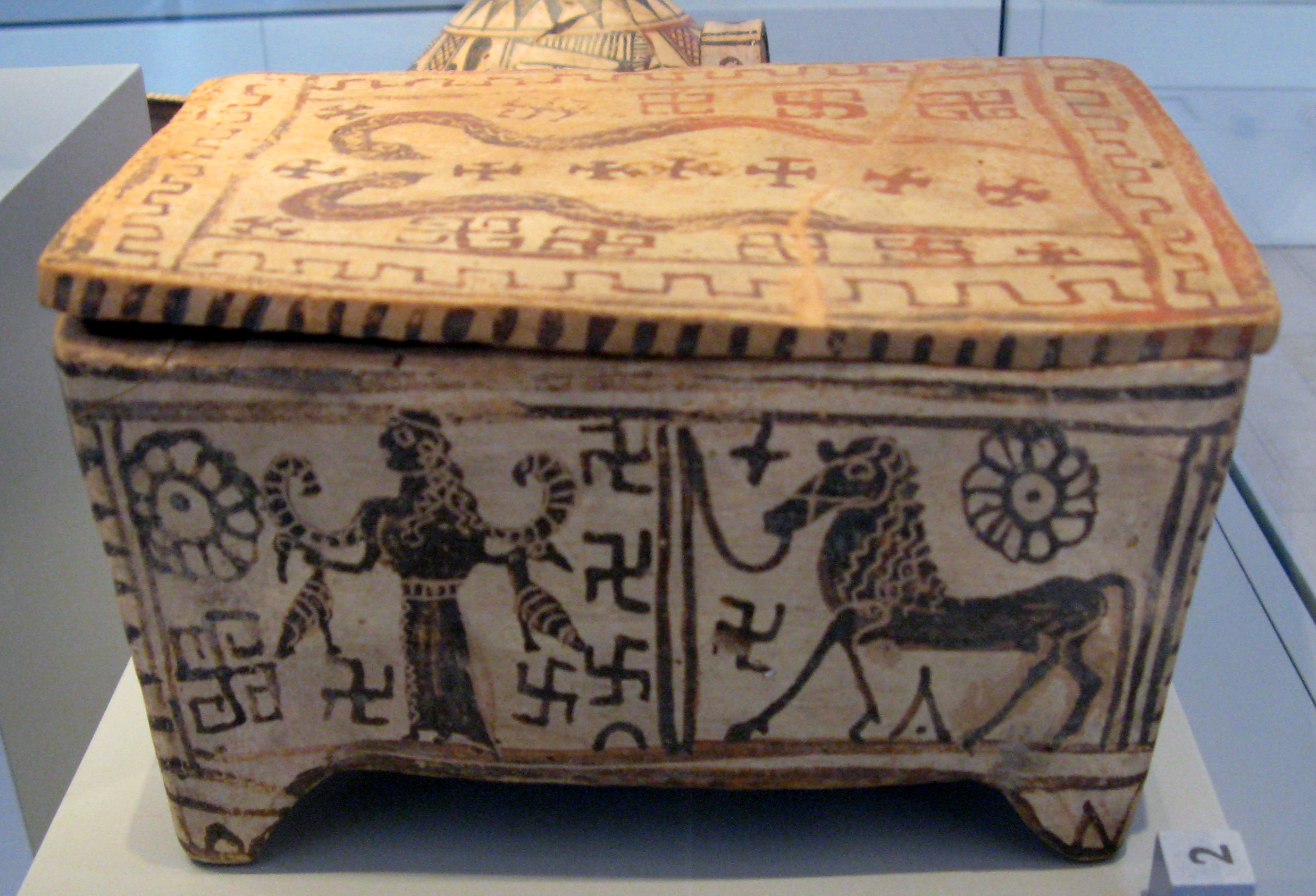
Pyksis w formie skrzynki
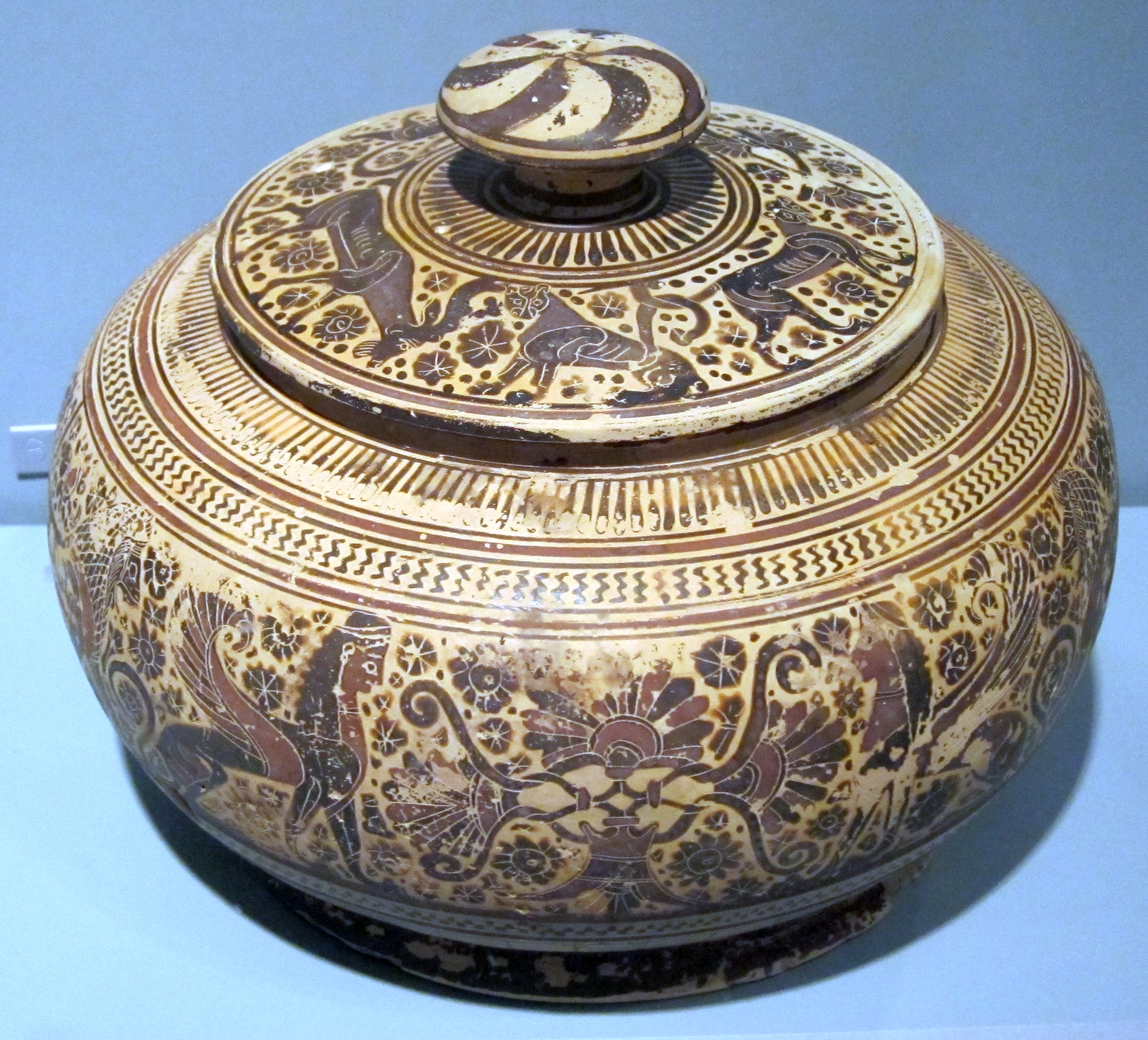
Pyksis okrągła
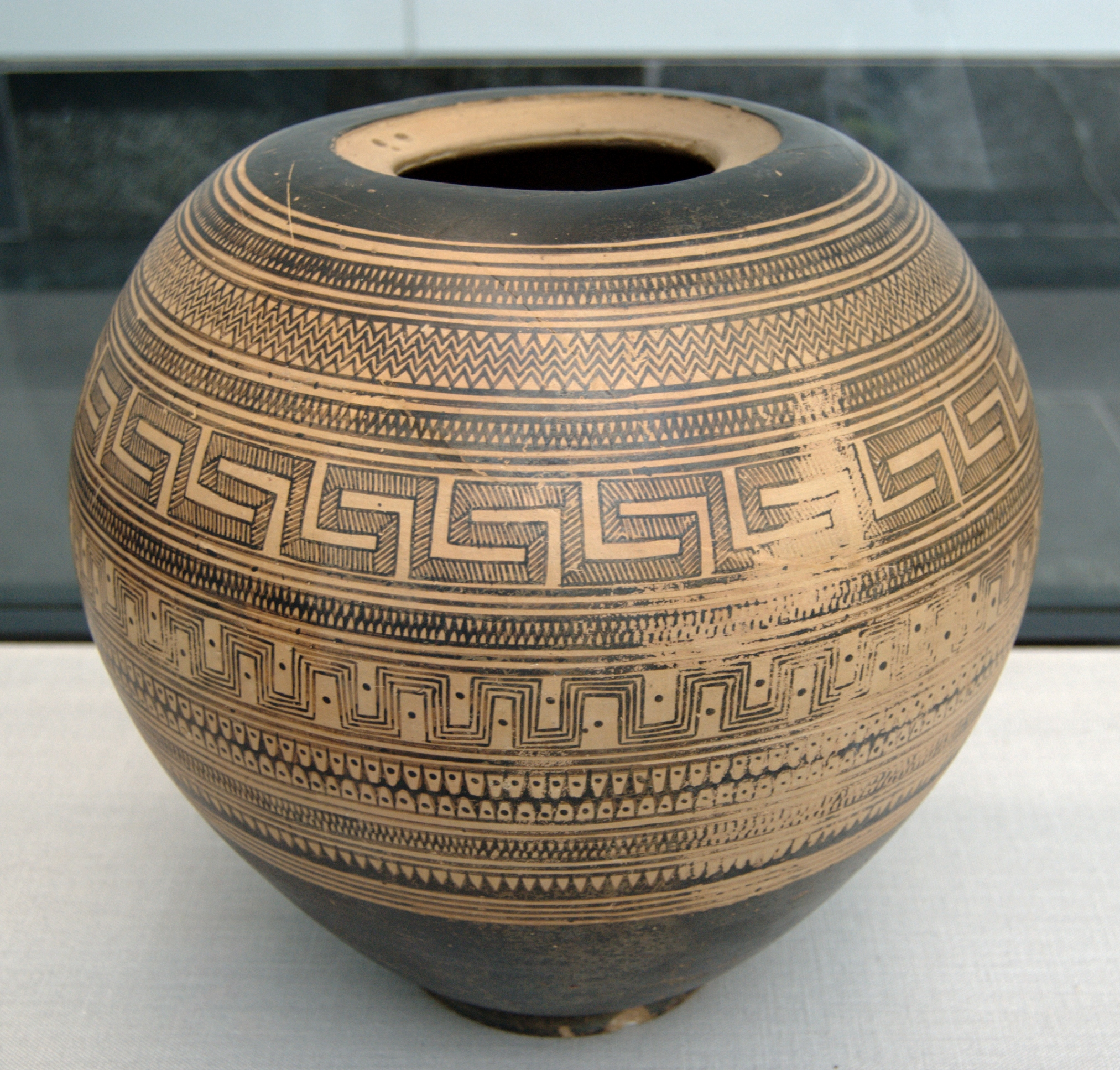
Pyksis kulista
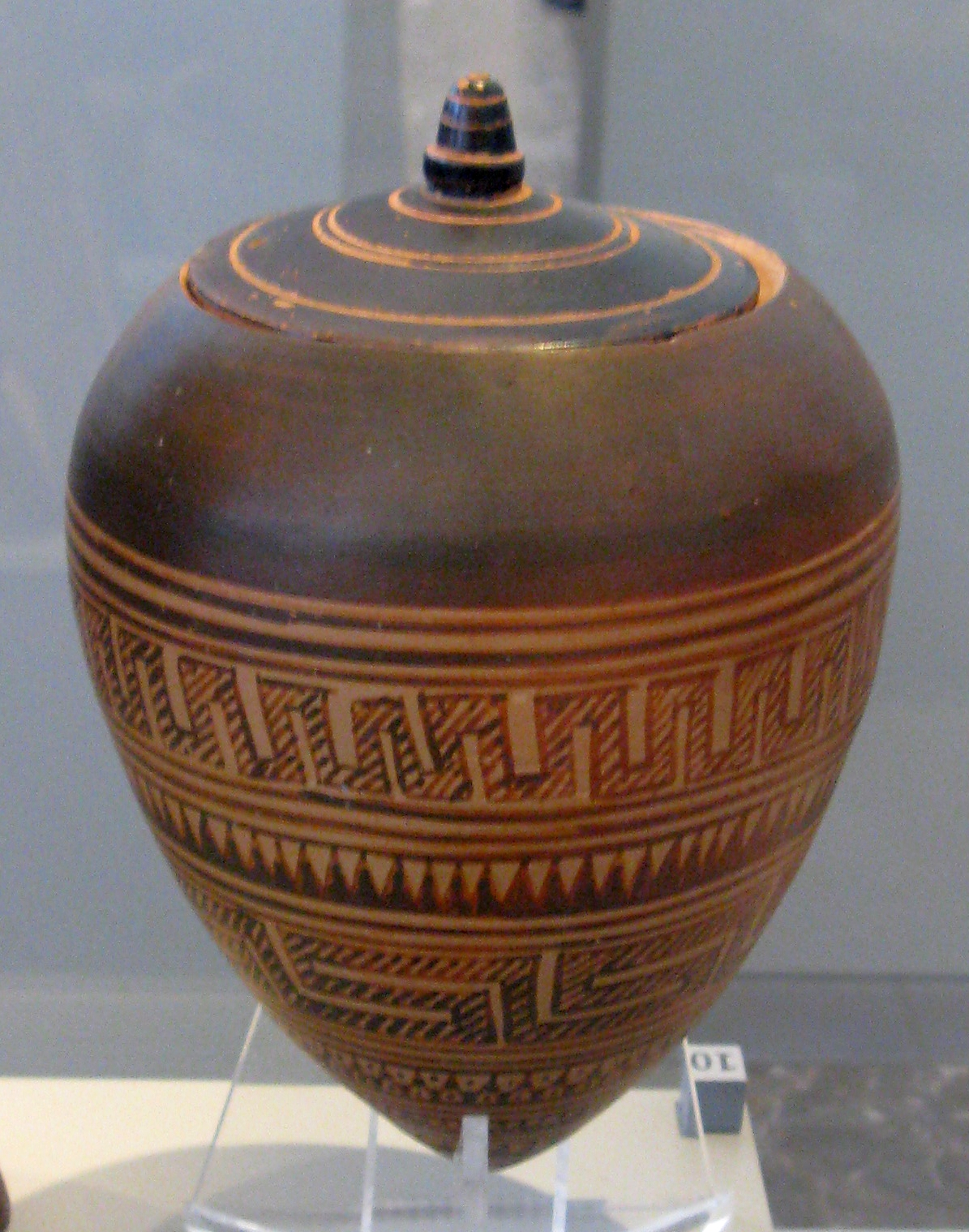
Pyksis spiczasta
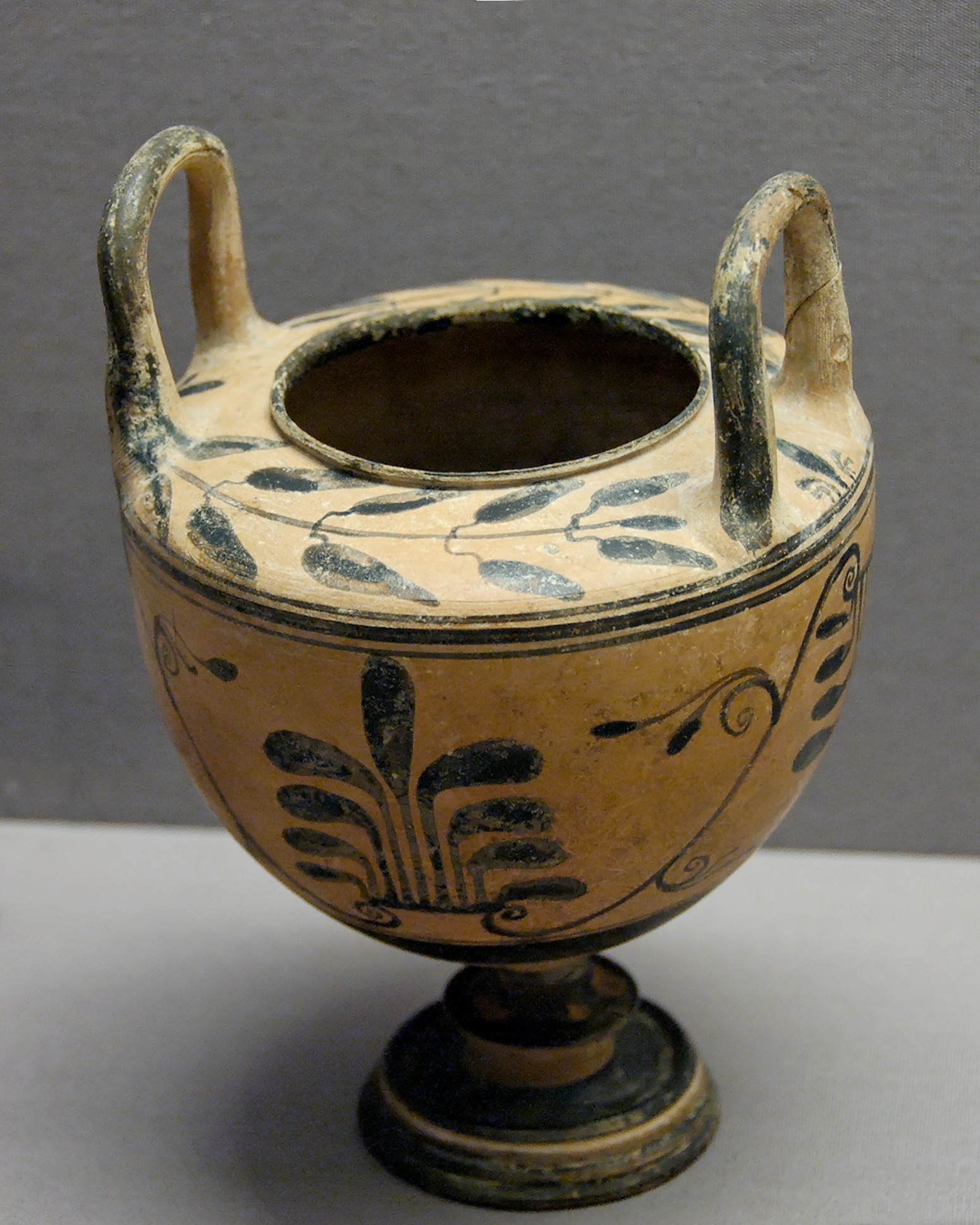
Pyksis z imadłami
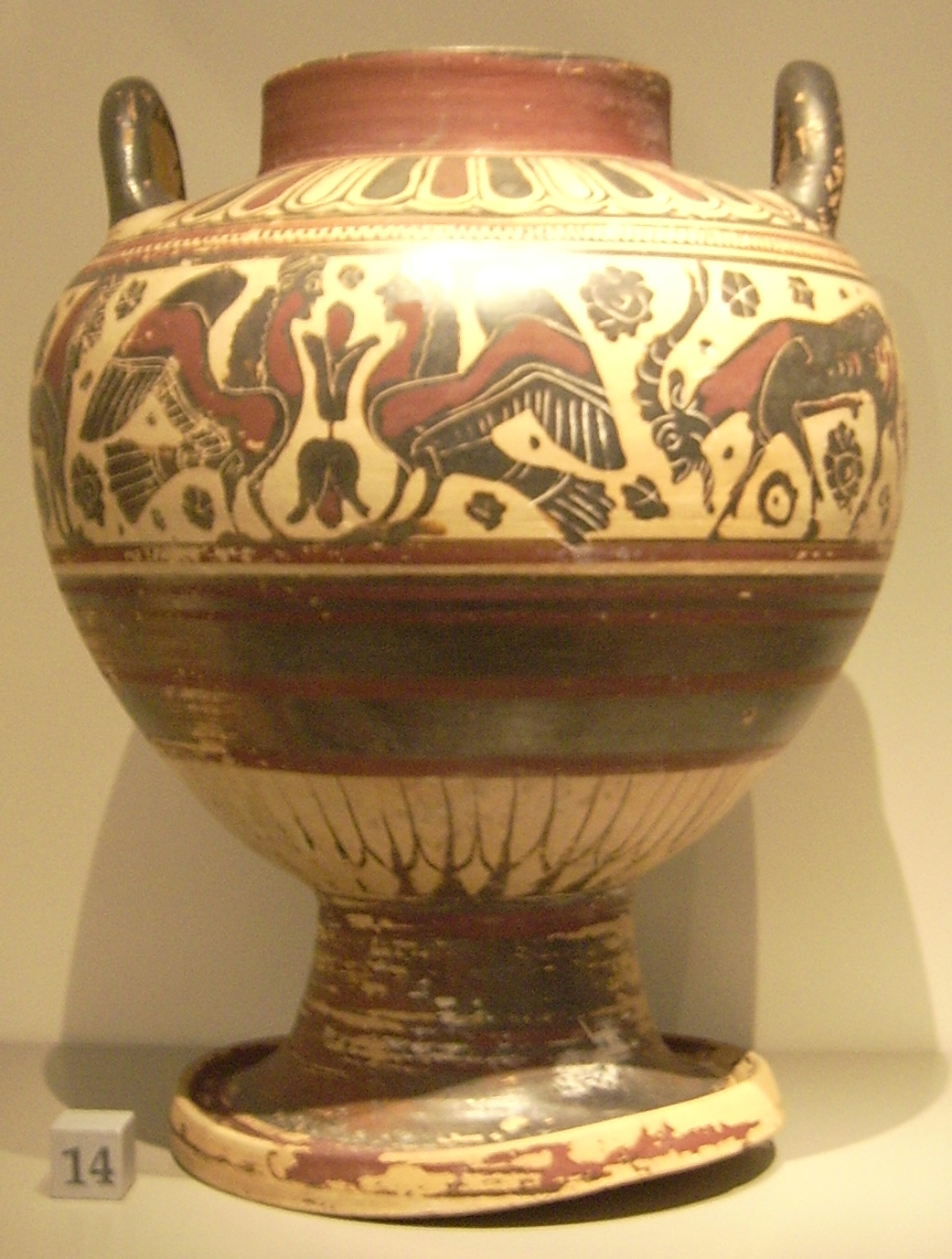
Pyksis na stopce z imadłami

### Ryton
Rytony miały najróżniejsze kształty, charakterystyczne były rytony zoomorficzne.

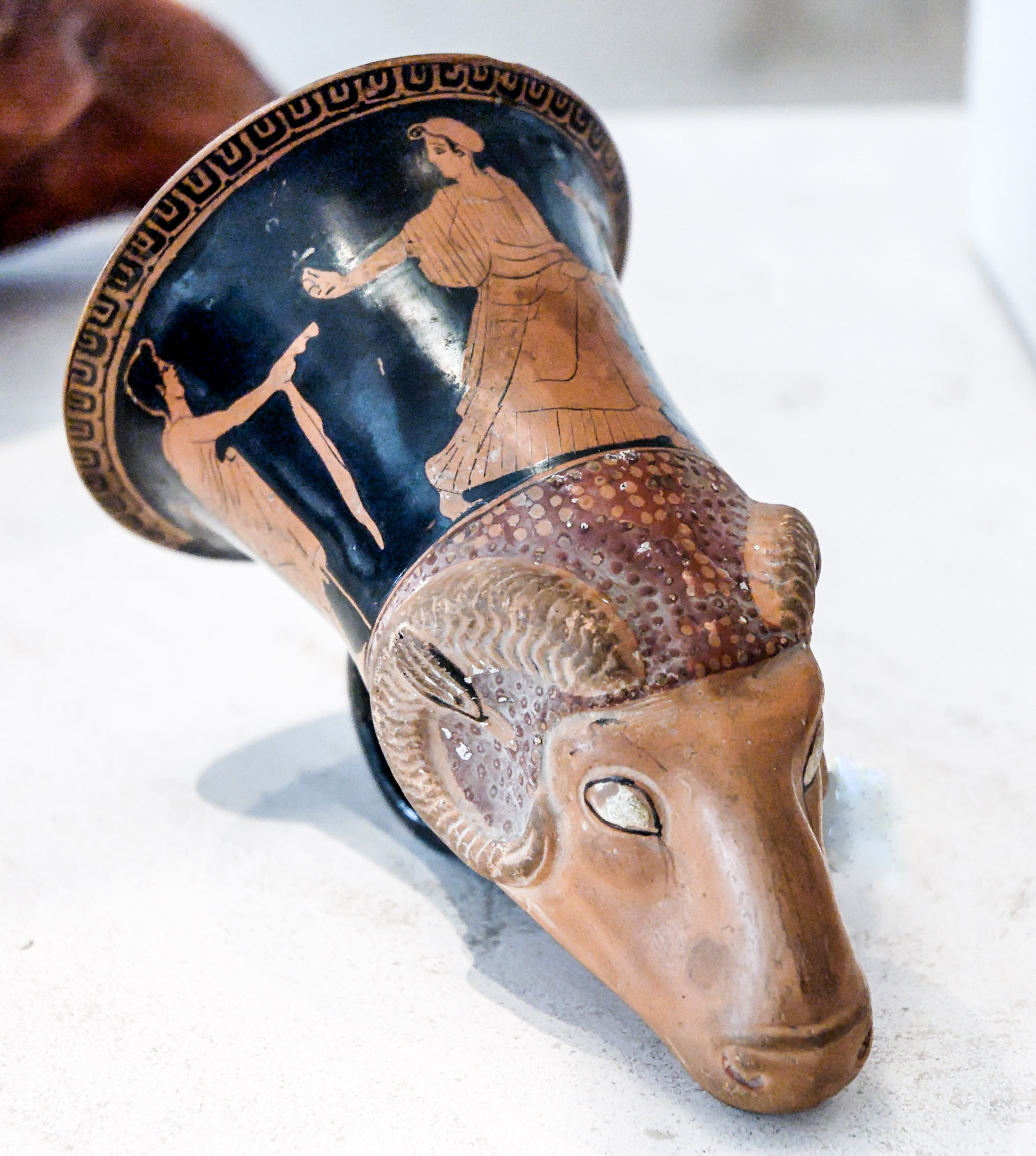
Ryton attycki czerwonofigurowy, ok. 470–460 p.n.e.
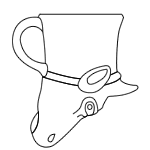
Klasyczny ryton figuralny (w formie byczej głowy)
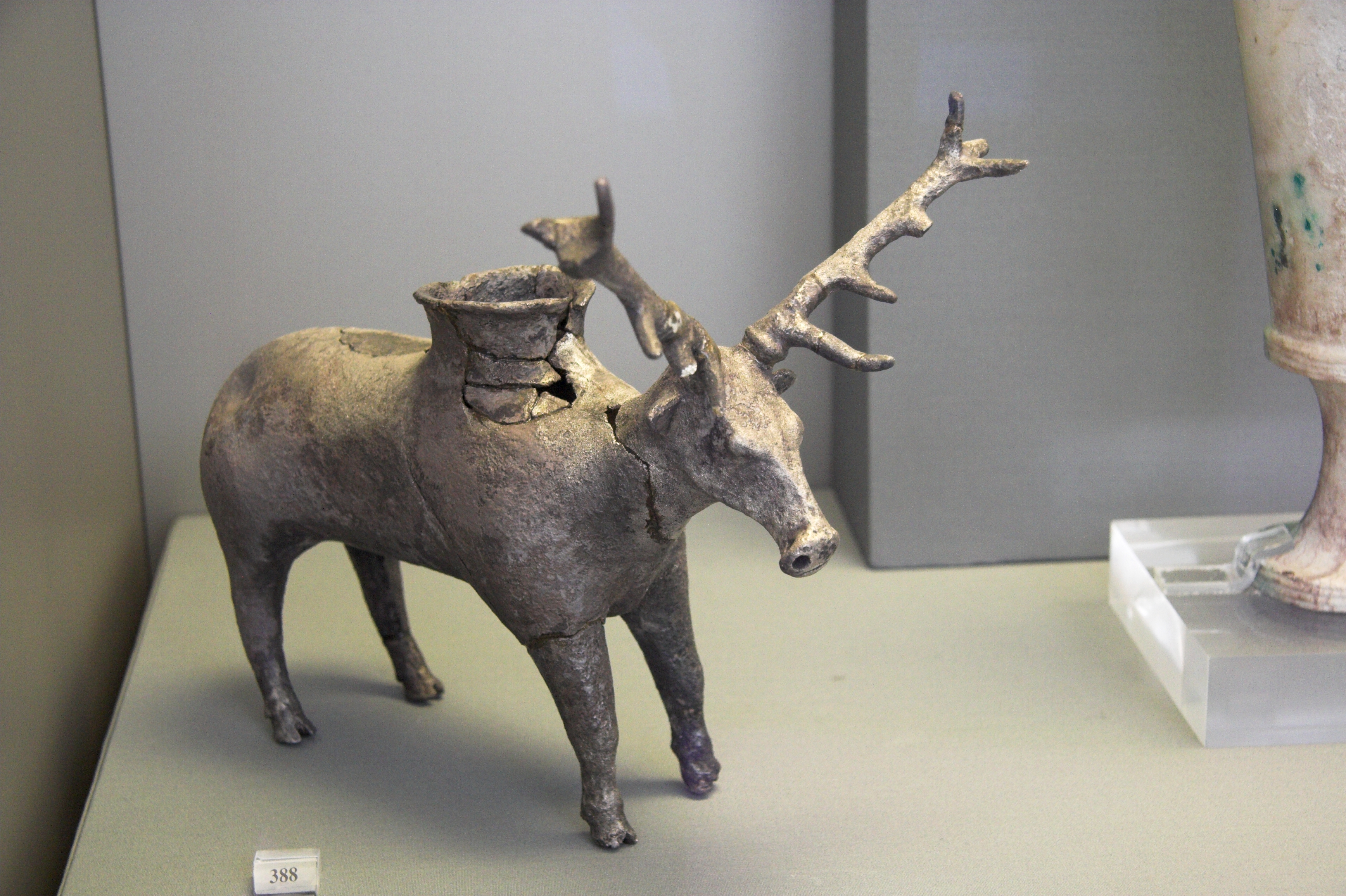
Ryton mykeński (w formie jelenia), cca 1600 pred Kr.
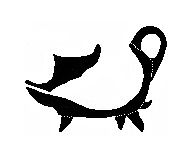
Ryton w formie jeża
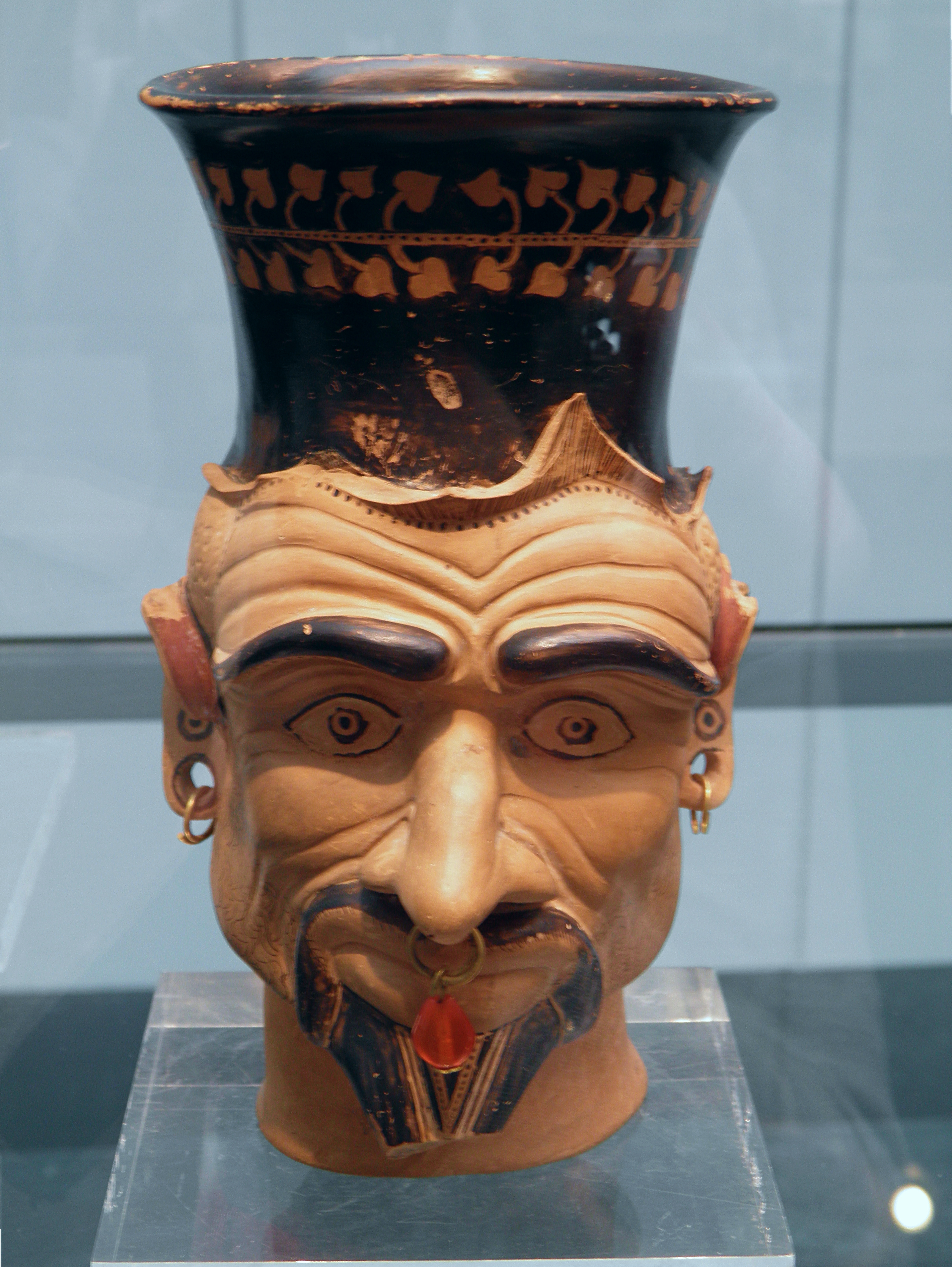
Ryton etruski, IV w. p.n.e.
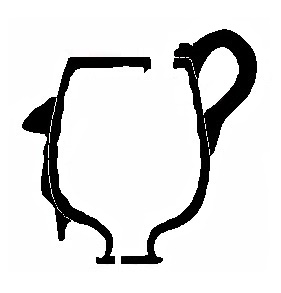
Ryton w formie głowy
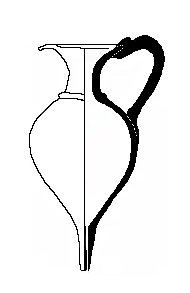
Ryton gruszkowatego kształtu
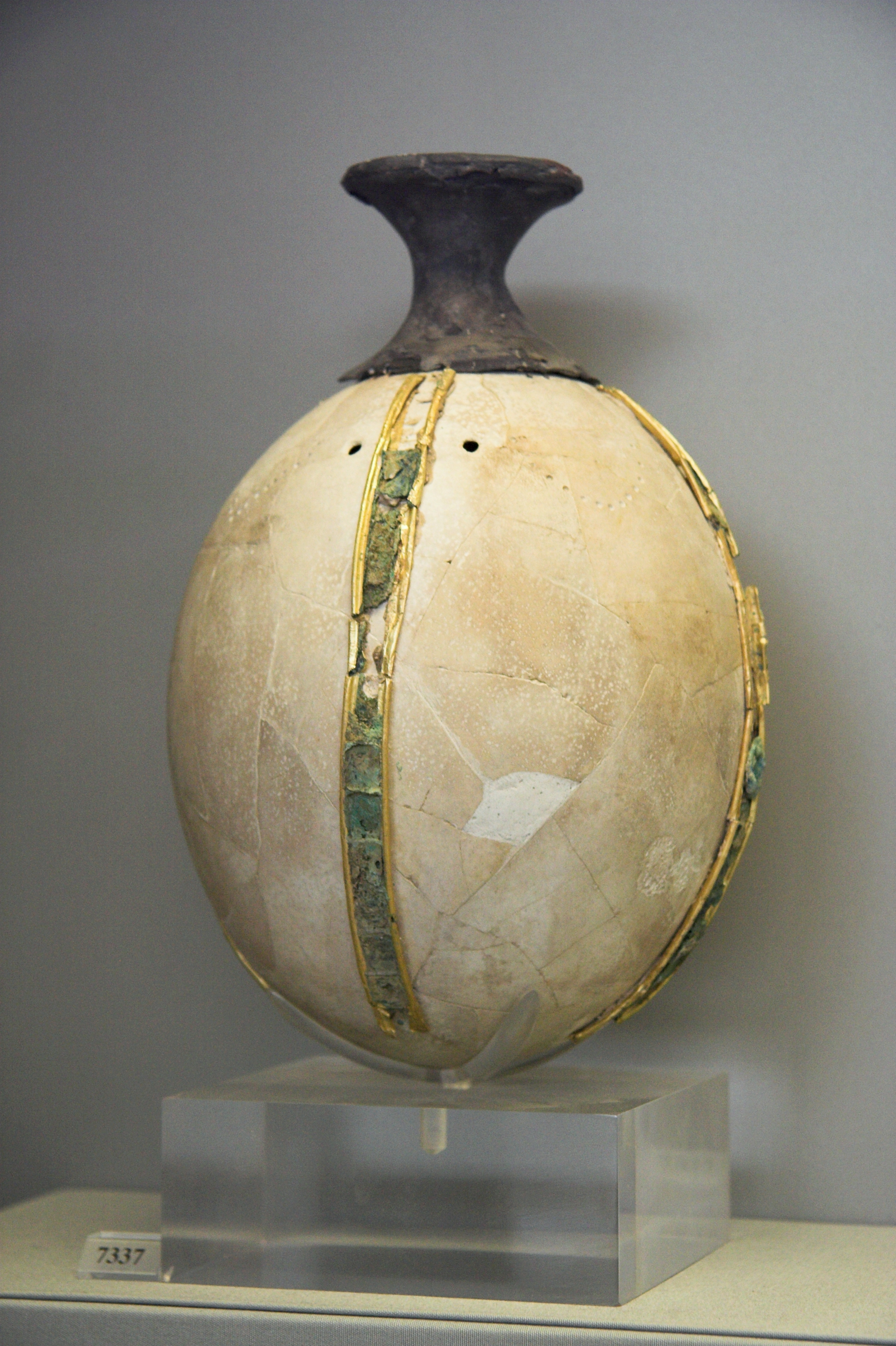
Ryton mykeński (strusie jajo zdobione złotem), ok. 1400 p.n.e.
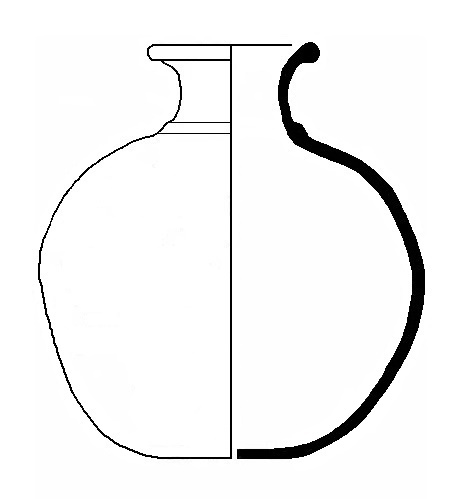
Ryton owalny
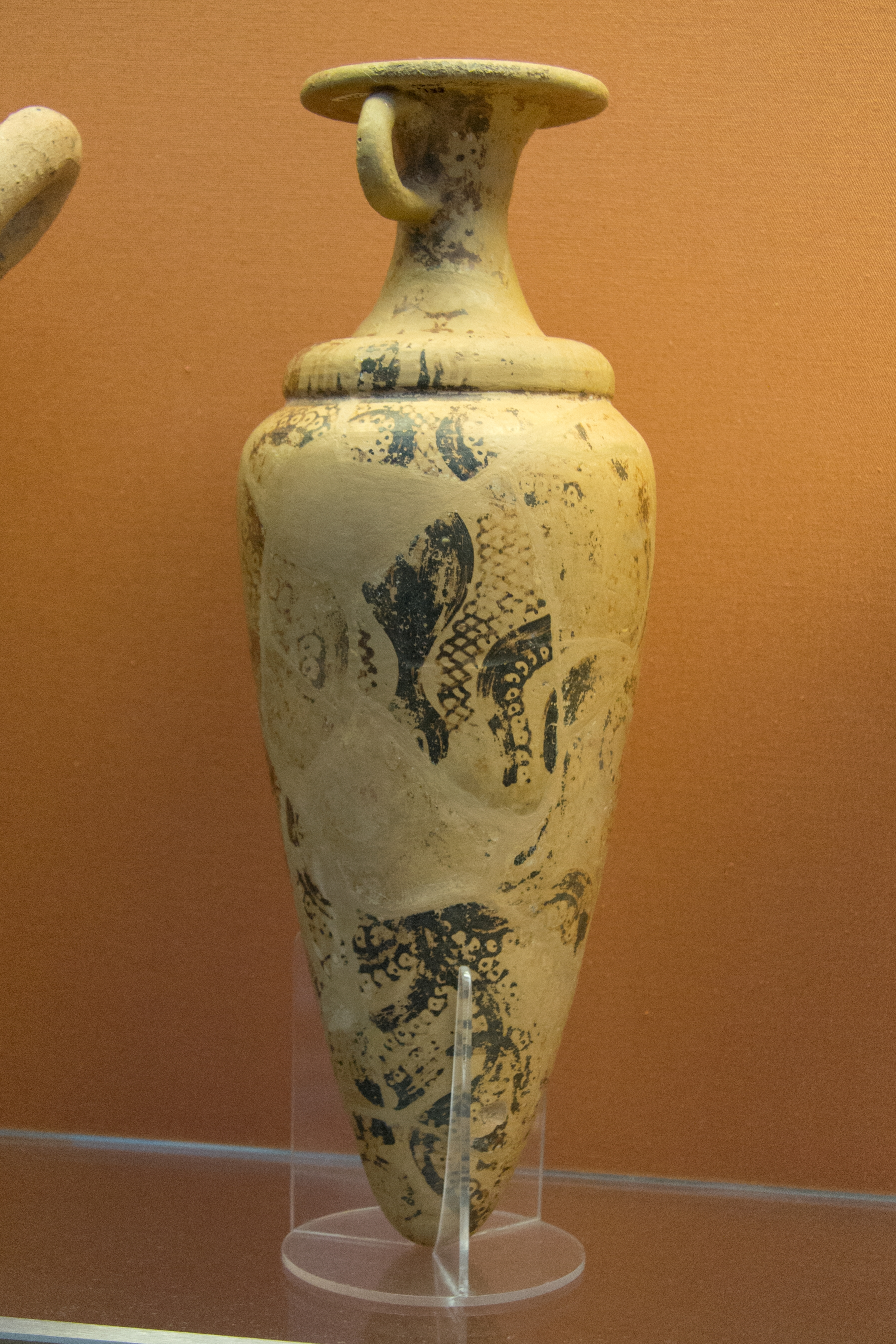
Ryton minojski, ok. 1550–1450 p.n.e.
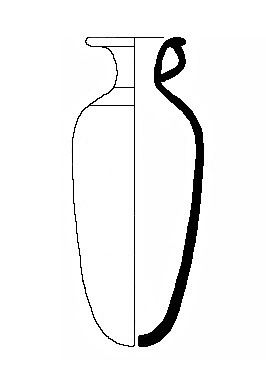
Ryton w formie jaja
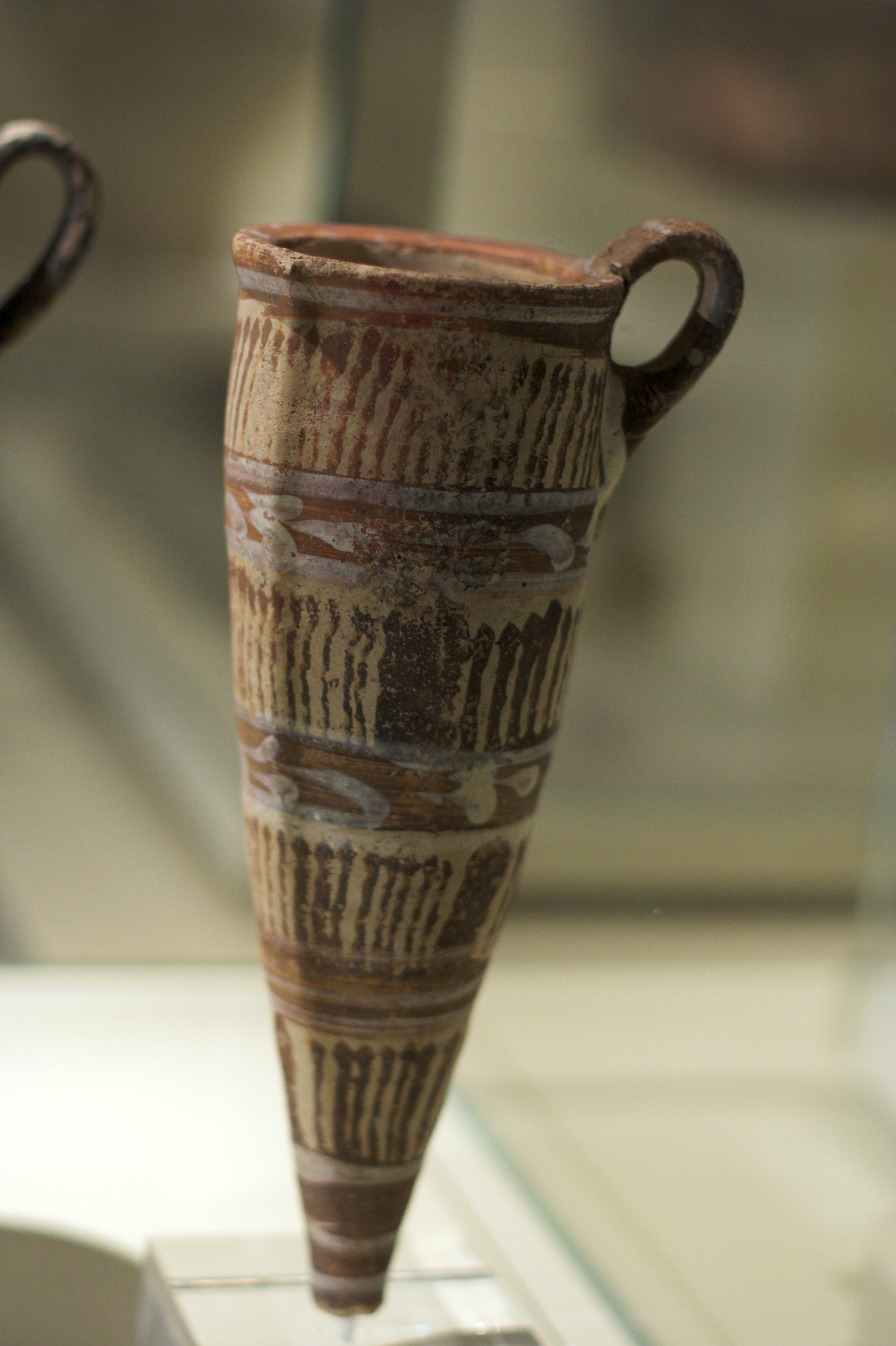
Ryton stożkowy, ok. XVI w. p.n.e
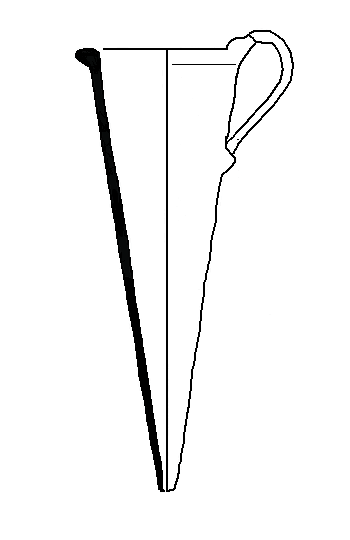
Ryton stożkowaty
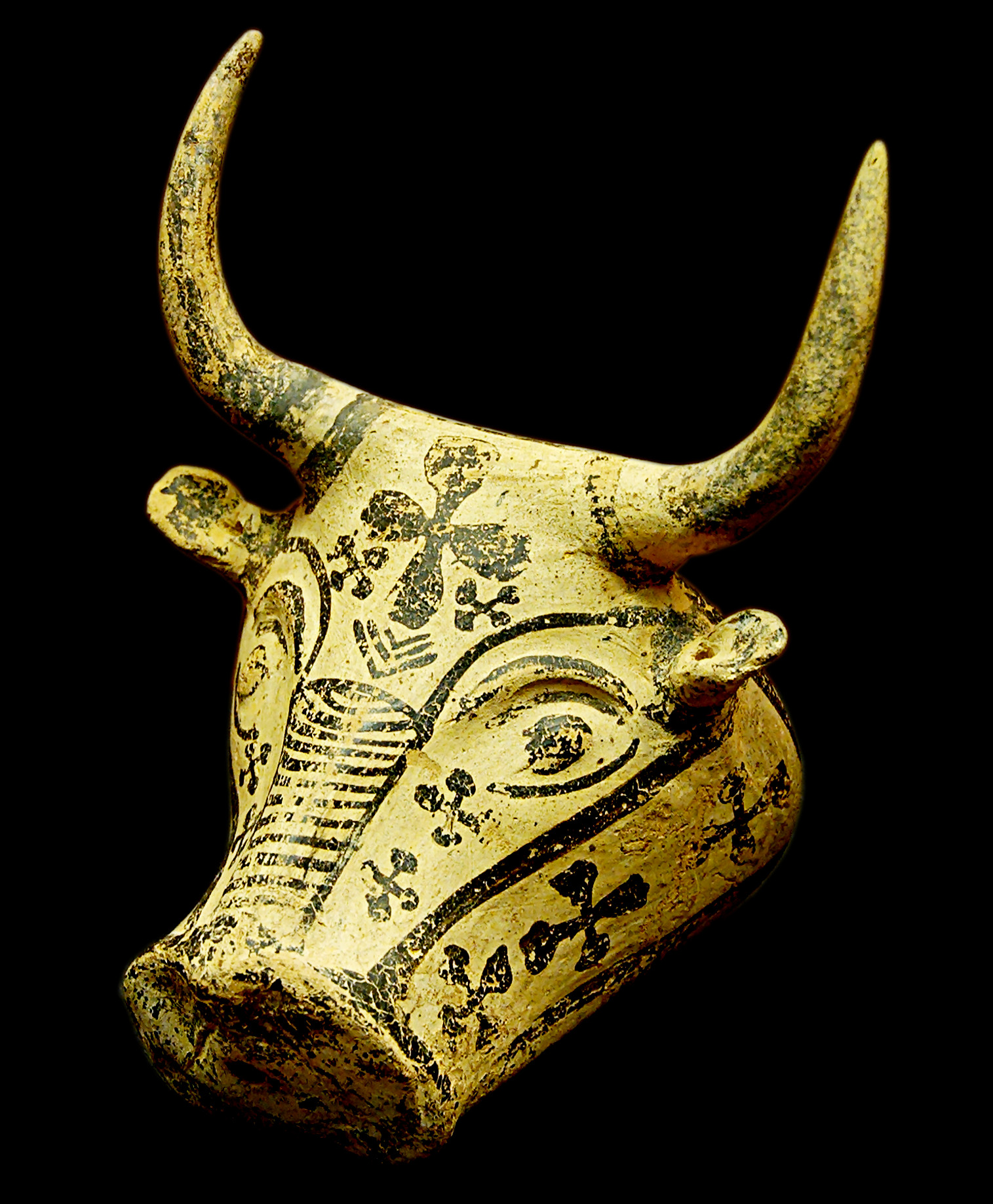
Ryton mykeński, ok. 1300–1200 p.n.e.
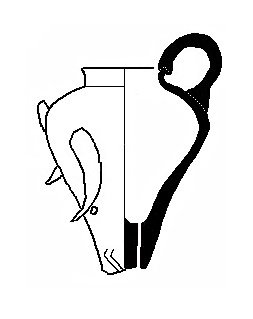
Ryton w formie byczej głowy
Ryton irański, XI–IX w.
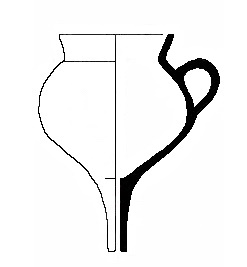
Ryton gruszkowatego kształtu
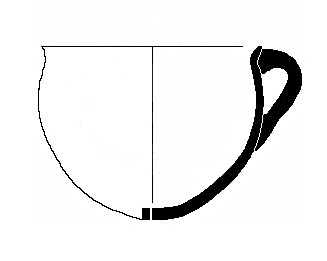
Ryton w formie pucharu
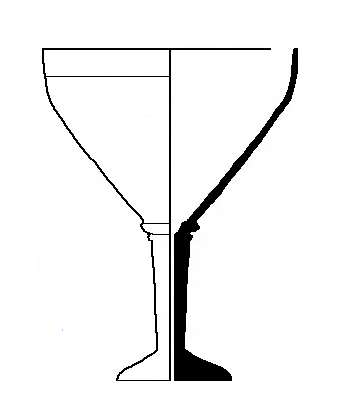
Ryton miseczkowaty
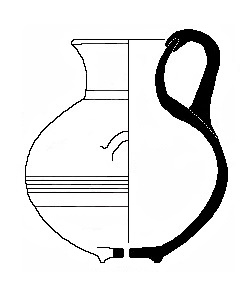
Ryton w kształcie hydrii z szeroką szyjką

### Skyfos
Znane są liczne odmiany skyfosów, w zależności od miejsca i czasu wytworzenia, formy oraz zdobnictwa.

#### Skyfos attycki

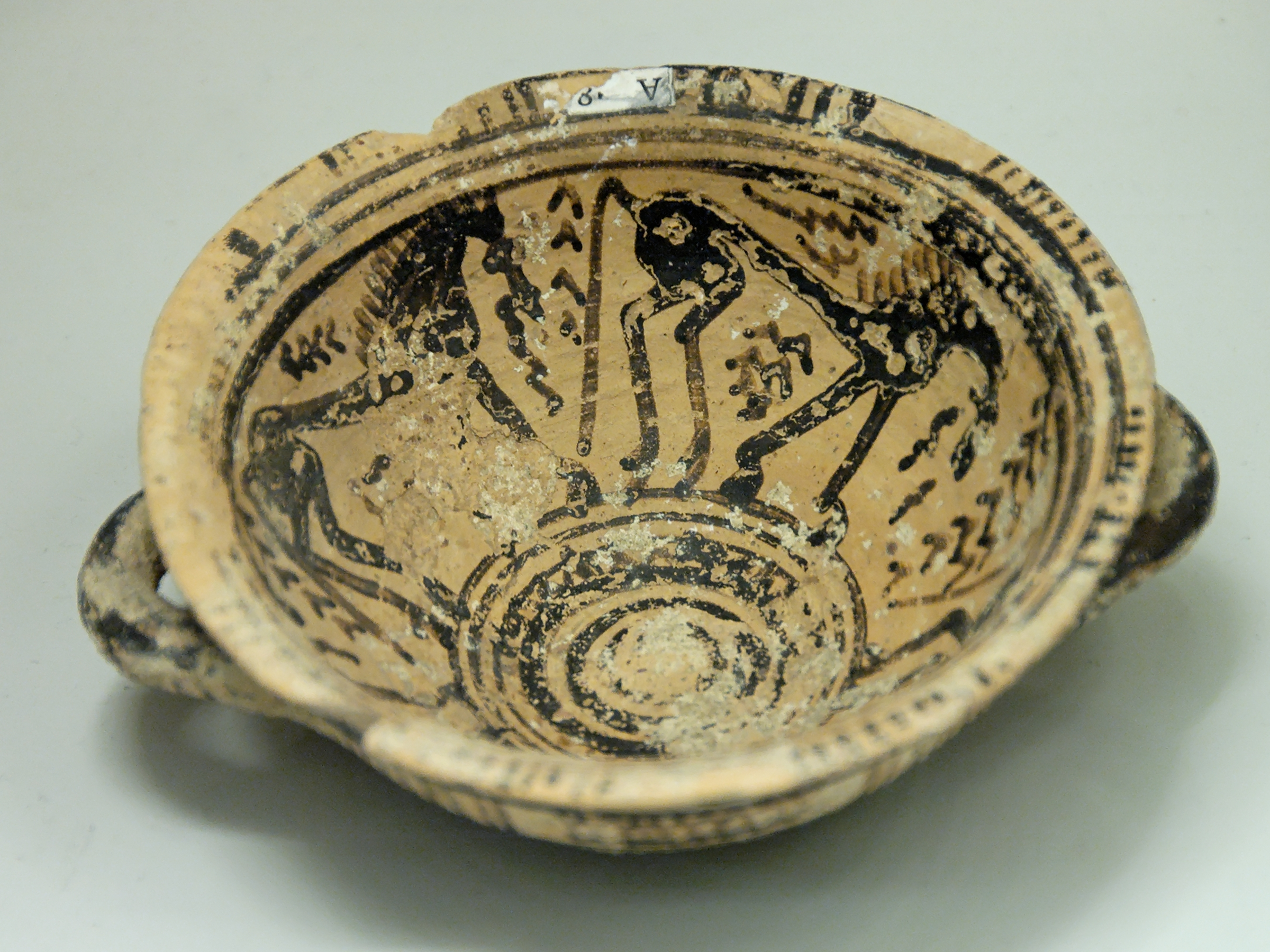
Skyfos protoattycki
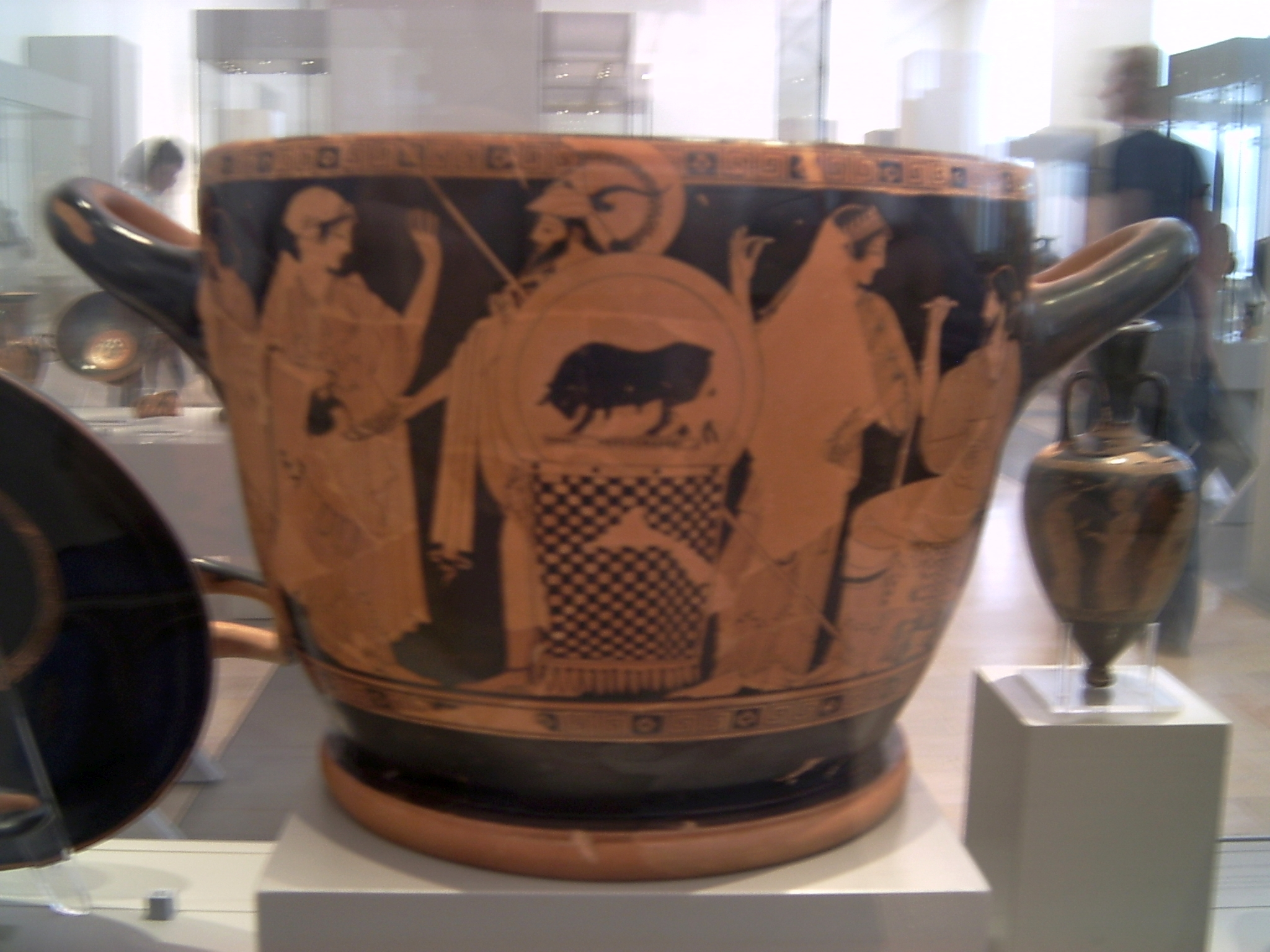
Skyfos typu A
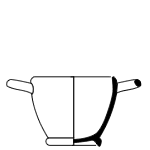
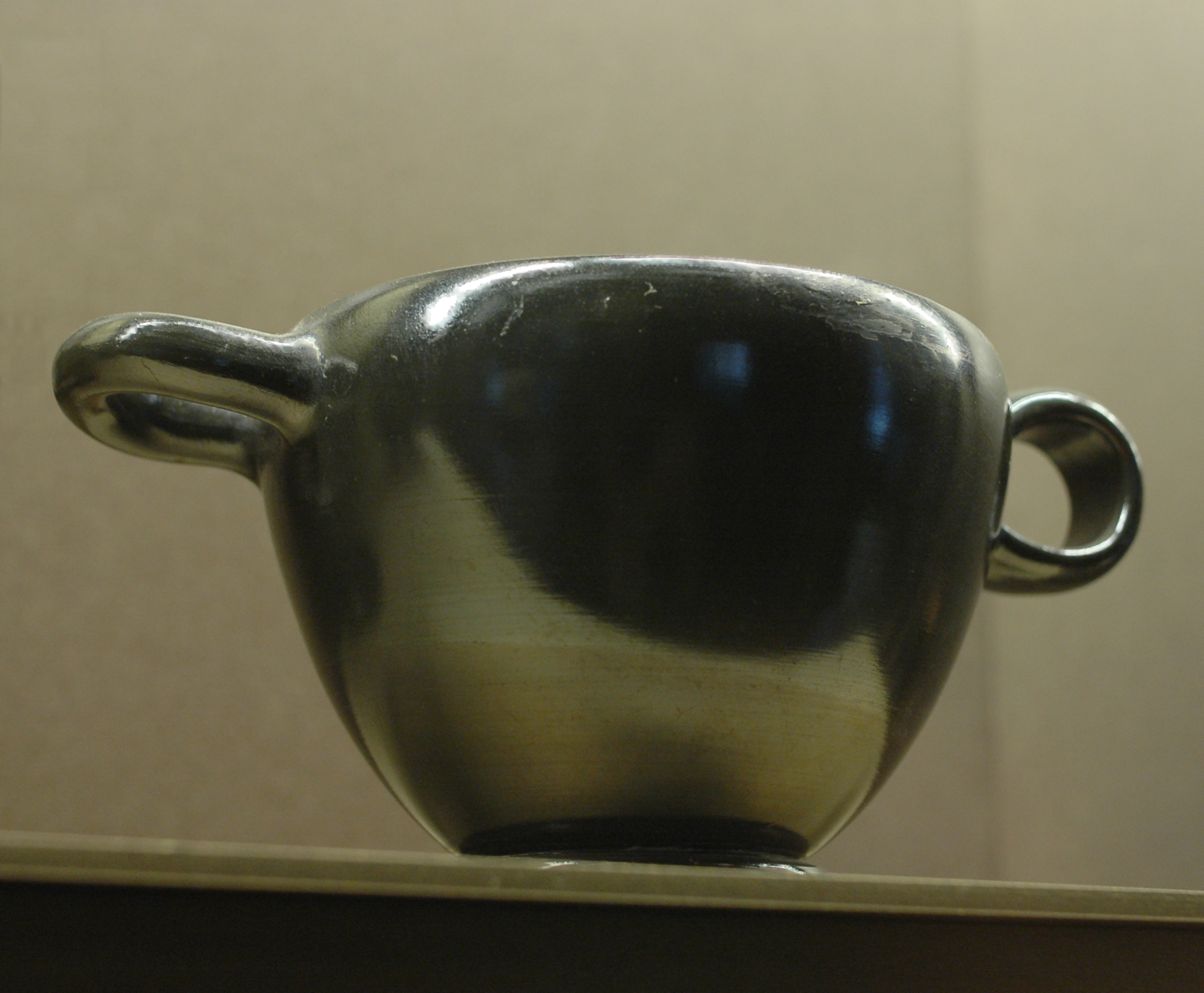
Skyfos typu B
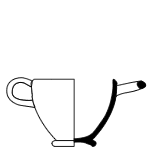
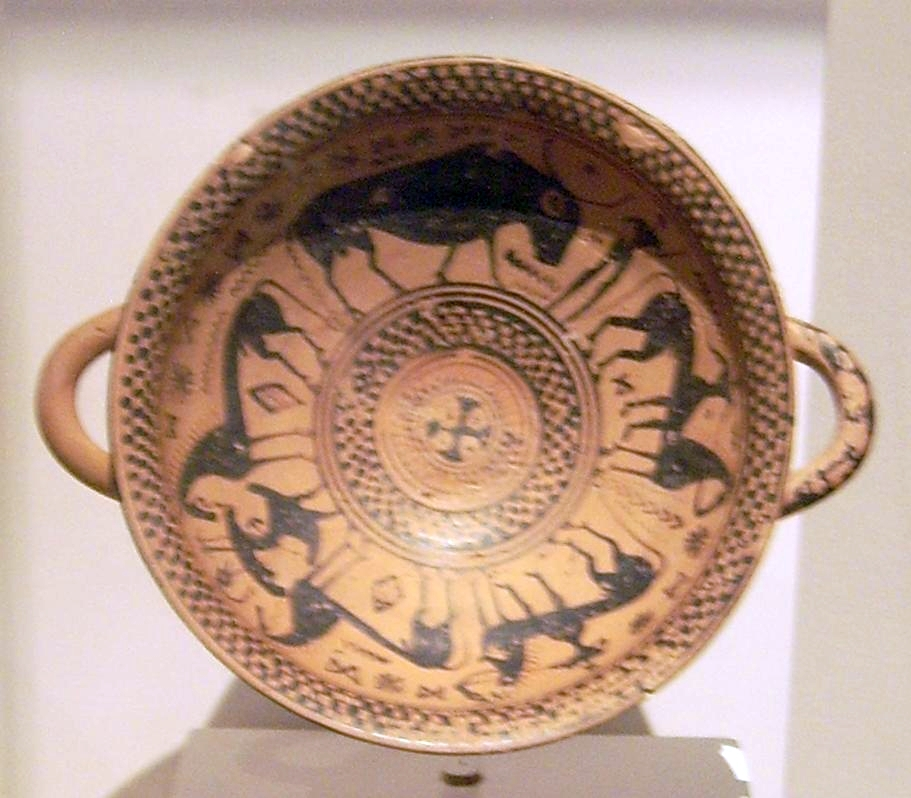
Kyliks-skyfos
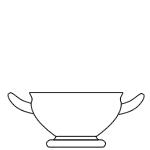
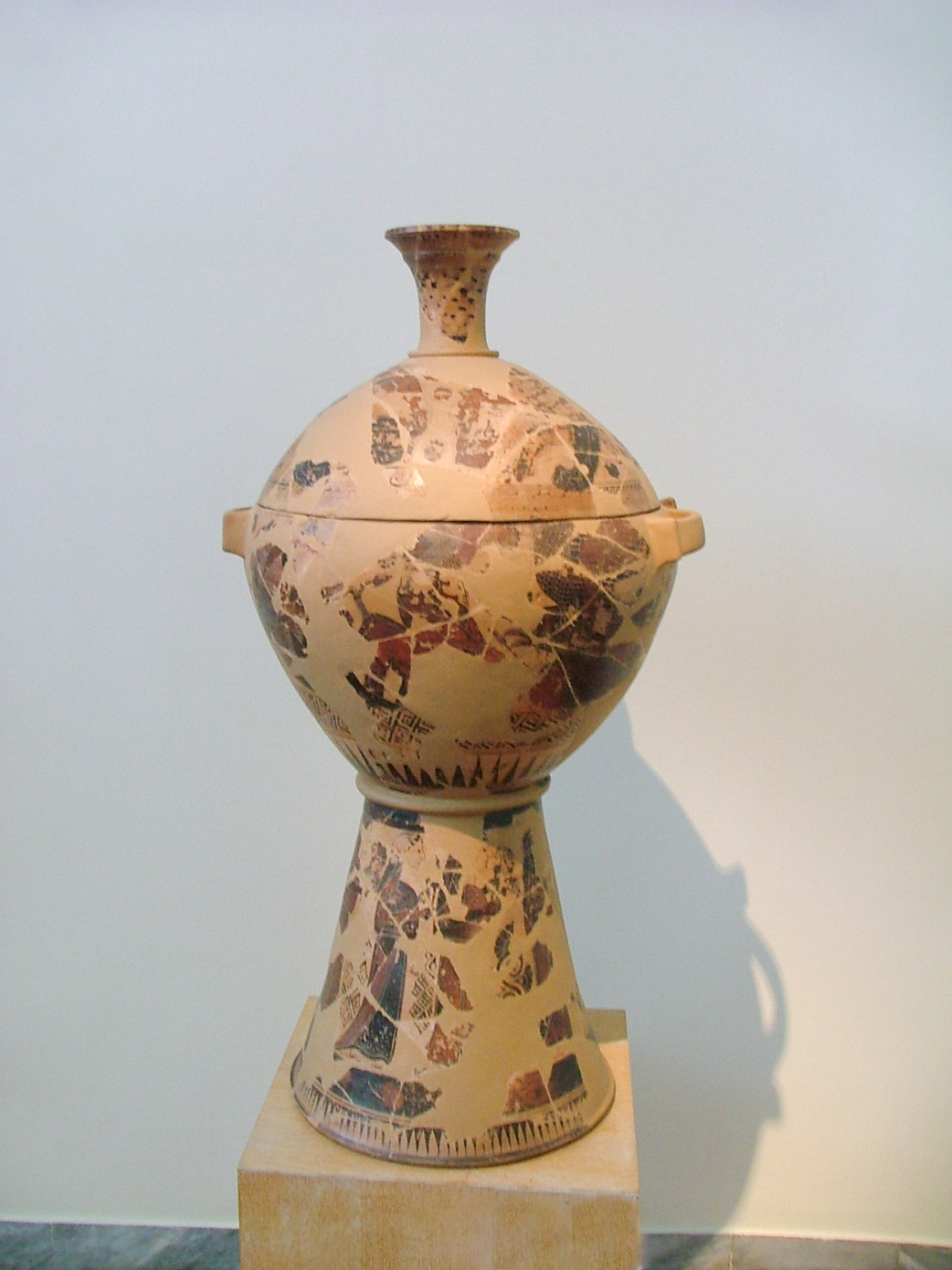
Skyfos-krater
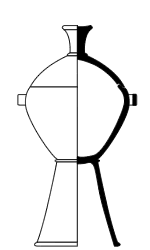
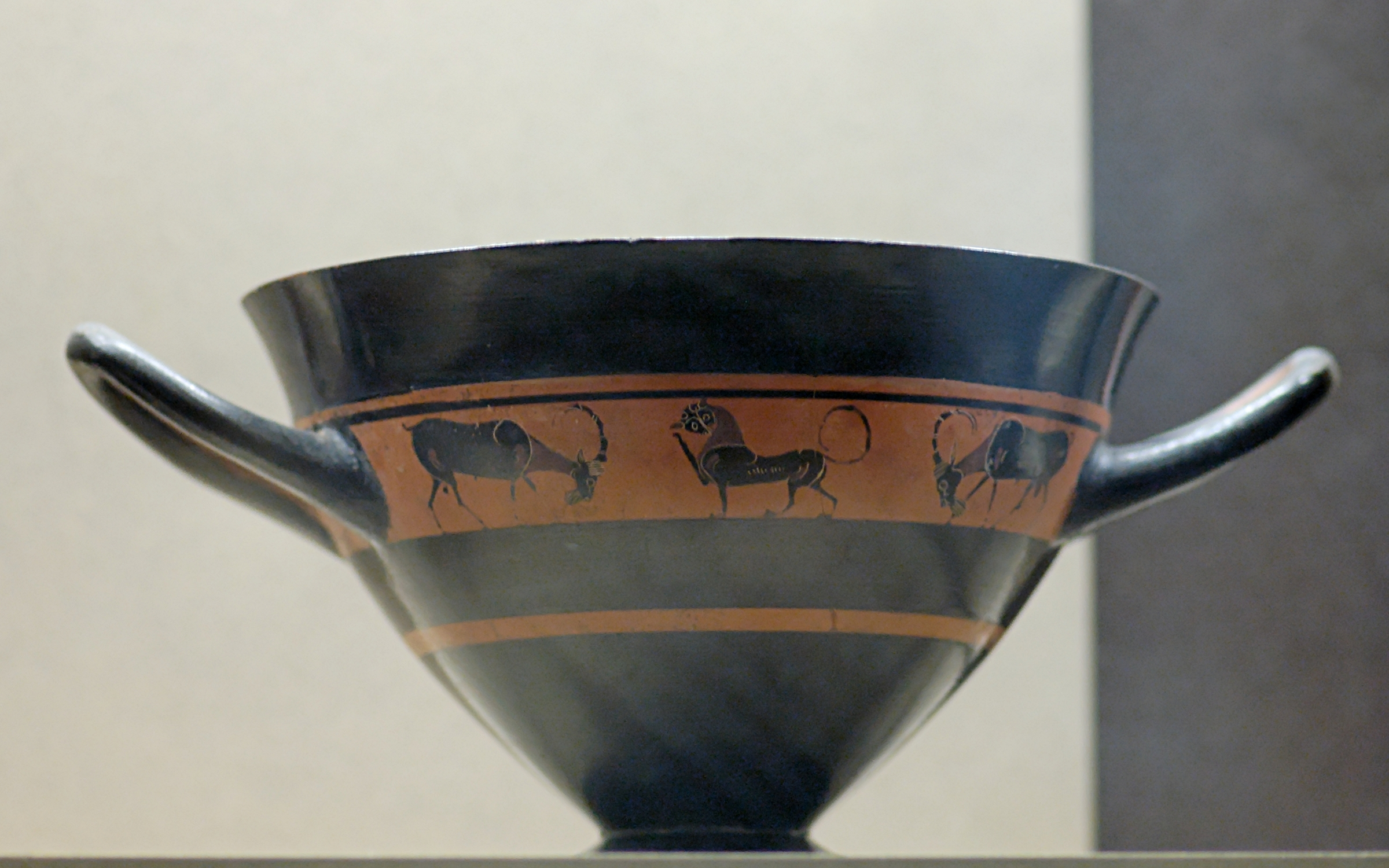
Typ hermogenejski
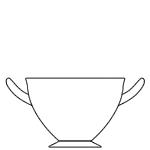
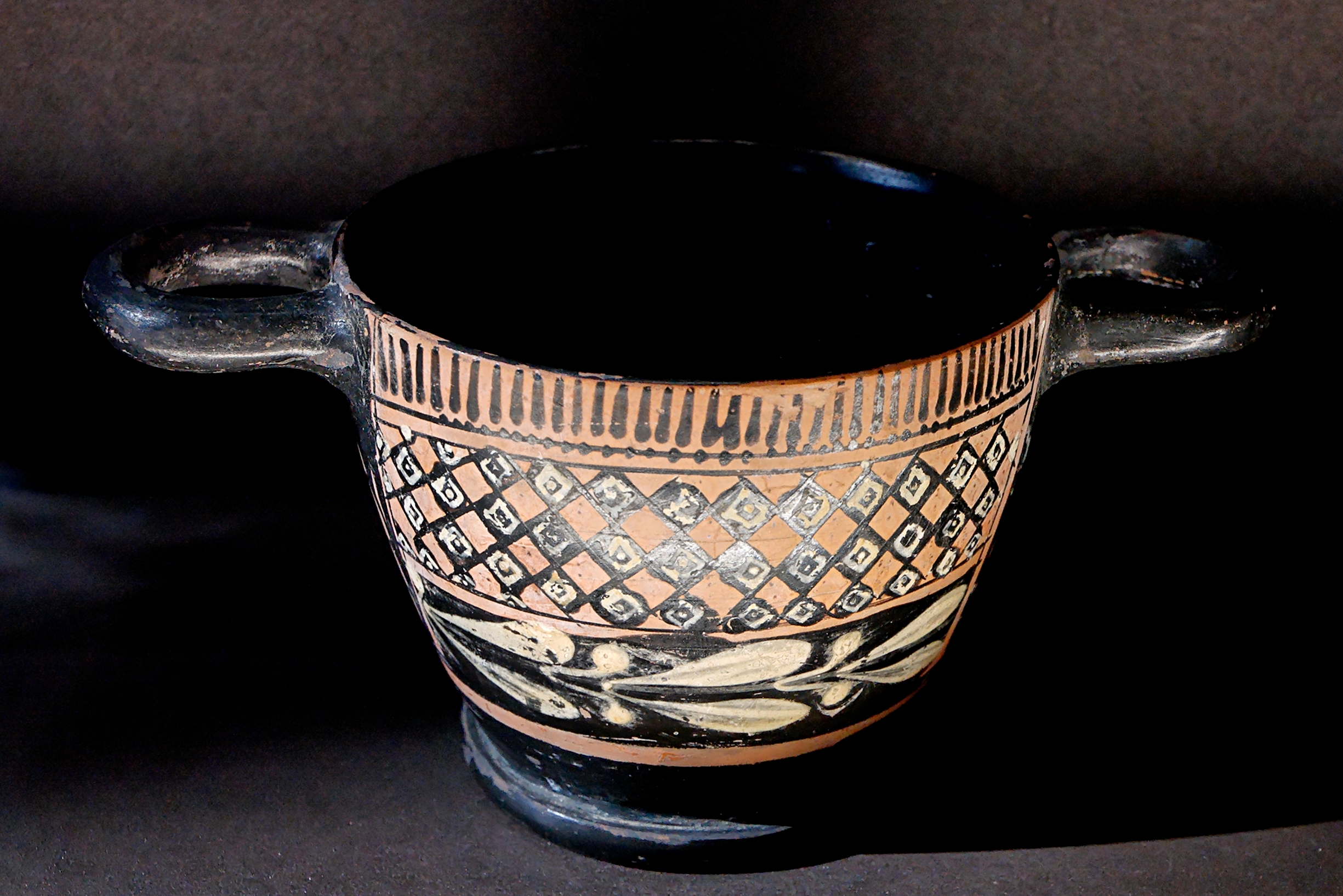
Skyfos typu Saint-Valentine
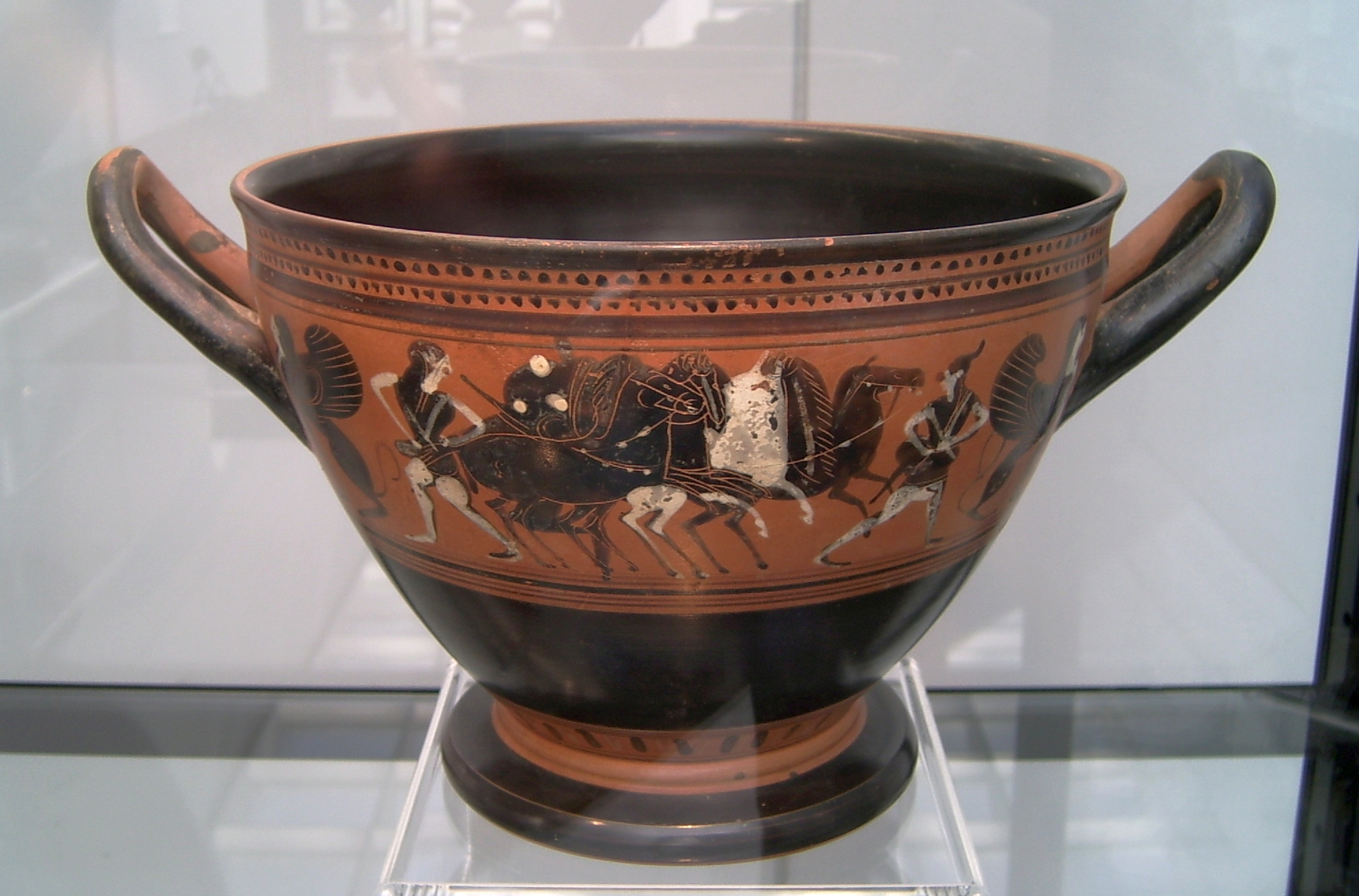
Skyfos typu Heron
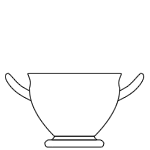

#### Skyfos koryncki

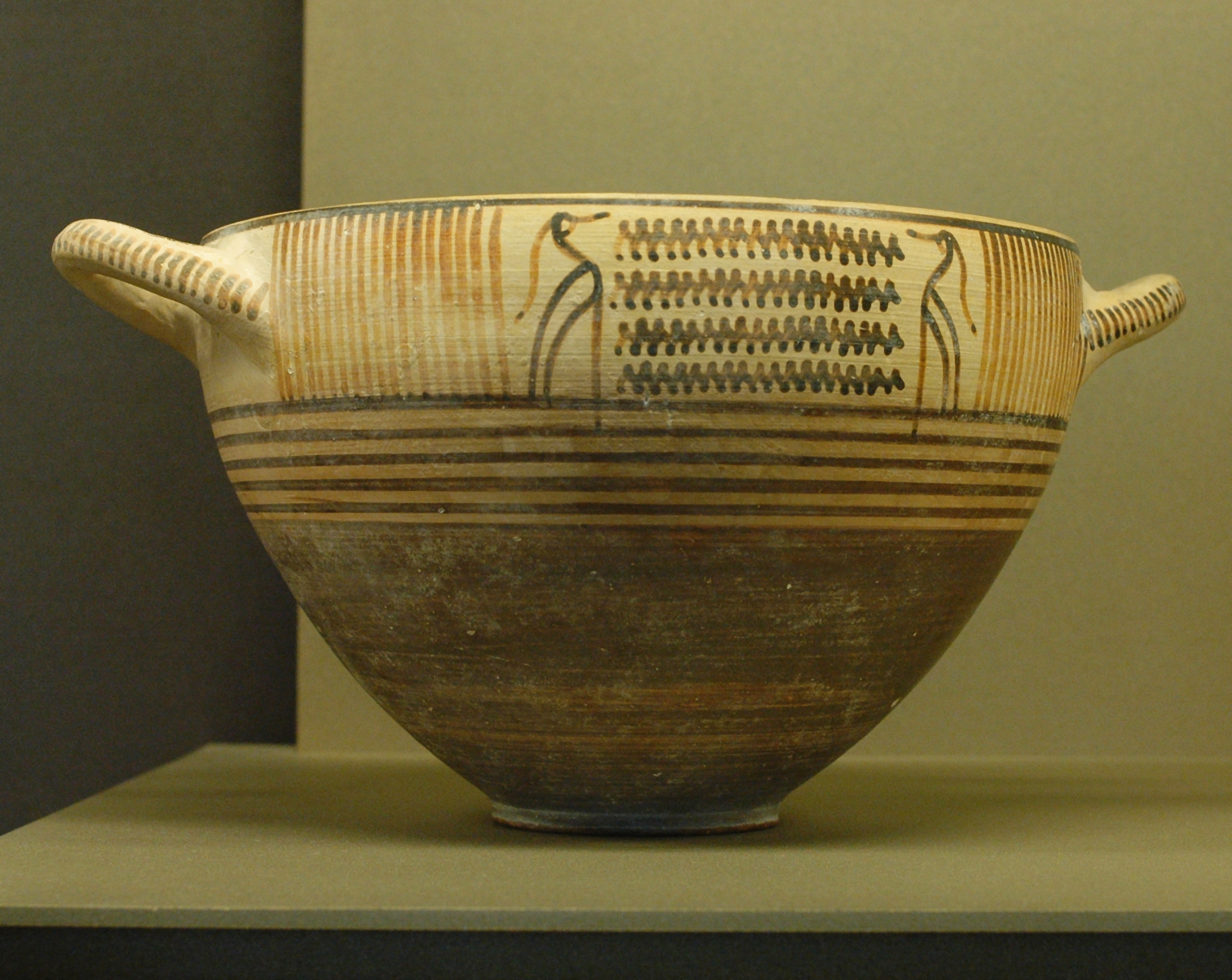
Skyfos koryncki, VIII w. p.n.e.
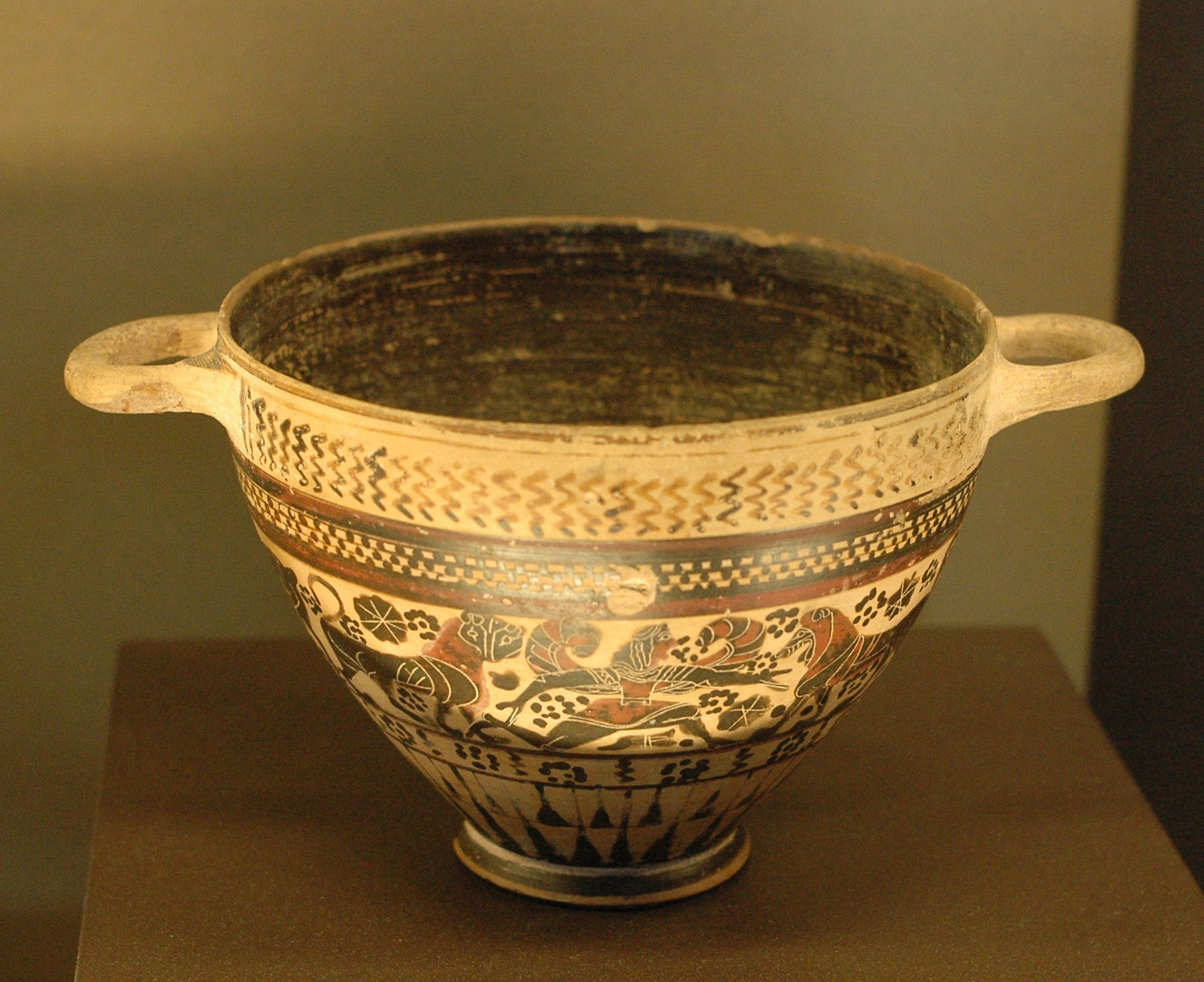
Skyfos koryncki, VII w. p.n.e.
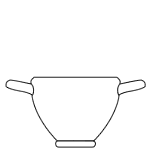
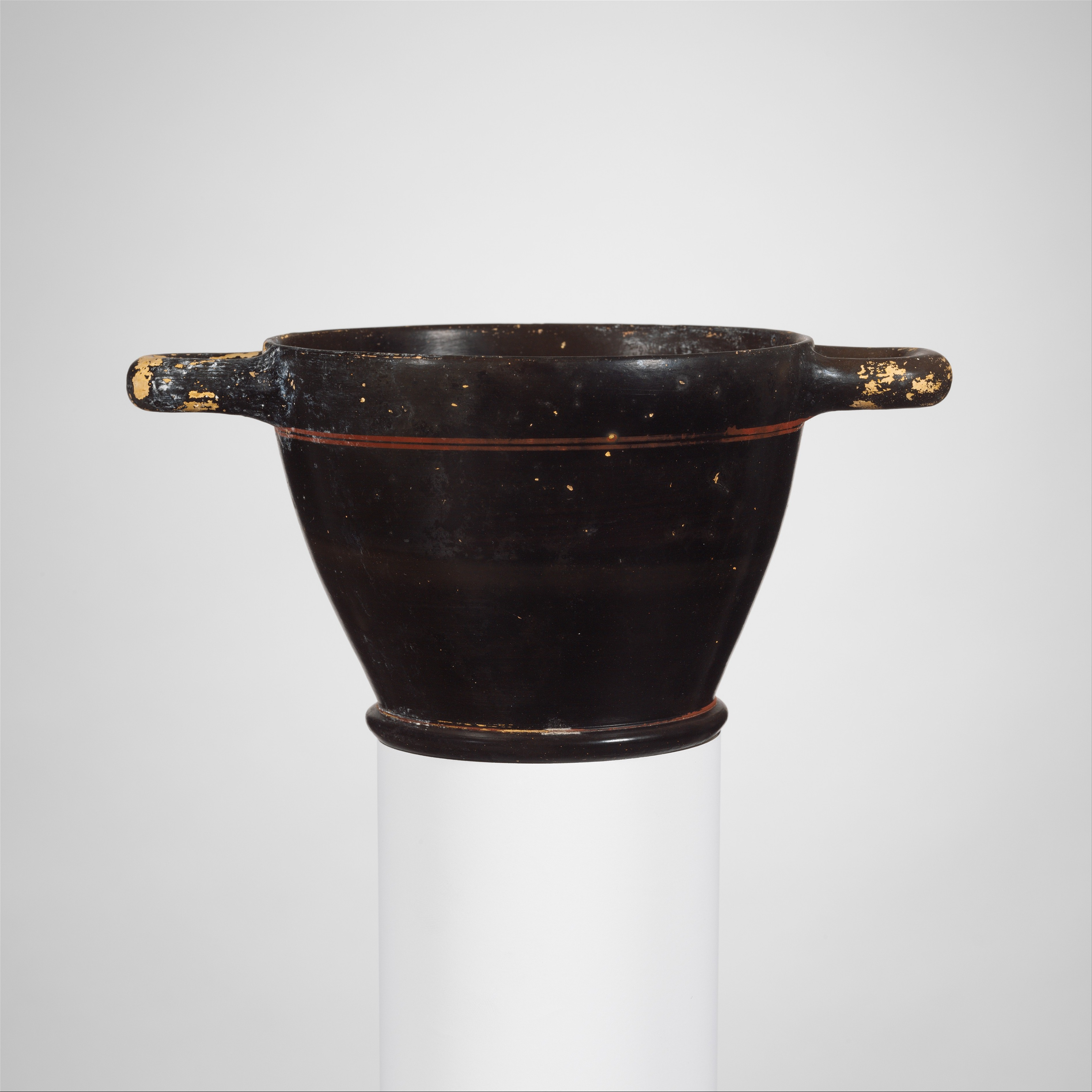
Skyfos koryncki, V w. p.n.e.

#### Inne kształty i typy

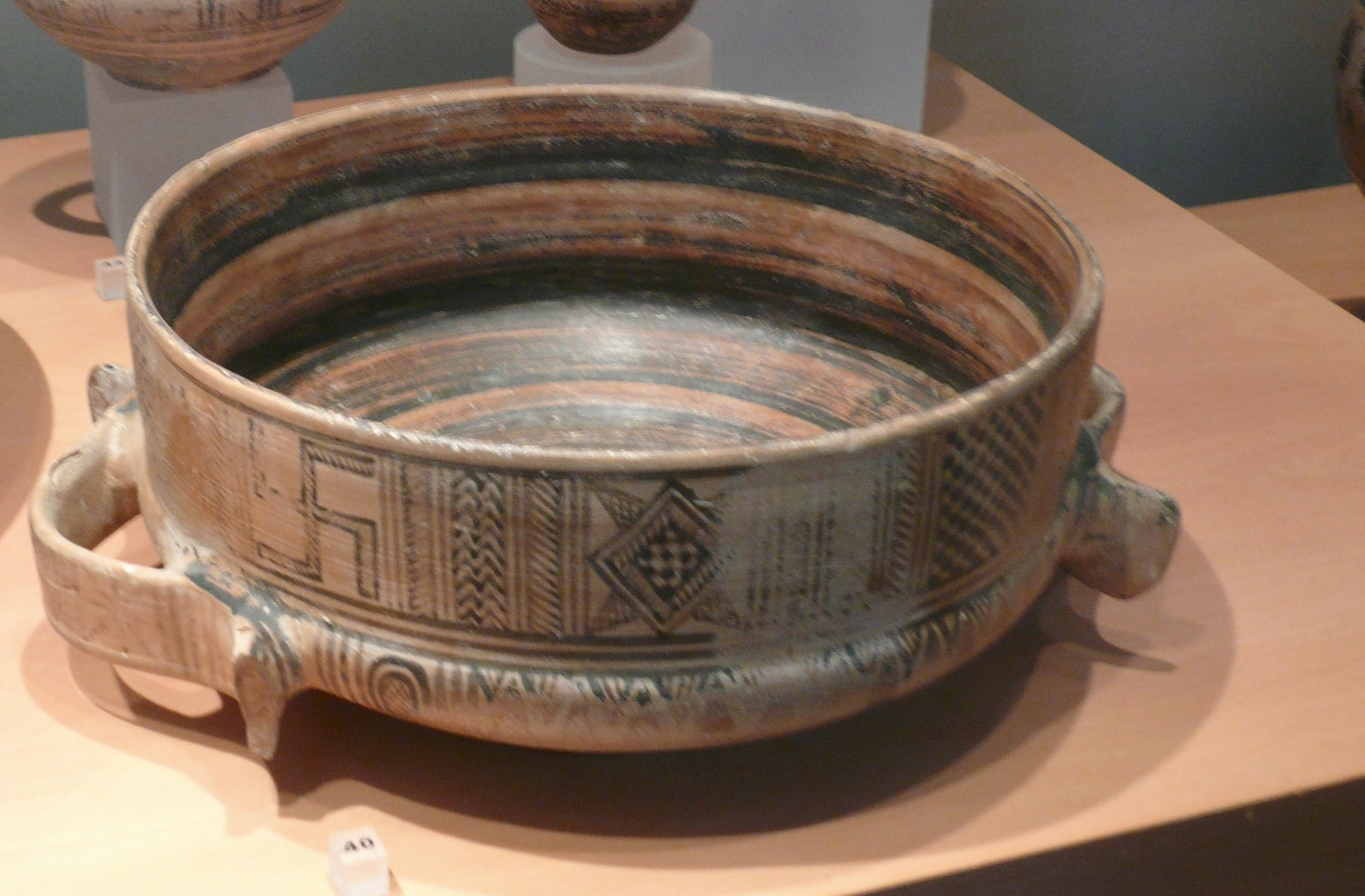
Skyfos późnohelladzki, ok. 720 p.n.e.
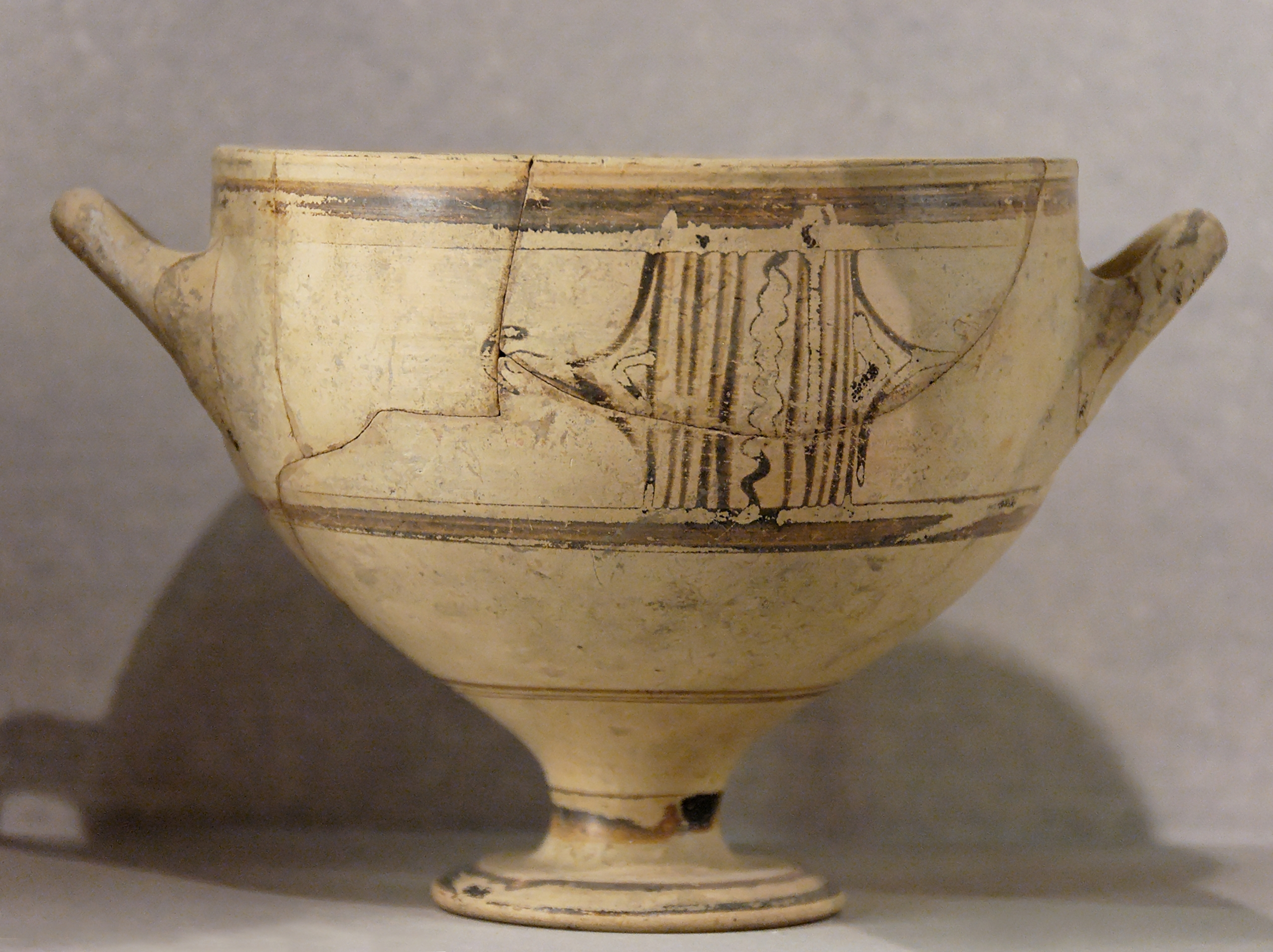
Skyfos geometryczny, ok. 1200–1100 p.n.e.
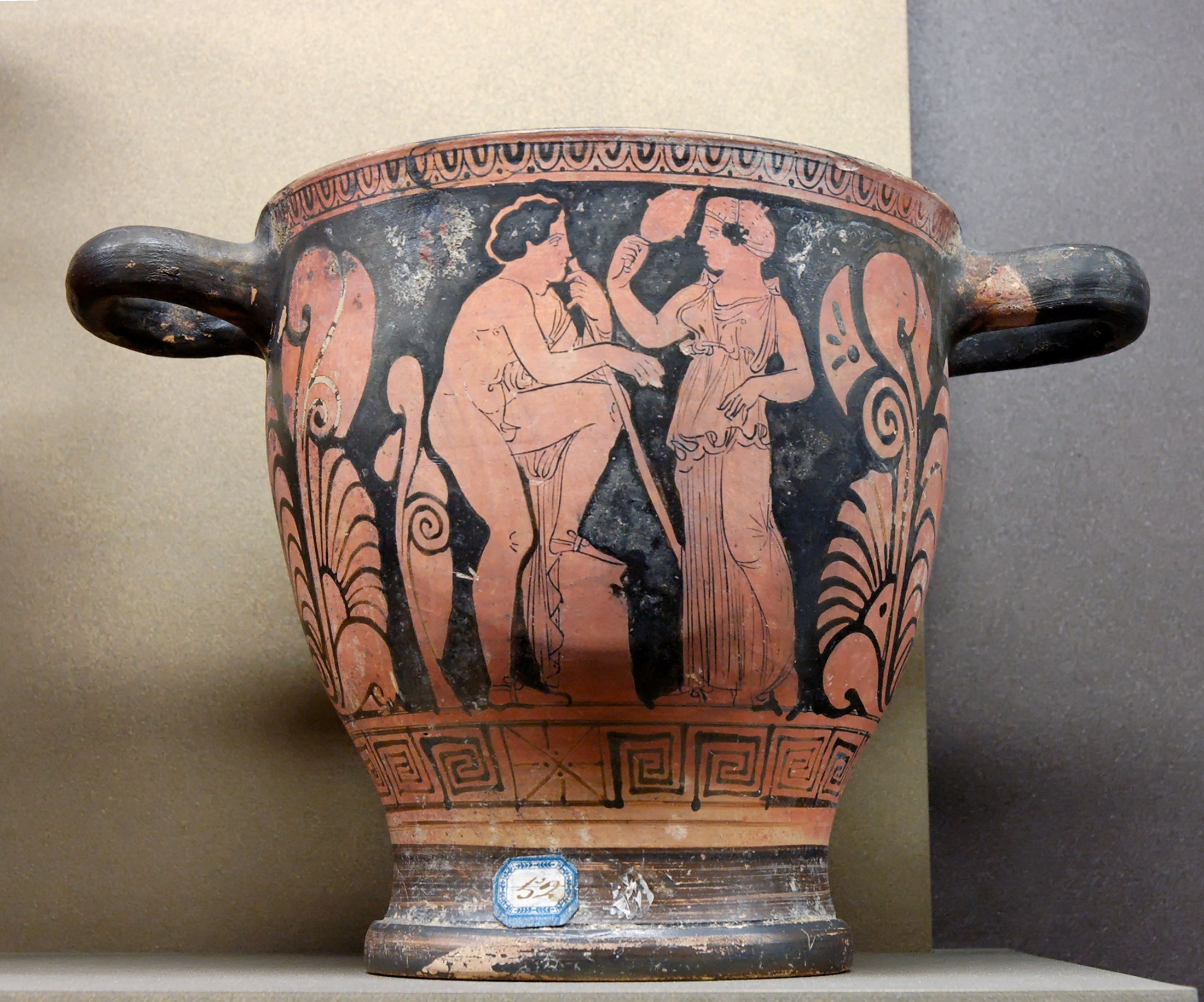
Skyfos południowoitalski

### Ceramika figuralna

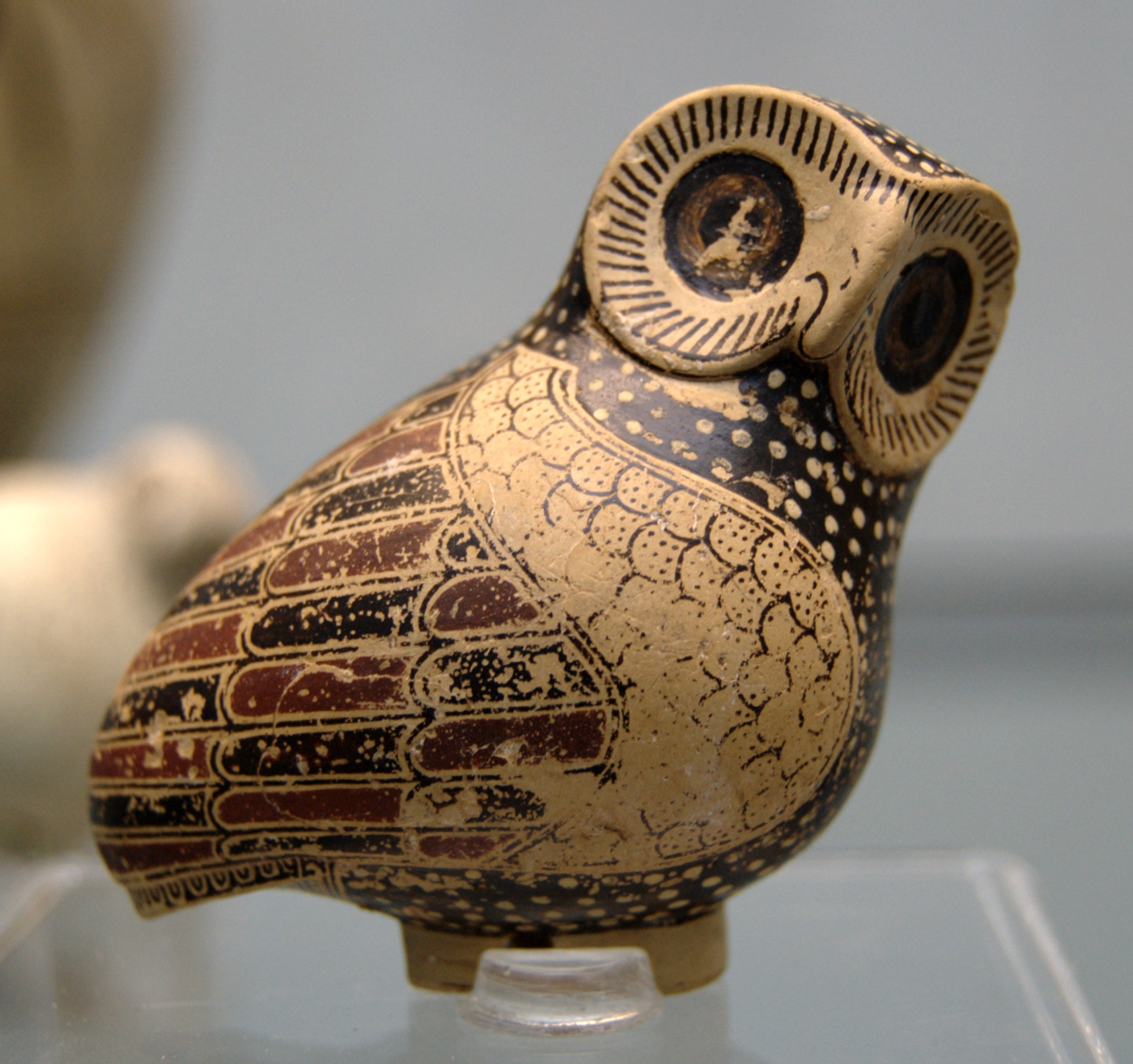
Aryballos w formie sowy
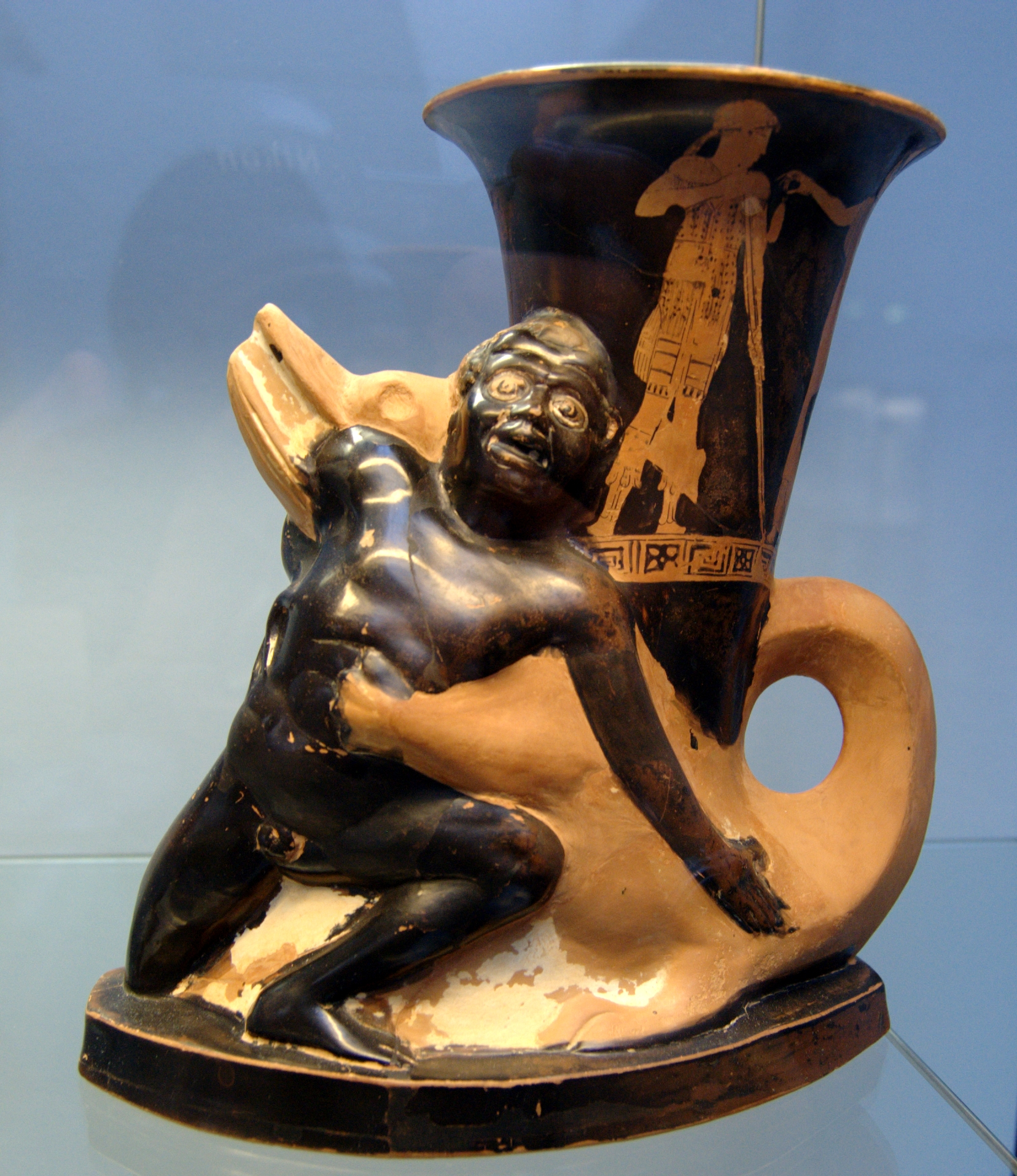
Ryton w formie mężczyzny walczącego z krokodylem
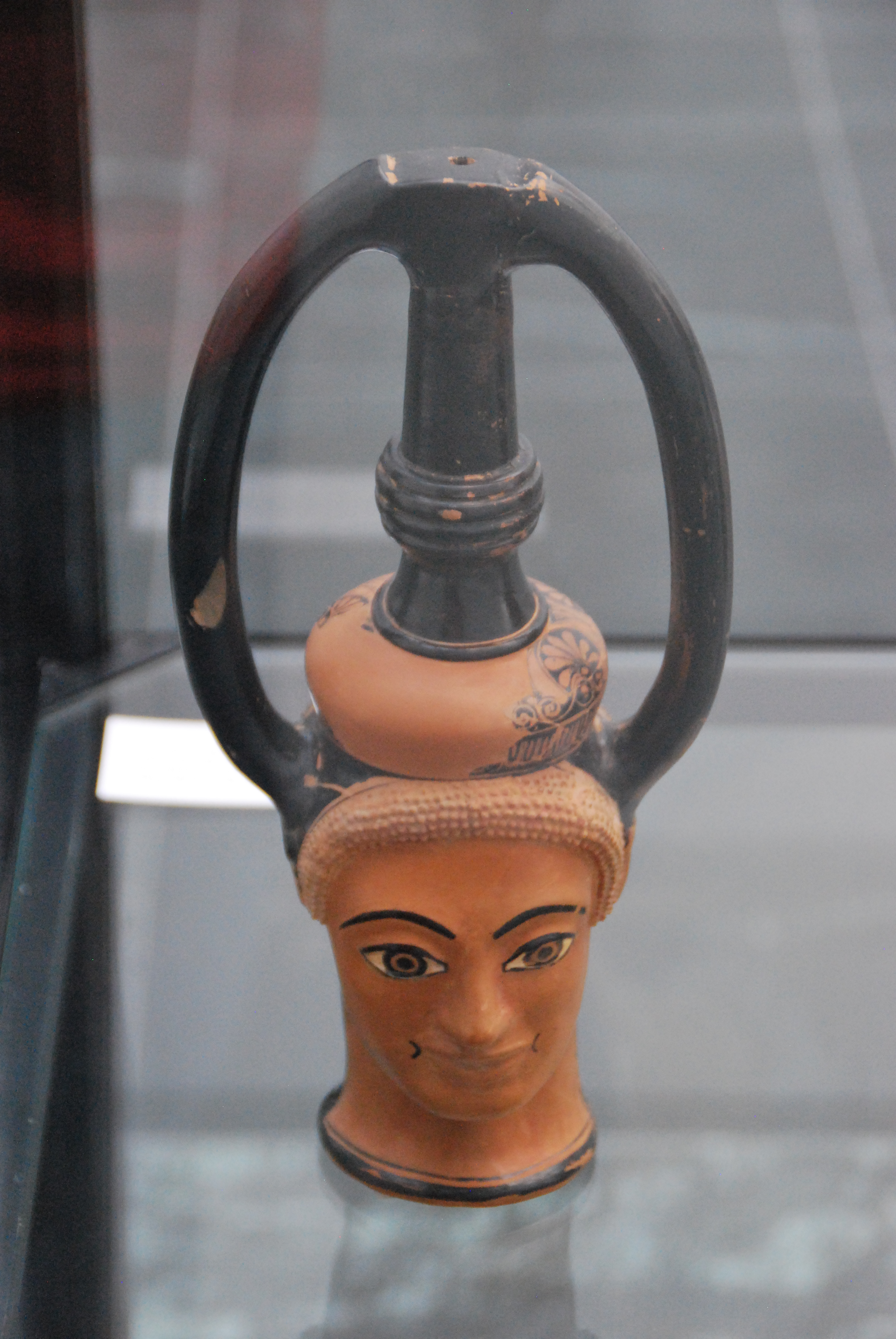
Figuralne naczynie do picia
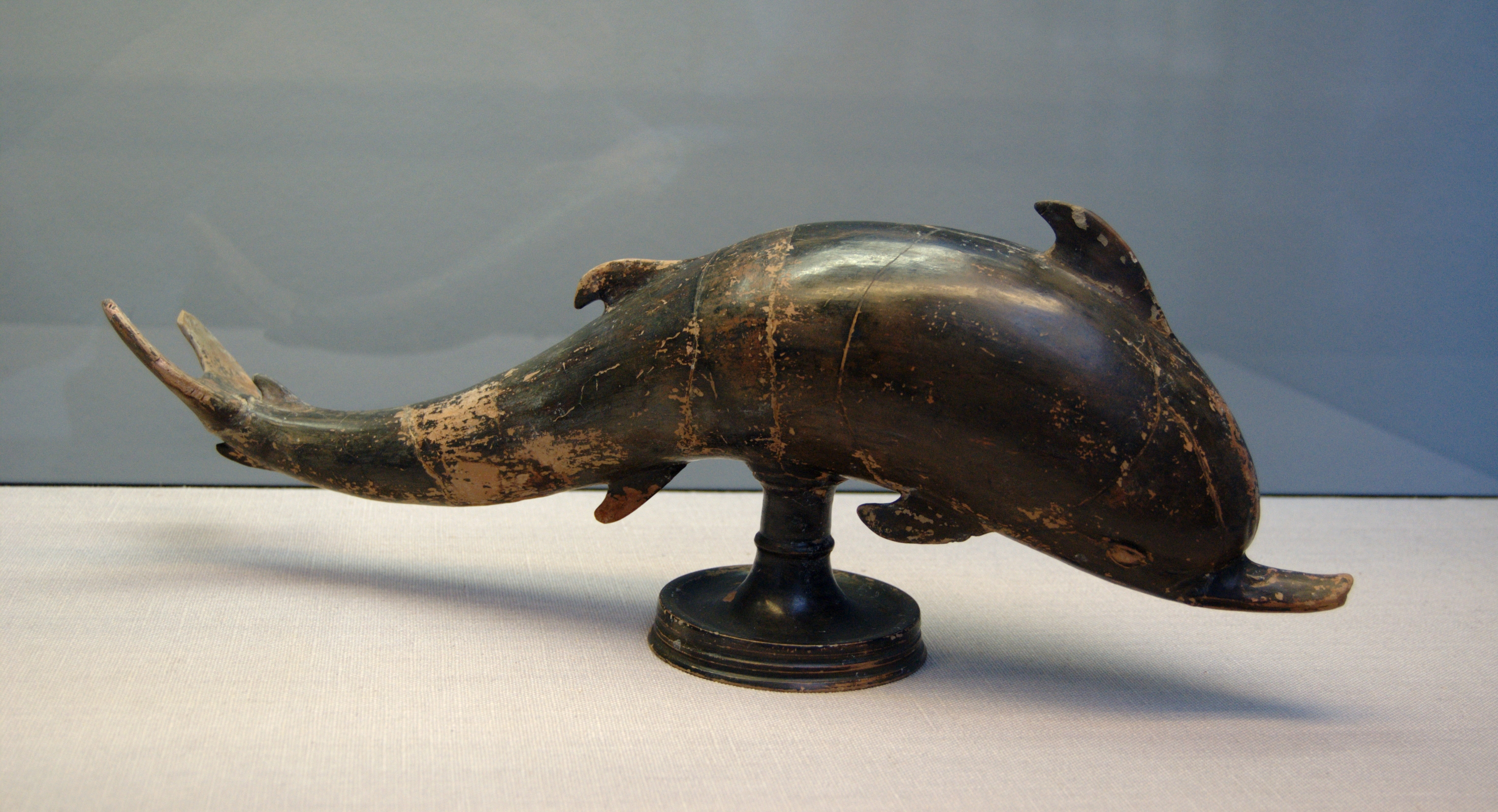
Ceramiczny delfin
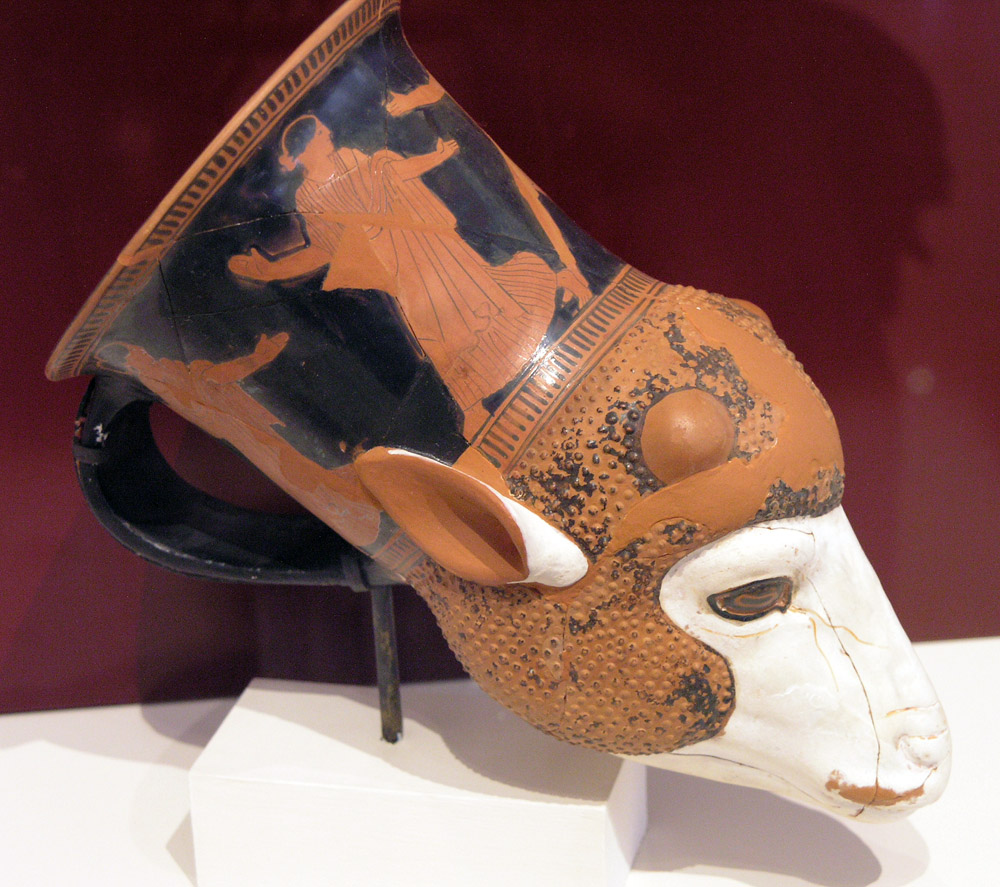
Ryton
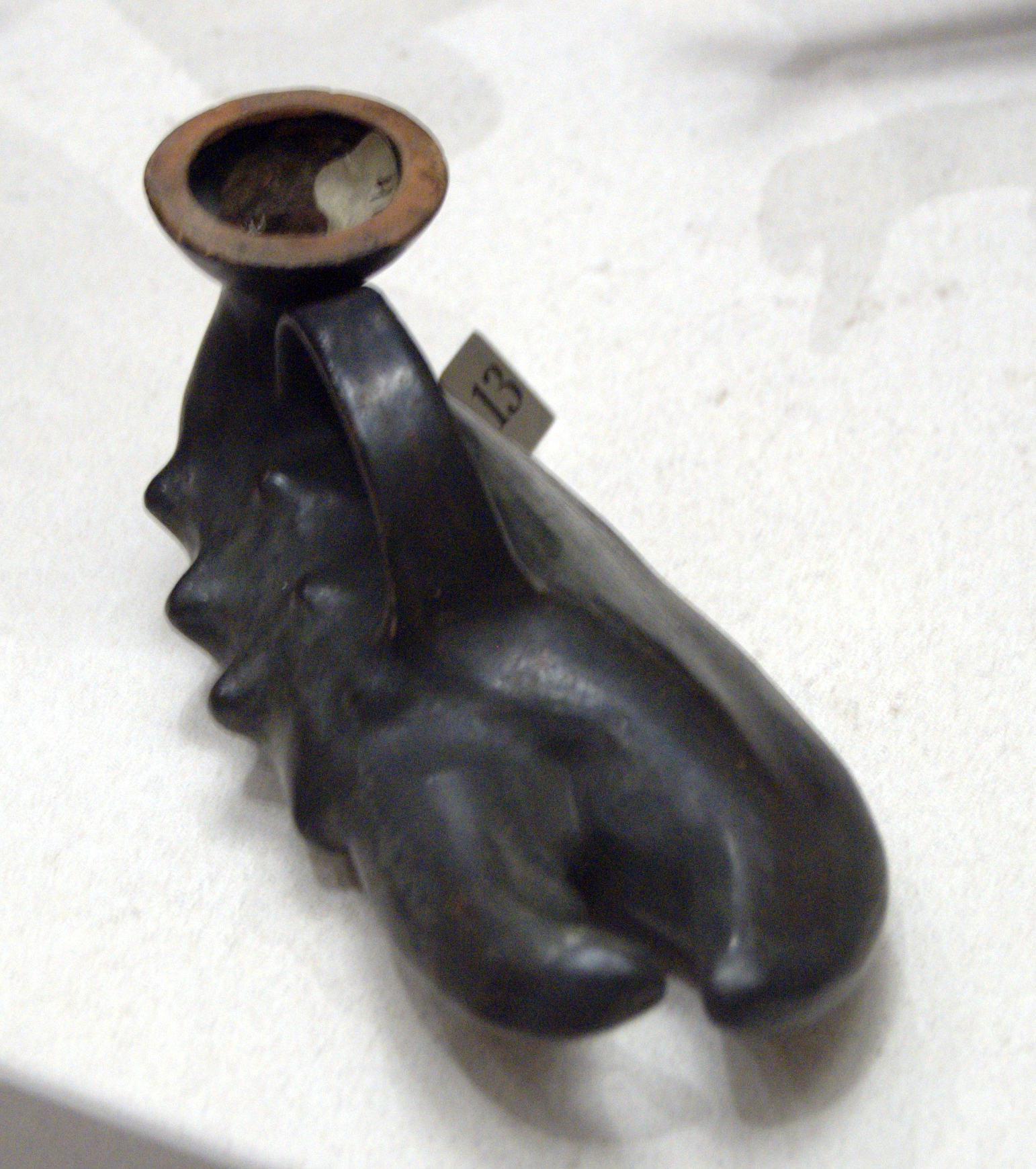
Guttus w formie szczypiec chomara
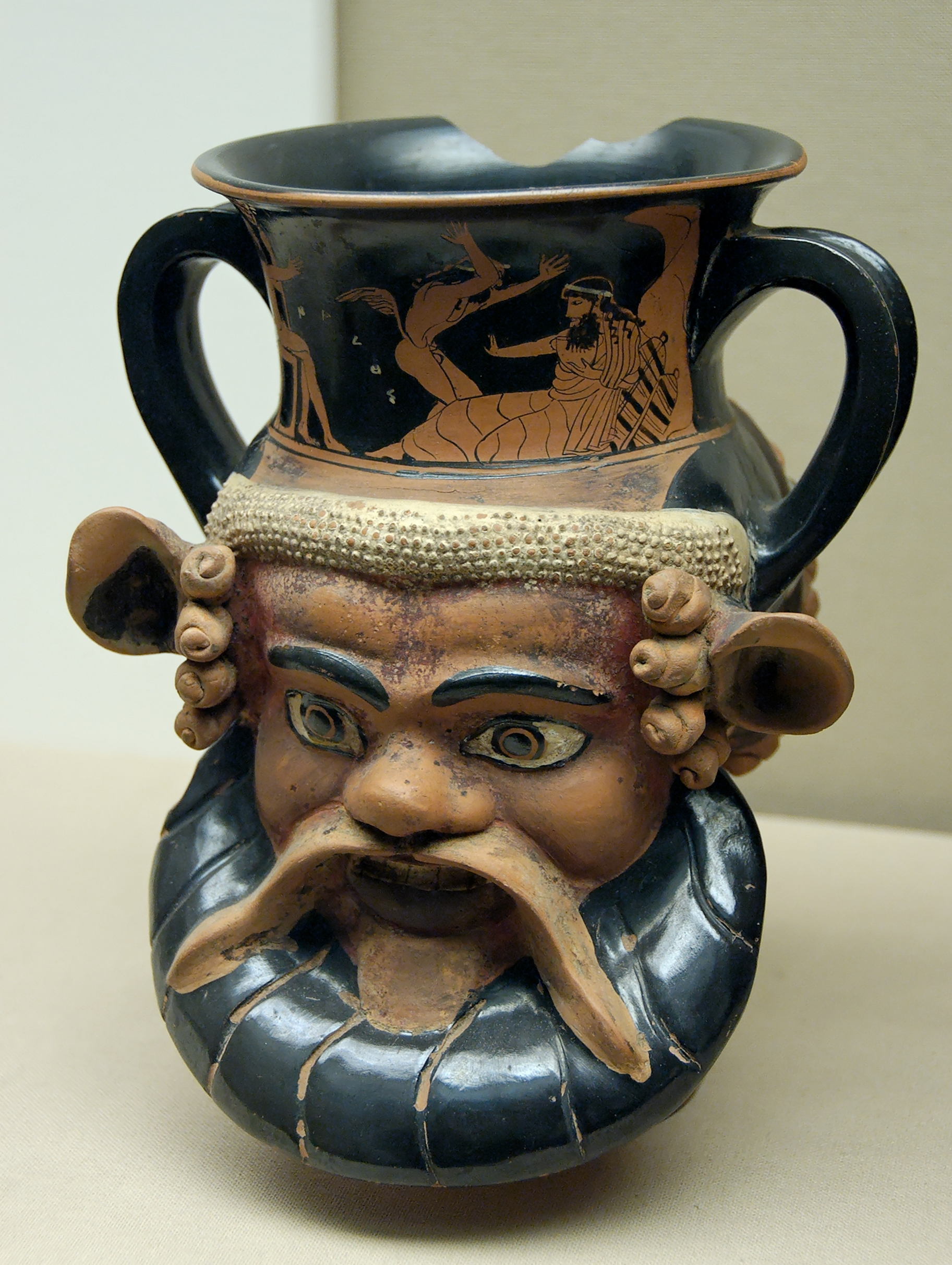
Kantaros
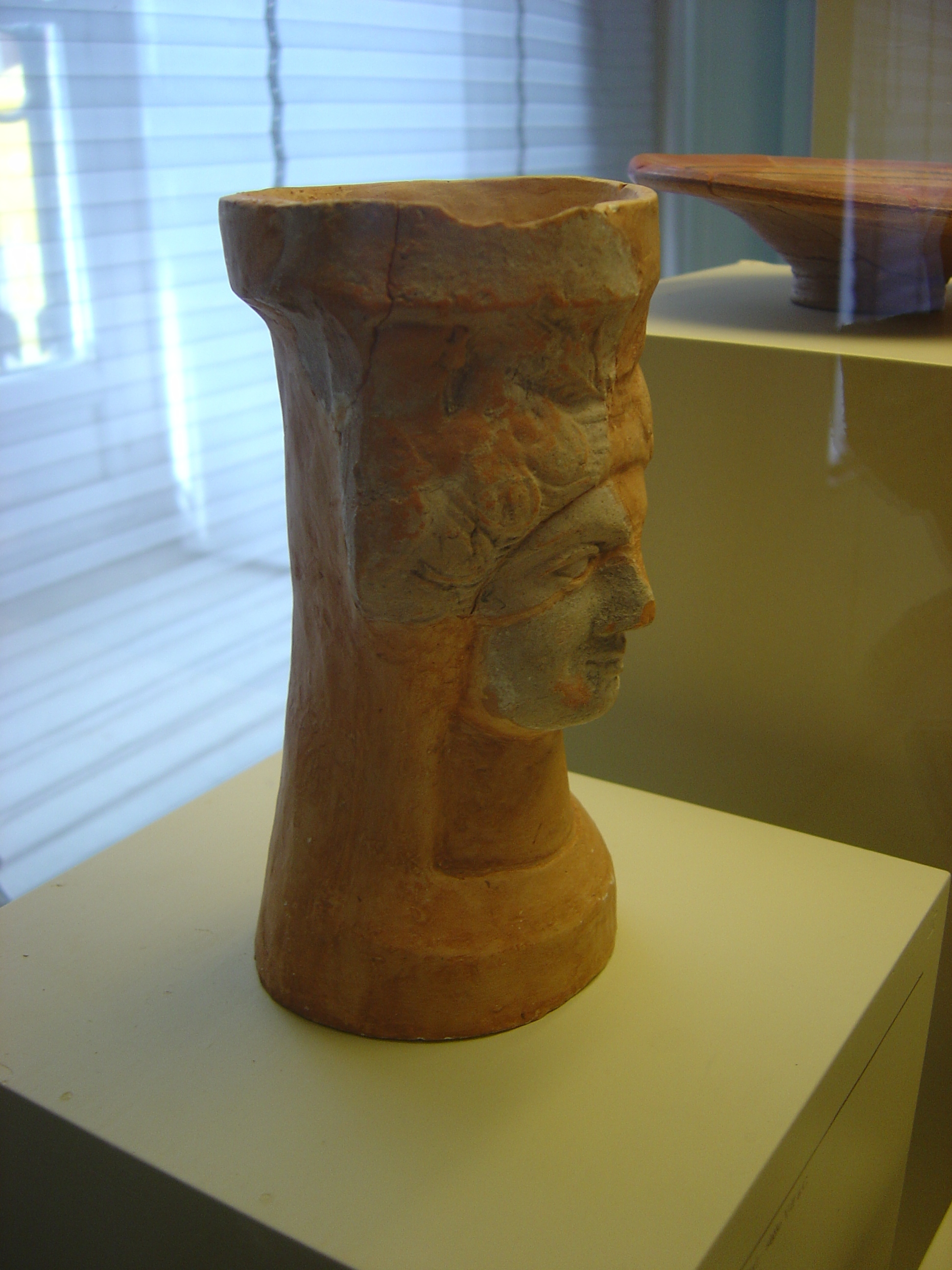
Thymiaterion[b]

### Pozostałe formy

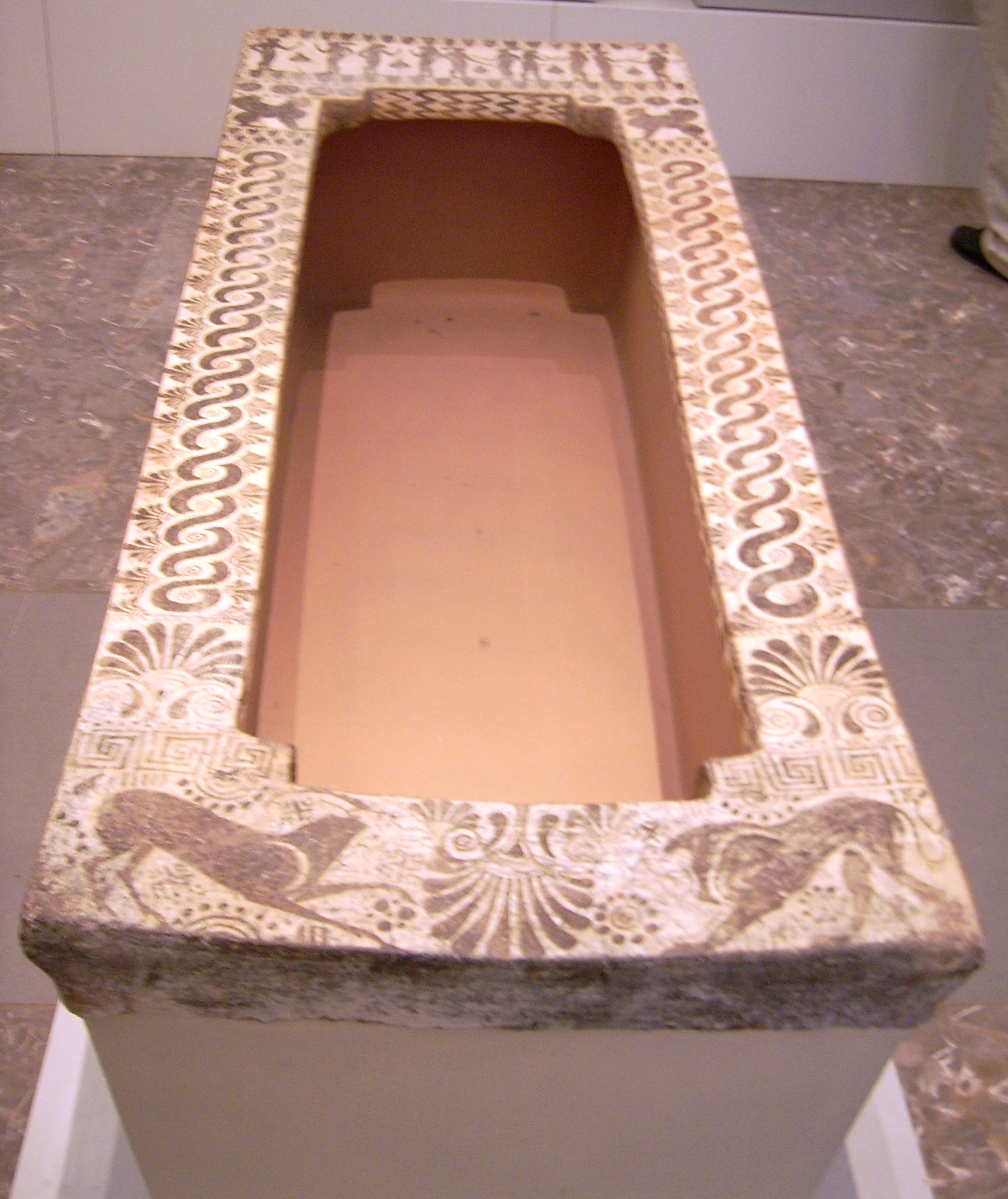
Ceramiczny sarkofag
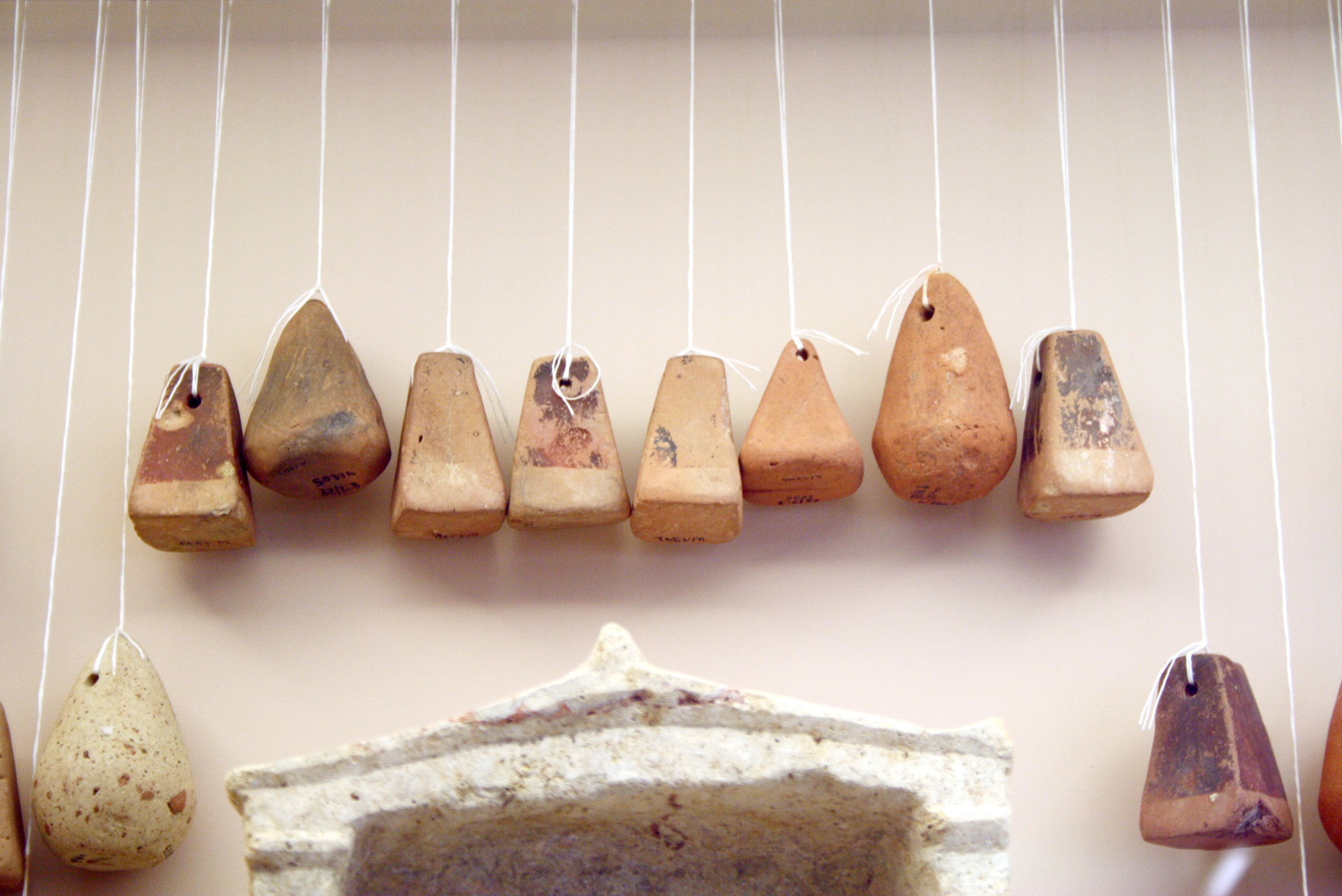
Obciążniki do krosien
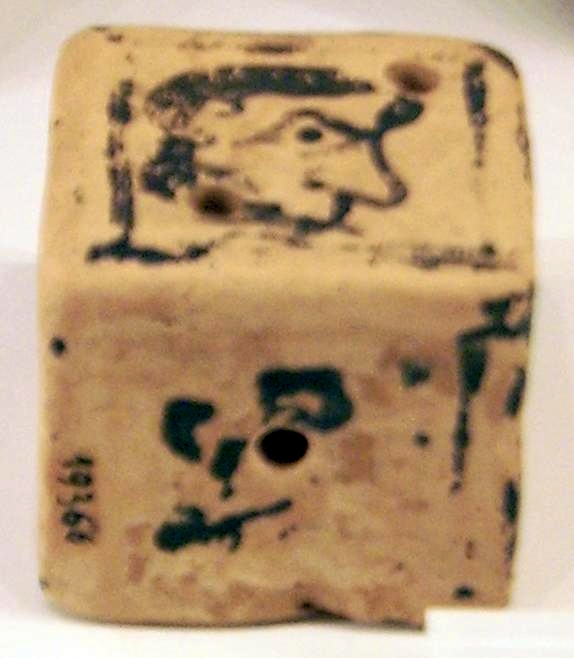
Kości ceramiczne
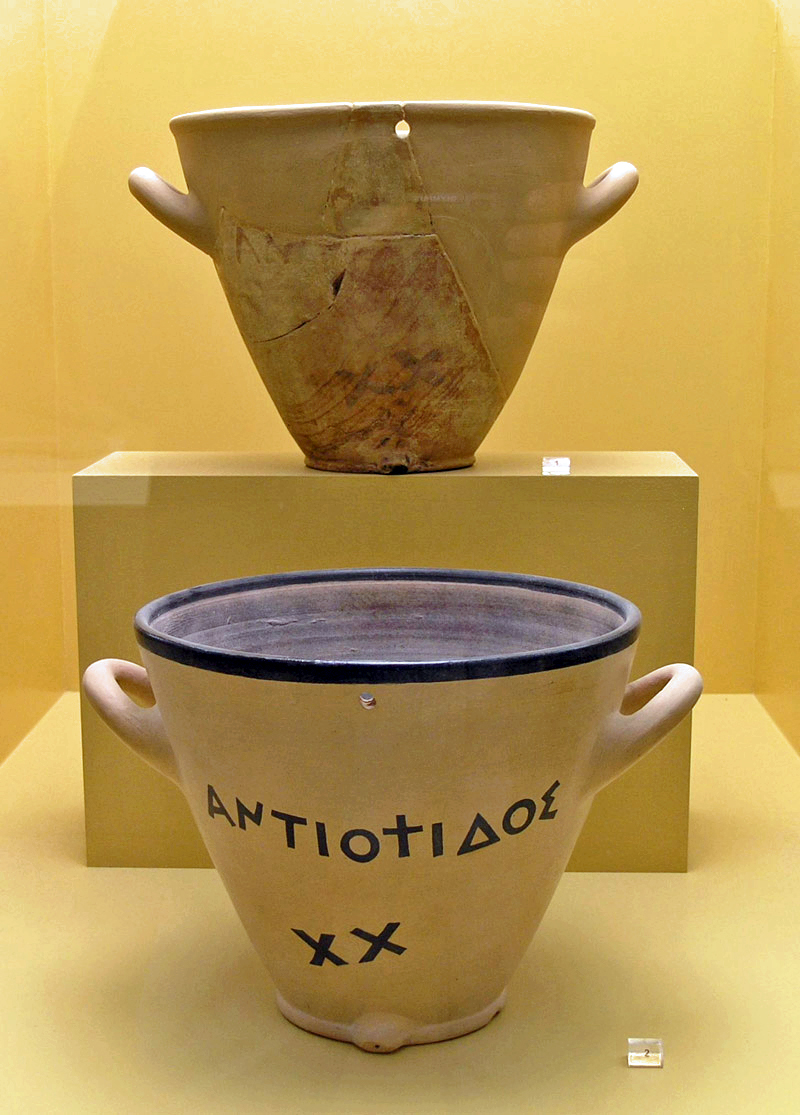
Zegar wodny
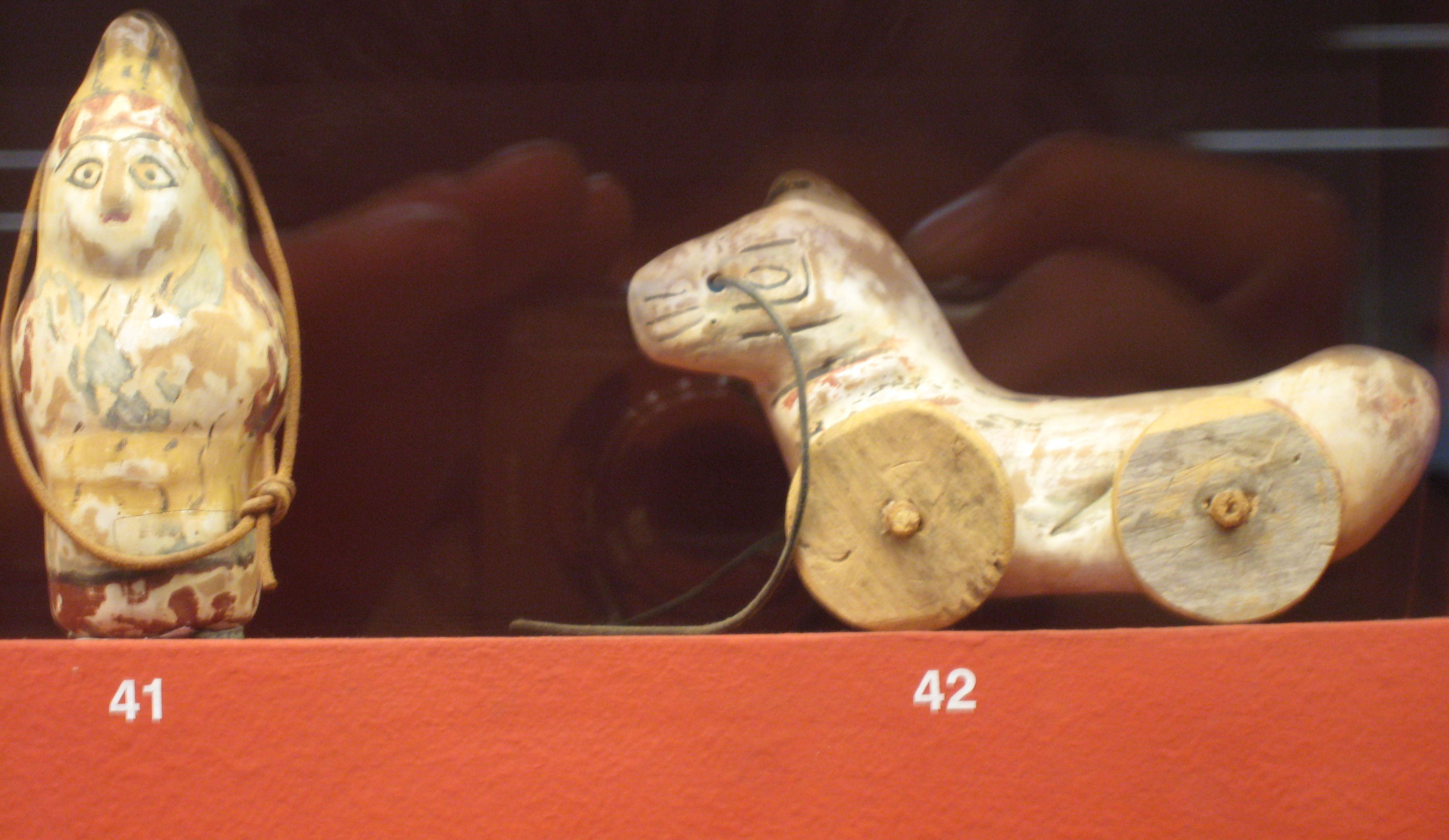
Zabawki dla dzieci
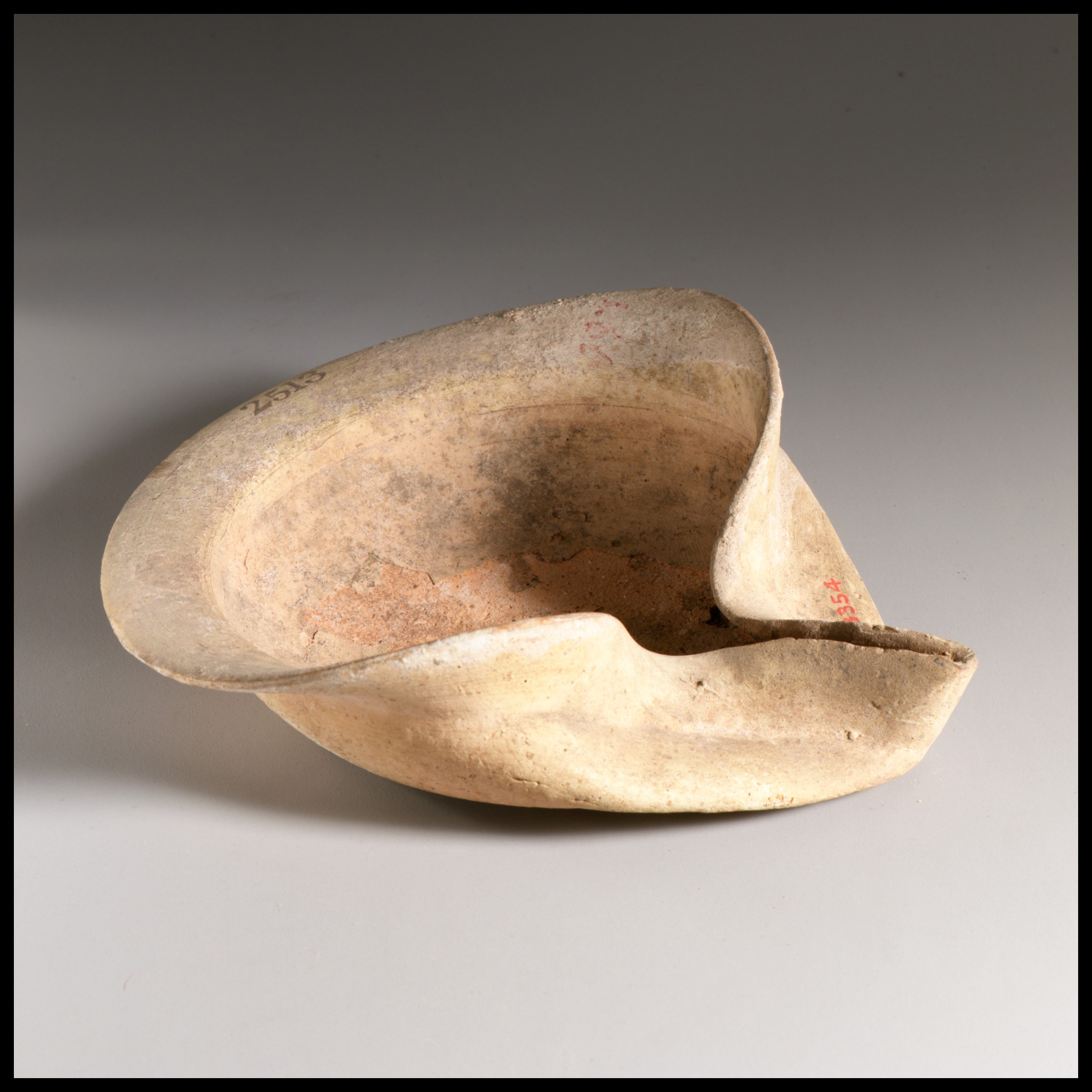
Cypryjska lampka oliwna, V w. p.n.e.
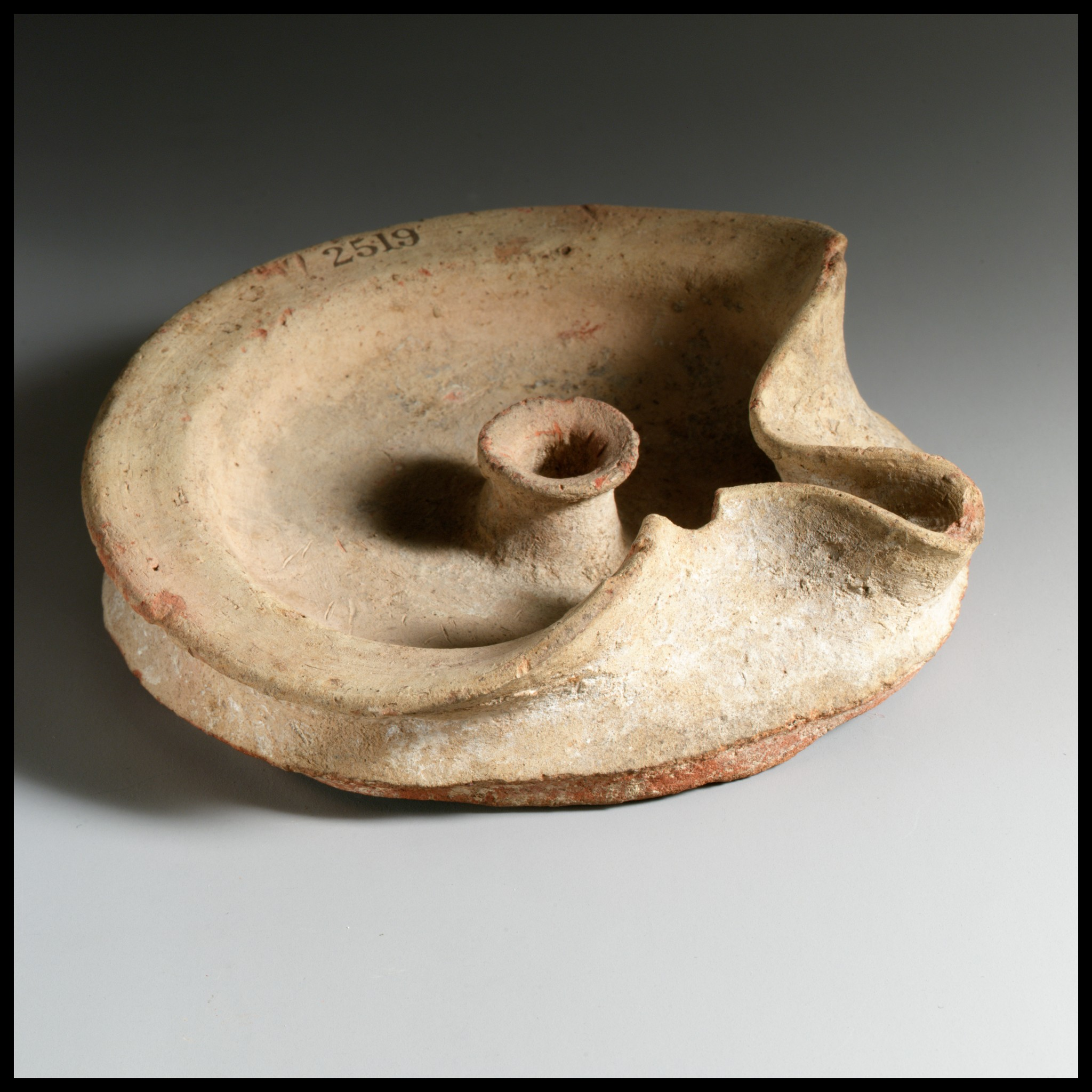
Cypryjska lampka oliwna, IV w. p.n.e.
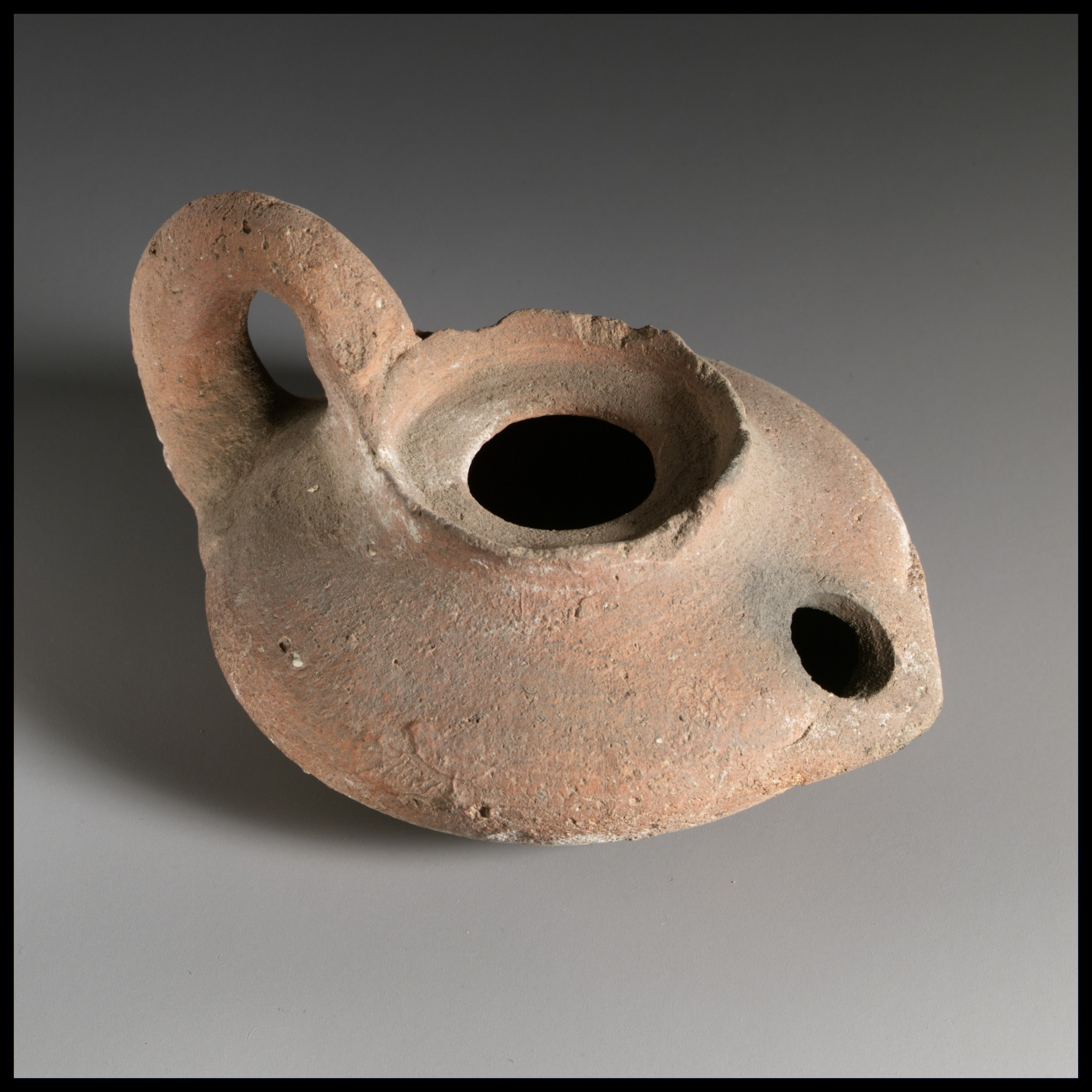
Lampka oliwna, III w. p.n.e.
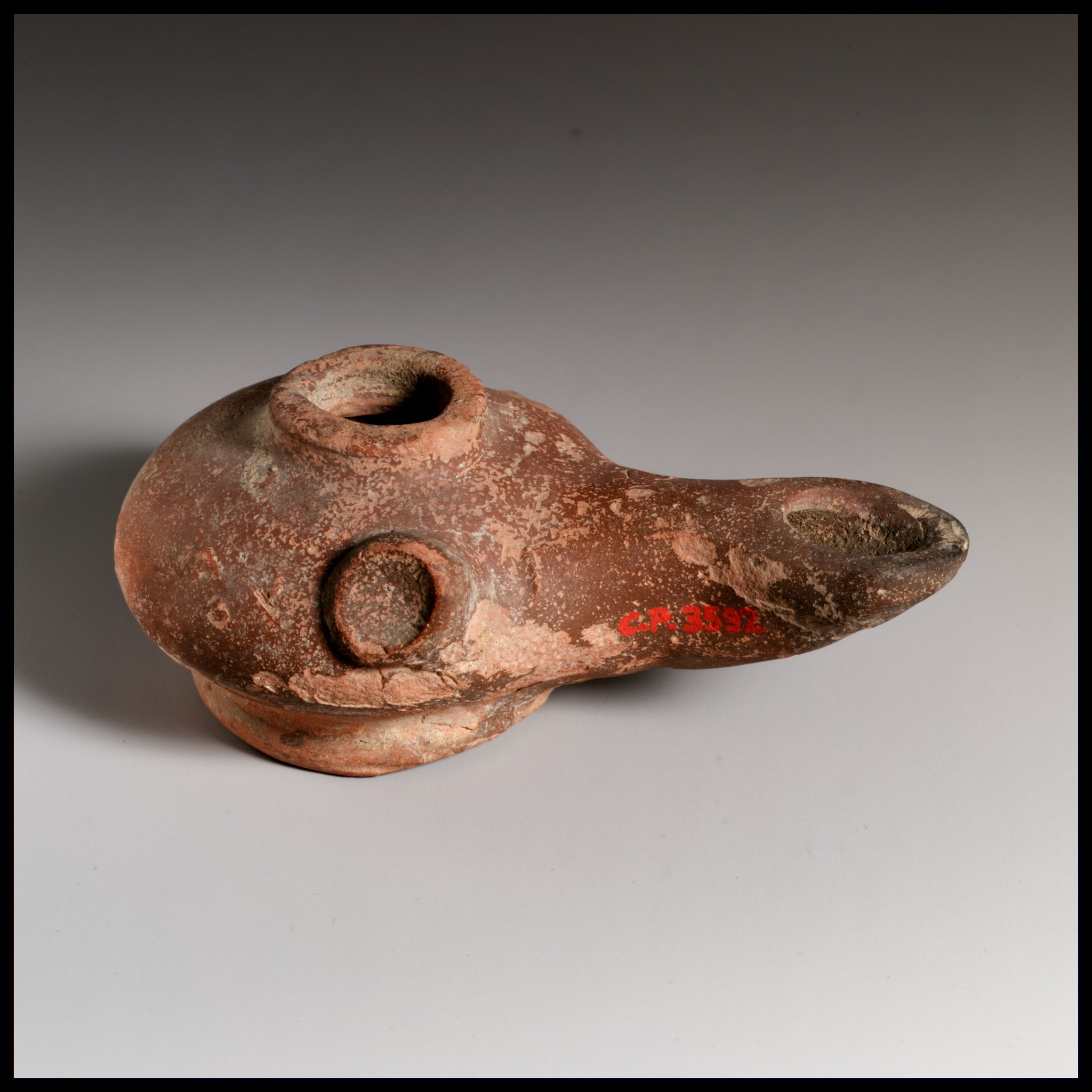
Lampka oliwna, III–II w. p.n.e.
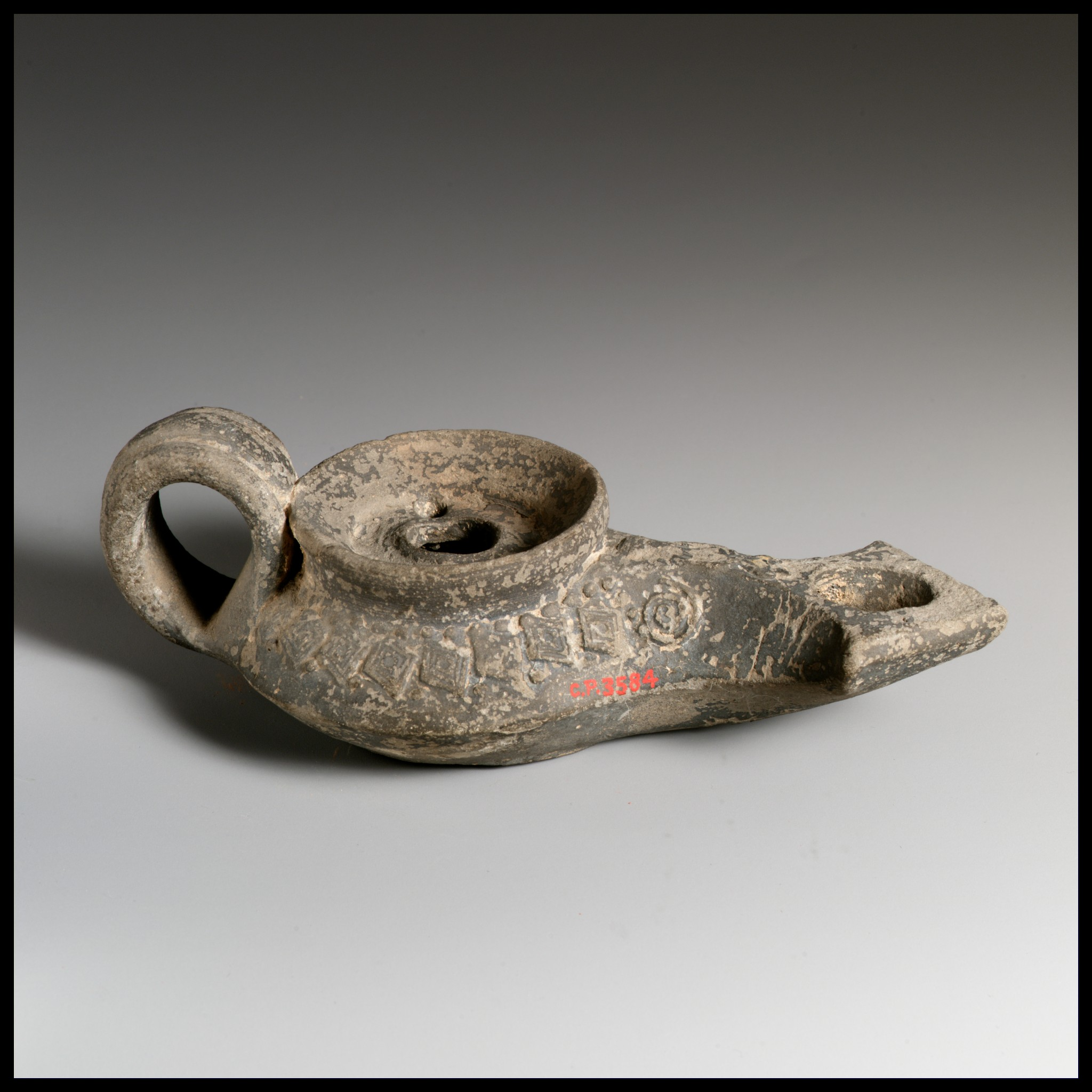
Cypryjska lampka oliwna, II w. p.n.e.
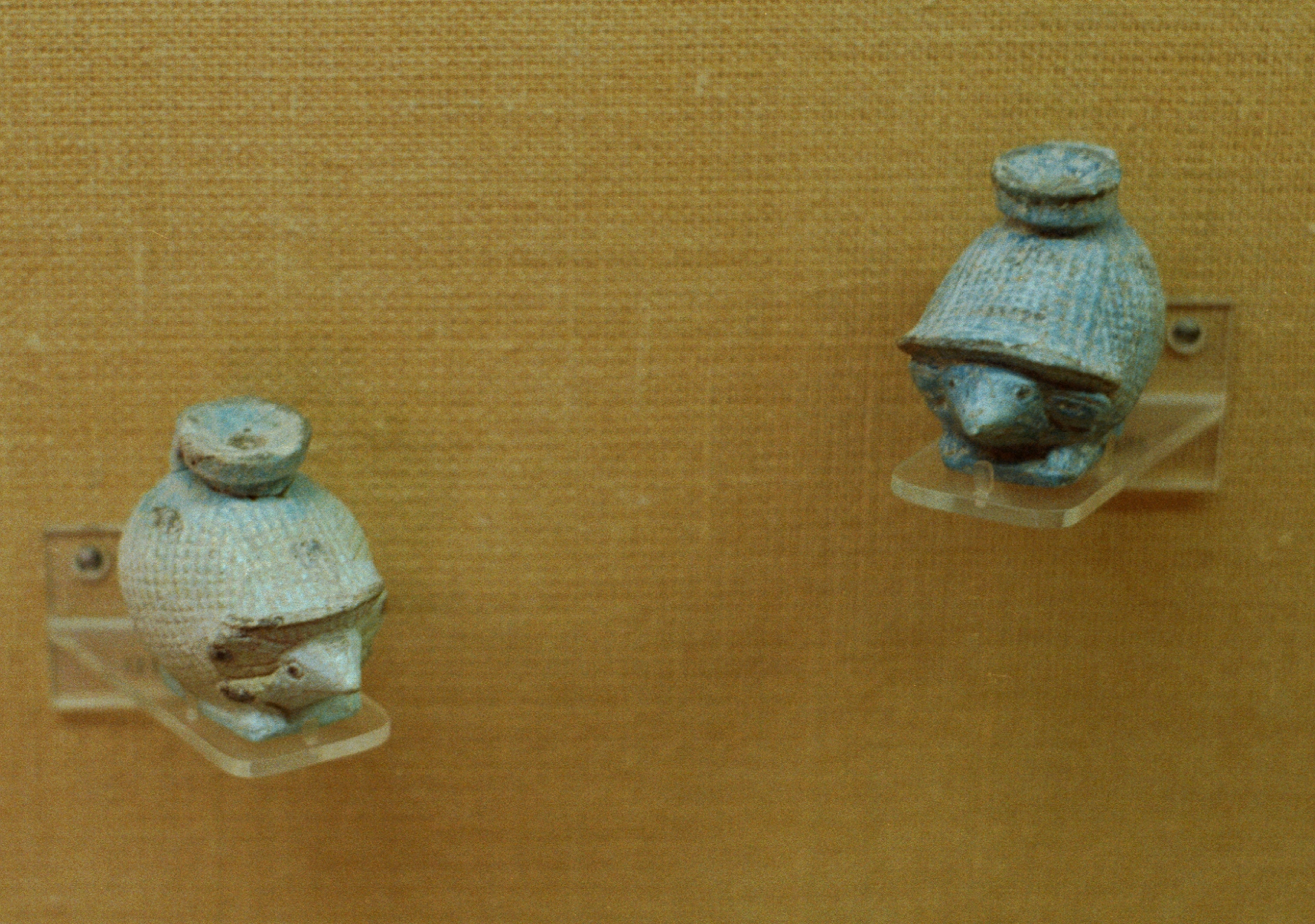
Lampki w kształcie jeży
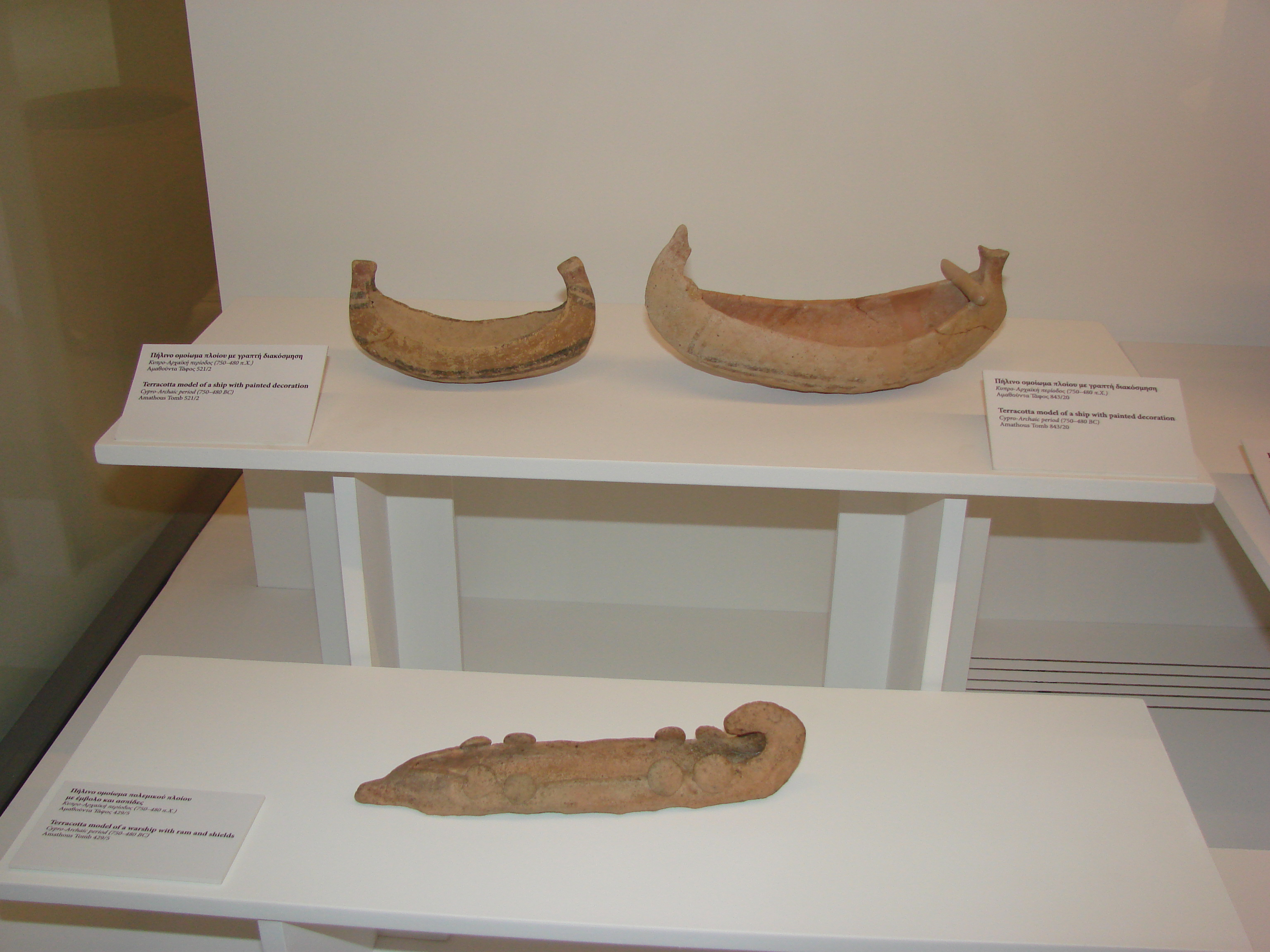
Modele łodzi
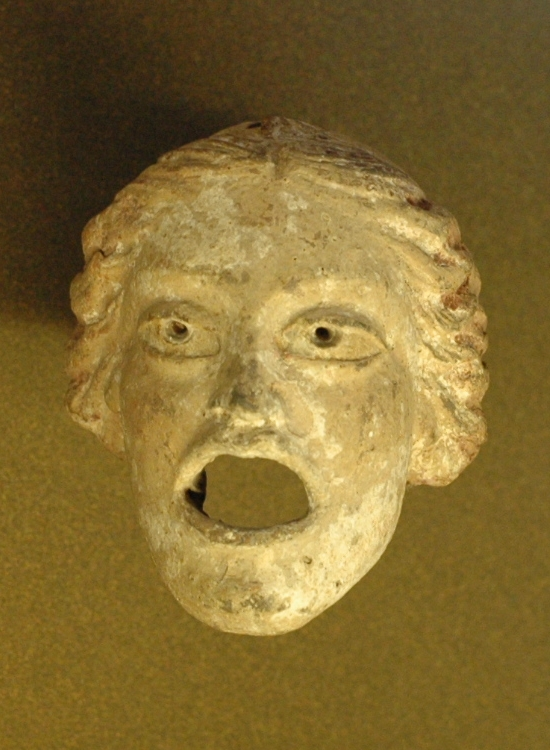
Ceramiczna maska